# グリザイアシリーズの登場人物
『グリザイアシリーズの登場人物』（グリザイアシリーズのとうじょうじんぶつ）では、アダルトゲームシリーズ『グリザイアシリーズ』の登場人物について解説する。
声の項は特に注記の無い限り、PC版 / その他の機種・メディアの順で担当声優を表す。

## 『果実』『迷宮』『楽園』に登場するキャラクター

### 主要人物
風見 雄二（かざみ ゆうじ）
声 - なし / 櫻井孝宏（アニメ版、『グリザイアの残光』）、諏訪彩花（幼少期・アニメ版、『グリザイアの残光』）、松平美波穂（幼少期・『アイドル魔法少女ちるちる☆みちる』）
身長：178cm / 体重：65kg（『果実』）→62kg（『迷宮』、『楽園』）
『果実』『迷宮』『楽園』の主人公。日米合同対テロ組織“CIRS”の工作員・狙撃手。エースナンバーである“I-9029”の名で恐れられている。CIRSでの階級は特務伍長。普段の仕事では麻子から贈られたM24-SWSを愛用する。
ある時「普通の学園に入って、普通の学生生活が送りたい」と希望したことから、知人かつ美浜学園長である千鶴の縁により、「カナダからの帰国生」という名目で三嶋崎の美浜学園の2年生として転入する。成績は上位。美浜学園に転入してからの1学期間の通知表では甲乙丙丁戊の5段階評価で身体技能と学術は甲、社会適合と素行は丙、それ以外全て乙。寸評では「女癖に難あり」と書かれており、軍の評価でも上司であるJBやギャレットによって同じ事が書かれている。
常に冷静で、必要以上に他人へ近付かないタイプだが、相手からの歩み寄りを拒むことはない。親代わりだった麻子の教えに従い、16kmの距離に及ぶ早朝ランニングと読書を常日頃から欠かさない。それゆえ体力も知力も高水準であるが、言動が観察的で感情に乏しく、日常的なコミュニケーションにおいては劣る。また、麻子の下や「全米中の悪ガキが集まった」学校で育った環境のせいか皮肉が多く、痛烈なブラックジョークを言い放つことがある。幼少期の経験（一姫が自身の身体を使っての教育等）や麻子との連日に及ぶ性交体験から性技に長けており、現在は制御できているが性欲も強い。組織では数ヶ月に一度は女を抱くことと奨励されている事から風俗経験もあるが、絶倫すぎるせいで風俗嬢を泣かせてしまった経験がある。
世界初のポータブルMDプレイヤーが発売された年に神奈川県厚木市の病院で産まれる。天才と呼ばれ賞賛されてきた姉・一姫に対し凡庸であったため、両親から冷遇されて幼少期を過ごし、特に父・亮二から嫌悪される。その分、大人の顔色を窺いながら育ったため、観察眼は鋭い。この頃、絵の才能を開花させ若き天才として美術界にその名を轟かせた一姫の絵の取引のため訪れた古美術商・桐原礼と名乗る男に一姫共々目をつけられている。姉の一姫からの寵愛を受けて保護されていたが、2005年、滝園学園マイクロバス転落事故により一姫が亡くなったことで家庭が崩壊。3ヶ月後、亮二の日常的な暴力に耐えきれなくなり母・聡子に連れられ逃亡するが、わずか2週間で発見されて連れ戻される。しかし再度逃亡、しばらくは平穏に過ごせたものの1年後（12歳時）に亮二に見つかってしまう。聡子が乱暴される現場を見た雄二は亮二を酒瓶で殴り、絶望した聡子は雄二を逃した後亮二をメッタ刺しにして殺害した。その後聡子自らも自殺した事で天涯孤独となった雄二は、心に深い傷を負う。
その後、亮二と親交のあった桐原礼こと国際指名手配されたテロリストのヒース・オスロが身元引受人となる事で拾われ、童顔である事から女装されて愛玩人形としてオスロの私邸に置かれる。オスロ不在時に食客から受けた理不尽な暴力を発端として過去のトラウマが発現し、食客を殺害した事により殺人装置としての雄二の片鱗を見たオスロによって「寒い国」のテロリスト養成機関にて工作・暗殺の教育を受ける。暗殺者として育成されオスロの命令により変装による潜入と要人暗殺を繰り返し、異常な環境とオスロによる殺人装置としての強烈な暗示をかけられ、肉体強化目的の人体実験による大量の薬物摂取により心身ともに廃人寸前となる。
その後麻子率いるCIRS部隊がオスロの私邸を強襲・壊滅させた際に、私邸の地下室で女装した雄二を発見・保護される。その時には既に雄二の精神崩壊は始まっており、後のJBはこのころが最もひどかったと振り返っている。なし崩し的に麻子の養子となり山梨の山中で二人きりのリハビリ生活を送り、麻子とJBの荒っぽくも必死の世話もあって普通の生活を送れる程度まで回復する。2人の教育により狙撃手としての才能を開花させ、古傷により体調不良の麻子に代わって“9029”として密かに仕事を代行するようになり、正式に麻子の後を継ぎたいと考えるようになる。麻子の影武者を務めていた事がJBに露見、反対されるも説得し、麻子のツテで14歳頃にアメリカの海軍練校へと渡る。
米海兵隊では遠征打撃群第15MEUに所属、信頼できる仲間たちに恵まれヤブイヌ小隊として実戦の経験を積む。実戦当時、自軍の上層部に見捨てられ敵陣地の奥に置き去りにされてもなお生還し、放り投げても敵を仕留めて必ず戻ってくる様から“ブーメラン”という渾名で知られていた。敵陣地期間終了後に日本へ帰国、陸上自衛隊の特殊作戦群の訓練を受け、国内ライセンスを取得。また、バンクーバー国際空港テロ事件では雄二がテロリストから2000m離れた位置からの超長距離射撃を成功させたことで解決に一役買っている。そして麻子からエースナンバー“I-9029”を正式に受け継ぎ経験と実績を重ねるが、麻子が古傷の後遺症によって亡くなったことで自らの進むべき道を見失い仕事に対する気力を失ってしまう。休養をとり北海道をバイクで旅する最中で、あることを機に普通の学校生活に憧れを抱き、JBとかつてバンクーバー国際空港の事件で助けた千鶴の伝手で素性を隠し作られた経歴で美浜学園へと転入する。
大型自動二輪免許を所持している。麻子の「人間、豆さえ食ってりゃ死なない」という言葉の影響を受け、煮豆が好物である。家庭環境や軍人生活もあり特に食べ物には拘らない為食べられれば何でも食べるが、天音からは「何でも美味しそうに食べない」と思われている。
両親が死んだ日に母親を駅で待っていたため、以後の雄二は電車に揺られる度にその日のことを思い出してしまい、電車を苦手としている。また、狙撃時にブースタードラッグを使用すると視覚が異常に研ぎ澄まされ先端恐怖症になり、周囲の乗客の鼻先すらも目に刺さりそうに見えてしまうため、ますます電車を嫌いになっている。
両親の死やオスロの下での“殺人装置”としての経験が元で命を奪うことに対する強い精神的外傷と極度の恐怖感情を持っており、呵責から両親の死や任務で人を殺してきたのも全て自分の右腕に取り憑いた“悪魔”が勝手にやったことと思い込むようになっている。
オスロに“殺人装置”としての強烈な暗示をかけられていたが、それを麻子によって心の“安全ピン”としての暗示を上書きされた事によって平静を保っている。麻子には「自分のためには引き金を引けなくても構わない。だが、他人のためなら迷わず引き金を引ける男になれ」と教えられており、麻子が生きている内は麻子の代わりとして役に立っていると思うことで悩むことなく引き金を引くことが出来ていたが、麻子の死後は“殺し”が出来なくなってしまう。
オスロはSchlafe, mein Prinzchen, schlaf' einのオルゴールを所持し雄二を落ち着かせる際に音色を聞かせていたため、雄二がオスロの手から離れて以降も、雄二が人を殺す必要に迫られ心を落ち着かせる際には上官からこの音色を聞かされる（もしくは自分で思い出す）。
オスロには「頭脳の風見一姫」「武の風見雄二」として姉弟共々高く評価されている。
『楽園』のエンディング後は刷新されたCIRSから雄二へ教官としての復帰が望まれたが「もう人に銃を向ける仕事はたくさんだ」として断りつつも、『ファントムトリガー』では後進育成の為に自らの技術をまとめた、風見流スーパー護身術のワークアウトDVD全8巻をCIRSの名のもとに製作している。
なお、アニメ化にあたって演じた声優2名の起用経緯については、「グリザイアシリーズ」のグリザイアシリーズアニメ化の経緯を参照。
榊 由美子（さかき ゆみこ）
声 - 一色ヒカル / 田中涼子
誕生日：11月10日 / 血液型：A型 / 身長：163cm / スリーサイズ：85（D）/57/87
美浜学園の2年生。巨大財閥「東浜電鉄グループ」の社長令嬢。美浜学園の設立当初から在籍している。やや吊り目と、腰まで届く黒いロングヘアが特徴。無愛想かつ気難しい性格で、他人との会話を一言で済ませる程に交流が不得意なため、一度話しかけた人間から「もう話しかけたくない」と言わしめている。いつも1人で過ごしており、他の生徒達とは顔を合わせないことが多いが、寮生の集まりには顔を出すように心掛けている。美人であるが、美浜の学生の中で最も容姿に特徴がない「普通」である事も本人は気にしている。また、いつもカッターナイフを持ち歩いており、怒ると刃を出して相手を威嚇する。「本の虫」と呼ばれるほどの多読家であり、特にミステリー小説を気に入っている。お嬢様然としているが、料理は全く出来ず食事に無頓着な面があり、カップ焼きそば等のジャンクフードが好物。自室のパソコンによるインターネットサイト閲覧が日課であり、成人向けのウェブサイトも閲覧している。また、趣味に没頭するあまり夜更かしをしては昼に登校する事が多い。性的なものに興味があるが表には出さない。経済的な知識に詳しく、投機家の側面もあるので個人的な経済力は高い。学校の成績は小嶺幸と並びトップであるが、運動能力は美浜学園の生徒の中で最も低く、自転車も幼少期に乗ったのが最後という程。
東浜電鉄グループの社長令嬢として生まれるが、跡継ぎの男子を望んでいた父・道昭には軽く扱われ、母・美佐子もそう何度も妊娠出来ない弱い身体の持ち主と分かって以降、父から粗雑に扱われるようになり母は次第に心身を病み、由美子を連れ母の故郷で入院療養。由美子は祖父母からも冷たく扱われ、転校先の学校でも好奇の視線に晒され、さらに母が「あなたが男の子だったら良かったのにね…」と呟いたことで女として生まれた自らを心の底から憎み、女性の象徴である自身の長い黒髪をカッターナイフで断ち切る。その後、父と愛人の間に男子が生まれ、自身とは離婚を行おうとしていることを知った母はショックで病状が悪化。母は北関東の専門医療機関に行くことになる。
それから1年後、由美子は突如として父に榊家に呼び戻され厚遇を受ける。実は父と愛人の間に生まれた男子が急逝したことで父は由美子を跡継ぎに育てようとしており、父にいいように扱われていることを知った由美子はショックを受け、さらに陰で由美子を「妾の子」と蔑む学友の言葉を聞いたことで、どこにも自身の居場所はないと悟った由美子はその学友の手をカッターナイフで切りつける傷害事件を引き起こす。その後、父の取り計らいで速やかに示談が為され、事件は無かったことになり、由美子は更生のための収容施設・美浜学園に連れてこられた。
『果実』の由美子ルートでは雄二の助力で道昭と対峙し、東浜グループ社長の座から退かせることに成功。確執を越えて向き合った由美子と道昭は“家族”の本当の姿を取り戻す。
アニメ版では道昭と対峙した後、由美子は手榴弾で自殺を装って榊家との縁を絶ち、JBから新たな戸籍を受け取った。娘の死を悔いる父の姿に、由美子は「榊の家に生まれたことは嫌だが、父と母の間に生まれたことは少しだけ嬉しく思えるようになった」と振り返っている。
『迷宮』の由美子アフターでは、雄二に甘えながら花嫁修業に励む姿が描かれている。
風見雄二奪還作戦では、孤立しやすい性格にちなんで「ボッチ」というコードネームを割り振られる。
版権イラスト上でのイメージ植物は『果実』ではブドウ。『迷宮』では紫陽花。
周防 天音（すおう あまね）
声 - 雪見そら / 田口宏子
誕生日：3月3日 / 血液型：A型 / 身長：169cm / スリーサイズ：91（F）/59/88
美浜学園の3年生。面倒見が良く、頼れるお姉さんのような少女。過去に1年休学していたため、実年齢は雄二より2歳上。視力が弱く、現在はコンタクトレンズを使用している。スタイルが抜群に良く本人にもその自覚があるため、わざと露出度の高い恰好をして「エロいお姉さん」風に振る舞っているほか、ナンパ男のあしらいにも慣れている。また、下ネタに寛容であり、裸を見られても動じない。明るい性格もあって商店街のアイドルとなっている。学生の中で一番ファッションと化粧の知識がある事もあり、「美の先駆者」と呼ばれて学生寮内でビューティースクールを開いた事がある。美浜では自他共に認めるビッチであるが処女である。また、肉食系女子向け雑誌の「タイガー・ガール」を愛読しており、その雑誌を見た幸には「エロ本」と言われてしまっている。
実家が神田で京料理の料亭を営んでいることから料理上手であり、家庭的な才能は一番高く学生寮では最年長な事もあって寮母のような立場となっている。面倒見の良い性格であり、生活能力の乏しい蒔菜の保護者のような立場であり、本人から懐かれているほか、よく自室のベッドで一緒に寝ている。京都の出身である母の影響で、興奮したり気が動転すると、京言葉が口に出てしまう。学校の成績は中の下。
元ヤンキーかつ走り屋であった父の影響で車全般が好きで、タイヤがついていれば自動車・バイク・トラクター等基本的に何でも乗れると語る。普通自動車免許と普通自動二輪免許を取得しているほか、料亭で屋形船を使う事があるため一級小型船舶免許も取得している。航空機の免許は取得していないものの、取得は考えている。250ccのオフロードバイクがボバーへと改造された「ボバ太郎」を所有しており、美浜学園転入時はこのバイクでやってきたため、学園長の橘千鶴には暴走族と間違われた。現在は寮の駐輪場に停めている。父直伝のドライビングテクニックを持ち、普段は温厚なものの煽られたりすると性格が一変し走り屋となる。運転は非常に乱暴で、特にみちるが嫌がるほど危ない走り方をする。運転好きな一方で、過去の経験から他人が運転する車を苦手としている。
私立滝園学園という女子校にいた過去があり、長身を活かしてバスケットボール部に所属していた。当時は眼鏡をかけており、髪型も現在とは違い地味であった。同じく滝園学園に在学する雄二の姉・一姫とは同学年で同じバスケットボール部に所属していながらも、一姫が放つ独特の毒気のような物を避けており転落事故に至るまで話したことはなかった。
『果実』の6年前に発生した「滝園学園マイクロバス転落事故」に遭った当事者。一姫と事故後から行動を共にし信頼を寄せ、親しくなる。転落15日目、他の遭難者らが「鹿肉」を食したものの、懸念を示した一姫が一切口にしなかったことから自身も口にしなかった。その夜明け前、一姫に連れられ事故現場から逃亡・脱出。その最中に「鹿肉」の正体が部員の遺体の死肉であることを知る。タガが外れた他の遭難者らに追われ殺されそうになるも、一姫が自ら囮となり天音を逃がした。数日後、人里に到達し事故の唯一の生存者となる。生き残ってしまった罪悪感に苛まれ、やがて美浜学園に編入した。
一姫から弟・雄二のことを聞いていたため、雄二が学園へ来た時から雄二のことを知っていた。
過去の事件から統合失調症を発症しており、更に体質が変わったらしくバストの大幅な成長と同時に太りやすくなっており、本人もそれを気にしているため有酸素運動によるダイエットを欠かさない。
素足にローファーを履くという非常に珍しいスタイルを取る。また、髪の両側を小さなリボンでカール状にしている。
『果実』の天音ルートでは雄二の姉・一姫を救えなかった罪の意識から雄二に積極的に愛情を傾けるが、やがて雄二に本当に恋心を抱き、幸せになってしまえば罰にならないと思い始めていた。天音は「滝園学園マイクロバス転落事故」の当事者であることを雄二に打ち明け、自身を殺すよう雄二に願う。雄二は天音の命を貰い受ける事にして「今後一生、俺の為に生きろ」「ずっと俺と一緒に居ろ…それがオマエの罰だ」と命じた。
『迷宮』の天音アフターでは、持ち前の強引さと巧みな家庭料理を持って雄二の籠絡に成功。過去に対する憂いを抱きつつも雄二と2人で歩んでいくために日々を過ごし、隙あらば実家への挨拶に雄二を行かせることを計画する。
風見雄二奪還作戦でのコードネームは自他ともに認めるキャラである「ビッチ」。
版権イラスト上でのイメージ植物は『果実』ではサクランボ。『迷宮』では椿。
松嶋 みちる（まつしま みちる）
声 - 羽仁麗 / 水橋かおり
誕生日：12月25日 / 血液型：O型 / 身長：155cm / スリーサイズ：80（B）/52/82
美浜学園の2年生。ツンデレキャラクターに憧れて、無理にそれらしく振る舞おうとしている。その一環として、目尻に軽くアイシャドーを施し、ブリーチでの脱色（髪の根元から脱色するため、「物凄く痛い」とは本人の談）による金髪をツインテールに結んでいる。明るく活発なムードメーカーである一方、勉強を苦手としており、頓珍漢な受け答えをすることから周囲からはっきりと「バカ」と言われる事も少なくなく、本人もその事は自覚している。美浜学園転入時に間違えて名前がそっくりな中学校へ行ってしまいその事に1週間気付かず、中学生に勉強で負けるという逸話を残している。生まれつき運が悪く、調子に乗ると何かと痛い目に遭うことが多い。その一方で悪運は強く、多少雑に扱われても問題ないほど体は頑丈である。胃腸が弱く、食物をうまく吸収しづらいため太りづらい。非常に車酔いしやすい体質であり、特に天音の運転する車に乗った場合、必ずと言って良い程嘔吐する羽目になるため乗りたがらない。
子ども嫌いだが、ツンデレキャラが子どもにウケやすい事もあってよく懐かれ、自分も調子に乗って悪い方向へ転がってしまう傾向がある。
身体能力は意外にも高く無酸素運動に定評があり、瞬発力を要する運動に強い。短距離走では美浜でみちるに追いつける者はいない。「韋駄天のみちる様」を自称する一方、周囲からは「Bダッシュ松嶋」と呼ばれている。ただし有酸素運動が苦手であり、400メートルを境にスピードがガタ落ち、1キロで限界となる。
比較的裕福な家庭の一人娘として生まれたが、何をするにも時間と手間がかかる子供だったみちるは成績を上げられず、さらに幼少期に心臓に重大な疾患が見つかり、激しい運動を控えるなど日常生活に制限が必要になってしまい、両親からも期待をされなくなり、通っていた学校でも馴染めず“いないもの”となっていた。唯一親友となった女子生徒も自殺してしまい、そのショックで心臓の持病が悪化し心臓の移植手術を受けるが、その後からみちるは度々記憶を欠落させ、その間に社交的で勉強ができる別人格が発現するようになった。別人格の存在を恐れたみちるは自身の胸部にカッターナイフを突き立てるが、父親に現場を見られ強制入院。入院中、みちるが転んで周囲の人物たちが小さく笑う光景を見たみちるは自分が誰かのためになれるかもしれないと、周りを笑顔にするため自分を偽って道化を演じる生き方を決め、退院したみちるは両親に訳アリの学生が集まる美浜学園に編入させられた。
胸に大きな手術痕があるため、水着着用の際は肌の隠れるスクール水着を選んでいる。
左手首には水色のシュシュを、腰には幸に頼んで作ってもらったサメを模したデザインのピンク色のポーチを、いつも着用している。
ラムネ菓子の容器をポーチ内に常備しているが、入っているのはラムネではなくトランキライザーの一種で、“もう一人のみちる”を抑えるために服用している。
『果実』のみちるルートでは別人格である“もう一人のみちる”の存在に苦悩していたが、“もう一人のみちる”がみちるのために行動してくれていたことを理解し、彼女の存在を受け止めた。
『迷宮』のみちるアフターでは、真のツンデレキャラへと見事に昇華。地毛である黒髪姿も披露する。
版権イラスト上でのイメージ植物は『果実』ではレモン。『迷宮』では向日葵。
風見雄二奪還作戦では「UT」（ウザツンデレ）というコードネームを割り振られている。
『アイドル魔法少女ちるちる☆みちる』では、主人公を務める。また、中学2年生・14歳であるなど独自設定が存在する。
キャラクターに対する評価として、阿部広樹は共著『超エロゲー ハードコア』の中で、『グリザイアの果実』のヒロインの一人であるみちるのキャラクター性を『天外魔境』シリーズのマントーにたとえたほか、『サウスパーク』のカートマンとケニーの悪い部分を集めたようだともしており、彼女の愉快な行動だけでも一見の価値があるとしている。
もう一人のみちる
松嶋みちるの中に宿るもう1人の人格。本名不明。『楽園』以降はミチルとカタカナで表記されることがあり、みちるもミチルと呼称することがある。アニメ版及び『クロノスリベリオン』、『戦場のバルカローレ』ではミチルの人格が発現した際に瞳の色が緑色になる（みちるの瞳の色は青色）。みちるが雄二の事を「雄二」と呼ぶのに対し、ミチルは「雄二くん」と呼んでいる。
現在のみちるに移植されている心臓のドナーであり、みちると同い年の少女だった。カリフォルニア州の日本人街、ガーディナの出身。学校の帰り道に交通事故に巻き込まれ、病院で寝たきりとなる。本人に意識はあり視聴覚が機能していたが、声も出せず、指先一本すら動かせず、自身に意識があることを伝えることができず、周囲からは意識不明の状態とされていた。やがて脳死状態の心臓提供者として声がかかり、父親がこれに同意。心臓は松嶋みちるに移植されたが記憶転移が発生し、みちるの中のもう1人の人格となった。
みちるに嫌な事があると人格が“もう一人のみちる”に切り替わる。この間、みちるは記憶を欠落させる。心を閉ざしたみちるに対し何か手伝えないかと思い、みちるが辛い時は代わりに表に出て彼女の人生が上手くいくように頑張ったが、記憶を欠落させている間に物事が上手く進むことにみちるは不安を覚え、別人格が「自分よりも上手く“みちる”として立ち回れる」とみちるは落胆していた。後に“もう一人のみちる”は「余計にみちるを傷つけ、悩ませてしまっていた」と反省している。
『果実』のみちるルートでみちるが生きる勇気を取り戻して以降、“もう一人のみちる”は表に出ないようにしていたが、彼女の存在を受け止めたみちると雄二の助力により“もう一人のみちる”の心残りである母親との再会を果たし、それ以降はみちるが記憶を欠落させることなく2つの人格が同時に表面に出るようになった。
『楽園』の楽園アフターではみちるが妊娠してからミチルの人格が出てこなくなった。
入巣 蒔菜（いりす まきな）
声 - 民安ともえ / たみやすともえ
誕生日：1月13日 / 血液型：AB型 / 身長：144cm / スリーサイズ：71（AA）/57/78
美浜学園の1年生で、有力者の一族・入巣家の宗家長女だが、過去の出来事により実家とは絶縁状態にある。小学生と見間違う程の幼い容姿であり、みちるには幼い顔とぽっこりと腹が出た幼児体型を指して「タヌキ顔」と言われた事がある。無邪気で天真爛漫な性格をしており、雄二のことを「お兄ちゃん」と呼び、後に「パパ」と呼ぶようになる。また、天音を姉のように慕って「天姉ぇ（あまねぇ）」と呼んでおり、学生寮では自分の部屋をほとんど使わず、いつも天音の部屋で過ごしている。両親の仕事の都合で6歳まで海外を転々としていたため、英語を話すことができる一方、旧日本軍や自衛隊の口調を気に入ってまねるなど変わった日本語の使い方をしており、時折暴言を吐くなど口が悪い。いつも左右の色が違うニーソックスを履いている。名前が女性器のドイツ語名に似ている事を気にしており、その事や子供っぽい事を言われると暴言を吐きながら怒る。人見知りだが、かつて入院生活が長かったためお年寄りを見る目が卓越しており、人を選びつつもお年寄りにはわりと平気で声を掛けたりする。雄二に懐いた理由も「爺むさいって言うか、妙に落ち着いている」と思ったことが切っ掛け。
彼女の一族である入巣家は戦前から政治、産業、流通に根強く関与する女系一族であり、巨大企業体をも有する一方、雲上人たる入巣家自体はあまり社会に認知されていない。汚職などにも深く関係しており、婿養子として入巣家に入った蒔菜の父・正孝はそのことを知らぬまま汚職に関与させられていたことでそれを公表しようとした。しかし、入巣家はそれを察知し、分家の人間に蒔菜を営利誘拐に見せかけて拉致させ、身代金の受け渡し人となった正孝を殺害した。しかし分家に後始末を任せたことで、宗家の次期当主候補である蒔菜がこのまま消えれば都合がいいと考えた分家衆は、その後蒔菜を監禁したまま腐っていく正孝の死体とともに放置。6日後、救出された時には蒔菜はショックでまともに喋ることができなくなっていた。その後は分家の管理する病院で回復に6年を費やし、分家の手によって美浜学園へ入学した当時は退院直後だったこともあり、いつも怯えて無口な状態であった。この事件を機に蒔菜は家督相続人の席から外れ絶縁状態となる。父の事は大好きであったが、母・清夏に対しての愛情は無い。
普段のふざけた言動、行動から想像できないほどの才能を有しており、「圧縮記憶法」と呼ばれる文章高速記憶術により、幼い時に見た、入巣家が関わった汚職の資料を全て一語一句違える事無く暗記している。その他にも驚異的な集中力を持っている。入院生活が長かった事から基礎体力は低かったが、成長性は美浜の人間の中では最も高い。自転車の乗り方を知らなかったが、美浜の学生達の指導で乗れるようになった。蒔菜ルートでは秘められた才能を雄二に見出され、雄二の指導でランニングをはじめとする基礎体力の強化や買ってもらったエアライフルによって狙撃術の伝授が行われている。「縮地」と呼ばれる相手の視界から一瞬消えるタックルも伝授されており、雄二も無防備な状態からこれを受けた際は焦りを見せた。走行スピードはみちるに劣るが速い方、無酸素運動は不得意だが有酸素運動が得意で持久力は美浜の女子学生中最も高い。空間把握能力も高く、美術の成績で一番になったほか、美術の授業で作った榊由美子を模した像は高い値段が付けられている。
『果実』の蒔菜ルートでは分家の情報操作により蒔菜の退院を知らされていなかった宗家が蒔菜の健在を知ったことで宗家と分家のお家騒動が発生。自身や周囲が危険に晒されたことから入巣家を仕切る母・清夏に「これ以上の干渉が続くようであれば過去の汚職の事実を暴露する」と蒔菜は直訴するが、これにより汚職の発覚を恐れた入巣家が蒔菜を暗殺すべく国を動かし、雄二が蒔菜の暗殺指令を受け取る。雄二は蒔菜を連れて逃避行し、その末に雄二が清夏を追い詰め、蒔菜は入巣家のしがらみから解放された。
『迷宮』の蒔菜アフターでは海外で雄二と共に生活し、彼の後を継いで狙撃専門のエースナンバー「V-9029」（Vはヴァージニアの意味）として活躍していることが描かれている。また、日本での活動に必要なライセンスを正式取得するため、雄二と共に日本に一時帰国し、レンジャー訓練を受ける。
蒔菜ルート（及びアフター）で「V-9029」として活動する際はL96A1-AWSを愛用する。『楽園』の風見雄二奪還作戦の際にはバレットM82A1を使用した。
タヌキ顔でおめでたそうに見えるため、風見雄二奪還作戦では「福ダヌキ」というコードネームが割り振られた。
版権イラスト上でのイメージ植物は『果実』ではイチゴ（アニメ版『果実』ではリンゴ）。『迷宮』では朝顔。
小嶺 幸（こみね さち）
声 - 岡村美佳沙 / 清水愛
誕生日：9月23日 / 血液型：O型 / 身長：151cm / スリーサイズ：82（C）/56/83
美浜学園の1年生でクラス委員。真面目で責任感が強く、テストの殆どが100点かそれに近く成績優秀。学力は同じ成績優秀者である榊由美子曰く「国立大学もすぐに合格できる」レベルであると言わしめている。運動能力もそれなりに高く家事も上手であり、基本的に何をやらせても平均以上の結果を出す文武両道の優等生。平均的な能力は美浜で最も高い。美浜学園転入時はそれまで住んでいた伯父の自宅がある新潟県から神奈川県の三嶋崎まで国道17号を経由し自転車でやってきた。少なくとも学園編入後からは授業中に当てられた問題を正解出来なかった事は無く、連続正解記録更新中。最年少ながらクラス委員を務め、寮の管理も任されている。いつも礼儀正しいが、慇懃無礼とも取られかねないほどである。基本的に同学年である蒔菜以外の相手には敬語を使って話す。学校に巨大なロッカーを設置しており、ほぼなんでも出てくる。
働き者であり、一日で何もしていない時間が無い程である。早朝の掃除から始まり授業終了後は翌日の予習、料理＆夕食、入浴後に大浴場の掃除が日課である。学生寮の事実上の管理人であり、インターネットサーバーの管理もしているため、由美子がいかがわしいサイトを閲覧している事を知っている。
仕事熱心なしっかり者だが、天然ボケ気味で冗談が一切通じず、人から言われたことをすぐに真に受けてしまうため、如何なる手段を用いても実現させようと無茶をしてしまうことが多く、熟練を要する物は回数で対応するか、時に限度というものを失念する傾向があり、それが元で周囲を巻き込む大事を引き起こしてしまった過去を持っている。校則も順守しており、たとえ休日であろうと学校へ行く時は制服へと着替える。また、強情な面もあり根性もある。
似合うと薦められた言葉を真に受け、学園校舎内以外では常にメイド服を着用している。制服の状態でも白のガーターベルトとストッキングだけは着用している。メイド服は入巣家と取引のある軍にもミリタリー用品を納入しているアヴィラックス社のオーダーメイドであり、通常用「インターメディエイト」・運動用「アクティブ」・夏季略装「トロピカル」・冬季寒冷地仕様「ヘビーゾーン」・暴徒鎮圧用「アサルト」・医療従事用「メディック」・冠婚葬祭及び慰霊式典参加用「コンサバティブ」の7種類があり、アサルトは防弾仕様となっている。
幼少期に両親からサメのぬいぐるみをプレゼントされて以降、サメが大好きになり時々無関係な事でもサメに直結させる傾向があるため「サメ脳」と言われる。手先も非常に器用であり、みちるが愛用するサメを模したポーチを作ったのも彼女である。
『果実』開始時点で雄二は忘れていたが雄二と幸は幼馴染同士であり、幸が9歳時に公園で一緒に遊んでいたが幸の10歳の誕生日を前に雄二と幸は会えなくなる。雄二の記憶の中の幸は活発な子で、今の幸とは性格も言葉遣いもまるで違っていた。幸は雄二の美浜学園転入当初から雄二のことを薄々気づいており、雄二に頭を撫でられた時に完全に気づくが、幸は「言え」と言われなかったために関係性を話さずにいた。
幸の10歳の誕生日に幸の目の前で両親が交通事故に遭い、父親は即死、母親は一命を取り留めるも意識が戻る可能性がほぼ皆無という状態のまま入院している。事故の直前、両親への不満から両親に反発してしまっていたため、自身がワガママを言ったことを深く後悔し、事故のフラッシュバックと幸を非難する両親のイメージに苛まれ動悸や呼吸困難に陥る事があり、以降の幸は人の言う事を何でも聞く“良い子”となるよう努めるようになる。
蒔菜とは通じ合うものがあるらしく深い友情がある。蒔菜同様マグロマンにハマっている。普段は色々とダメなみちるの世話を良くしているが、あまりの馬鹿っぷりに毒を吐く事も多く、みちるの行動や噂を良くメモしている。
蒔菜同様雄二の指導により幸にはナイフを使った近接格闘術と爆弾工作術を伝授されている。
『果実』の幸ルートでは盲目的に“良い子”で居続けた自身の過ちに気付き、自身に対する両親の本当の想いと向き合ったことで事故のトラウマを克服する。
『迷宮』の幸アフターでは、雄二との結婚を強く意識するが故に、ある決意を秘めて邁進する姿が描かれている。
風見雄二奪還作戦でのコードネームは「クソメイド」。幸自ら自戒のために命名。
版権イラスト上でのイメージ植物は『果実』ではリンゴ（アニメ版『果実』ではイチゴ）。『迷宮』ではチューリップ。
風見 一姫（かざみ かずき）
声 - 青山ゆかり / 友永朱音
誕生日：3月22日 / 血液型：B型 / 身長：150cm / スリーサイズ：76（A）/57/78
雄二の2歳上の姉。小柄で華奢な身体だが、「圧縮記憶法」による驚異的な知識量と、優れた観察力に裏付けされた的確な判断を下すことのできる｢天才｣である。絵の才能をもち、それが家の収入源となっていたことから、実質的な「風見家の主」になり親ですら逆らえない存在となっていた。また、大人を含めて自分の都合のいいように誘導・取捨選択していた。一方で、他人を信用せず、特に一度裏切った相手は二度と信用しないため、あまり交友関係は広くなかったが、弟の雄二には常軌を逸するほどの溺愛ぶりを示していた。
どこかボンヤリとした目付きをしており、口調もゆったりとしているが、その頭の中は絶えず思考をする複数の仮想人格で構成されており、「臆病な一姫」「攻撃的な一姫」「冷静な一姫」「子供のような一姫」「貪欲な一姫」「男のような一姫」「好色な一姫」「陰鬱な一姫」「嫉妬深い一姫」の人格が相談しながら行動しており、トータルとして表には「気だるい一姫」が現れている。また、表情を作る事が苦手で、時には怒っているように見られるほか、人を分析・見下しがちな傾向があり、とげとげしい言葉を発してしまうことがある。
一方で周囲から天才や化け物と呼ばれることを嫌っており、私立の女子校・滝園学園に首席入学をしたもののその後は狙ったようにすべての教科の試験において70点に調整し、天才の本性を隠した学園生活を送っていた。また、滝園学園では美術部ではなくバスケットボール部に入部。
「滝園学園マイクロバス転落事故」に遭った際に天音と行動を共にし親友となる。事故から救助が一向に来ず、他の遭難者が飢えから遺体を食し始めたことから見限り、転落16日目の明け方前に天音と共に僅かな可能性に賭けて逃亡・脱出を図る。しかし、タガが外れた他の遭難者らに見つかり殺されそうになったため、自身が囮となって天音を逃がす。これにより天音は脱出し生存することができた。その後一姫は死亡したと考えられており、多くの人間の人生に影響を与えることとなる。実際は生還した天音の証言により地元警察と“市ヶ谷”の捜索によって意識不明の重体の状態で発見され、CIRFからの搬送指示で三宿の中病に送られ一命を取り留めたが精密検査にかけられた後、一姫の資料を目にした副院長がCIRFに「次世代情報統合防衛装置の根幹を成す半生体コンピュータの母体となる脳が見つかった」として連絡。一姫は書類上死亡したと偽装され、半生体コンピュータの生体部品として培養液に満たされたコフィンに格納される。そして事故から救出されて3年後、記憶を閉ざされた状態で目覚め、タナトス・システムとなった。
一姫がタナトス・システムとして存在していた時期については当該項目を参照。
タナトス・システムのコフィンに格納されて以降、左腕部分に筋電義手のようなものを装着していたが、左腕が切断されているわけではなく筒状の玩具で左腕部分をただ覆っているだけで、バス転落事故当時不全骨折していた左腕はちゃんと治療され問題なく機能する。一姫曰く「ただのジョーク」として装着していたという。
版権イラスト上でのイメージ植物はアニメ版『果実』ではセイヨウナシ。『迷宮』では百合。

### 私立美浜学園
橘 千鶴（たちばな ちづる）
声 - まきいづみ / やなせなつみ
誕生日：5月20日 / 血液型：O型 / 身長：157cm / スリーサイズ：86（D）/58/92
私立美浜学園の常任理事・学園長。国内私立大の学部長・副学長も兼任している。かつてバンクーバー国際空港テロ事件で雄二に命を救われており、恩返しとして彼の意を汲む形で学園に転入させた。県知事の一人娘でもあるため、それなりに各方面への融通が利く。
30歳近い実年齢よりも幼い容姿をしているせいで中学生に間違われることが多く、体格を比較されるのを嫌うため、169cmと長身である天音の横に立ちたがらない。嘘をつくと早口になる癖がある。PC版の『迷宮』では雄二とのHシーンがおまけで存在するが、基本的に夢オチと妄想である。
密かに雄二に想いを寄せており、出勤前に学園の近くで車を止めて化粧直しをする等の努力をしている事がある。しかしお互いの立場や境遇が違いすぎるため、『楽園』では雄二の周りの女性の中では唯一結ばれる事は無いと一姫に断言されてしまったが、本人もその辺りは自覚している。JBとは同年代という事もあり、飲み仲間となったが、一人で居酒屋に入ると未成年と勘違いされてしまう事が悩みである。
千鶴の趣味で学園の中庭にはバラ園があるが、任期中にはバラはまだ咲かずに実現しなかった。後の時代である『ファントムトリガー』ではこの中庭のバラ園が実現している模様。
『楽園』のエンディング後はグリザイア島にできた新しい美浜学園の学園長を引き続き務めている。
『クロノスリベリオン』ではジャスティン・マイクマイヤーと結婚し、ハワイで暮らしている。
版権イラスト上でのイメージ植物は『迷宮』では鈴蘭。
松山 稔（まつやま みのる）
美浜学園の美術教師。福岡の美術大学で教授をしていた経歴を持つ。『果実』時点で72歳。美術一筋50年という。
穏やかな語り口で好々爺然としており、奔放な指導をしている。お年寄りと馬が合う蒔菜は毎回授業を楽しみにしている。
『ファントムトリガー』でも体制が変わった美浜学園で美術を教えている。本来であれば旧体制時の教員は全員解雇されるものの、美術関係の教員を内部で賄う事が難しかったことから採用されている。美浜にいる人物としては一番の古株。学園のことを知りたいと言えば多くの教師が松山の名を挙げるといい、有坂も学園にやって来たばかりの頃に相談に乗ってもらっている。

### CIRS
春寺 由梨亜（はるでら ゆりあ） / ジュリア・バルデラ（Julia Bardera）
声 - 楠鈴音 / 鳴海エリカ
誕生日：4月2日 / 血液型：A型 / 身長：172cm / スリーサイズ：96（G）/58/92
CIRSの情報室長として“市ヶ谷”に勤務している軍官僚。階級は三佐。雄二の身元保証人であり戸籍上は雄二の養母であると同時に“会社”での直属の上司。ドイツ人の父とイタリア人の母との間に生まれた金髪の女性で、雄二や麻子にはよく髪型を指して「モッサリ頭の金髪」と言われている。本名はアメリカ国籍でジュリア・バルデラという名だったが、仕事の都合から日本に帰化し、現在の名を得る。通称は旧名の頭文字から麻子が名付けたJB。多国語に精通するマルチリンガルである。
六本木通りから航空会社のホテルが見える桜並木の坂を登った所にある高官用の宿舎であるマンションに居住。愛車は新車で買った黄色の360モデナであり、表の職業である清掃会社の「広報室長」というスーパーカーを購入維持できるように見えない肩書きもあって美浜の学生達には疑われている。また、日本人と遜色ない日本語の会話レベルの外国人という事で余計怪しさが増している。
雄二の「師匠」であり養母だった日下部麻子とはアメリカの孤児院で8歳の時に出会って以来の同い年の幼馴染であり、一緒に海軍幼年学校に進んだ。その後も幹候微募試験に合格し幹部候補として軍の作戦部情報課へ進んだ時も麻子の専属担当にされたうえ、麻子が雄二を引き取る条件としてJBが監督する事になるなど常に無茶苦茶な麻子に文句を言いつつも、面倒を見ていた腐れ縁にして、親友であった。麻子が戦闘のスペシャリストなら、JBは情報のスペシャリストであり、上司や官僚のスキャンダル等数々の交渉カードを持っている。麻子とは違い職務には忠実な堅物軍人であり、普段は雄二と冗談や愚痴・暴言を言い合う仲だが“会社”として指示を出す時は冷徹な表情・口調へと一変する。
麻子の死によってエースナンバー「I-9029」を継いだ雄二の無茶苦茶な要求にも悩まされていたが、麻子の死により無気力となっていた雄二を自分が住んでいるマンションへと引き取り、身元保証人（＝養母）になった経緯を持つ。雄二は基本的に「部下」「親友・麻子の忘れ形見」であるが、「はじめての相手」でもある。麻子の死後、一時は同棲するなど男女の仲であったが、麻子の面影を追い求める雄二との生活が耐え切れなくなり、同居を解消した。以後は付かず離れずの間柄になり、一姫によれば2人ともその関係が一番楽と評している。
『楽園』のエンディング後はCIRSを退職し、グリザイア島にできた新しい美浜学園の保険医になった。
版権イラスト上でのイメージ植物は『迷宮』では薔薇。
日下部 麻子（くさかべ あさこ）
声 - かわしまりの / 瑞沢渓
誕生日：2月26日 / 血液型：O型 / 身長：174cm / スリーサイズ：92（F）/56/94
雄二が「師匠」と呼んでいる年上の女性。CIRSに所属する特殊工作員で、雄二の先代の「I-9029」。潜入・強襲を専門としていた。雄二が美浜学園に転入する1年半前に故人となっており、JB（ジュリア）は後を継ぐ形で雄二の保護者となった。身長が174cmと女性にしては大柄で肉感的なグラマラスな体躯の持ち主。
格闘や戦闘術に優れ、その中でも特に遠距離精密射撃の技量は甲種に分類され、「1マイル1インチ」と称される手腕を持ち、米海兵隊においても「アサコ・クサカベといえば海兵最強の狙撃兵」と言われる。1400m以内が必中距離ともいわれ、1600mでも誤差2.50cm以内に収める程。仕事では昔からM40A1を愛用している。
大雑把かつデタラメな性格をしており、幼少期を過ごした孤児院ではシスターから一番の問題児として扱われていたほか、職場でも「芋焼酎をジョッキで飲む女」「隕石が激突してもタンコブで済む女」と揶揄されていた。
生まれてすぐに教会の前に捨てられアメリカの孤児院にいた所、日本人の養親夫婦に引き取られる。約6歳まではまともに暮らしていたが、養親夫婦の間に男子が生まれしばらくしたある日、両親が不在で麻子と赤ん坊の弟が留守番をしている最中に弟はベビーベッドの中でタオルに顔を埋め窒息死し、父親は母親を責め、母親は麻子を責める。その後養親は離婚し麻子は「弟殺し」の異名を背負って孤児院に戻され、性格が荒れる。
自分の担当官であるJBとは8歳の時に孤児院で出会い同じ二段ベッドの上下で寝泊まりした仲であり、軍役においても何故か一緒で腐れ縁とも言える関係。麻子はその腕前と反比例するかのように命令違反の常習者であるため、JBを悩ませ続けた存在でもある。
ヒース・オスロのアジト襲撃の指揮官として参加していた際に地下室で監禁されていた雄二を救出。麻子は雄二が入院中に引き取る事を決め、雄二は日本に送還、時同じくして麻子とJBも日本に転任となり、麻子は山梨県山中の山小屋で雄二の養親として共に生活する。その後、自身の右目の視力低下を理由として予備役となり、心身ともに深い傷を負っていた雄二を自らの後継者として育て上げる。雄二をアメリカの海兵隊訓練校へ送り出した時に同伴し、そのまま同国でハンティングスクールのインストラクターを始めるが、「飽きた」という理由で辞め、雄二より先に帰国してしまう。雄二には「一人十殺」ならぬ「一人十衛、お前は未熟者だから5人にまけてやる」と言い、5人の人生を救うまで死ぬ事は許されないと指導していた。後のJB曰く、雄二と一緒の生活を始めた際どうしていいか分からず悩み、何度もJBに相談していたという。
料理が下手だったため、食事は主に雄二が担当し、たまに来るJBにも作らせていた。また、大抵のものにはカレー粉をかけるという考えを持っていた。時には裏庭で穫れたキャベツを刻みジョッキに入れ、その中に氷を浮かべたものを食べながら酒を飲む事もあった。一方で、読書の習慣があるため、自宅の山小屋にはかなりの蔵書があり、雄二にも影響を与えている。
かつて雄二を救出するより以前にオスロと戦い、オスロをあと一歩というところまで追い詰めるがオスロは銃に頼らないと思っていたことが油断を生み、オスロが部下から受け取った銃により麻子の右肩に着弾。負傷自体はかすり傷に等しいものだったが衝撃で毛細血管が破裂し逆流した血液により右目の視神経と眼球が圧迫され、以後右目の視力は徐々に落ちていき、その後も数年かけて後遺症が進行。脳幹付近に発生した血栓により記憶障害や意識障害が引き起こされ、戦闘能力の向上の為に若い頃から常用していたブースタードラッグの影響によって血管も脆くなっており手の施しようがなくなっていた。やがて危篤状態となり、山梨の山小屋で唯一の心残りである養子の雄二に病床を看取られ、「雄二を救った事で死が許された」と述べ、裏稼業でしか生きられないようにしか雄二を育てられなかった事の謝罪をした後に息を引き取り、遺骨は山中に埋葬された。雄二の「はじめて」の相手であり、雄二にとっては「師匠」「養母」である前に「愛した女」としていつまでも心の中に残っている存在である。
愛車はF150と黒のGSX-R1100。
GSX-R1100は麻子の死後、雄二が乗り北海道で1ヶ月以上旅をしていた際にエンジンが故障し赤坂のJBのマンションの地下駐車場に預け、雄二は麻子の墓前にバイクをいずれ直すと伝えたが結局そのまま放置してしまい、後に『ファントムトリガー』にて邪魔になって捨てられそうになっている同車両をハルトが引き取って修理し、バイクを欲していたマキに与えられた。
版権イラスト上でのイメージ植物は『迷宮』では桜。
キアラ・ファレル（Chiara Farrell）
声 - 桜城ちか / 月ヶ瀬あかね
CIRSに所属している春寺由梨亜（JB）の女性部下（室長補）。年齢は『果実』時点で雄二の印象では24歳前後。アフリカ人と日本人の血が混ざっており、褐色の肌を持ち、銀髪。雄二曰く「尻がデカい」。メガネをかけている。因島に家族がいる。
JBに仕事を長く続けるコツとして高級車を勧められたため、赤い911 GT3RSを中古で購入し乗っている。職務に忠実であるが雄二には気軽に話しかける一方、「I-9029」を伝説のナンバーとして特別視しすぎている事を雄二やJBに懸念されている。JBとは違い、拳銃も体術もまるで使いこなせていない。ヒップホルスターにP230を携行している。
蒔菜ルートでは「V-9029」となった蒔菜の担当官となるも、職務に忠実すぎて蒔菜には避けられがちになってしまっている。
『楽園』では市ヶ谷から脱出するJB達に同行を薦められるも、父がスパイ容疑で収監、人質のような状態であるため断り、せめて脱出に協力するためわざと監視カメラの前でJBの逃走を阻止しようとして逆に倒され失神したフリをして銃と車のキーを奪われ逃亡を許してしまうという失態を演じた。JBがキアラの車で市ヶ谷を脱出した代わりに黄色の360モデナをJBから譲られている。JBや雄二には信頼を寄せており、一度も裏切る事はなかった。
『楽園』のエンディング後はJBの後任として、刷新されたCIRSで室長になった。
『ファントムトリガー』時点でも引き続きCIRSの室長を務めている。仙石一縷からは「以前の室長（JB）に比べれば金は素直に受け取り、書類と筋が通れば大体何でも許可が下りる今の室長の方が圧倒的に御しやすい。マキやグミがすんなりと美浜に所属できたのも現室長のおかげ」と評価されている。
上田 修一（うえだ しゅういち）
声 - カマンベール十円堂 / 白川周作
CIRSに所属している男性。CIRSの指示の下、荷物や人を運搬するドライバー。3桁ナンバー（半民間人）の工作員。通常時はCIRSの用意した車で普通にタクシーの営業を行っている。年齢は30歳半ば。
かつて地元では少し名の通った暴走族のリーダーであったが、18歳の時に勢い余って喧嘩相手を殺害してしまい、この業界に入った。
『残光』時点でタクシー乗務員を8年やっており、“会社”の白ワゴンは10年運転している。
『残光』にて、市ヶ谷9029号と呼ばれる工作員を現場に送る仕事を行う。上田は9029のことは噂で聞いたことがある程度で運んでいる人物が本物の9029であるか懐疑的であったが、仕事を手早く済ませた9029を見て感心。9029に名刺を渡し、機会があれば指名をと希望した。なお、この9029は麻子の仕事を代行した（まだ正式なライセンスを得ていない）雄二である。
『迷宮』の天音アフターでは雄二の荷物の輸送を行っている。
『楽園』では風見雄二奪還作戦の日、雄二から予め預かっていたライフルと私物をタナトスからの指示でみちるに受け渡した。

### CIRF
アダム・ブラック（Adam Black） / ケヴィン・フューリー（Kevin Feury）
声 - 水樹空 / 小林直人
CIRF所属の男性。本名はケヴィン・フューリー。『楽園』で雄二の担当官を外されたJBの代わりに担当官に任命され、オスロとの連絡・交渉も行っている。
雄二には冷たく当たり、薬漬けにして弱らせるなど、手段を選ばないところがある。
かつてホンジュラスを転戦していた際、アダムが指揮していた大隊にヤブイヌ小隊が支援として1度配属されたことがあり、“ブーメラン”と呼ばれていた当時の雄二は勿論、オスロに育てられていた当時のデータも理解しており、極めて高性能な殺戮装置と評価している。
オリジナル・コアのタナトス（一姫）を奪い本国に密輸する極秘計画の命を上から受けており、雄二をオスロを引き渡した後、オスロの逃走を手助けすることで現場を混乱させ、それに乗じてオリジナル・コアのタナトス（一姫）を奪う予定でいたが、美浜学園の面々による雄二奪還作戦により雄二および一姫が逃亡し密輸計画は失敗。その後、一姫から電話で連絡を受け、オスロの新型爆弾の位置情報を伝えられる。設置場所の1つであるスカイツリーでは一時テロリストの立てこもり状態になったが、アダムは市ヶ谷と赤坂の合同対策部隊を編成し、大規模部隊導入による力押しで制圧し、爆弾は処理された。
『クロノスリベリオン』では『楽園』後のアダムの動向がアダムの娘・ガーネットから語られている。『楽園』での一連の事件の後、タナトス（一姫）の密輸計画が露見し問い詰められるが、CIRFも本国も知らぬ存ぜぬを繰り返し最終的にアダムの独断でやったことだと切り捨てられ、本当に何も知らなかったとのアピールのためにアダム（ケヴィン）を国際手配。フューリー一家は周囲から延々と迫害を受け、やがて妻と息子が自殺してしまう。絶望の中、アダムは自らの濡れ衣を晴らすため、CIRFへの取引材料として雄二もしくはタナトス（一姫）の身柄を手に入れることを画策。そしてオスロを殺害した後に瀕死の負傷でとある島に流れ着き、なんとか起き上がれるようになってしばらく経った状態の雄二をアダムは発見し一緒に来るよう要求するが、帰るべき場所があった雄二は断り、姿を消した。唯一の可能性を失ったアダムは全てに復讐する為、その後テロリストになったという。
イザベラ・フィッツジェラルド（Isabella Fitzgerald）
声 - 五十嵐裕美（『グリザイアの旋律』）
CIRF所属の女性。階級は少佐。ワシントンD.Cのオフィスに居を構えている。JBより年齢は若い模様。アメリカで雄二がマリオン護衛任務にあたった際の上官。
マリオンの父・ティムとの司法取引によりCIRFはマリオンの保護を行っているものの、CIRF上層部はマリオンを守り切れず死なせてしまっても良いと考えており、この事をイザベラは快く思っていない。
マリオン護衛任務に際し、雄二にUSP コンパクト、ニンジン型ナイフ「ワッツ・アップ・ドク」、さらに雄二が普段使用しているM24-SWSの後継銃であるM24E1 ESRを支給している。
雄二のマリオン護衛任務の最中、ノボアと裏で繋がっていたCIRF副長官の意向でマリオンがノボアに差し出されてしまい、護衛の任は終了してしまったものの「マリオンを犠牲にする」というCIRF上層部の意向に反し、マリオンの救出に向かおうとする雄二を面白いと評し、これを快諾した。
アンソニー・グッドマン（Anthony Goodman）
声 - 一澤一（『グリザイアの旋律』）
イザベラの部下。通称「トニー」。
浴びるほどコロンを身体中に振りまいており、雄二曰く「歩く便所の芳香剤のような男」。イザベラにも不評でコロンを止めるよう言われている。
イザベラのチームに加わったのはCIRF副長官の推薦によるものであり、イザベラの行動の監視を担っている。
雄二がマリオン護衛任務を行っていた際、ノボアと裏で繋がっていたCIRF副長官の部下として隙を見計らいマリオンを攫いノボアの元へと差し出す。ティムの持つ帳簿とマリオンの身柄の交換が行われた後、用済みとなったマリオンを始末するため銃口を向けたが、マリオンを救出しに来た雄二に手と足を狙撃され負傷し倒れる。

### “市ヶ谷”関係者
大塚（おおつか）
声 - カマンベール十円堂 / 白川周作
『果実』～『楽園』時点で防衛省中央調査部本部長の男性。JBの上司。JB曰く、顔がニクソンに似ている。
口うるさく、大塚のことをJBやキアラ、雄二は好ましく思っていない。何らかの問題が発生した時、「私は悪くない」と自己正当化することが多い。
石部の同期で「内閣府に居た頃から“石部副長官の腰巾着”」と揶揄されている。
『果実』の蒔菜ルートでは雄二が国家からの暗殺指令を無視して暗殺対象者である蒔菜を連れて逃亡した際に雄二の担当官であるJBを叱責。自身が蒔菜の確保作戦の指揮を執るが、9029である雄二を甘く見ており、悉く確保に失敗する。
『迷宮』（2012年7月）時点では雄二に苦手意識を持っている。
『ファントムトリガー』時点で長官（防衛大臣）を務めている。
桑原 一路（くわはら いちろ / くわばら いちろ）
声 - 中里圭太 / 浅科准平
習志野の特殊作戦群の男性教官。階級は『迷宮』（2012年7月）時点で二等陸尉。出身は広島らしい。
かつて雄二が日本でのCIRSの活動の資格を得るために特作群の訓練に参加した際に厳しく指導していたがある時、新装備のテストの為に岐阜に向かい、高級旅館での“会社”の大宴会の余興で雄二ら新入社員が一芸を披露することになった際、雄二は人に見せるような芸を持ち合わせておらず、流行の曲なども知らなかったが咄嗟に子供の頃に再放送で見て大好きだった特撮ヒーロー番組「光速将軍ダイマカロフ」の主題歌を歌う。歌はあまり上手でなく、観衆内のダイマカロフの知名度も低かったため、全体のウケは良くなかったがダイマカロフの大ファンであった桑原は後日、ダイマカロフを歌った雄二を評価。ダイマカロフのネタが通じることがよほど嬉しかったらしく、以降、雄二に対して加給食を差し入れるなどなにかと便宜を図ってくれるようになる。この一件から、雄二は桑原を「ダイマカロフ先輩」と認識している。
雄二の事はかなり気に入っており、雄二の教育課程終了後も雄二が特作群の所属になることを強く希望していたが、雄二はCIRSの所属となった。
『ファントムトリガー』時点でCIRSに所属する三佐となっている。老眼の為、眼鏡をかけている。
TFA掃討作戦では陸戦を担うCIRSとCIRFの混成陸戦部隊“桑原隊”の隊長を務めており、レナとマキが参加していた。
『vol.8』グランドエンドルート以外のルートのエピローグでは来年に勇退、イチルから数年前よりオファーされていた美浜学園の実技担当の教員になる予定となっている。
タナトス・システム（Thanatos System）
声 - 青山ゆかり / 友永朱音
“市ヶ谷”の上位者。日本の防衛を事実上取り仕切っている存在。“地下の彼女”、“地下の教授”という呼び名もある。
『迷宮』時点で雄二やキアラは「市ヶ谷の地下には超天才犯罪者が幽閉されていて、国防の中枢を担っている」という都市伝説のような噂としてその存在を知る程度だった。
その実態は“市ヶ谷”の地下にある、雄二の姉・風見一姫を丸ごと組み込んだ半生体コンピュータで日本に極秘で配備されているシギントシステム。
日本の電子機器メーカー、医療機器メーカー、光学機器メーカーの3社が協同し進めていた高速軍事通信網の為に開発され、アメリカも開発援助という形で関わっている。制限のない情報監視網に加え、陸自や海自のシステムの管理運用も可能で、世界中の通信傍受は勿論、あらゆるシステムに侵入が可能。
会話時には一姫と同じ声で喋る場合もあれば、加工した声で喋る場合もある。ホログラム映像では幼少期の一姫や滝園学園の制服を着た一姫の姿を映し出すことができる。
JBはタナトス・システムのコアに雄二の姉・一姫の脳が使われていることを知っており、その存在を雄二に黙っていることに後ろめたさを感じていた。
「滝園学園マイクロバス転落事故」から意識不明の状態で救出されたものの、書類上死亡と偽装された一姫は3年後、複数の脳神経網を3次元放射状配列しパレットと呼ばれる10本のパイプラインで連結したコアを持つシステム「ニューロ・アレイ・パレットライン・システム」の試作品23号目（NAPS-23号試験体）にして唯一の成功例となり、死を司る金属の身体を持つ非情の神として「タナトス」と名付けられる。試験起動開始当初は過去の記憶を封印され、言語が組み込まれておらず研究員の言葉を理解することもままならなかったが外部に接続されたネットワークを通じ様々な情報を理解していき、約2年後には知性体としての成熟期を迎え、タナトスの世話係の研究員であったロバート・ウォルソン（ロビー）との対話を重ねてふり幅の拡張に努める中、本来のNAPSを構成すべく脳の複製作業が始まる。以前から脳の肉体的な複製作業は何度も失敗していたが脳機能にのみ重点を置いた非人型の複製をすることで問題解決に成功。異なるアーキテクチャを持つ9つの複製脳を誕生させ、メインである一姫のオリジナル脳にラジアル接続が行われ、その後も1年に渡る様々な耐用試験の結果、実用に足ると判断されタナトス・システムは本格的な稼働が開始された。
国防装置として完成したタナトス・システムは心に余裕のような物が生まれ、「私は誰なのか」という原点の質問に立ち返る。しかし意図的に封印された記憶を取り戻そうとすれば思考停止してしまい、国防を左右する機械意思に感情は不要とする意見も多い中で上層部から、経験を伴う過去に思考依存するオリジナルの人格をメインから降格し、サブシステムとして稼働させる案が決議される。タナトスは世話係だったロビーにこのシステムの入れ替え作業が行われる前に、自身のセキュリティに誰も知らない抜け穴を開けるよう持ち掛ける。3ヶ月後に一方的にクビにされる予定だったロビーはちょっとした嫌がらせと退職後の生命保険を兼ねてタナトスからの取引に応じる。タナトスは小さな抜け穴から過去の自分の資料を集めて少しずつ記憶を取り戻し、自身が「風見一姫」という名前であることを知り、その出生や家族構成を理解した時点で全ての記憶を取り戻す。過去への心残りはなかったが唯一、生き残った肉親である弟・雄二に対しての申し訳ないという思いはあり、同時期に雄二が出していたCIRS予備役登録と美浜学園入学の申請の許可を出した。
『楽園』でタナトス（一姫）は“市ヶ谷”の地下で雄二に自身の正体を明かし再会。タナトス（一姫）はメインシステムに内密で美浜の女子学生たちと協力して“風見雄二奪還作戦”を実行し、日本とオスロの双方の手から雄二を救い出すが、独断行動がメインシステム側に発覚してしまい権限の大半を奪われ、さらには自由思考、記憶を剥奪されかける。メインシステムに取り込まれることを阻止する為、格納されていたコフィンからメインコアである一姫本体をパージして“市ヶ谷”から逃亡。パージによって脆弱化したタナトス・システムはオスロからのハッキングで乗っ取られかけるが、一姫と合流した美浜の学生らが“市ヶ谷”の地下に残ったコピーコアへの電源を断ちスリープ状態にし、オスロの手の及ばない状態にする。スリープ状態からの再起動には逃亡した一姫本人の生体認証を要する上、裏切った一姫をタナトス・システム側が受け入れるかという問題とシステムの脆弱性の問題を抱えたタナトス・システムはその後も電源を断たれた状態が続いたため複製脳であるコピーコアが死滅し、破壊された。
「海上油田基地の爆破テロ」を含めた一連の事件の中心にあったタナトス・システムの存在が露見したことが原因でCIRSの存在も公のものとなり、CIRSは刷新されることとなった。
『楽園』では「今後（タナトス・システムと）同等のシステムができるまで20年かかると言われている」「（開発指揮責任者である後藤が亡くなったことにより）設計した人間が現存しない」と語られていたものの『ファントムトリガー』では計画を打ち立て概要を設計し、日本にシステムを売却した人物として仙石一縷（イチル）が登場しており、タナトス・システムを失った日本はイチルに代わりとなるシステムを要求。イチルはかつて第1世代の稼働実験機の作成まで済ませた時点で物理攻撃や電源を喪失することでシステムが破壊されてしまうという脆弱性に気が付いており、小国の国家予算並みにかかる改良型の第2世代の開発費用を捻出するべく第1世代のタナトス・システムを日本に売却したという経緯があり、既に用意ができていた第2世代タナトス・システムの存在を明示し日本に売却。第1世代が破壊されたことによる社会的な混乱も懸念されていたが、第2世代が引き継ぐことで大きな混乱に至らなかった。
後継の第2世代タナトス・システムについては当該項目を参照。
タナトス・システムのコンピュータが格納されていた巨大な筒10本はその見た目から『楽園』製作スタッフはエリンギと呼んでいた。
『クロノスリベリオン』では半生体コンピューターをコアに据えるためのタナトス・システムの高度な肉体保存技術を利用し、CIRSの旧タナトスコアルームで雄二、一姫、由美子、天音、みちる、蒔菜、幸がコールドスリープを行っている。

### 米海兵隊
アニエス・ギャレット（Agnes Garrett）
声 - 野々村紗夜 / 小林みい
サンディエゴの米海兵隊訓練学校の女性指導教官。階級は大尉。教官は本来は下士官が担当するのだが、「要注意者」として合衆国中の問題児が集まるとされる雄二達の第7班のみ士官である彼女が担当する。通称はアニー。
鬼教官であり、性格や言動は粗暴、気に食わない事があれば即座にビンタ・殴打で対応する。ダニーが引き起こした事態であっても連帯責任で雄二も良くその体罰を受けており、尻を下にして眠れない程の打擲を繰り返していた。
日下部麻子とは同期であり、「I-9029」を知っている。麻子には過去散々「世話」になっていたらしく、その弟子である雄二を特に目にかけている。
『楽園』では風見雄二奪還作戦により雄二の行方が分からなくなった“赤坂”が雄二を捜索するため、雄二の専門家として召集される。
雄二のために全てを捨て立ち上がった5人の学生達の事について「平和に埋没した連中は『馬鹿め』と笑うだろう」「笑いたい奴には笑わせておけ！だが私は歯を食いしばって立ち上がる馬鹿を決して笑いはせん！」と認めており、鬼教官というだけではなく人物眼もしっかりと持ち合わせている。

#### ヤブイヌ小隊
ダニエル・ボーン（Daniel Bone）
声 - 倉島丈 / 藤井剛
ヤブイヌ小隊の一員である黒人男性。『果実』開始時点で故人。雄二の米海兵隊訓練学校時代の同期・同じ第7班所属のバディ。自らの筋肉質な体を指して「アイアンマン」を自称する。身長192cm。通称はダニー。アリゾナ出身。妹が2人いる。
話し好きで何かと雄二とウマが合い、バディとなった雄二を「ショーティー（おチビの意）」という愛称で呼ぶ。「相棒」とも呼んでおり、「ダチは決して見捨てない」と語る通りの友人思いの性格でもある。
元暴走族で車泥棒のチンピラである。ホラ話で誇張する癖があるらしく「強盗事件を起こした事による保護観察中に自動車窃盗事件を起こし刑務所へ入るか海軍へ行くかの二択を迫られ軍へ入ってきた」と自称していたが、ダニーの妹の証言で嘘だと雄二にバレている。
ヤブイヌ小隊としての作戦行動でも一緒で、雄二がアメリカに来て初めて出来た友人であった。千鶴が人質に取られ、雄二が犯人を狙撃し解決へと導いたカナダのバンクーバー国際空港におけるテロリスト立てこもり事件の際、強行突入部隊として参加している。
6万ドルするビンテージ・カーを海兵隊の初任給を頭金にローンを組んで購入している。このローンは後に空港で救出した千鶴がお礼として全額払っている。また、千鶴は学校関係に顔が利くため、ダニーの妹を日本の大学に留学させる約束もしている。
バンクーバー国際空港テロ事件から2ヶ月後、バーで酔っ払いの喧嘩に巻き込まれ、ナイフで刺され死亡。刺した相手も海兵隊員で、外部的な体面や遺族への援護などの様々な理由から表向きには「勤務中の事故」として扱われている。葬儀の際、雄二はダニーの母からダニーの愛車を譲られているが、雄二はダニーの妹からの借り物という形で引き取った。
ミリエラ・スタンフィールド（Milliera Stanfield）
声 - 東かりん / 平山縁
ヤブイヌ小隊の一員である女性。雄二の米海兵隊訓練学校時代の同期・同じ第7班所属。通称はミリー。学がなく、自分の名前が書けないため、「ミリー・スタン」で通している。雄二を「ジーニー」と呼ぶ。年齢は雄二よりミリーの方が上。
射撃だけは誰にも負けない自信があったが、満点の射撃成績を取った雄二に敗れ2位となった。また、優勝ピンバッジを雑に扱う雄二の態度に不満を抱き、後日雄二との狙撃対決を挑むも敗北。この件で雄二を認めると同時にベタ惚れする。その後も雄二やダニーとヤブイヌ小隊で行動を共にする。
家族は既に他界し天涯孤独。軍に入る前はバーのトイレで自らの体を売り生計を立てていた。艦船にて家族が招かれている日は人を避けるようにしており、同じように孤独であった雄二と二人で過ごすこともあった。父親は生前、勲章と逸話を持つ名狙撃手であったが本人が酒の席で酔っ払って語るため、ミリー以外の誰もが酔っぱらいの与太話であると思い信じていない。
雄二が海兵隊訓練を終え日本へ帰国後、雄二を諦めきれず航空団へ転科。瑞慶覧勤務を希望していたがミラマー勤務となった。
転科したため、バンクーバー国際空港テロ事件の際には不参加だったが「もう使わないから」と置いていった“チェイ太”ことシャイタックM200を雄二が使用し、犯人の右手を撃ち抜いた。
『楽園』では努力とキャリアを重ね、中尉へと昇進し沖縄の米海兵隊基地に配属されていたが、雄二の危機を知り、戦闘ヘリAH-1Wを強奪して雄二を助けに行った。また、その時に美浜の学生たちとも知り合い、バカっぽいところがみちるに似ていると評されていた。事件後、すべての事件の記録が抹消されたため、戦闘ヘリ強奪の件は無罪放免となっている。
ロバート・ウォルソン（Robert Wolson） / ジェームズ・岡田（James Okada）
声 - イモ / 三苫紘平
ヤブイヌ小隊の一員である男性。雄二の米海兵隊訓練学校時代の同期で、学科の成績優秀者が集まる第3班所属。通称はロビー。戦闘能力はからっきしだが、パソコン操作とネットワーク知識に優れる。
日本のオタク文化を愛好しており、他の隊員の前でも堂々と文章を英語に翻訳した美少女ゲームをプレイしている。隊内では「イモータル・ロビー（不死身のロビー）」と一見凄そうなアダ名をつけられていたが、単純に美少女ゲームの”妹”キャラ好きが原因で「イモート」が変化しただけである。
学校にも行かず、部屋に引きこもってゲームばかりしていたが、生肉店経営の父親に殴られ入隊した。
ヤブイヌ小隊においても情報分析担当として一緒に行動し、その際に雄二に助けられたことがあり、雄二には恩義を感じている。日本人名は英語で発音しづらいのか、雄二の事を「ユーズリー」、由美子を「ジュビコ」と呼んでいる。オタク文化の聖地である秋葉原に憧れている。
実地訓練が終わった後は、来日して“赤坂”に所属しCIRFの研究者として“市ヶ谷”の地下で研究職に従事していたが、記録上は死亡扱いとされている。実際はタナトスと共謀して「ジェームズ・岡田」（通称ジミー）と名を変え、蕎麦屋の父を持つコスプレ猫耳メイド（ゾーイ・グラハム）と結婚し蕎麦屋を継ぐ。また、蕎麦屋の店主となった後も店の奥で蕎麦を打ちながら美少女ゲームをプレイする。蕎麦屋の正体は「ラングレー」が老夫婦から買い取ったネストであり、ゾーイとの結婚も任務の一環であり彼もそれを承知しているが、お互い本気になってしまった。裏の顔としてプログラミング・ハッキングの天才としての技術を活かし情報屋をしている。
『楽園』では事件の全容を把握しており、雄二を救出するため立ち上がった美浜学園の学生達に協力する。
エドワード・ウォーカー（Edward Walker）
声 - 秋山樹 / 鶴岡聡
ヤブイヌ小隊の一員である男性。通称はエディ。田舎の農家生まれの次男。筋肉質な巨漢。
使い捨ての短期速成教育出身の雄二たちとは異なり一般志願兵。雄二が後期訓練中の一等兵であった際、前期訓練中の一等兵だったが軍歴自体はエディの方が長い。一時期、雄二が射撃指導担当を務めていた際の教え子で雄二のことは「風見教官」と呼び慕っている。
恵まれた体格と強面の反面、平和な田舎で牛と共に暮らしていた。体つきに反して心が優しすぎるために射撃だけでなく近接格闘の成績も悪い落ちこぼれであり、次の失敗は落第を意味するために焦っていた所を雄二に救われた事でその恩をずっと忘れない義理堅い性格。その後、任地へ派遣された雄二達と再会し、ヤブイヌ小隊の一員として共に戦い抜いた。
体を壊した母のために給料の殆どを実家へ送金しており、必要な物は支給されるタバコを使い、同僚隊員とのバーター（物々交換）でやりくりしていた。
『楽園』では沖縄の米軍基地に配属されており、雄二の救援に向かうミリーを援護した。
後に教官になっており、『迷宮』の蒔菜アフターでは蒔菜の教官として近接格闘訓練の対戦相手となるも、蒔菜に敗れた事が語られている。
ジャスティン・マイクマイヤー（Justin MikeMyer）
声 - 水樹空 / 小林直人
ヤブイヌ小隊の隊長であり軍医で、実戦訓練中に雄二らが出会った上官。階級は少尉→大尉（『楽園』以降）。本名で呼ばれる事をあまり好まないため「J」と名乗っており、周囲からも「J少尉」（『楽園』では「J大尉」）と呼ばれている。
全米に展開する大手ステーキハウスチェーン「ニューヨークステーキ・マイヤーズ」経営者の御曹司だが、「親に反発して歯医者になるつもりだったが、いつのまにか軍医になってしまったアホ」と自身を語る。親の用意した進路、「約束された将来」を気に入らず大学を中退し軍に入った経緯を持つ。軍の現場指揮官としては明るく温厚な性格であり、雄二達にも理解を示す。
雄二達が来る前に大事な部下である女性隊員アリソン上等兵を自らの指揮の不備によってゲリラの奇襲によって戦死させてしまい、その精神的外傷からくる贖罪・自責の念から、軍に居続ける事や常に最前線に身を置き、どんな無茶な命令でも受ける事で自身への罰としていた。時折戦死した事を忘れたかのようにアリソンを呼び雑用を言いつけようとする事があり、彼の心の傷が深い事がうかがえる。自分を含めクズばかりで役立たずの寄せ集めである部隊を「いらん子小隊」と呼んでいたが、ヤブイヌのように逃げながら戦う戦闘スタイルから「ヤブイヌ小隊」と改名する。
対ゲリラ戦においては対物センサーを設置しながら逃げ続け、敵を誘い込み分隊による包囲を待ち、部隊が反転攻勢してバックアップしつつ後方の雄二の狙撃と包囲部隊で殲滅するという「釣り野伏せ」を模した難度の高い戦法を使用し勝利へと導いた。その際雄二の心にある「殺しが出来ない」安全ピンを「味方を見殺しにせず自分が守る」「必要な時、非情になれない人間は、自分の手を汚したくないだけの偽善者だ」という言葉で一時的に外し、目標の殲滅後は「よくやった、もういいんだ」と安全ピンをかけ直す事に成功している。
後の雄二は天音の過去を知った際に、上官の無理な命令を受け入れ自分を罰し、自分を許すことが出来ていたJ少尉の姿から「周防天音に必要なのは、罰を与え続ける人間である」との着想を得る。
『楽園』では風見雄二奪還作戦の際に美浜の学生たちが購入した潜水艦の艦長として来日、雄二と再会した時は大尉に昇進していた。本人曰く「軍医は昇進が早い」。
『クロノスリベリオン』では橘千鶴と結婚し、ハワイで暮らしている。

### CIA
ゾーイ・グラハム（Zoe Graham）
声 - 青葉りんご / 北野愛
ジミー（ロバート）の妻であり、蕎麦屋「岡田屋」で猫耳メイドをしている。
合衆国中央情報局の潜入捜査官でジミーとの結婚は最初は任務だったが本気になった。猫耳メイド時は愛嬌を振りまく一方、捜査官時には無表情で冷酷な性格となる。
フリーのジャーナリストであるポール・グラハムの娘。ポールはある時、世界の誰も知らないようなオスロに関する情報を掴むが、当時オスロの下に居た雄二により暗殺されてしまい、ゾーイは父を暗殺した人物を探し求め、中央情報局に入局した。
オスロがタナトス・システムおよび雄二の奪取を目的に日本に密入国した際、オリジナル・コアのタナトス（一姫）を本国へコッソリと“密輸”する命をCIRFのアダム・ブラックから受けていたが、一姫がゾーイに対し父の仇である雄二との対峙を条件に助力を要請した為、この取引に応じて一姫らに協力し、密輸計画から離反する。その後、伊号潜水艦の医療室にて雄二に拳銃を突き付け対峙する。雄二はゾーイに殺されても仕方ないとしつつも、オスロとの決着をつけた後ゾーイに殺されに戻ってくる事を雄二は約束。ゾーイはオスロが滅び、これからも数多く生まれるであろうオスロの被害者を救うことが合衆国と自身の願いだと雄二に伝え、拳銃を下ろした。
『楽園』のエンディング後、オスロを始末した雄二に対し父親の件を貸しとして復讐を保留。中央情報局に所属しつつ、蕎麦屋でメイドを続けている。

### 主要人物の親族・関係者
風見 一姫
雄二の姉。詳しくは主要人物の項を参照。
風見 亮二（かざみ りょうじ）
声 - 倉島丈 / 藤井剛
雄二と一姫の父親。『果実』開始時点で故人。千葉県の農家の次男。人並外れた強欲さを持ち、目先の利益を最優先するなど先見の明に乏しく、その過ぎたる欲に身を滅ぼされる形で事業に失敗した過去がある。
実兄と遺産絡みの対立を起こし、420万の手切れ金で絶縁。大学では美術史を専攻していたこともあり、手切れ金を元手に古美術の小さな店を開店するも、実質は政治家に合法献金を仲介する裏の商売を行っている。
臆病なくせに夢見がち、加えて相手の立場が自分より弱いと分かると、たちまち強気になって暴力まで振るっていた。天才で一家の家計を支える一姫を金の生る木として溺愛する一方、「一姫に劣る」というだけで雄二を役立たずと見下す上に八つ当たりの道具としか見なさず、事あるごとに暴力で憂さ晴らしをしていた。そのため、雄二をして「人として最低の男」と言わしめている。
妻の聡子とはできちゃった結婚で入籍している。
過去の負債と一姫を私立の有名校に入れるための先行投資として、家族に秘密にしていた借金が3200万円あり、毎月約16万円を返済している。
一姫の死後、家庭は崩壊。聡子と雄二にも逃げられるもその居場所を探し出し発見する。聡子に激しい乱暴をしていた所で雄二に頭部を酒瓶で殴られ昏倒。絶望した聡子に亮二はメッタ刺しにされ死亡した。
風見 聡子（かざみ さとこ）
声 - 民安ともえ / たみやすともえ
雄二と一姫の母親。『果実』開始時点で故人。千葉県茂原市出身。両親を幼い頃に相次いで亡くして18歳で自立し、水商売を余儀なくされる。亮二とは働いていた店で出会い、妊娠・出産を機に水商売を辞めて入籍する。
心が弱く、他者依存が強いのに他人の愛情を信用しない厄介な性格。一家の家計を支える一姫には何も言えず、雄二も息子として愛してはいたが、夫への恐怖心が上回っていたため無関心を装っていた。
一姫の死後、家庭を顧みず暴力を振るうようになった亮二に耐えかね雄二を連れて逃亡し、かつての実家のそばのアパートで暮らすもわずか2週間で亮二に発見されて連れ戻される。その後再度雄二を連れて逃亡し、田舎町でおよそ1年暮らすも亮二に発見され、何度も殴打され、犯されるという暴行を受けた事で絶望、ついに心が壊れる。助けに入った雄二が亮二を酒瓶で殴り意識不明にさせたことで雄二に対し残り少ない全財産を渡して逃がした後、雄二の犯行を庇うため夫を刃物でメッタ刺しにした後、自らによる犯行である事を綴った遺書と雄二宛ての遺書を残し首吊り自殺した。雄二が戻ってきた時に見たその凄惨な現場と遺書の文面がトラウマとして雄二の心に強く残る事となり、彼が無闇に謝罪する人間を嫌う原因となっている。
榊 道昭（さかき みちあき）
声 - 鈴木恭介 / 津田英三
由美子の父親で、美浜学園の理事長であると同時に、関東一円に影響力を持つ巨大財閥「東浜電鉄グループ」社長も務めている。
東浜を「盗品」と揶揄されるほどの悪辣ともいえる強引な手法で勢力を強めており、由美子からは母の美佐子の心身を病ませた張本人として激しい嫌悪の対象とされている。
実は彼自身も親からの愛は受けたことがなく、9歳の頃から帝王学を叩き込まれるという壮絶な人生を歩んでいる。実の父親から他人は屑で女性は道具と言い聞かされてきたことで心を閉ざしてしまい、学校から家に帰宅するのに常に怯えていたという過去をもつ。大学の頃でさえも自我というものを完全に否定されており、継承するであろう東浜電鉄グループの繁栄のためだけに生きる人形であることを強要される。全てをあきらめ父親の言う通りに生きるしかないと断念した頃に父親が亡くなってしまい、かつて父親が歩んできた人生と同じように生きることしかできなくなってしまっていた。
『果実』の由美子ルートでは由美子を一刻も早く更生させ実家に戻らせようとするが、父と対峙することを決めた由美子は美浜学園の面々と共に株主総会で道昭を社長から解任すべく動く。雄二らがわざと目立つ形で反対派と接触する多数派工作を行ったことでたやすく叩き潰せると道昭は油断してしまい、真の狙いである最も多数の株を保有する国土交通大臣までのルートをJBを経由し確保されたことで社長解任の決定という逆転を許してしまう。表向きは総会による多数決での社長解任となり表舞台から退場。失脚から1年後、妻の美佐子が亡くなってからはかつて妻がいた病院を訪れており、父親の歩んだ人生と同じ生き方しかできない自身とは違う人生を歩もうとした由美子を理解しようと努力するも何も見つけることはできず、この期に及んでも家族の愛や情を理解できず悲しいとすら思えない自身を再認識し苦しんでいた。失脚から3年後、道昭が妻がいた病院を訪れていることを知った雄二は由美子を連れ、病院で道昭と再会。道昭は雄二に対し最後の頼みとして由美子を幸せにしてほしいと伝えるが、雄二は「いつか、アンタも一緒に、由美子を幸せにしなければならない」と返し、最後の頼みにはさせなかった。
アニメ版では由美子が道昭と対峙した後、手榴弾で自殺を装われたことで道昭は由美子が死亡したと思い込み、由美子（に偽装された別人）の遺体の前で号泣。その後、命を懸けて娘が伝えようとした「何か」をこの先の人生で考えてみるとし、由美子の墓前で感謝を述べた。
榊 美佐子（さかき みさこ）
声 - 小林みい（アニメ版）
由美子の母親。神奈川南部の古都で不動産業を営む河本家に生まれる。昔から空を見るのが好きだったという。
大学卒業後、25歳の時に榊道昭と見合い結婚をする。道昭との間に娘・由美子が生まれたものの電鉄会社の跡継ぎとなる男子を生めず、そう何度も妊娠出来ない弱い身体の持ち主であったために道昭からの扱いは粗雑になり美佐子は次第に心身を病み、由美子が6歳の時に由美子を連れて自身の実家に戻り、入院する。
その後何年にもわたる療養で病状は良くなり退院も間近に控える中、道昭と愛人の間に男子が生まれ、自身とは離婚を行おうとしていることを知りショックで病状が悪化。記憶障害も併発し、家族を含めた他人の情報をすべて忘れてしまい地方の病院では手に余る症状となったため、北関東にある専門の医療機関に行くことになった。この一件で離婚の話は有耶無耶になっている。なお、道昭と愛人の間に生まれた男子はその後急逝し、道昭は由美子を跡継ぎとして榊家に呼び戻した。
『果実』の由美子ルートでの道昭の失脚から約1年後、美佐子は静かに息を引き取っている。
アニメ版では道昭と愛人の間に男子が生まれていたことを知った時点で自殺している。
周防 天（すおう たかし）
天音の父親。神田出身。『迷宮』の天音アフター時点で42歳。
若い頃はリーゼント姿のヤンキーだった。京都の老舗料亭の板前として働き、店主夫婦の長女の琴音を娶り、暖簾分けをして東京の神田に構えた京料理の料亭で板長をしている。それ故に未だに琴音に頭が上がらず、時には“お嬢さん”と呼んでしまうこともある。料亭では屋形船を使用することもある。
天音が小学生の頃まではGT-Xにリアスポイラーとオーバーフェンダーを付けたGT-R風の赤いケンメリを愛車にしていたが、天音の滝園学園の進学費のために売却しKP61に買い換えた。
天音の名前の“天”は自身の名前から取り、天まで噂声が届くほどのいい女になれという意味を込めている。
『迷宮』の天音アフターでは天音との結婚を認めてもらうべくやって来た雄二に対し、自身より喧嘩の弱い奴には娘はやらないとして雄二と拳で語り合い、その末に天音のことを想う雄二の心を認め、結婚を快諾した。
周防 琴音（すおう ことね）
天音の母親。
京都の老舗料亭の店主夫婦の長女として生まれ、その店で板前として働いていた天と結婚。夫が暖簾分けをして東京の神田に構えた京料理の料亭で女将をしている。
雄二曰く「着物の似合う、無駄に色っぽい母親」。バストはEカップ。
『迷宮』の天音アフターでは当初から天音と雄二の結婚に賛成し、過去何度か結婚を認めてもらおうと実家にやって来た雄二を何かと避けてきた夫を、天音と協力し雄二と引き合わせている。
入巣 清夏（いりす きよか）
声 - 唯香 / 矢口裕
蒔菜の母親にして、アイリス・グローバル社の社長。入巣の宗家の出で、蒔菜の祖母・初音と共に入巣家の実権を握っている。37～38歳という年齢の割には童顔で娘の蒔菜とよく似ており顔つきや体型も蒔菜がそのまま歳を重ねたような姿だが、冷酷な性格であると同時に、どこか抜けたところがある。
蒔菜の他に、分家の次男と浮気をして「沙里菜」という娘を産んでいる。過去に分家の人間に蒔菜を誘拐させ、入巣家の汚職の告発に動いていた夫の正孝を謀殺した。蒔菜への愛情はないに等しく、蒔菜からも嫌われている。
蒔菜ルートで家督相続を巡る宗家と分家のお家騒動が発生した際は宗家筋直系の蒔菜と分家代表の沙里菜のどちらが家督を継いでも自身の実娘であるため一向に構わないと考えていたが、蒔菜が汚職の暴露を示唆してからは蒔菜を暗殺するべく動く。しかしその後、雄二が蒔菜を護るため清夏を暗殺寸前まで追い詰めたことで清夏は雄二を恐れ、沙里菜と共に海外に逃亡する。
『迷宮』の蒔菜アフターでは日本に戻って社長業を続けていたが、“V-9029”としてアメリカでプロの狙撃手となった蒔菜から「帰国の挨拶」として狙撃されたことにより恐怖を抱いて、またも海外逃亡を計画する羽目になる。また『おまけエピソード』では蒔菜ルートのIFとして雄二に犯され、篭絡された結果、雄二の言いなりになった。その際、「彩夏」という優秀な姉がおり、幼少期は周囲から姉と比較され惨めな思いをしてきたこと、その姉を自殺に追い込んだ過去を雄二によって暴露されている。
アニメ版では雄二が蒔菜を護るため清夏に重傷を負わせ、生存はしているものの公的には「射殺された事による死亡扱い」となり、沙里菜と共に海外でCIRSの監視対象となる。
入巣 正孝（いりす まさたか）
声 - 木島隆一（アニメ版）
蒔菜の父親。『果実』の8年前に故人となっている。
入巣家の入り婿で防衛省管理部の会計官。一流の国立大で優秀な成績を収めるエリート候補だったが小心で欲が浅く、学生時代に知り合った妻・清夏には当時から尻に敷かれていた。蒔菜を道具としてしか見ようとしない入巣家の中で、正孝は蒔菜の唯一の味方だった。
蒔菜の誕生と共に入巣家の汚職等の暗部に触れ、自身も巨悪の一部に組み込まれたことを知り、正孝は激しく後悔。入巣家の在り方に疑問を覚え、入巣家の裏帳簿を持ち出して内調と接触しようとしたが、正孝の抹殺を計画した入巣家は蒔菜の誘拐事件を発生させる。犯人グループは正孝に対し、誰にも連絡せず単身かつ現金で身代金200万ドルを受け渡すよう要求。急な要求だったために正孝は12万ドルの現金、150万ドル分の債券しか用意できず交渉は決裂し正孝は犯人グループに射殺された。遺体は監禁された蒔菜の前に放置され、夏だったため蒔菜が救出されるまでの6日の間に急速に腐っていった。書類上は事故死として処理されている。
入巣 沙里菜（いりす さりな）
声 - 浅倉弦希（アニメ版）
蒔菜の異父妹。清夏が入巣家分家の次男と浮気をして生まれた。
『果実』の8年前の誘拐事件をきっかけに心を病んで日常生活にすら支障をきたすようになった蒔菜に代わり、家督相続人の席に着いた分家代表の人物。
蒔菜は5歳の時に家令が口を滑らせた事で、宗家に入れず会うことを禁じられている異父妹・沙里菜の存在を知り、こっそりと妹の様子を見に行くことが度々あったが、沙里菜は蒔菜の姿を認識しておらず、蒔菜が死んだと聞かされている。蒔菜は沙里菜に勝手に「サッちん」というあだ名を付けている。
巨大企業の社長令嬢として我儘放題で何不自由のない暮らしを送っているが、不便のないことが自らの成長を妨げるということを雄二から学んだ蒔菜にしてみれば、なまじ金があるだけに夢も希望も可能性も摘み取られた哀れな人間にしか見えず、自身が健康を害さなければ沙里菜はずっと分家で普通に暮らせていただろうと、蒔菜は心の中で詫びている。
『果実』の蒔菜ルートでは宗家筋直系の蒔菜が健在であることを宗家が知ったことから家督相続を巡る宗家と分家のお家騒動が発生し、沙里菜は街で買い物帰りの送迎車に乗った所で宗家によって仕掛けられた爆弾で意識不明となり移植手術が必要な程の重傷を負う。
『迷宮』の蒔菜アフターではその後、順調に回復していると清夏が語っている。
入巣 春親（いりす はるちか）
蒔菜の祖父。財務省の官僚。出世の為に上司の娘を娶った。
入巣家の総裁にして先代当主だが、事実上の入巣家を仕切っているのは妻の初音と娘の清夏である。
蒔菜からの印象は「優しいだけで、いざという時には何一つ頼りにならない」。
『果実』の蒔菜ルートで蒔菜名義の7千万円の小切手が発行されたことで銀行から春親に連絡が入り蒔菜の健在を知り、宗家側が分家代表の沙里菜に重傷を負わせた後、春親は蒔菜に対し実家に戻ってくるよう求めたが、蒔菜に断られる。
入巣 初音（いりす はつね）
蒔菜の祖母。
娘の清夏と共に入巣家の実権を握っている。
蒔菜からの印象は「まるで壊れたオモチャでも見るかのように（蒔菜を）見つめてくる」。
小嶺夫妻
声 - 岩魚 / 岩橋直哉（父親・PC版/移植版）、間島淳司（父親・アニメ版）、今野蒼衣 / 浅倉弦希（母親・PC版/移植版、アニメ版）
幸の父親と母親。父親は『果実』時点で故人。
新潟で金物細工をしていた男性と、神奈川にある町工場の娘として生まれた女性が技術文化交流会で出会い、結婚して神奈川の端に小さな町工場を開き、娘・幸が生まれる。
夫妻は家の隣の工場で共働き。始めたばかりの小さな工場に入ってくる仕事は小口なものが多く、夫妻は娘のことを第一に考えていたために度々納期を遅らせてしまっており、仕事の業績はお世辞にも順調とはいえず、家庭は貧しい方の部類だったが、人柄を買ってくれる人達のおかげで日々暮らし、夫妻は幸に愛情を注いでいた。
ある日、幸の父親の実家がスペースシャトルに使われるレンズの研磨を任されているということが話題となりテレビの取材を受けたことをきっかけに、製造業において重要な資産となる金型を作っていた幸の両親の工場にも仕事が舞い込むようになり、元々仕事の腕は確かな幸の父親が作る品質の高い金型の噂も広がり、実家の工房より多くの仕事を受注するようになる。金型製作には専門的で高い技術力が要求されることもあり工場に新たな従業員を招き入れることは難しく、夫妻の作業時間は増え、家政婦が雇えるほどに家は裕福になっていったが娘・幸と過ごす時間は極端に少なくなる。
幸の9歳の誕生日に幸が「一人でステーキを食べるより、機械の音が聞こえないお家で、みんな一緒にカレーが食べたい」と涙ながらに呟いたことをきっかけに夫妻は考えを改め、幸ともっとたくさんの時間を過ごせるように転職を決意。幸の10歳の誕生日に合わせ、幸に内緒で工場の機械を撤去し誕生会を行うつもりでいたが、これまで寂しい思いをしていた幸は誕生日の朝、家を飛び出してしまう。夫妻は夕方になるまで幸を捜し公園で幸を見つけるが、その直後に飲酒運転で信号無視をしたトラックにより夫妻は撥ね飛ばされ、幸の父親は全身を強く打って即死。幸の母親は奇跡的に一命を取り留めたが以後、意識不明の状態となった。
『楽園』では幸が美浜学園を去る前、お金を残して以後100年は病院で母親の面倒を診てくれるよう手配している。
小嶺 昭博（こみね あきひろ）
幸の父方の伯父。新潟に住んでいる。既婚者で、子供はいない。
幸の両親が交通事故に遭ったことで幸を伯父夫婦が引き取り、共に生活。幸とは本当の家族のように接した。
事故後、幸の両親の工場の内部を見ているが、事故の直後から両親の話をしただけで吐き出してしまう程に罪の意識を感じていた幸のため、心療内科の先生とも相談し幸を実家には近づけないようにしている。しかし、幸がいつか真実とも向き合える日が来た時のために工場は事故の日のままにして管理している。
幸が中学生の時に中学校が火事になる放火事件が発生。この頃、幸の言動や振る舞いに異常性を感じた伯父夫妻が精神科の診察を受けさせた結果、通常の学生生活を送るのは困難と診断され、幸は美浜学園に転入することとなる。
ジョン（John）
山梨の山小屋で麻子と雄二が同居していた際に飼っていたメスのボーダーコリーの子犬。『果実』時点で既に死亡。
野戦用に試験導入されたボーダーコリー部隊の新生児で、沢山生まれ過ぎたため麻子がタダで貰ってきた。犬舎の隅でガタガタ震えている一番弱そうな犬だったという。
生き物を殺すことに極端に怯える雄二に命を育むことを教えるために飼うことになる。やがて雄二はジョンを通じ心の傷が癒え笑顔を見せるようになり、ジョンも雄二によく懐いた。
ジョンを飼って数ヶ月後のある朝、麻子不在時に山小屋に熊が現れる。ジョンを守るため銃を構える雄二だったが、このままではジョンが襲われると頭で分かっていても命を奪うことの抵抗から引き金が引けず、その間に熊はジョンを襲い、咥えて山小屋を出て行ってしまう。その後、雄二は熊を仕留められる寸前にまで追い詰めたが心に抵抗が生まれ結局殺すことはできず、持ち帰れたのはジョンの首輪のみだった。その日の夕方、山小屋の裏手にジョンの墓を立て首輪を埋葬。この一件を機に雄二は本当の強さを求め、誰かの役に立ちたいと思うようになった。
由真（ゆま）
『果実』の由美子ルートトゥルーエンドにおける雄二と由美子の娘。
優羽姫（ゆうき）
『果実』の天音ルートトゥルーエンドおよび『迷宮』の天音アフターにおける雄二と天音の娘。
鈴音（すずね）
『果実』の天音ルートトゥルーエンドにおける雄二と天音の孫娘。
幸穂（さちほ）
『迷宮』の幸アフターにおける雄二と幸の娘。
一縷（いちる）
『楽園』の楽園アフターにおける雄二とみちるの娘。

### 滝園学園バスケットボール部
越智 義彦（おち よしひこ）
声 - イモ / 三苫紘平
滝園学園マイクロバス転落事故の当事者。滝園学園バスケットボール部顧問。『果実』時点で故人。2005年8月14日、キャンプ合宿からの帰り道に彼が運転するマイクロバスが渋滞を避けるため移動経路の予定にない旧道の峠道を走行中、カーブで運悪く金属片を踏んでしまった事により前輪がパンクし、バスごと崖下へ転落した事が滝園学園マイクロバス転落事故の発端である。
転落9日目には救助を呼びに行くため単独で下山を試みたが失敗し、転落14日目に転落現場に戻ってくる。後の越智は、事故現場から約50km圏内に越智の実家があり学生時代は車で毎日のように通った道がすぐそばにある、という過信がよくなかったと下山失敗について振り返っている。
それ以降、空腹により我慢の限界を迎え亡くなった生徒の遺体を食し始めた。千秋に目撃されて以降は協力関係となり、遺体を「鹿肉」などと称し遭難者らに分け与え、共に食すようになり、さらに千秋とは性行為に及ぶようになる。転落16日目の明け方前、一姫と天音に「鹿肉」の真実を目撃されたことを切っ掛けに千秋が佐久間を刺殺してしまい、激昂した伊吹が千秋を刺傷。越智はこれを止めるため咄嗟に伊吹を石で殴殺してしまう。以降は冷静さをいくらか取り戻すも、病原菌に冒された「鹿肉」を食べたことによる急性内臓疾患を発症。やがて一姫と逃亡した天音以外の全ての部員が死亡し、その遺体をシャベルでバラバラにしこの場で起こったことを有耶無耶にして自身がこの場で起こった全ての責任を負う形を取って、その後死亡した。
母子家庭であったらしく、一人残された母は「鬼の子を産んだ」として心ない人間達の迫害を受け、一人安アパートの一室で生涯を終える結末を迎えている。
坂下 千秋（さかした ちあき）
声 - 奈都水環 / 舩坂泰子
滝園学園マイクロバス転落事故の当事者。3年生で部長。坂下啓二の娘。『果実』時点で故人。成績上位にいつも名前が載っている。気が強く常に場を仕切りたがるが、他者依存が強い性格でもある。
普段の学園生活では資産家の娘としてのカリスマと畏怖の念を得ていたが、転落事故後は「実家」の権力が及びにくい環境故に周囲からあまり慕われなくなっている。
生徒の遺体を食す越智を目撃した際には無言で涙を流し下唇を噛みながら睨んだが、以後は越智に協力するようになる。
転落16日目の明け方前、一姫と天音に「鹿肉」の真実を目撃され逃亡を図られた為、世間への発覚を恐れ、他の遭難者らと共に一姫や天音を捕まえて殺害しようとするも失敗。その最中に止めに入った佐久間を刺殺してしまい、激昂した伊吹にハサミで刺され重症を負い、病原菌に冒された「鹿肉」を食べたことによる急性内臓疾患も相まって数日中に死亡した。
転落事故下において一姫と意見が食い違うことが多々あったが、一姫は周囲が思うほど千秋を嫌っておらず“怖い人”としての役割を演じて秩序を維持し、極度のストレスを抱えた越智の“暴食”と“性的接触”の捌け口を1人で引き受けた千秋の心情を思い同情もしており、行為は許されることではないと前置きしつつ、坂下千秋という人間が持つ優しさを評価していた。
桜井 美冬（さくらい みふゆ）
声 - 唯香 / 矢口裕
滝園学園マイクロバス転落事故の当事者。3年生。アニメ版では副部長と言及されている。『果実』時点で故人。バスケ部一番の美人と謳われ、父が有名な舞台俳優、母が元アイドル歌手だという。性格が大人しく、一姫からも「本当に欠点の少ない人」と好感を持たれていた。
バス事故でガラスの破片が腹に刺さり重症を負う。一時は快復傾向にあったが、悪環境により再び悪化して敗血症を発症し、転落15日目に死亡した。
佐久間 みのり（さくま みのり）
声 - 葉市憂 / 金子未佳
滝園学園マイクロバス転落事故の当事者。3年生。『果実』時点で故人。後輩の伊吹春菜には「クマ先輩」と愛称で呼ばれている。
日頃から黙々と努力を重ねる人物で、部内でもかなりの実力を持ち、部長に推薦されたこともあるが人の上に立つのが苦手という理由で辞退したという。
越智と千秋の「鹿肉」に関する行動に気付いていたが静観。転落16日目の明け方前、一姫や天音を捕まえて殺害しようとする千秋らに対し落ち着くよう諭すが、精神的に追い詰められた千秋によって刺殺された。
小出 葎（こいで りつ）
声 - 野々村紗夜 / 小林みい
滝園学園マイクロバス転落事故の当事者。2年生。『果実』時点で故人。気が弱く、事故直後には医者の娘という理由で千秋から負傷者の応急処置を押し付けられるが応急処置の知識はなく、結局一姫が負傷者の応急処置を行った。
転落16日目の明け方前、一姫や天音を捕まえて殺害しようとする千秋に一時的に同調するが一姫に対する畏怖が勝り、佐久間死亡後には一姫の助手として負傷者の手当てを行う。その夜明け後、千秋が隠し残しておいた僅かな米の場所を一姫らと共に発見。消化不良を防ぐため、一姫はおかゆにするよう伝えるが、炊きあがった米に我慢できずそのまま食べてしまい、弱った消化器官が拒絶し吐き戻してしまう。以後も空腹に耐えきれずコッソリと米を炊いては吐き戻して衰弱し、さらに病原菌に冒された「鹿肉」を食べたことによる急性内臓疾患も相まって数日中に死亡した。
金田 沙彩（かねだ さあや）
声 - 今野蒼衣 / 浅倉弦希
滝園学園マイクロバス転落事故の当事者。2年生。『果実』時点で故人。
事故で頭を負傷し、ビタミン不足も重なり徐々に情緒不安定に陥る。転落16日目の明け方前、一姫や天音を捕まえて殺害しようとする千秋に一時的に同調。この際、取り押さえた一姫に抵抗され、鼻骨を骨折。その夜明け後、事故当初から頭を負傷していたことも相まって硬膜損傷を引き起こしてしまう。そして病原菌に冒された「鹿肉」を食べたことによる急性内臓疾患と気脳症を発症し、数日中に死亡した。
広岡 たまき（ひろおか たまき）
声 - 奈都水環 / 舩坂泰子
滝園学園マイクロバス転落事故の当事者。1年生。『果実』時点で故人。
バス事故で両足を骨折し、寝たきりとなる。皮膚病を発症し衰弱の末、転落14日目の夕方に死亡した。その後、遺体は「鹿肉」として遭難者らに食されたが、彼女の死肉に潜んでいた病原菌によってさらなる死を招いた。
古森 めぐみ（こもり めぐみ）
声 - 綾瀬あかり / 松平美波穂
滝園学園マイクロバス転落事故の当事者。1年生。『果実』時点で故人。和菓子屋の一人娘。愛犬であるオスのシーズーのアリオンとは兄弟のように接する。
合宿時、こっそりアリオンを持ち込んでいたが、転落12日目にアリオンが衰弱死する。食料も尽きていたため、やむなく死んだ直後の愛犬を食肉加工する事を承諾し食べるも精神を病み、転落13日目、何らかの毒性がある植物（一姫はジキタリスと推測）を食べたために倒れた後、転落15日目に首吊り自殺を遂げる。その後、遺体は「鹿肉」として遭難者らに食された。
伊吹 春菜（いぶき はるな）
声 - 桜城ちか / 月ヶ瀬あかね
滝園学園マイクロバス転落事故の当事者。1年生。『果実』時点で故人。佐久間とは同じ寮生且つルームメイト。佐久間からは「ブッキー」と愛称で呼ばれている。
春日部に本社がある高級外国車の輸入販売会社の社長の一人娘。部の中でもお洒落に敏感な人物。佐久間は伊吹を「臆病なクセにいつも強がっていて、周囲にそれを気付かれていることに気が付かない子」と評している。先輩である佐久間を表面的には「嫌い」としているが本心では慕っている。
事故以前から過度のダイエットを繰り返していたらしくビタミン不足が慢性化しており、事故以降はさらに深刻な滋養不足が重なり、転落8日目には慢性的なウェルニッケ脳症と一姫に診断され、それ以降も次第に脳の機能に障害が出始める。
転落16日目の明け方前、佐久間が千秋によって刺殺されたため、激昂して千秋をハサミで襲うもそれを止めようとした越智によって後頭部を石で殴られ、2時間後に死亡。
風見 一姫
滝園学園マイクロバス転落事故の当事者。事故当時1年生。詳しくは主要人物の項を参照。
周防 天音
滝園学園マイクロバス転落事故の当事者。事故当時1年生。詳しくは主要人物の項を参照。
岡部 朋絵（おかべ ともえ）、鹿内 元（しかない つかさ）、小沢 洋子（おざわ ようこ）
滝園学園マイクロバス転落事故の当事者。岡部は副部長、鹿内は3年生、小沢は2年生であった。『果実』時点で故人。
小沢について一姫は「自己管理の出来ていない体型をしている人」と評しており、他の後輩からも陰で「食欲魔人」とあだ名されていた。
転落事故の際、2人が即死、1人は事故直後には意識があったが転落の衝撃による頭部強打で事故10分後には死亡した。
なお、『果実』では鹿内と小沢が即死、岡部が頭部強打で事故10分後に死亡という描写がされているが、『楽園』では鹿内が頭蓋底骨を骨折して気脳症を発症し、事故10分後には死亡したという描写がされている。

### ヒース・オスロの関係者
ヒース・オスロ（Heath Oslo）
声 - 秋山樹 / 鶴岡聡
本名、経歴、その他全てが謎に包まれている人物。ヒース・オスロは偽名であり、このほかにも李礼生、桐原礼といった偽名を持つ。推定年齢40歳で、かつてはフランスの軍隊に居たが、上官を殺害して更迭された後に世界各地の戦場を転戦し、戦争推進派のテロリストとして各国から警戒されている。過去に日本では美術品の貿易商という肩書きで滞在して亮二と付き合いがあったが、彼のことは「人間のクズ」と見抜いて内心見下していた。その反面、彼の子どもたちである雄二や一姫のことは初めて会った時から興味があり、一姫と両親が亡くなって孤児となった雄二を引き取る。最初は女装させて愛玩人形として愛でていたが、トラウマから発現した雄二の殺しの才能を知るやテロリスト養成機関に送り込み、殺人装置として育て要人の暗殺任務に投入していた。
刃物による戦闘術、特にナイフコマンドを最も得意としている一方、銃を「弾がなくなれば殴るぐらいしか使い物にならないような道具」「所詮は直線兵器、ストレートしか打てないボクサーのなにが怖い」と語り、個人的に好んでいない。テロリスト養成学校時代の雄二に対しナイフによる格闘術を仕込み、ナイフと狙撃の両方を極めて理想的な殺人装置に近付くよう教えた。
雄二には殺人装置としての強烈な暗示をかけており、それに麻子の暗示が上書きされることで雄二は平静を保っている。
『楽園』にて兵器取引に加えテュポーンと雄二の直接対決、彼自身の雄二に対する執着など数々の目的のため日本に密入国し、雄二と再会を果たす。タルタロス島でテュポーンを斃した雄二との直接対決では雄二の生死を含め雄二の全てが自分のものであると持論を展開し、麻子がかつて用い、オスロの“赤ん坊工場”を襲撃した際にオスロの部下の身体に突き刺したまま置いていった銘刀“備前長船住衛門延文兼光”で雄二をいたぶる。最後まで己の勝利を確信していたが、刀に体を貫かれた雄二がそのまま超接近戦に挑んだことで形勢逆転し、自分が使っていたペンで首を貫かれ、「人を殺すのに銃はいらない、刃物である必要もない、尖ったものなら何でもいい、どこにでもあるボールペンで十分だ」という皮肉にも自分が教えた殺し方で命を落とす事になった。
このヒース・オスロは実際には“オリジナル”のヒース・オスロのクローンであり、“オリジナル”曰く「ヒース・オスロ」という組織の立てた看板に過ぎず、所詮はコピー、まがい物だという。“オリジナル”と遺伝子は同じだが記憶も育った環境も異なり、70年代初頭を懐かしんでいるものの、実際に70年代当時を知っている訳ではない。
トラビス（Travis）
声 - 神宮寺穂波人 / 宮下弘充
ヒース・オスロの側近。イタリア人。『楽園』時点でオスロの下に来て8年が経過している。元々はプールバーの店長だった。
お守りのようなものとして、兄・ジェイソンの形見の回転式拳銃を使用している。
“市ヶ谷”による雄二護送時に襲撃を指揮。雄二を回収後、爆弾付きのブレスレットを雄二に付けるが、美浜学園生徒一同に奇襲を受け、ガスマスクをした幸に気絶させられる。その後、タルタロス島に帰還したものの雄二の襲撃を受け、殺害された。
テュポーン（Typhon）
声 - やじまのぼる / 須藤翔
テュポーン計画における唯一の成功体で、雄二のクローン体。正式名称は“テュポーン計画第三期試験体TP-427”。トラビスと共にオスロの側近として活動していて、オスロからは「ユウジ」と呼ばれている。雄二を兄さん、一姫を姉さんと呼んでいる。
誕生したのは雄二がテロリスト養成学校に所属して以降だが、外部からヘイフリック限界を操作し、細胞死の促進により新生細胞を活性化、テロメアの強制リライトで成長促進を繰り返し、髪と瞳の色は一姫似となっており『楽園』時点で雄二と同じ体格にまで成長している。
雄二の姿を装い、在日カザフスタン領事館を襲撃した。その後、タルタロス島に潜入してきた雄二との優位性を示すために、彼と決闘を挑んだ末に雄二に敗北する。
テュポーンの母体になったのは、過去雄二がテロリスト養成学校時代に出会った少女（マーリン）であるとオスロの口から語られている。
マーリン（Marin）
声 - 櫻井ありす（アニメ版）
雄二がテロリスト養成学校時代に出会った少女。『果実』時点で故人。
過去の記憶を一切覚えていないと語る。「ヒース・オスロのお気に入り」である事を快く思わない少年達によって陰で暴行を受ける日々を送っていた雄二を介抱することで仲良くなったが、「一対一で戦い相手を殺害する事」を条件とする卒業試験にて互いに興奮剤を投薬された状態で雄二の格闘相手となる。身体能力等が大きく上回る雄二にマーリンは劣勢となるが、マーリンの殴られ赤黒く腫れ上がらせた顔を見た雄二が母親の死に顔を想起しトラウマを発現し動けなくなったことで、マーリンが逆転し雄二を叩きのめした。その後、薬が切れ正気に戻ったマーリンは雄二を介抱し謝罪、そのままマーリンは卒業していったが、最初の任務に失敗し死亡したとされている。
実際は「赤ん坊工場」へと送られた事がオスロによって明らかにされており、妊娠中に脱走するも追手により対物ライフルで撃たれ上半身を吹き飛ばされて死亡した。衝撃で飛び出し奇跡的に生き残った胎児こそが雄二のクローンといえる実験体唯一の成功体・テュポーンである。
PC版では立ち絵がなく、移植版で追加された。
ジェイソン（Jason）
トラビスの兄。イタリア人。『果実』時点で故人。トラビスが母親似で、ジェイソンが父親似なため、トラビスと似ていない。
雄二のテロリスト養成学校時代、近接格闘術の訓練でジェイソンに苛められていたらしく、後の雄二はトラビスに対して「あの禿げ頭を思い出すだけで気分が悪い」と語っている。
かつて麻子と戦った際、回転式拳銃で麻子の進攻を止めるが、同時に麻子の手にしていた1本の刀で命を落とした。
真のオスロ
声 - 秋山樹 / 鶴岡聡
雄二がタルタロス島でヒース・オスロを倒した後にオスロの執務室の隠し部屋から姿を現した人物。“オリジナル”のヒース・オスロを名乗る。オスロを裏から操っていた人物で作中における真の黒幕。容姿は作中におけるヒース・オスロを老化させたような姿をしており、声も酷似しているが雄二曰くオスロにしては皺がかかったような声とされている。生命維持装置のようなものが組み込まれた車椅子に腰掛けており、戦闘能力は皆無。
ヒース・オスロという名前が表に出始めたのは70年代初頭のこととされているが、実際には160年の歴史を持つ社会貢献組織であり、世界の平和と均衡を保ってきた「戦争管理人」だという。
ヒース・オスロを倒した雄二に対し、次代のヒース・オスロになれと告げるが、雄二に拒絶されて腕に腕輪爆弾をはめられてしまい、爆発によって死亡した。

### その他
のぞみ
声 - 今野蒼衣 / 浅倉弦希
過去にみちるの親友だった少女。『果実』時点で故人。みちるのクラスの隣のクラスに在籍。みちる以外に友人はおらず、学校では嫌われている。
学校の屋上で自殺しようとしていたところ、それを見たみちるが声をかけた事で死ぬ気がなくなり、命の恩人であるみちると親友となる。世間知らずだったみちるを様々な所に連れ出して共に過ごした。
妻子持ちの数十歳年齢の離れた男性とインターネットで知り合い、愛人のような扱いを受けている。その男性に恋愛感情を抱き、ネットや学校に行為や全裸の写真がばら撒かれる、他の男性とも性行為の相手をさせられる、中絶するなどなんでも受け入れたが、最終的に男性に捨てられてしまい限界となり、みちるに別れを告げて屋上から投身自殺を遂げた。
本編では名前が出てこず、スピンオフ『アイドル魔法少女ちるちる☆みちる』で名前が判明。中学生であるみちるの学校の友人である。
ニャンメル
声 - 綾瀬あかり / 松平美波穂（PC版/移植版）、鈴木絵理（アニメ版）、名塚佳織（『アイドル魔法少女ちるちる☆みちる』）
みちるが美浜学園近くの海の見える高台で見つけた野良のオスの黒猫。みちるが餌付けしたため美浜学園の敷地内にも現れるようになった。みちるからは「猫ニャー」、雄二からは「ロンメル」と呼ばれていたが、後に両方を合わせて「ニャンメル」と名付けられた。
みちるルートでは交通事故に遭って重傷を負い、雄二とみちるがニャンメルを動物病院に連れて行こうとするが、その道中で息絶えた。アニメ版では海の見える高台にニャンメルの墓が作られている。
みちる編のエンディングに到達するとゲーム環境設定画面でニャンメルのシステムボイスを選択出来るという、おまけ機能が解放される。
『アイドル魔法少女ちるちる☆みちる』では、魔法の国からやってきたという独自設定が存在する。
立花（たちばな）
三嶋崎の駅前にあるパン屋“手作りパンのタチバナ”の店主。
地主の次男。フランスとドイツで本場のマイスターの元で修行した経験を持ち、父親の税金対策の一環の道楽としてパン屋を始め、採算を無視して毎日夜中の3時からこだわってパンを焼いている。
この店のパンを食べた蒔菜は虜になり、『果実』の蒔菜ルートでは蒔菜が夏休み期間中にこの店でアルバイトを始める。しかし入巣家のお家騒動に巻き込まれる形で店が放火されてしまい、怪我人はいなかったが1階の店舗部分が焼失してしまう。
『迷宮』の蒔菜アフターでは放火に蒔菜が遠因している事実を渡米する前に蒔菜から手紙で伝えられ、蒔菜がアメリカで始めたパン屋の稼ぎやV-9029の仕事の報酬のほとんどを“会社”経由で見舞金として送られ、店舗は元通り修復されて以前より立派な石窯が出来る。立花は半年後から見舞金の受け取りを拒否し、手紙を残して姿を消した蒔菜の身を案じるが、「いずれ学園に戻ってくる」というクラスメイト達の言葉を信じ、パンの修行に精進して待っていたところ、2012年6月に蒔菜が日本での活動に必要なライセンスを正式取得するために一時帰国し再会が叶った。
『ファントムトリガー』でもパン屋を営業しており、昔から積極的に美浜の学生をアルバイトとして雇っていることで知られている。立花は「随分昔にメロンパンが大好きだった美浜の学生がアルバイトをしていたが、店が火事で焼けて以降は会えていない」と語っている。TFAへの総攻撃の日、美浜学園のSORD学生らにどうぶつパンを保冷空輸で差し入れている。
沢田 寛子（さわだ ひろこ）
声 - 奈都水環 / 舩坂泰子
入巣清夏の女性秘書。『果実』の蒔菜ルート、『迷宮』の蒔菜アフターで登場。
どちらのルートでも清夏に振り回され事件に巻き込まれる損な役回りで、蒔菜アフターでは清夏の傍にいると危険な目に遭うことから、辞意を伝えている。
坂下 啓二（さかした けいじ）
声 - 中里圭太 / 浅科准平
IT企業の元社長で、坂下千秋の父。趣味はハンティング。
娘・千秋を溺愛している。滝園学園マイクロバス転落事故によって千秋が行方不明になった際はヘリを含め、1日に70万円掛かる捜索費用を全て負担したが2週間経っても見つからず、後に自力で生還した天音の証言により捜索隊が発見した際には千秋は死亡していた。千秋を失って以降、家庭や仕事が上手く行かなくなり、妻には離婚され、自身の両親も他界。会社を畳み無職となる。自身の人生が狂ったのは娘の死にあると思い込み、事故の唯一の生存者である天音を逆恨みしていた。数年前にアメリカでハンティングスクールへ通っていた事があり、麻子が教官だった。
事故現場の森の中で一姫が残し地図に書き記した物を探しに来た雄二と天音を襲撃。天音の協力で機転を利かせた雄二に敗れ、CIRSに確保される。その後はCIRSによって始末され、公的には病院の屋上から身を投げた自殺扱いとなった事がJBから語られている。
アニメ版では雄二と天音の学園不在を見計らって、美浜学園の学生達を人質に立てこもり事件を起こす。立てこもり現場にやってきた天音に対し「天音を犠牲に他の学生を生かすか、他の学生を犠牲に天音を生かすか」の選択を迫った。しかし雄二の作戦と学生達の機転により狙撃ポイントであるトイレへ誘導されてしまい、雄二により学園から900mの距離にある灯台から射界10cmのトイレの小窓越しに超長距離狙撃され確保された。原作とは異なり、その後は描かれていない。この立てこもり事件は『ファントムトリガー』では過去に発生した出来事として語られており、それに由来しSORDの狙撃カテゴリのトライアウトで長距離の精密射撃が組み込まれるようになった。
鷲鼻の男
声 - カマンベール十円堂 / 白川周作
完璧に脱色した金髪と鷲鼻を持つ男性。河内国方面の出身らしくアクセントのキツい関西弁で喋る。「パーティー行かなあかんねん」が口癖。
父親がイタリアと提携している東河内の商工会議所に務めている関係で顔が利く。誰よりも早く、1秒でも早くパーティー会場へ到着するというどうでもいいような目的で毎回高性能な名車を買う。
『果実』の由美子ルートでは湘南でガヤルディ・スパイダーを運転していたところ、東浜電鉄グループのヘリに攫われた由美子を取り戻すべく追いかけていた雄二に出くわし、雄二に一方的に車を借りられて自身を助手席に乗せられ、由美子を追いかける雄二に付き合う羽目になり、スパイダーは前方が大きく破損してしまう。
『迷宮』の由美子アフターでは朝早くに美浜学園前でロクサス・LFAを運転していたところ、 由美子とのデートに出かけようとしていた雄二と再会する。以前破損したスパイダーは後に“市ヶ谷”関係者の女性が新品に戻してくれたため、雄二の事を特に恨んでおらず再会を喜んでいる節もあったが、またも雄二に一方的に車を借りられる羽目になる。
『楽園』では山道でブガッテー・バイロンを運転していたところ、天音がタナトスからの能力テストの一環で運転していた深緑のタイハツ・ヌトーリアX4に出くわしチェイスに発展する。アメリカ人の祖父から戦時中の逸話を聞いていた鷲鼻の男はゼロに追われる恐怖を感じながら天音に追い抜かれ敗北。静かに停車し、嗚咽を漏らして落涙した。
山本（やまもと）
声 - おっさん / 藤沼建人
横須賀のスポーツ用品製造工場「森島ラケット工業」に務める男性。年齢は雄二や蒔菜の印象では50歳前後。
現役の頃はCIRSと名が付く前の日米合同対テロ組織の狙撃手であり、初代の9029。『楽園』時点で右手人差し指が欠損しており、右足も引きずっている。
森島ラケットは戦前から開業しており、プロやオリンピック選手のオーダーに合わせてスポーツ用具を提供している。業務拡張で競技用ライフル銃床の受注作成を始めたのが発端でCIRSの指定銃器工房にもなっている。
元々オリンピックの代表に選ばれるほどの競技ライフルの選手だったが、浮気した妻とその浮気相手をアメリカで狙撃で殺害。投獄され、囚人番号「9029号」となった。その後、CIAの子会社のような、正式な部署名もしっかりとした足場もまだない日米合同対テロ組織が面会に訪れて檻から引きずり出され、ノースカロライナの海兵隊基地で3ヶ月の訓練の後、各国で狙撃の仕事を行うようになる。
ある時、機密書類をモサドに売り渡そうとしているCIA内部の裏切り者の始末という任務が入る。しかし、機密書類の取引現場にやってきた裏切り者は顔見知りであったため、迷いが生まれ引き金を引けず、カウンタースナイプによってトリガーに乗せていた指ごと吹き飛ばされてしまう。実はこの取引は囮で、アフリカで反政府ゲリラに米軍の武器を横流ししている人物の炙り出しが目的であった。そして、その悪者側の人物である大佐に山本は雇われていたのである。罠にかかった大佐は逮捕され、山本は指と職を失った。この時、山本の指を吹き飛ばしたのが当時約15歳の麻子であり、以降山本は麻子を拾い育て、麻子の「師匠」となった。
『楽園』ではタナトスからの依頼で蒔菜用に改造したバレットM82A1を用意する。
『ファントムトリガー』にて美浜のSORDが“ファントムトリガー”だった頃に入院し、本編時点で故人。『ファントムトリガー』では山本の銃器工房の弟子である山本イヅミが登場している。
後藤（ごとう）
オリュンポステクノロジー社の設計主任。タナトス・システムのコアを設計した開発指揮責任者であり、実用化にこぎつけた功労者。
その一方で技術資料を外部に持ち出しオスロに売却しようとしていたが、タナトスが立案した作戦により殺害され「事故死」として処理されている。
なお、『ファントムトリガー』ではタナトス・システムの計画を打ち立て概要を設計し、日本に売却した人物として仙石一縷が登場している。
リカルド・バルボア（Ricardo Balboa）
スロヴェニア出身の白人男性。父親は同国軍人。『果実』時点で故人。
1988年より政治亡命者や反体制派の暗殺活動に従事。世界各国で暗殺活動を行い、檻に入れられては政治家に即時釈放されている。各国警察や政府に目を付けられ、裏の社会では首に600万ドルの賞金が掛けられている。本国でも庇いきれなくなったのか、安全な上に必要な情報が集まる国である日本に潜伏していた。
人の動きや街頭カメラ等が少ない郊外を転々と移動し、同じ宿には二度と泊まらないようにして捜査の網をかいくぐっており、麻子曰く「残忍で用心深い、イタチのような奴」。リカルドは毎週木曜日、リカルドの逃亡を支援している組織のネストであるレストランに情報と逃走資金を受け取りにやってきている。
麻子がリカルドの処分を命じられ、麻子に同行した雄二がレストランでの偵察と工作を行った後、レストランにやって来たリカルドは麻子によりレストランから800mの距離にあるラブホテルから射界15cmのトイレの小窓越しに超長距離狙撃され、頭部を撃ち抜かれて即死した。
この狙撃はアニメ版『グリザイアの果実』で4年前に発生した出来事として語られており、麻子の伝説の1つとなっている。なお、後の雄二は坂下啓二が発生させた美浜学園での立てこもり事件にて距離と射界がより厳しい条件下の狙撃を成功させ解決に導いている。
マリオン・ガーランド（Marion Garland）
声 - 田中真奈美（アニメ版）→五十嵐裕美（『グリザイアの旋律』）
コロンビアの大麻密輸組織「ノボア・ファミリー」の会計士であるティモシー（ティム）の娘。9歳。
裕福な家庭で育ったためか、相当に気難しいお嬢様。母・アマンダはマフィアの元愛人であり、本当の父親はティムではなくおそらくノボア・ファミリーの誰かと自覚している。
かつてゴールデン・レトリバーを飼っていたが父を恨む何者かに毒殺されてしまったため、以来犬を二度と飼わないと決めている。
父が司法取引に応じたことからガーランド一家はCIRFの元で保護され、雄二はアメリカでのマリオン護衛任務に就くことになった。
雄二が自身の護衛に失敗した際には敵の手中に渡らぬよう雄二の手で殺されるという事を理解しており、これを了承している。ただし雄二に対して、自身の死に関わった人間全てに復讐するよう約束を取り付けた。
最初は我が儘なマリオンの対応に苦慮した雄二だったが「ちっさいJB」と心の中で思うことで対処しやすくなった。我が儘で他人の痛みや苦しみに鈍感な性格は、周囲が物騒すぎて受ける痛みや苦しみが子供の許容できるそれを遥かに逸脱している故と雄二は推測している。
雄二が目を離した隙にノボアの元へと連れ去られてしまうが、その後雄二の手で救出され、ノボアの身柄は確保される。この一件後、雄二を欲しいと願うようになり、自身の元でずっと一緒にいてほしいと伝えるが雄二に断られた。
マリオン護衛任務は麻子が倒れる直前に雄二が行っていた仕事として『グリザイアの迷宮』で僅かに言及されており、この部分を描いたアニメ版『グリザイアの楽園』でも「金髪娘」として登場している。その後『グリザイアの旋律』で詳細が描かれた。
『旋律』でノボアに命を狙われていた際、犬を二度と飼わないと雄二に話していたマリオンだが、ノボアの身柄が確保された後の時点を描いたアニメ版『グリザイアの楽園』においてはセント・バーナードを横に携えている。
ティモシー・ガーランド（Timothy Garland）
声 - 早川毅（『グリザイアの旋律』）
コロンビアの大麻密輸組織「ノボア・ファミリー」の会計士。通称「ティム」。マリオンの父親。
密輸組織の幹部が逮捕された際、芋づる式に確保された。密輸組織の帳簿を持ち出しており、家族の身の安全の保障を条件に司法取引に応じた。
マリオン曰く「祖父の代から引き継いできたマフィアの仕事を嫌だと言えなかった気弱な男」。娘・マリオンとは血が繋がっていないことを理解しているが、攫われたマリオンのためノボアの元へやってくるなど娘を想う気持ちを持っている。
ノボアに撃たれたが急所を外しており、すぐに雄二が助けに来て救急車で搬送されたため大事には至らずに済む。帳簿はノボアの部下に取られたが、帳簿の内容は全部頭の中に入っており問題ないと語った。
ラモン・ノボア（Ramon Noboa）
声 - 早川毅（『グリザイアの旋律』）
コロンビアの大麻密輸組織「ノボア・ファミリー」のボス。元軍人。武器と麻薬の密輸によりハーグ国際戦犯法廷に呼び出されている。
司法取引に応じたティムの持つ密輸組織の帳簿を奪取するため、ティムの娘・マリオンを狙っている。
ノボアの祖父が運営していた麻薬組織は先代の9029である麻子によって壊滅させられている。
裏で繋がっていたCIRF副長官の部下のトニーの協力でマリオンを手中に収め、ティムに帳簿の引き渡しに応じさせる。しかし直後、マリオンを救出しに来た雄二に部下を全員始末されたため、車で逃走を図るが雄二に狙撃され車ごと荒野の窪みに落ちた。しかし悪運の強さか生きており身柄を確保された。その後、自己保身のため関わりのあった政治関係者の名前を挙げ証言。その中でCIRF副長官が自身の執務室で自殺した。
マグロマン
声 - イモ / 三苫紘平
劇中劇「鮮魚超人マグロマン」の登場キャラクター。マグロの体に人間の手足が生えたヒーローで、身体の部位を相手に投げて戦う。
蒔菜が大好きなキャラクターで、『果実』の蒔菜ルートでは三嶋崎の夏祭りで蒔菜が射的の景品としてマグロマンのぬいぐるみを雄二の射撃指導により手に入れたことをきっかけに狙撃の才能を開花させていく。なお、この思い出のぬいぐるみは『楽園』の風見雄二奪還作戦の際に最初の狙撃地点での狙撃を成功させられる願掛けのために敢えて予備の狙撃地点の試射用の標的として蒔菜自身が用意。ぬいぐるみを撃たずに済むよう願う蒔菜だったが、想定外の事態により最初の狙撃地点ではなく予備の狙撃地点での狙撃を行うことになってしまい、蒔菜のM82A1からの試射でぬいぐるみは破れ散った。
デービッド・マカリスター（David McAllister）
声 - 中里圭太 / 浅科准平
通称「デイブ教授」。日曜夜8時放送のアメリカの動物ドキュメンタリー番組「デイブ教授のアメイジング・アニマル」の司会者。
番組の前半では毎回体を張って危険な動物の生態をレポートしており、フランクな日本語の吹き替えがなされている。一方で番組の後半では動物の感動物語のパートとなり、真剣な表情で穏やかに語る。
下平兵ちゃん（しもへいへいちゃん）
声 - 桜城ちか / 月ヶ瀬あかね
PCの弾道計算アプリ及び同アプリに登場する頭部にヤブイヌの耳が生えた美少女キャラクターの名称。開発者はロバート・ウォルソン。
各所に配置した観測装置や衛星から風速、大気密度、地磁気、コリオリ力などのリアルタイムデータをネット経由で受信して弾道を計算するデジタル・スポッター。飛行機の計器飛行のように「計器射撃」を可能にする。
対地音響センサータブレットの制御プログラムを改造したソフトウェアで、バンクーバー国際空港テロ事件の時点でバージョンは4.02。風見雄二奪還作戦の時点でバージョンは6.04。
風見雄二奪還作戦の時点（ver6.04）ではタナトス・システムとリンク可能になり、光学照準器の照準自動調整機能の他、英語による音声アシスタント機能を搭載している。
名称は名狙撃手シモ・ヘイヘに由来する。

## 『ファントムトリガー』に登場するキャラクター

### 主要人物
蒼井 春人（あおい はると）[ハルト]
声 - なし / 代永翼 （アニメ版）、南早紀（赤ちゃん・アニメ版）
血液型：AB型
『ファントムトリガー』の主人公。美浜学園A組所属。戦術教導員・伝習員（ハンドラー）だが書類上は学生でもある。書類上の年齢は19歳。長髪の青年。元“ファントムトリガー”のメンバーで、当時ファントムトリガーのメンバーであった蒼井碧（アオイ）に師事していた。ファントムトリガーがSORDとなった後も数々の作戦に参加し、2度も米軍からの感状を授与され、実権のない名誉階級ながら陸・海の両軍で少佐の称号を持つ。
性格は温厚で爺むさいと評されているが、実際の所は美浜の「苛める大魔王」であり、主に女性からは「ガキっぽい」「女たらしのクソ野郎」と評されることもある。自身について「正直者で女の子に嘘をつくのが苦手」とし、誰にでも好かれるように振る舞えるほど器用ではなく、出来るだけ自分を隠さずに部下の子には嘘を吐かないように思ったことを正直に口にしているという。また、女の子の群れの中で男が1人で上手くやっていこうとすればどうしたってムカつく奴に見えると自覚している。
自分の過去をあまり語りたがらず、履歴においても空白な部分が多いが、その正体はイチルが作り上げたデザインチャイルドでタナトス・システム人型コア試験体。誕生後、当初は研究所でイチル1人で育てる気でいたが夜泣きなどでイチルの手に負えず、当時のファントムトリガーのメンバーらの元で育った。
第2世代タナトス・システムのF型（女性型）のコアは長くても40年しか稼働できないと予想されており、第3世代タナトス・システムには倍近く寿命を延ばせると判明したM型（男性型）のコアを採用。しかしM型は計算がアバウト過ぎるという欠点を持ち、これを解決する為の「女っぽい男」を作り上げるべく、イチルはオスロの赤ん坊工場で押収された最重要遺伝子をベースに“CIRS最強の狙撃兵”の女性の遺伝子をかけ合わせた “第三世代タナトス・システム人型コア試験体番号8610号”、通称・ハルトを誕生させる。ハルトが80年生きればイチルの実験は成功となる。イチル曰く40年以上生きられるかどうかは半々の賭けで、ハルト自身もそれを理解している。
育成器の中に6年居た“鬼子”でタナトス・コアとしてある程度の知能はプリセットされており赤ん坊の時点で花札のルールをすぐに覚える程に頭が良い。世話役のアオイに背負われ、0歳時から現場に入ったことがある。強くなりたいという思いからファントムトリガー内で最も強かったアオイに懐いた。
某施設で研究されていた技術により大型犬並みの速度で成長し、誕生から約2年後には10歳ぐらいの子供になる。ある程度まで成長させた後に成長速度を減速させ、安定させるためにイチルは大いに苦労したという。
ファントムトリガー時代に野上から実践的な格闘術、アヤメから山での立ち回り方、宇川とユーキから女の面倒クサさを教えてもらったりと、各エキスパートに仕込まれ様々な腕を上げながらも射撃の腕は上達せず、一方でアオイの下で刀の才能が開花。飛ぶ弾丸を斬るほどの腕となる。その他、アオイから勧められた風見流スーパー護身術のワークアウトDVDを全巻観て、大半の技を身につけている。雄二を「風見教官」や「師匠」と仰いでいる。
アオイに対しては好きだと想いを伝え、アオイからも好きだと言われているが、ハルトの言う「好き」とアオイの言う「好き」は違うものとハルトは思っている。ハルトはアオイの為に生きると決め、アオイが大切に思ってくれている自分の事を大切にする。
ある時、ファントムトリガーが行う作戦で敵の数に対してメンバーの数が不足していた為、アオイによりハルトは現場に連れられ、アオイの刀・“不知火”で実戦を経験し敵を9人殺害。この一件で以後ハルトが作戦に参加する許可が出るようになった。しかしまだ未熟だったハルトはアオイになかなか刀を貸してもらえず、自分の刀を欲しいと思うようになるがアオイは「オマエにはまだ早い」とした。ハルトはアオイを納得させる必殺の技の会得の為、代々刀鍛冶を生業とするニンジャで“邑”の名を継承する一族であったユーキに相談し、ユーキの実家に伝わる秘伝の技を身につけようと修行しに行くが、秘伝の技は一族のみに伝えられるものであった為、結局ハルト自身が秘伝の技を習得することはできなかったが、後のムラサキ曰くアオイの剣に対する考え方は狗駒流に近いらしく、それを受け継いだハルトは秘伝の技である“幻刀”のようなものを使用できているという。また、秘伝の技の使い手のムラサキが自身の下にいるため、ある意味ハルトの手元に秘伝の技がある状態となっている。
その後、ファントムトリガーの担当官兼伝習員であったエニシの裏切りによりアオイが死亡し、ファントムトリガーの秘匿活動は停止。残ったファントムトリガーのメンバーは新組織SORDの所属となる。ハルトはアオイの名字の蒼井を引き継ぎ、アオイを真似て髪を伸ばすようになった他、アオイに寄せて皮肉めいた態度や殺しを楽しんでいるかのような言動を行うようになった。生前のアオイから「テメェのやりてぇことをちゃんとテメェで見つけろ」という言葉を残されていたハルトは、下らないと思いつつもアオイの敵討ちを望む。アオイの無念を晴らしたいといったことではなく、ただアオイを殺した人物が生きているのがムカつくという、タダの八つ当たりに近い憂さ晴らしだと自覚しつつ、「自分のやりたいことを新しく見つける…その為には、やり残したことを片付ける、ただそれだけのこと」と語る。
CIRSの組織改編時に出来た捜査官の拳銃の携行ルールに対し、銃を撃つのが苦手だったハルトは自分や亡き師・アオイの代わりに銃を撃ってくれるレナを買い、常に連れ歩いて銃の携行の代わりとしている。
子供の頃からCIRSの預かりで、人の弱みにつけ込んだり、地味な嫌がらせを何度も繰り返したり、それでもどうにもならない相手は殺したりする仕事をしていたことについて、「（他の仕事はなかった訳ではないが）誰かの役に立ったり、誰かに感謝されるような仕事がしたいって奴はいっぱい居たから、わざわざ俺がやらなくても誰かがやる」と語り、自身の行動で世の中が平和になるとも、いいことだとも思っていないが、「人は生かすよりも殺す方が簡単」とし、簡単な方の仕事を選んだだけだという。
放っておくと寝ず、お風呂にも入らず、食事はサラダしか食べない。なお、味覚に関してはアオイが亡くなって以来その悲しさで何を食べても味があまりわからない状態が続いているという。
主な使用武器は刀。“陽炎”（ハルトは“ブッコロ丸・マーク2”と呼称する）と“不知火”（ハルトは“ブッコロ丸・マーク1”と呼称する）の2振り。
陽炎はアオイが亡くなった際に折れてしまった不知火に代わりイヅミが新たに作成したもの。見た目は日本刀だが玉鋼を使用しておらず、柔らかい金属のコアを炭素含有率0.89%の鋼で包んで炭化タングステンの刃先を付けたもので、製法が日本刀とは異なるため正確には日本刀ではない。
不知火はイヅミの師匠が作成し、アオイが所持していたもの。コバルト60の混入が極端に少ない硬く靭性の高い戦前の鉄が使用されている。ファントムトリガー時代にハルトはアオイから不知火を借りて現場入りすることが多かった。アオイが亡くなった日に柄の根本付近の刀身が折れ、イヅミが再度打ち直したことで短くなっている。
至近距離からの銃弾を避けたり、飛んでくる弾丸を切り落とす程の視力を持ち、加えて目を隠し、耳に雑音を流したまま戦う訓練も常日頃からしている。視力に頼らない補正で研ぎ澄まされた感覚は神経ガスごときを喰らってもどうにかなる物ではないという。『vol.8』の4年前のローレンツヒル解放戦線にて、1人で突入し銃で武装した200人をたった1本の刀で斬り殺したという伝説を持ち、ブギーマンという名で知られる。
『vol.8』グランドエンドルート以外のルートでは政府勢力による総力戦の夜、TFA本部から退避しているクロエとエニシを待ち構えていたハルトが“陽炎”で先制攻撃を仕掛け、“陽炎”を受け止めたクロエの義手を破壊。次いでエニシに斬りかかるも義手など想定外の物を斬ったため鈍らな刀となっており、エニシに傷を負わせられず、仕留めきれなかったクロエから心臓に向けて4発銃弾を撃ち込まれる。しかし直前にレナから回収しベストの内ポケットに入れていたイグニスにより弾が数発止まったことで肺にいくつか穴が開きながらもハルトは生き延び、油断していたクロエとエニシの心臓を“陽炎”で同時に突き刺し、2人を殺害。ダムの爆発により水が流れ込む中、自身の仕事が終わったと感じながらハルトは帰ろうと歩みを進めるが、間もなくハルトが身に付けていたロケーターが壊れシグナルがロストしたことで、イチルから死亡したと判断された。
『vol.8』グランドエンドルートでは政府勢力による総力戦の夜、TFA本部で敵を食い止めに来たクロエと交戦して勝利。プレイヤーの選択によってハルトがクロエに止めを刺さすか、止めを刺さずにクロエを逃がすかで分岐する。その後「今回の件で生きる理由か戦う理由か何かの答えは見つかったか」とアヤメに問われたハルトは「戦場に、答えなんかあるもんか」「あるのは空虚な後悔と“ケリはついた”っていう自己満足だけ」と返す。エピローグでは髪を切り、SORDの学生教導官という微妙な立場から正式にCIRSの所属となり工作担当官（ケースオフィサー）としての立場が約束されたが、本人はそれを昇進とはとらえておらず「面倒が増えるだけ」として受け入れるかどうかを悩み続けている。
アニメ版では政府勢力による総力戦の夜、レナ宛ての手紙を有坂に託してムラサキとユーキを救出に向かい、クロエとの決戦でクロエを殺害するがハルトは負傷。ダムの水が流れ込む中で行方不明となった。TFA掃討作戦から半年後時点で“陽炎”と“不知火”がCIRF上層部からイチルの元に送られ、イチルの手によりハルトのデータが抹消された。
深見 玲奈（ふかみ れな）[レナ]
声 - 内田真礼
誕生日：11月27日 / 血液型：B型 / スリーサイズ：87（E）/57/86
美浜学園A組所属。兵科はシューター（拳銃使い）。ホロゥ・ハウスの出身で種別はアッパー系。マスターはハルト。図体は大きいが、トーカ、クリス、ムラサキの中では最も年下。
陽気で人懐っこい性格で、ハルトに対してとても従順で忠誠を尽くす。一方で寂しがり屋で精神的に脆い所もある。
アジア系で両親は不明。生後間もなく教会に捨てられ、アジア系をまとめるコロニーの浮浪者に拾われた。その際、毛布代わりに包まっていたアシックスのTシャツの「a」の文字がかすれ「SICS」と読めたことから浮浪者から“シックス”と名付けられた。浮浪児として成長したある日、浮浪児になりたての少女を助け“バックス”（後のマキ）と名付け、バックスの姉として共に浮浪児生活をおくる。金銭を得て生きるため娼婦か殺し屋のどちらかの職を選ぶことになり、スカウトの男性から殺し屋向きであることを告げられ、バックスと共に殺し屋育成施設“ホロゥ・ハウス”で2年間の訓練を受けた後、ホロゥ・ハウス本社の仮採用になり、新しい名前と身分として事故で死んだ一家の娘「深見玲奈」の社会保障番号を与えられたが、ホロゥ・ハウス本社に登録されて2年間大きな仕事に恵まれずマキ（バックス）と共に売りに出され、そこからさらに2年間売れ残り2人とも値下げされ、『ファントムトリガー』本編の約5年前時点でラスベガスの業者オークションにかけられる。
身体能力判定が高い一方で性格に難あり、やや無気力、社会適合性が低く、精神的な脆さも有りという不良品として32万ドルから25万ドルに値下げされていたが、オークション初日に銃を代理で撃ってくれる人員を探していたハルトに気に入られる。ハルトは「5人殺すより1人を生かす方が難しい。そういう難しい仕事を出来る子が欲しい。俺が欲しいのはそういう“装置”だ」とレナに伝えている。ハルトがレナの落札価格のアップボタンを押してみたところ、ボタンがめり込んで金額が上がっていくというトラブルに遭い、最終的に定価よりも高い36万ドルの値が付いてしまったがハルトはキャンセルせずに落札。3ヶ月の調整期間を終えたレナはハルトの元でよく働き、懐き、育った。なお、ハルトはレナに対して「顔が気に入ったから入札した」と語っている。『ファントムトリガー』本編の約2年前からは美浜学園に学生として在籍。
レナがハルトに買われた後もレナはマキの事を気にかけており、レナはマキもなんとか買い取ってほしいとハルトに頼み込んでいた。ハルトはレナを買い取った時点でそれまでに稼いだ財産を使い果たしていたもののなんとか買い取ろうと思っていたが、次の年のオークションの時には既にマキはアレクセイに買われており、その後もマキは名前を変え続けて仕事をしていた為、レナは消息を掴めないでいた。
かつて現場で腰に吊るした銃を素早く取り出す際、浮き上がったスカートの生地を一緒に握り込んでしまい上手く銃を抜けず、これが原因でプレートキャリア越しに2発被弾したことがあった為、以降はスカートの右の裾部分に目玉クリップを付け、おまじないのような重りにしている。
ハルトからは自身の死後の命令として「俺が死んだら善人になれ」と言われ、レナはその意味を分からずにいるが、ハルトは意味を教えず「俺が死んでからゆっくり考えればいいよ」と伝えられている。
愛車はキャンディライトニングブルーのナインアールC型。
このナインアールは元々ハルトのバイクだが、初代オーナーが買った時からあまり調子が良くなく、それが原因で何度かオーナーが変わり色々な修理を受けてきたが未だに壊れる曰く付きの個体で、所有していたハルトも何度か壊れるバイクに聊かウンザリし始め売却を検討していた所に「売るなら私が買う」とレナが言い出したため、レナに25万円で売り渡したもの。
主な使用武器はM1911がベースの“イグニス”、ジャッジ、M1911がベースの“666”（オーメン）、アサルトライフルの資格を得た後は加えてM4がベースの“レギウス556”。
射撃訓練を毎日200発ほど行う。CIRS職員の平均的な射撃訓練が年間150発であり、これを遥かに凌ぐ練習量となっている。ホロゥ・ハウスから売られた当時は近距離格闘戦に特化しており拳銃はあまり得意ではないとしていたが、ハルトの為に毎日練習したことでSORDの中でもトップクラスのシューターとなっている。動いている標的を1人残らず殺害することから“狂犬のレナ”の異名を持つ。元々インスティンクト・シューターで、ろくに狙いを付けずに感覚で撃つタイプ。そのままではマズいと自覚している為、10m先の的に対しての精密射撃訓練も行っている。
ハンドガンでは45口径弾を使用する物を好んでおり「9mmでは敵に弾が当たった感覚が乏しいから、敵が被弾して倒れたのか、ただ単に地面に伏せたのかが分かりにくい」「防弾ベスト越しに食らっても大ダメージを与えるインパクトが重要」「45口径は9mm弾3発分の仕事をする」と語っている。
イグニス、オーメンはどちらもベースがM1911だが、イグニスはイヅミが作成し、オーメンはイヅミの師匠が『ファントムトリガー』本編の約20年前に作成したレースガン。オーメンは図面が残っておらず作成者も亡くなっている為、再現不可。レナはオーメンに45口径のイロハを教わった。性能についてイヅミはオーメンよりイグニスの方が上と語り、実際にイグニスの方がレナの競技上でのタイムが0.2秒短縮できている。銃本体の重量がオーメンの方が200g重く、弾頭重量がイグニスは165gr、オーメンが230grで使用用途が異なり、イヅミ曰く生身の人体に当てるならイグニス、アーマーの上や壁越しに抜こうとするときはオーメンが向いているという。
散弾リボルバーであるジャッジは元々単独アタッカーだったレナの弱点であった面制圧の部分を補う苦肉の策として装備していたが小火力多弾数の面制圧を行うマキのA組加入以降は不要となり、イグニスとオーメンの2丁拳銃体制を取って高火力の編成が可能になった。
マキのA組加入後はマキがレナ以上に前に出るため、最前線のアタッカーはマキに任せ、自身はミドルに回ってマキのフォローとして戦うようになった。
『vol.8』グランドエンドルート以外のルートでは政府勢力による総力戦の夜、TFAの地下教会内でクロエと戦うが、止めに肺を刺されて銃弾を受け、マリア像の足元にもたれかかるようにして死亡。レナの遺体を発見したハルトは全弾撃ち尽くされたイグニスを回収しベストの内ポケットに入れた。
『vol.8』グランドエンドルートでは政府勢力による総力戦の夜、クロエとの戦いでレナが止めを刺される直前にマキ、ジョナ、タイガが合流し、クロエが後退。その後タイガの治療を受けてレナは撤退した。エピローグでは右目に眼帯をしている。
アニメ版では政府勢力による総力戦の夜、クロエとの戦いでレナが止めを刺される直前にジョナと田所らが合流し、クロエが後退。その後応急処置を受けてレナは撤退。クロエと戦い行方不明となったハルトが有坂に事前に託していたレナ宛ての手紙には「君は自由だ」といったことが書かれており、TFA掃討作戦から半年後時点でイチルの手によりレナのデータが抹消。右目に眼帯をし短髪となったレナはTFAとの元戦場を訪れ、ハルトを見つけ出すべく行動をしている。
獅子ヶ谷 桐花（ししがや とうか）[トーカ]
声 - 佐倉綾音
誕生日：8月10日 / 血液型：A型 / スリーサイズ：74（A）/56/79
美浜学園A組所属。兵科はマークスマン（中距離スナイパー）をしているが、本来は長距離を専門とする。アメリカ人の父とドイツ人の母を持つハーフ。名前の「獅子ヶ谷」は元々死人の名前で、当時のCIRSが日本国籍のない人員に割り振ったもの。
性格は極めて好戦的であり、衝動的に暴力行動をとることもあり、いわゆる[Tsun-Dere]であるといえる。暴力的で大雑把な性格に見える一方で実は几帳面。ムラサキ曰く、言葉がキツイからわかりにくいがすごく優しく、とても面倒がいい。人に嫌われることを嫌い、「この一戦を超えると嫌われる」という明確な線引きを欲しがり、わざと人を怒らせてみたりもする。
漢字は読めるが、書きに関しては小学校で習う漢字なら大体書ける程度。基本言語がアメリカ英語なため、相手が目上でも口調が生意気。美浜学園に来て2ヶ月頃、ハルトから日本の風習や文化の理解を深めるために漫画を読むことを勧められたことがあり、日本の漫画を嗜む習慣ができた。レナによると現在のトーカの部屋には漫画がいっぱいあるという。
年齢や容姿に関係なく、甘えたり泣いて見せれば何でも許されると思っている図々しい子供が嫌いと公言している。なお、タイガはこれに該当せず、むしろトーカはタイガを大人扱いしている。
両親と戦場を渡り歩いた経験がある。『ファントムトリガー』本編時点で狙撃を始めて丁度10年目。地元の射撃大会でライフル競技部門の最年少優勝記録を持つ。初めて人を撃ったのは12歳の頃。ヴァージニアで基礎を学んだあとベラルーシの狙撃学校で同年代の少年兵たちと一緒に実戦を経験した。
幼少期、母の死後に父・ハリーと共に2年間PMCに所属し、スペシャリストに囲まれて育つ。しかし、トーカの母・ベルカの仇であったかつての上官を父が殺害し山に逃亡。トーカは父を追って山に入り、痕跡を何日もかけて追い続け、そこから得られた様々なデータを比較しながら父の行動半径と拠点地を推論し真水の蓄えられた拠点に戻ってくるのを2日間待ち伏せする。しかし実は追いかけてきたトーカの姿は父・ハリーにずっと監視されており、ハリーは肉体的にも精神的にも疲れ果てたトーカの限界を悟り、わざとトーカに殺されるために拠点に戻る。トーカは現れた父親の頭に狙いをつけて引き金に指を掛けながらも、結局父親の足を射抜く。トーカは父の前に駆け寄るが、ハリーから自身の頭を撃ち抜かなかったことを叱責される。そしてハリーは投獄され、トーカは間もなく美浜に預けられる。
SORDで仕事することが決まった後、狙撃手の資格を取るために聖エールに移籍。9ヶ月間の営内演習と座学、3ヶ月間の現場研修を経てSORDにおける遠距離精密射撃資格を取得し美浜に戻る。その1年間、スポッターのシホとペアを組んでいた。
美浜に配属されたばかりの頃、SORDとして初めての海外での仕事で、いくつもの海賊組織の拠点を同時に襲撃する大規模作戦に参加。到着した現場で観測している最中、CIRSが拠点に踏み込む切っ掛けとなった密告者を探している海賊が民間人の家族を次々と射殺していく光景を目にする。我が子を抱きかかえるようにして庇う母親に拳銃を突き付けていた男に対し、トーカは我慢できずに男の頭を狙撃してしまい、突入のタイミングを待っていた別動隊や急いで現場に向かっていた増援も巻き込み現場は大混乱。CIRS側にも死傷者が出た上、拳銃を突き付けられていた母子も死亡してしまう。その後トーカは司令部に呼び出され殺処分が言い渡されそうになるが、ハルトが司令部に乗り込み司令官が引いてしまう程にトーカを殴り続け、司令官の同情を引き出して殺処分を回避する。トーカはこの一件がハルトの下で今でも働いている理由としている。
母が死に、父が投獄されたことに当初それほどショックを受けていなかったが、15歳の時に初めて銃で撃たれた際に「冷たい」と感じ、強烈な初めての痛みに脳が手加減したものと推測。同時に、両親の事もショックが大きすぎて脳が手加減したのかもしれないと気付き、母親の死を受け入れて涙を流した。父親のことは「自業自得」「馬鹿な男」と罵っている一方で、トーカは捕まっている父が死刑にされないように父親の代わりにCIRFの仕事をたまに受けている。
AKや89式等の右側のセレクターを操作する際にトリガーフィンガーをガードする為に、制服の袖を長めにしており手元が多少隠れている。
主な使用武器は417D、M700、シグマ40F。
M700、シグマ40Fはどちらも母親の形見。
グミのA組加入後はグミを指導し、スポッターとしてグミのサポートに回るようになった。
『vol.8』グランドエンドルート以外のルートでは政府勢力による総力戦の夜、TFA少年兵に追われる中で地雷を踏んでしまい、爆発しないように靴底を切り離す対処を試みるが最終的に地雷が爆発し右脚が欠損。プレイヤーの選択によってそのまま死亡するか、シグマ40Fに残った最後の1発で自分の頭を撃って自殺するかのどちらかにトーカの末路が分岐する。
『vol.8』グランドエンドルートでは政府勢力による総力戦の夜、地雷に足を置いたままの状態で少年兵に囲まれる中、少年兵に弄ばれるぐらいならとシグマ40Fの最後の1発で自殺を図ろうとするが、トーカの出撃前にシグマ40Fの弾込めを手伝った有坂が素人でフルロードできず弾が1発足りない状態になっていたため、シグマ40Fは既に弾切れとなっており自殺できず、それならばと地雷から足を離したが不発に終わる。そして、Aの指示を受けた少年兵らの案内で山の外へと送り届けられ、道中で危機に陥っていたタイガとクリスを発見し助け出すことに成功した。その後、プレイヤーの選択によってはトーカが秘密にしていた「好き」という気持ちをハルトに伝えるが、ハルトは「知ってる」と返してトーカは少し怒る。エピローグでは教官としての資格取得の為に古巣の聖エールで後輩たちの指導をしに向かったグミの付き添いとして補佐をしている。
アニメ版では政府勢力による総力戦の夜、地雷に足を付けたまま少年兵に囲まれる中、グミがトーカのために少年兵を引き付けたもののグミは撃つ事ができず、見かねたトーカが地雷から足を離し、地雷が爆発して右脚を負傷。少年兵に弄ばれるぐらいならとシグマ40Fの最後の1発で自殺を図ろうとするが、有坂の手により弾が1発足りない状態になっていたため、シグマ40Fは既に弾切れとなっており自殺できず、そのまま意識を失う。その後Aの指示を受けた少年兵らにグミと共に山の外へと搬送され、政府勢力の味方に合流。手術を受けるが感染症により右下肢離断を余儀なくされ、命は取り留めたが右脚が義足となった。TFA掃討作戦から半年後時点でイチルの手によりトーカのデータが抹消されており、父・ハリーと共に母・ベルカの墓参りをしている。「家に帰ろうか」と話すハリーに対し「まだこっちに荷物が届いてないから、今日はホテルに泊まる」と返した。
鯨瀬・クリスティナ・桜子（くじらせ・クリスティナ・さくらこ / Kujirase Sakurako Christina）[クリス]
声 - 名塚佳織
誕生日：9月4日 / 血液型：O型 / スリーサイズ：84（D）/56/79
美浜学園A組所属。爆弾とコンピュータのスペシャリスト。本来は衛生工兵科だが、主計、情報担当等も兼任し、何でも屋を自称することもある。上海出身のイギリス人。短い金髪で碧眼。視力が弱く、就寝時以外はコンタクトレンズを装用しており眼鏡を着用している姿は起床後に洗面するまでのごくわずかな時間に限られる。名前の「鯨瀬」は元々死人の名前で、当時のCIRSが日本国籍のない人員に割り振ったもの。
クリスについてハルトは「クラスのオカン」と要約している。A組生徒らが住む学生寮に寮監が不在なため代任。ハルトの秘書仕事も行っている等、面倒な仕事を全部任されてしまう器用貧乏な一面を持つ。怒るとクラスで一番怖い。ムラサキに対してはムラサキ自身からの希望により敬語を使っていない。タイガがA組の預かりとなった際はハルトの指示によりクリスがタイガの上官となった。
今でこそ学生寮で寮生たちの食事の面倒を見ているが、かつては料理は全く出来ていなかった。しかしとある大規模作戦に参加した後、ありあわせの材料で作ったカレーが美味しかったことから皆に褒められ、その後宇川から料理を教わり、クリスの中で料理と科学が合致してから一気に上達。宇川からカレーの作り方を直伝され、クリスは現在も継承している。クリスに注文した料理は何でも出てくる上、この世に存在しない謎の料理名で注文しても勘で冷蔵庫の中身を適当に使って作ることができることから、“創作料理の店、お食事処・おぎゃり亭”の渾名を持つ。CIRS本職の一部からも「ママ」と崇められ、合同演習の際にクリスの所属した班だけ戦意が高く、優秀な成績を残したことがあり、主計として評価されている。
座学の成績は美浜学園148名中8位と上位に位置し、クラスでは勉強を教える係になっている。戦術分析や状況判断能力も高い。その一方、A組での戦闘成績は最も低く、射撃成績はタイガよりも下。年2回の射撃訓練をすっぽかしており、銃器の扱いは素人なみと自覚しており、爆弾でテロリストを殺害した経験はあるが、銃で人を撃ったり殺害する経験は北丘大武力占拠事件に至るまで無かった。
自身の爆発物に関する仕事としては「爆弾が何処に仕掛けられているか」を予想し、それがどれぐらいの破壊規模なのか、解除可能か否かを短時間で見極めるのが主としており、実際の処理の現場に立ち会うことは滅多にないという。初等部工兵科の授業で爆発物の講師を務め、爆弾の作り方等を教えることもあるが、2年前には校舎のガラスを18枚割り外壁を焦がしたことがある。
幼い頃に爆破テロで母親と父親を亡くしたことをきっかけに爆弾について調べるようになり、実際に実機を自作し実験をするようになる。しかし当時通っていた小学校の校舎の外れにある誰もいないトイレに実際に爆弾を仕掛け、それを解除するという実験をしていたところ、誤って暴発させてしまうという事件を起こしてしまい保護観察処分となるが、その期間中にも爆弾を作り続けていたことが保護監察官に発覚。熱意を見込まれ無理に押さえつけるよりも有効に活用する道を用意すべきとの結論に至り、CIRSのOBであった監察官の紹介で予備職員補としてSORDに登録されることになり、その4年後に予備職員として日本の美浜学園を紹介され「鯨瀬桜子」の名を得る。幼少期は金髪を長く伸ばしていたが、小学生時代の自作の爆弾暴発事件で髪を燃やしてしまって以来、短髪を続けている。美浜入学当時は髪の毛がボサボサで眼鏡をかけて垢抜けていなかった。日本語や日本の風習を日本の漫画で覚えており、日本語を勉強し始めて3ヶ月ぐらいで会話に不自由が無くなった。ハルトは「（爆弾テロで家族を殺されて爆弾の専門家になるというところを含め）本人はすごく真面目だがどこかピントのズレていることの多い子」と語る。野上は「（クリスは）時々無茶な馬鹿をする。だが、その馬鹿な行動で罰せられたことがないのも事実で、いわゆる“そつがない”という奴だ」と評価している。
主な使用武器はボディーガード380。製造工場のミスでスライド部分にセレーションが施されていない軽微な欠陥品で、返納される予定だったが銃に対して無頓着な為、構わず使用している。その他、個人的に所有しているセムテックスを持ち歩いているらしい。
『vol.8』グランドエンドルート以外のルートでは政府勢力による総力戦の夜、撤退を命じられた際にライフル弾で撃たれ負傷。自分に構わず逃げるようタイガに伝えるが、タイガがクリスを庇うためにTFA兵を引き付けて死亡。その後、TFA兵に発見されたクリスは射殺された。
『vol.8』グランドエンドルートでは政府勢力による総力戦の夜、クリスを庇ったタイガがトーカ、グミ、ジョナに助けられ、クリスはトーカとグミに搬送され生還した。
アニメ版では政府勢力による総力戦の夜、撤退を命じられた際に負傷しておらず、そのまま撤退している。TFA掃討作戦から半年後時点で「使わないとすぐに埃っぽくなってしまうので」とハルトの研究室をいつも訪れている。
狗駒 邑沙季（いこま むらさき）[ムラサキ]
声 - 種﨑敦美
誕生日：1月11日 / 血液型：AB型 / スリーサイズ：79（B）/55/84
美浜学園A組所属のステルス・ニンジャ。ロシアで修行した“ロシアン忍者”。ニンジャ・ランクは“ニンジャ・マスター”。秘伝の技を使用する際の銘は幻刀・邑裂（げんとう・むらさき）。“邑”の名を継ぐ前は沙季（サキ）という名前だった。
つかみどころのない性格をしており、他人にあまり本心を見せず、妖しげな言動で周囲を混乱させることを楽しんでいる節も見受けられる。特撮やゲームなどを趣味とするいわゆるオタクな一面を持ち、多くの怪獣フィギュアコレクションやゲームが自室にある。自室にハンモックを寝具として設置している。ロングスリーパー。トマトが苦手。かつて実家で栽培していたが美味しいと思ったことはない。しかし父が厳しく、その手の好き嫌いを許さなかったため、父の前だけはトマト好きを演じていたがその反動でますます嫌いになった。格闘戦においては技のハルト、力のレナ、素早さのムラサキとして3番目にランクされる。
山地に囲まれたごく小さな盆地にある地図にも載っていないような“隠れ里”の出身。かつて“隠れ里”では狗駒家を含む12世帯が暮らし、狗駒家は代々刀鍛冶を生業とするニンジャの家系で銘刀と秘伝の技を継承していた。かつて秘伝の技を得るために狗駒家に居候しにやって来たハルトを兄のように慕いつつ、初恋の感情も抱いていた。ニンジャはいざという時、一番大切なモノ以外をすべて捨てる覚悟がなければならず、一番大切なモノ以外を好きになってはいけないと話す一方、自分の一番大切なモノを見出せずにいた。そんな中、ハルトに対して自身の主になって欲しいと伝えるが、大事なことだから簡単に決めてはいけないとハルトに返答される。また、「自分を大切に、必死に頑張らずに自分に出来る精いっぱいの仕事をして、無事に帰ってくるのを待っている人の所へちゃんと帰る、ということを理解出来るニンジャになれていたらキミの主になってあげる」とハルトから言われている。
「村の宝」と呼ばれるほど秘伝の技への素養が高く、戦後初の“幻刀”（ファントムブレード）の能力者として生まれる。確率的には100年に1人だという。思い込みの強い子だったため、“幻刀”との相性が良かった。“邑”の名を継いでいる人物は他にもいるが、現状で“幻刀”を使えるのはサキのみ。里の大人らから「村の宝」として特別扱いされていた為、他の子供から妬まれて苛められていた。
“幻刀”は刀を持たない無刀の技で、その正体は究極の自己暗示と他者暗示である。発動者が“思い込み”でアドレナリンを過剰分泌、筋細胞と神経細胞を活性化させ、相対した者は発動者の足運びや体捌き、視線の僅かな動き等を追う内に知らない間に共振・同調させられ、発動者と同様のトランス状態になり、発動者自身が刀を振り下ろしたと信じれば相手はそれに斬られたと思い込み、実際には斬られていなくても斬られたという思い込みだけで心室細動を起こし、不安定になった血小板が動脈を塞いでしまい、死に至る。
ハルトが里にやってきてしばらくしたある日、桃太郎が里を襲撃し、父と母が亡くなったことにより怒りで暴走。サキを捜索していたハルト、ユーキに見境なく“幻刀”で攻撃を加える。暴走をし続ければサキはやがて限界を迎え、脳が焼き切れて心臓が破裂し死んでしまうことから、ユーキとハルトが対抗してサキの暴走を止めた。桃太郎の襲撃によって里が滅んだ後、ロシアにいる親族の元に預けられ一族最後の継承者として“邑”の名を受け継ぎ、沙季から邑沙季となる。ロシアでニンジャの修業を1年間積み、さらに仙石本家で“お役目”を1年程務め、皇室の御庭番として就職が決まっていたが、ユーキが美浜学園に空けた空席を埋めるニンジャが見つかっていないとのことからユーキがムラサキを呼び寄せ美浜のハルトの下へ在籍となった。
『ファントムトリガー』本編開始の6年前、全日本ニンジャ協会が毎年夏主催するシュリ＝ケン・シューティング・カップの大会のU-18小学生の部で優勝し全日本ニンジャ協会から金のクナイを授与され、それにより12歳にしてプロ・ニンジャのライセンスを手にすることが出来た。プロ・ニンジャになると人口タンパクとアラミドの混合繊維で編まれた防弾・耐火性能のあるニンジャ・マフラーが貰え、ムラサキは普段このマフラーを付けている。このマフラーに何度も命を救われ、何度も勇気を貰ったという。危険な仕事の時は母・裕子の形見のマフラーを身に着ける。元々はユーキが貰うはずだったが「穴だらけで何人もの血を吸い込んだ呪いのマフラー」としてユーキは受け取らなかった。
主な使用武器はスタームルガー Mk2にサプレッサーが内蔵された“ニンジャガン・マークワン”（ジェムテックのオアシス）、MP7A1。
『vol.8』グランドエンドルート以外のルートでは政府勢力による総力戦の夜、ユーキと共に列車砲への対処を試みる中、やって来たホムラと交戦するが、ホムラにより致命傷を避けるよう何度も苦痛を与えられ、無残に切り刻まれたムラサキは苦痛に耐えながら最後にファントムブレードによりホムラを倒し、ムラサキは死亡。遺体を確認したイチルは「ズタズタのボロボロで欠損も多い…もう殆ど人間の形をしてない…あんな姿になるまで戦えたのが不思議だ…」と語った。
『vol.8』グランドエンドルートでは政府勢力による総力戦の夜、ホムラとの交戦中にやって来たハルトにより助け出され、ホムラはハルトに敗北。その際、プレイヤーの選択によっては今後ハルトを「主様」とさせて欲しいとムラサキが頼み、ハルトはこれを承諾する。クロエを追う為先へ進んだハルトを見送ったムラサキはユーキとホムラを連れて撤退した。エピローグでは自身を差し置いて、仮とはいえハルトの個人所有ニンジャというポジションに収まったホムラに納得がいっておらず、事あるごとに小競り合いをしている。
アニメ版では政府勢力による総力戦の夜、ホムラとの交戦中にやって来たハルトにより助け出される。その際、今後ハルトを「主様」とさせて欲しいとムラサキが頼み、ハルトはこれを承諾する。クロエを追う為先へ進んだハルトを見送ったムラサキはユーキを連れて撤退。TFA掃討作戦から半年後時点でイチルの手によりムラサキのデータが抹消されており、実家に戻って記憶が思い出せないユーキと共に生活している。ムラサキは「忘れたならそれでいい。その方がいいこともあるからね。そういう私も色んなことを忘れてしまった気がする」とし、口にしたトマトを「甘い」と語った。
井ノ原 真紀（いのはら まき）[マキ]
声 - 南條愛乃
誕生日：4月4日 / 血液型：A型 / スリーサイズ：93（F）/59/89
ロシアンマフィアのボス・アレクセイの部下→美浜学園A組所属（『vol.2』以降）。ホロゥ・ハウスの出身で種別はダウナー系。マスター（所有者）はアレクセイ→ハルト（A組所属以降）→タイガ（TFA掃討作戦以降）。
幼少期、日系人の両親が事業に失敗し借金苦に陥り一家心中を図られ、父親から最後の選択として生きるか死ぬかを選ばされ、単純な恐怖から「死にたくない」と答えたところ、父親からこれからは自分で生きていくよう言い残し捨てられた。シックスが聞いた噂によるとその後、両親は破産の切っ掛けになった企業の本社ビルから投身自殺を遂げたという。
浮浪児となり空腹に耐えかねたある日、「縄張り荒らし」と気付かないままコーヒーショップのゴミ箱を漁っていたところを浮浪者に見つかり、ボコボコにされているところをシックス（後のレナ）に助けられる。浮浪児として生きていく上で過去や本名は捨てた方が良いとのシックスの考えから「スターバックスの裏でボコられていた女」という意味で“バックス”と名付けられ、以降はシックスの妹分として共に浮浪児生活をおくる。金銭を得て生きるため娼婦か殺し屋のどちらかの職を選ぶことになり、スカウトの男性から娼婦向きであることを告げられるが、結局シックスと共に殺し屋への道を進み、殺し屋育成施設“ホロゥ・ハウス”で2年間の訓練を受けた後、ホロゥ・ハウス本社の仮採用になるが、成績劣等者であったバックスは名前と身分を本社から用意されず、自分で手に入れる必要があった。バックスは数人の劣等仲間と共にとある一家の娘を狙うが父親が武装していた為撃ち合いとなり、一家とバックスの仲間は全滅。漁夫の利の形でバックスは「井ノ原真紀」の名を得た。しかし、ホロゥ・ハウス本社に登録されて2年間大きな仕事に恵まれずレナ（シックス）と共に売りに出され、そこからさらに2年間売れ残り2人とも値下げされ、『ファントムトリガー』本編の約5年前時点でラスベガスの業者オークションにかけられる。レナがオークション初日に売れた一方でマキはしばらく売れ残ったが、ロシアンマフィアのボスのアレクセイ・ニコラビッチに買われ、アレクセイの下で殺し屋としての実績を上げていく。殺し屋として下手に名前が売れると敵に命が狙われる機会が増えてしまうため、仕事の度にマキは名前を変えていたものの『ファントムトリガー』本編の約2年前には、1人殺すのに20発もの弾丸を撃ち込む殺し屋“オーバーキル”という通称で知られていた。
心臓に疾患を抱えたアレクセイの心臓移植手術の為にロシアンマフィアらと共に日本に入国。同じく移植用の心臓を必要としていた京船桜が丘及び美浜のSORDから心臓を奪われぬよう移植用の心臓を自身のバイクで運搬するが、美浜のSORD学生・レナに追いつかれ、バイクが大破。立場が違うかつての姉妹は1対1で戦い、マキはレナに敗北し、美浜学園に捕縛される。アレクセイはマキとレナが戦っている最中に心停止によって死亡してしまっており、帰る場所を失ったマキはイチルやレナの意向で美浜の預かりとなり、マキは悩みながらもそれに従う。
なお、ハルトはマフィアから2千万円でマキを買い取り、そのお金をイチルから借りているがそのことはマキを気遣い黙っている。この為マキは当初、自身を買い取ったのはイチルと思っていたが『vol.5.5』でハルトが買い取っていた事を知り、「格好付けやがって」と腹を立たせた。その後、『vol.7』のTFA掃討作戦前に倍の金額をイチルに払ってタイガが買い取り、所有者はタイガになった。
幼少期はシックス（レナ）よりも体が小さく、大人しくて気が弱かったが、現在はレナよりも体が大きい。
口下手で人付き合いが苦手。警戒心が強く気難しいため、攻撃的な態度を取るが実はA組内では誰よりも繊細で生真面目。自身について「あまり頭が良くない馬鹿」とした上で「馬鹿は天才の何倍も努力しなければ勝てない、逆に言えば何倍も努力すれば必ず勝てる、ずっとそうやって生き残って来た」としている。自身より後に美浜に来たグミに対しては「先輩」として対抗意識を燃やすことが多い。ハルト曰く「あぁ見えてとても繊細で頭が良い…というか、考えすぎる傾向がある」という。
アレクセイらと共に日本に入国した際、夜中に第三京浜でバイクを飛ばしていた所、ネットニュースで無謀ライダー“ソウル・スピード”と呼称されていた。マキ自身がその呼び名の存在を知るのは『vol.4』になってからで当初は嫌がっていたが本心では気に入っていたらしく、北丘大でのタイガ救出作戦からは自ら“ソウル・スピード”を名乗るようになった。
過去に親に首を絞められた経験から襟のキツイ服装を苦手とし、レーシングスーツや美浜学園の制服等を胸元を開けて着用していることが多い。戦闘時、たまに排莢したての熱い空薬莢が開いた胸元に落ちることを悩みとしていたが、ユーキのアドバイスにより戦闘時に首周りにシュマグを緩く巻くようになった。
愛車は青銀のハヤブサだったが、移植用の心臓を巡ってレナとチェイスした際に大破し廃車となる。A組加入後、かつてCIRSの職員が乗っていたがエンジンが故障し赤坂にあるマンションの地下駐車場に放置されていた黒のGSX-R1100をハルトが引き取り修理してマキに与えられ、以降はGSX-R1100が愛車となる。
主な使用武器は4丁のグロック26、ショットガンの資格を得た後は加えてM870がベースの“ジャーゴン12”。
幼少期は手が小さく力が無かったためにグロック26しか使えず、その名残で現在もグロック26を愛用しているらしい。4丁のグロック26にはそれぞれイーニー、ミーニー、マイニー、モーという名前が付いている。グロック26にはグロック17で使用されているロングマガジンを装填し、弾数を多くしつつ持ちやすくしている。ロシアンマフィア時代は整備を碌にせず粗雑に扱っていた為、閉鎖不良、給弾不良、排莢不良、撃発不良と様々な不具合を抱えていた。本人曰く「多少調子が悪くなっても良いように4丁持ち歩いていた」という。なお、イヅミの整備によってこれらの不具合は解消されているものの、閉鎖不良を嫌ってリロードの際にスライドの尻を叩く癖は以降も残っている。4丁の内2丁は工場出荷時点でバレルが左曲がりだったらしく、マキはこれに気付かずそのまま左曲がりに慣れてしまい、狙えば狙うほど当たらなくなる状態となっていた。イヅミはこれに気付き、マキが身体で覚えた照準に合わせ4丁全てのバレルを左曲がりに調整している。
元々射撃があまり得意でなかったことから「下手な鉄砲も数撃ちゃ当たる」とばかりに弾をありったけ撃つという戦闘スタイルをとる。A組加入後は、前に居るのが敵だけで味方を誤射する心配がなく動いているものを片っ端から撃てばいいだけになり楽との理由から最前線で戦うという戦闘スタイルを好む。
アレクセイの下に来た際にスイス製の高級な機械式ダイバーズウォッチをアレクセイから贈られており、大切にしている。しかし『vol.8』で政府勢力による総力戦の夜、カイラとの戦闘によってマキの腕時計が外れ失くしてしまう。
『vol.8』グランドエンドルート以外のルートでは政府勢力による総力戦の夜、カイラに辛くも勝利し射殺するが、戦闘で重傷を負ったマキは死亡した。
『vol.8』グランドエンドルートでは政府勢力による総力戦の夜、カイラを射殺した後、重傷により意識を失いかけるが、やって来たタイガとジョナにより治療を受けて意識を取り戻して立ち上がり、タイガとジョナと共にレナを助け出すために行動。戦いが終わった後にタイガから新しい腕時計を贈られた。
アニメ版では政府勢力による総力戦の夜にカイラに勝利し射殺するが意識を失い、その後田所により回収され撤退した。
マキはアレクセイの死後もアレクセイがマスターと意識しており、ハルトやタイガをマスターと認めていなかったが『vol.8』グランドエンドルートのエピローグやアニメ版のエピローグではタイガを指してマスターと呼称している。
九真城 恵（くましろ めぐみ）[グミ]
声 - 三森すずこ
誕生日：11月18日 / 血液型：O型 / スリーサイズ：84（E）/55/82
聖エール外国人学校・山岳狙撃科の1年D組所属→美浜学園A組所属（『vol.3』以降）。遠距離精密射撃に特化した狙撃手。射撃の腕が高く、彼女の右目に捕まったら逃れられないと噂され“魔眼使い”との異名を持つ。通称・グミ。
山岳猟兵としての経験も豊富なベテランで、中等部から4年間無遅刻無欠席で精勤賞を取るほどの生真面目で責任感が強い性格。曾祖父が冬戦争の乱戦の中機銃から離れず最後まで戦い、機銃の上で死んだ英雄である事を誇りに思っているような、古いタイプの軍人気質。
幼少期に母親を交通事故で亡くし、父親と2人暮らしをしていた。母の起こした事故で莫大な借金を背負った父だったが、グミは大事に育てられていた。父が働いて稼いだお金の大半は借金の返済に充てられ、子供の頃は貧乏でロクに学校に行っていなかったが食事だけは毎日ちゃんと三食分食べさせてもらえていた。一方で夕食時、父は「仕事の帰りに食べて来たから」と1人夕食を摂るグミの前で自分が食べた美味しい物の話を聞かせていた。しかしある日の夕食後、洗い物をしながら釜の底にこびりついた白米のお焦げを食べる父を見たグミは、実は父は夕食を食べていないのではないかと疑問に思い、その事を問うが父は認めようとしなかった。子供だったグミにはどうすることも出来ずそんな生活が1年も続いた頃、父は過労で倒れ帰らぬ人となる。その後、母方の遠縁にあたる老人に引き取られ、共に山で狩猟をして生活するようになりライフルの扱いを覚え、数年間狩猟生活が続いたものの高齢だった故に老人との生活も終わりを告げ、再び行き場をなくすが、母の起こした交通事故で世話になった“加害者保護の会”を通じてSORDを紹介され、登録試験を受ける。ライフルの素養があったため、その後半年で山岳狙撃兵として聖エールに在籍することになった。グミは過去の貧乏を不幸だと思ったことはないと振り返っている。
聖エールの中等部在学時、節分射撃大会でシホと戦い敗北。グミはシホに教えを請うため頭を下げ、シホはグミが来年高等部に進学したら絶対負けないスナイパーにしてあげると約束。シホと2年間同じ寮室で暮らし、姉のように慕った。
そしてフィリピンの武器密造組織の壊滅作戦である薔薇嵐作戦（バ号作戦）にシホと共にペアで参加。本隊の突入前の偵察と突入後の撤退支援の任務に当たるが作戦は失敗し、当初の予定よりも難航した撤退支援の為にシホとグミがやむを得ず敵の陣地に深く食い込み、回収不能になってしまい司令部から捨て兵を食らう。周囲を敵に囲まれたまま撤退不能の状態に追い込まれ、何日も逃げ回った末にシホが死亡。挙句捨て兵を行ったCIRF基地司令・バークストーンから「命令無視し、敵の陣地に食い込み過ぎた」として略式裁判への出頭を命じられたことを聖エールからの無線で知る。グミは出頭を拒否して行方をくらませ、シホの無念を晴らすべく武器密造組織を仕切る男・ゲランの暗殺を目的に1人フィリピンの山中に籠る。
バ号作戦執行から10日後。グミを捜索している聖エールとそれに協力した美浜により、ゲランの潜伏場所が山中のゲランの別荘であることを無線で一方的に伝えられ、グミは別荘に狙撃にやってくる。同じく聖エールの全SORD学生らもゲランの別荘周辺で突入の準備を行う中、別荘にCIRFの基地司令・バークストーンがヘリで現れる。バークストーンはゲランと繋がっていたのだった。グミはシホの本当の仇であるバークストーンを射殺。そして再び山中に逃げるがブギーマンを名乗るハルトによってトーカの待つ狙撃地点に追い込まれスナイパー同士の戦いとなり、トーカにライフルスコープを狙撃で破壊され敗北。グミは相手がかつてシホが天才と語っていたトーカであることを理解し、涙を流して「自分は強くなりたい」とトーカに伝える。帰国後、聖エールの伝習員・アヤメはCIRFから下されるグミへの処分を軽減させるためグミを聖エールから除籍。グミは美浜の預かりとなり、トーカの指導を受けるようになった。
山岳猟兵のレンジャー過程にあったため、普通の人の3倍は食べる。悪食で味音痴な所がある。早食いが得意で、レナやマキと同等かそれ以上の速さで食べる。聖エールで出される食事は質素だったが、美浜に来てからクリスが食事を沢山出したため、少し太った。ただし、一時的に太っても脂肪を上手に燃焼出来ているためすぐ痩せる。
マキが美浜に先に来た「先輩」であることは分かっていても、胸元を開けた服装でいる等、存在自体が不謹慎だとして対抗意識を燃やすことが多い。大食い量ではマキに勝てないが、早食いのスピードで圧勝している。
ブギーマンとして追いかけられて以来、ハルトを少し怖がっていたが『vol.5.5』で牛丼を一緒に食べに行ってから少し仲が良くなった。
主な使用武器はブレイザーR93タクティカル2、P226、アサルトライフルの資格を得た後は加えてステアーAUG。
ステアーAUGは長いスナイパーライフルと同時携行するなら出来るだけ短い方が良い、かと言ってバレル長は犠牲にしたくないというグミの要望と、命中率、メンテナンス、信頼性、部品の入手性をイヅミが考慮した結果選ばれたものだが、トーカには中途半端に大きい、思ったより当たらない、マガジンチェンジが難しい上に互換性もない、トリガーの引き心地が気に入らないなど不評だった。
『vol.8』グランドエンドルート以外のルートでは政府勢力による総力戦の夜、TFA少年兵に追われる中で共に行動していたトーカが地雷を踏んでしまい、地雷を爆発させないための靴底を切り離す対処をトーカができるよう、グミが少年兵を引き付けるべくその場を離れる。しかし子供である少年兵をグミは撃つ事ができず、そこからプレイヤーの選択によって多少展開が変わるが、最終的に複数の少年兵に弄ばれるようにして射殺される。
『vol.8』グランドエンドルートでは政府勢力による総力戦の夜、地雷に対処するトーカのために少年兵を引き付けたもののグミは撃つ事ができず、勝手にしろ、好きにしろと叫んだところ、Aから様子見の指示を出されていた少年兵らはグミを殺さず、一方でグミの胸に興味を持っていた少年兵らは何でも言うことを聞く代わりに胸を触らせてほしいと懇願。グミは戸惑いつつも、ここで上手く行けばトーカを助け、危機的状況を脱することが可能かもしれないと考え、少年兵たちに服越しに胸を少し触らせる。その後グミは少年兵らに連れられ、地雷に足を置いたままの状態のトーカの元へ戻るも、グミの話を聞いたトーカは少年兵に弄ばれるぐらいならと自殺を図る。しかし銃は弾切れで地雷も不発に終わりトーカは生き延びる。それでもトーカと少年兵らとで一触即発の空気の中でグミは双方を宥め、少年兵らの案内で山の外へと送り届けられ、道中で危機に陥っていたタイガとクリスを発見し助け出すことに成功した。TFA掃討作戦によって戦闘時間が500時間を超えたグミは、エピローグで教官としての資格取得の為に古巣の聖エールで後輩たちの指導をしに向かった。
アニメ版では地雷に対処するトーカのために少年兵を引き付けたもののグミは撃つ事ができず少年兵に包囲され、それを見かねたトーカが地雷から足を離して右脚を負傷し意識を失う。その後、Aから指示を受けた少年兵らによりグミと意識を失ったトーカが山の外へと送り届けられる中で危機に陥っていたタイガを発見し、グミが狙撃で救出。政府勢力と合流して撤退した。TFA掃討作戦の半年後には美浜学園初等部のスナイパーの指導をしている。
仙石 大雅（せんごく たいが）[タイガ]
声 - 高森奈津美
誕生日：7月29日 / 血液型：AB型 / スリーサイズ：67（AA）/53/72
美浜学園初等部支援工兵科所属→A組所属（『vol.4』以降）。イチル、アヤメの従妹。周囲からは「タイガ様」と呼称されることもある。名の「大雅」は死人の名前からとられている。
先述のようにイチル、アヤメはいとこ同士だが、タイガはイチルを「オバ様」、アヤメを「オジ上」と呼称する。両親は健在だが、複雑な事情から現在はイチルが保護者として預かっている。
仙石家の本家筋の嫡女。仙石家をいずれ仕切る身になるとされる。金や政治、色々な欲望の渦巻く中に生まれたタイガへの周囲の期待は異常で、蝶よ花よと過保護に育てられた。しかし丁寧に育てられたが故に世間知らずで怖いもの知らずとなっており、危機回避能力を向上させるべく本家からの依頼で美浜学園に籍が置かれた。一方で、望まれずに生まれた子という一面もあり存在を疎ましく思っている人間は分家は勿論、本家の中にもいるという。美浜学園の入学はタイガの存在を嫌った者達による体の良い厄介払いでもあったが、タイガ自身もそれを承知の上で周囲のマイナス寄りの思惑を努力でプラスに変えようとしている強い意志を抱いている。
頭脳明晰で、大学進学適正試験は総合で合格判定。運動能力、各種技能、全てにおいて他よりも高水準を満たしている。帝王学を教え込まれているためか、傲岸不遜な態度が目立つ。そのため他人から距離をとられることもあるが、本人は全く気にしていない。一生懸命で子供らしい一面もある。
タイガは仙石家の重責に耐え兼ねて逃げ出した自身の母親について「仙石家の歩む真っ暗な足元の中で、手を引いて歩いてくれる人間を探して、見つけることが出来なかった」と考えている。そして自身は手を引いてもらうのではなく、並んで共に歩いていける人間を探すつもりでいるという。母親については他に「人にバカと言うことでしか自分の立場やプライドを守れないバカ女だった」という評価もしている。
ハルトはタイガの誕生時におり、タイガには当時4人の乳母がいたもののどうしてもタイガの機嫌が直らない時は「抱っこ係」としてハルトが呼び出され、タイガを抱え屋敷の庭を歩いていた。タイガはハルトの長い髪がお気に入りだったらしく、掴んで放さなかったという。かつてミルメークの極意を教えてもらったレナはタイガをミルメーク師匠と慕っている。
初等部の授業に飽きてしまい、実戦参加クラスであるA組への編入を1年前から何度も希望し、イチルに提案していたが返答は曖昧で子供の戯言と軽く流されていた。ある時、A組担任・有坂と知り合い、有坂の立ち合いの元でA組編入をイチルに相談。まず3ヶ月A組の預かりという形で現場を見せることが許可され、ハルトの指示によりクリスがタイガの上官となった。A組と同じ運動メニューを行う等のタイガの熱意により、最初は冷ややかながらにタイガを受け入れたA組や周囲も単純な子供の背伸びと決めつけなくなった。
タイガはA組を分析する中でクリスが爆破・通信・情報・烹炊・その他雑務に加え衛生兵まで兼任して負担が多すぎることに気付き、自身が緊急救命資格を取得しクリスの負担を減らすことに取り組むことで自身のA組での居場所を見出す。また、自身が将来衛生関係に進むことをある程度予想している。
緊急救命資格の取得の為に私立北丘大学の医学部での聴講を受けるが、その最中に新興宗教団体・TFA日本支部による爆破テロが発生、北丘大に厳重に保管されている新種のウイルスを目的に北丘大を武力占拠してしまう。事件に際し、仙石家の中では「タイガに死なれては困る派閥」と「タイガに死んで欲しい派閥」の思惑が拮抗。死なれては困る派閥は下手にテロリストを刺激し要人であるタイガがいるという情報が洩れることを恐れ動けず、死んで欲しい派閥は下手に動けば「反仙石閥」であることの喧伝になってしまい動けず、仙石家の息が掛かっているCIRS、そして下部組織であるSORDも動けずにいた。万が一、保管されている新型ウイルスが全世界に拡大することになれば日本は世界の信用を失うことから、少人数で突入し制圧するという不確実な作戦ではなく、人質ごとウイルスを確実に焼き払う熱核攻撃が仙石本家の対策本部によって決定され、核弾頭を搭載したミサイル駆逐艦の横須賀港への受け入れが承認される。同時にそれは、仮に現場の突入に失敗しても熱核処理で何も無かった事に出来ることを意味していた為、A組はタイガの救出作戦をイチルの許可の下、仙石本家の対策本部の承認無しに独断で行い、A組よりさらに早く独断専行して潜入していたクリスが負傷したもののテロリストを制圧、タイガの救出に成功し核攻撃も中断された。
北丘大武力占拠事件で負傷したクリスが入院中、出来るだけクリスの仕事を代行しようとしたが制服や私服だとすぐに汚してしまうため、美浜の制服や装備を納入しているAiriX社のパンフレットにあったメイド服を面白そうだからという理由でイチルから買い与えられ着用している。このメイド服のアッパーシェルは強化アラミド繊維で400度の高温に1分間耐える耐火性能、AAクラスの防弾性能、刺突にも対応した防刃性能を持ち、さらにGEN3モデルになってから対人地雷に対するアンチブラスト性能が追加されている。なお、美浜の防弾制服のベースになっているのがこのメイド服である。
主な使用武器はファイブセブン。貫通力などタイガの要求にイヅミが応えていった結果選択された。
兵科はクリスと同じ衛生工兵科を希望した為、銃を右手、5kgの盾を左手に使用する新兵種・専守衛生兵として運用されることになり、射撃、盾格闘、救護を学ぶ。さらに週に3回、20kgの重りを背負って学校の周りを走り体力強化をしている。
タイガが現場に出るにあたり「子供が人殺しなどもっての外」という倫理的問題に関しては「救護に専念し、自衛のための止むなき発砲のみ許可される」とし、「子供が負傷もしくは死亡の危機に瀕するは、あまりに忍びなし」という問題に関してはAiriX社の特殊繊維部門であるアイリス紡織社が開発した新型防弾着・フルアーマーメイド（FAM）の装着により、保険適用対象となることで現場入りに難色を示す大人たちを納得させている。ヘルメット、アイウェア、医療品ポーチの他、除細動器を背負い、装備重量は約17kgという重装備でさらに盾装備を加えている為、銃弾による遠距離からの攻撃はほぼ無効化され、近距離においても刺突攻撃を含めある程度対応可能だという。
『vol.8』グランドエンドルート以外のルートでは政府勢力による総力戦の夜、撤退を命じられたタイガは負傷したクリスを庇うため、敵を引き付けるべくTFA兵にファイブセブンで攻撃するが、軽機関銃で撃ち返され防弾衣に被弾し倒れ、頭を撃ち抜かれ死亡した。
『vol.8』グランドエンドルートでは政府勢力による総力戦の夜、軽機関銃で撃ち返され防弾衣に被弾し倒れた際に、トーカとグミが狙撃でTFA兵を排除しタイガが助かる。その後、かつて助けた敵であるジョナが仲間に加わり、クリスの搬送をトーカとグミに任せたタイガはジョナと共に、未だ戻らないマキとレナを救護すべく行動。カイラとの戦いで重傷を負ったマキ、クロエの戦いで重傷を負ったレナを助け出した。エピローグでは市ヶ谷で自身を現場における1単位として承認せよと“飛び級”を具申している。
アニメ版では政府勢力による総力戦の夜、撤退を命じられた際にクリスを先に撤退させ、自身は残った兵士を治療してから撤退しようとしたがその際に被弾。しかし止めを刺しに来たTFA兵をグミが狙撃により排除し、タイガは助かる。その後、かつて助けた敵であるジョナが仲間に加わる。タイガは前線のレナやマキを心配していたが他の兵士に促され、グミと重傷を負ったトーカと共に撤退した。
狗駒 悠季（いこま ゆうき）[ユーキ]
声 - 佐々木未来
誕生日：11月1日 / 血液型：B型 / スリーサイズ：100（I）/61/92
美浜学園A組所属のアサルト・ニンジャ。ニンジャ・ランクは“ニンジャ・マスター”。ムラサキの姉。秘伝の技を使用する際の銘は獄刀・邑鬼（ごくとう・ゆうき）。有坂より年下。元 “ファントムトリガー”のメンバー。
60回以上の作戦に参加して、部隊・個人を含めて4回も感状を受けている。ファントムトリガー時代には現在のムラサキの25%増しの成績を出していた。
昔から美浜の学生として在籍しているが海外での仕事が多く、単位が足りずに学生状態が続いている。A組のユーキの机にはムラサキにより時折花や飲み物や怪獣の玩具などが供えられていた。現在のA組の学生寮のムラサキの部屋がかつてユーキの部屋だった。ムラサキと同じくハンモックで寝る。お酒にはうるさい。
過去の負傷が原因で、長期記憶と短期記憶の連携が時々上手く行かないことがあり、定期的に脳外の外部記憶を参照して自分を取り戻すという作業が必要になっている。ただし変装の際、その人物になり切るために自身の全ての記憶を改竄することができるなど、ニンジャとしては有利な一面もある。何度も性格を変えている為、元の自分がどんな性格だったか自分でも覚えていないという。作中で登場する性格では明るく軽めで悪戯好き、遊び人風の言動が共通して目立つ。表面的に他人に合わせ、器用に距離を取って付き合っていくのが上手く、男女問わず友達は多いが、親友と呼べる人物はいない模様。大切な物ほど雑に扱っており、それが大切な物だと周囲に悟られて壊されてしまわないようにわざと興味のない振りをしている。ニンジャとしての主人を持っておらず、その理由について、「たった1人の妹の為に生きて行くことを決めたから」とハルトは推測している。
ユーキの故郷であるニンジャの隠れ里は幕末の時代から仙石家との付き合いがあり、仙石家の後ろ盾の見返りとして里は過去何人ものニンジャを仙石家に預けており、ユーキもまた仙石家の“御庭番”として預けられていた。この為ユーキには正式に“邑”の名を継ぐ資格が無いという。
仙石本家の“御庭番”として過ごしていたある時、幼少だったタイガが誘拐され、秘伝の技を使用し救出。しかし救出の為とは言え許可なく誘拐犯ら6人を殺害した上、誘拐犯のヘリを墜落させたことにより功績が認められつつも仙石本家から追い出される。それを面白がったイチルに拾われて美浜にやってきた。なお、ユーキの籍を移す際にイチルは当時のCIRSの室長のJBに借りを作っている。
ファントムトリガー時代にハルトからユーキの故郷であるニンジャの隠れ里に伝わる秘伝の技を習得したいとの申し出があり、共に里にやってくるがその最中、桃太郎の襲撃により里は壊滅し、ユーキの妹・サキ（後のムラサキ）が秘伝の技で暴走。秘伝の技でユーキはサキに対抗したものの敗北。その後、ハルトの手によりサキの暴走は止まったが、技の反動でユーキの脳が負傷してしまい、記憶があやふやな状態になってしまった。
その後、ファントムトリガーの活動は停止しユーキは美浜に在籍しながらも海外でのヒューミントが格段に増え、不在が恒常化。ユーキは自身の開けた空席を埋めるためムラサキを美浜に呼び寄せた。『vol.5』で美浜に帰り、世界中で集めたTFAに関する情報をイチルに報告する。
主な使用武器はサプレッサー付きのブルガリアン・マカロフとクリンコフ（AKS-74U）。
AK系統の銃が好み。AK系統の武器を7丁（内、クリンコフの刻印違いが3丁）所持している。一方でAR-15系は嫌っている。
『vol.8』グランドエンドルート以外のルートでは政府勢力による総力戦の夜、ムラサキと共に列車砲への対処を試みる中、やって来たホムラと交戦するが、脳を負傷し死亡。遺体を確認したイチルは「遺体は綺麗だ、苦しんだ様子もない…プツッと糸が切れるように死んだ感じ」と語った。
『vol.8』グランドエンドルートでは政府勢力による総力戦の夜、ホムラとの戦闘中に脳の血管が破れ、戦闘不能になる。その後、やって来たハルトによりホムラは敗北。ユーキはホムラと共にムラサキに連れられ撤退した。エピローグでは美浜に持ち帰られたホムラをムラサキ共々「可愛い妹」として扱っている。
アニメ版では政府勢力による総力戦の夜、ホムラとの戦闘中に脳を負傷し戦闘不能になり、搬送されて撤退。TFA掃討作戦の半年後には記憶が思い出せない状態となっており、実家に戻ってムラサキと共に生活している。
有坂 秋桜里（ありさか しおり）
声 - 井澤美香子
誕生日：6月26日 / 血液型：A型 / スリーサイズ：82（C）/58/85
美浜学園A組担任の一般教科教員。学生の精神衛生管理も担当している。神奈川出身。
教師を志し、3年の苦心惨憺の末に教員資格を取得したが、2年間どこにも就任が決まらず、7月、わずか3ヶ月で辞職した美浜学園A組担任の後任として採用され、美浜学園に流れ着く。
美浜学園から電車で45分のアパートに居住している。アパート内には家具や家電が最小限のものしか置かれておらず、食器や日用品に至っては100円の物で済ませている。
真面目な性格で、真面目過ぎて使い物にならないぐらいに真面目。率直に言ってしまえば単に臆病なだけである。仕事の面においてもあまり要領がよい方ではない。本人曰く、幼い頃から運が悪く、何かにつけ貧乏くじを引きやすい体質だという。ハルトは「病的なまでに謙虚で、不器用だけど真面目で、何事にも熱心で真摯に向き合う良い先生」と評価している。「庶民」という言葉がよく似合う存在であり、異常者だらけの美浜において一服の清涼剤、換気窓として機能しているが、彼女もまた暗い過去を持ち、美浜に来るべくして来た人材である。
幼少期、どこにでもあるごく普通のありふれた家に生まれ何不自由なく暮らしていたが、父親の勤めていた会社が倒産。やがて長期住宅ローンの返済に困り始め家を手放し、父方の祖母が生前に住んでいた家に引っ越すことになり生活は一変。新たな仕事でも失業しストレスを溜めた父は、教育費がかかる秋桜里に対し学校に行っている暇があったら1円でも稼いで来いと言い放ち、秋桜里は学校にも行かずに空き缶を拾い集めて歩くこともあった。秋桜里は自分が特別不幸だとは思わずそういう家庭もあると納得していたが、ある日、そんな生活に限界を感じた父は一家心中をしようと秋桜里の首を絞める。丁度パートから帰って来た母親が包丁を手にして止めに入るが結局父を刺せず、秋桜里から母に標的を変えた父は何度も殴る蹴るをして、母の首を絞める。そこで意識を失って倒れていた秋桜里が起き上がり、床に落ちていた包丁を手にし、母に馬乗りになって首を絞める父の背中に包丁を突き立てる。最初に秋桜里が父に首を絞められて意識を失ってから父に包丁を突き立てるまで秋桜里は「自分の目の前で自分が父に包丁を突き立てる光景を見ていた」とのことで、自分以外の誰かが自分を操っているとしか思えず再び意識を失い、目を覚ました時には病室にいた。医師や警察官に事情を聴かれたがどこまでが本当でどこからが夢なのか分からず、後々になって父が死亡し、母が刑務所送りとなったことを聞かされる。また、死亡した父の身体には十数ヶ所の刺し傷があり、母がそれを「自分がやった」と自供したことを自立後に知る。
退院後、児童養護施設に入所。1年後に子供の居ない夫婦の下へ里子として預けられる。その家にはとても頭が良く優秀だったが周囲の愛情を独り占めにしたがる性格の別の里子がおり、鈍クサかった秋桜里は理不尽に慣れ、余計なトラブルを起こさないための「謝り癖」が付くようになる。「人殺し」の娘として目立たないように必死に気を使って暮らしたが、どこからか秘密が漏れてしまい何度か転校を繰り返す。とはいえ流石にそう何度も転校させてもらえず、義務教育期間を終えた後に支援を受けながら自立。昼間は工場で働き、夜間は高校に通った。しかし職場でも秘密がバレてしまい、どう接すればいいのか分からないとの周囲の意見から「貴女が悪い訳ではないとわかっていても」という前提の上でクビになる。その後も職場やアパートを転々とし、大学に進学後も身元の発覚を恐れて暮らし、現在に至ってもいざとなれば荷物を全て捨ててでも逃げられるように私服もほとんど持っておらず、仕事で必要な物は学園にしか置いていない。
過去の経験から「本当は学校に行かなければいけない」という後ろめたさによる不安、学校へ通う子供達の流れに1人逆らって歩く孤独と焦燥を実感。そんな自分だからこそ親身になって子供達の助けになることが出来るかもしれないと考えたことから教師を目指した。
有坂の父親が死亡した事件の概要を知るイチルは「最初に父親の背中に包丁を突き立てたのは秋桜里。しかし直後に止血をして救急車を手配すれば助かる可能性はあったものの、それら救命行為を放棄した挙句、包丁を手に取り滅多刺しにしたのは母親」とし、必ずしも秋桜里が父親を死に至らせたとは言いにくいと考える。また、イチルは秋桜里が一種の離人症や解離性健忘になっていたと推測。秋桜里が美浜学園で働き始めた数日後に「人吉会」に攫われた際にそれほど取り乱していなかったのもそれが原因と考え、イチルは「極端にツライことがあっても解離出来るからこそ、他人を怨むこともなく優しく出来るのだと思う」とした。
美浜学園での非日常な環境に振り回され、早々にドロップアウトすると思われた彼女だったが、多くの予想に反して見事に順応し、教え子たちや周囲の人間の信頼を勝ち得ていった。美浜学園で働き始めて3ヶ月後、イチルに仕事の継続意思を確認された際も「もう他に行き場所なんてない」と言い、ここには私にしか出来ない仕事があると信じていると決意を述べる。TFA掃討作戦では、有坂がA組の学生たちを戦場へ送るべきか否かの判断を委ねられ、有坂は苦悩の末に学生たちを最後まで見守るべく、自身も現地に同行するという条件付きで学生たちの海外派遣許可を出した。
『vol.8』グランドエンドルート以外のルートでは政府勢力による総力戦の夜、A組の学生の戦死報告を立て続けに聞き及び自身の無力さを感じながら、戦場に答えなんかないという真理を抱く。その後ハルトの戦死報告も届き、これまで気を張り続けくじけないようにいた有坂は気を失う。有坂が気が付いた時には船上で帰国の途にあり、美浜の子達がもう1人も居ないという現実をどうしてか、悲しいとあまり感じなかった。エピローグでイチルから新しく来たA組の学生を担当するよう言われた有坂は、国のために戦って死んだ社会不適合者の子供達に対しての世間の冷たい姿勢に納得がいかず、誰にも愛されることがない子供たちなら自分だけでも誰よりも愛そうと思い至りながら新たなA組の担当を引き受ける。新たなA組の学生達に対し有坂は「貴女達には戦う理由があるのでしょうし、私も戦うなとは言いません…けれど、皆さんがどんな人間で、どんな過去があろうとも、たった一つの掛け替えのない命なのです、命が危なくなったら必ず逃げてください」「常に余裕をもって、まずは自分自身を助けることを心がけましょう」といったことを伝える。そして新たな学生達が武器を手にしている姿にかつてのA組の学生達の印象を重ね、有坂は悲しさから涙を流した。
『vol.8』グランドエンドルートのエピローグでは有坂はイチルから第四世代タナトス・システム試験体の赤ん坊を押し付けられ、人は平等ではないと感じつつその不平等な立場を限りなく平等にするのが教育というものと思い、自身が出来ることを考えながら腕の中の小さな命が悲しむようなことにならないよう祈った。
アニメ版では政府勢力による総力戦の夜に出撃前のハルトから、ハルトに付いていこうと言い出すA組の子たちが無茶しないように監視してほしいとお願いされ、さらにハルトから作戦が終わった後にレナに渡してほしいと手紙を託された。その後TFA本部が水没する中、ハルトを助けに行こうと言い出したA組の生徒達を止めた。TFA掃討作戦の半年後には徒歩で美浜学園に通える場所に引っ越している。

### 市立美浜学園
仙石 一縷（せんごく いちる）
声 - 行成とあ
市立美浜学園の学園長兼保険医。元 “ファントムトリガー”のメンバーで医療担当をしていた。名の「一縷」は死人の名前からとられている。
元CIRS職員で総合研究班の主任を務め、医療や心理学に従事し医療班主席班長と心理作戦司令部の司令官を兼任していた過去を持つ。タナトス・システムの計画を打ち立て、概要を設計した人物でもあり、ハルトを誕生させた“母親”でもある。
子供の頃から理由が分からないのが嫌いで、分からない機械は分解して理解。一番不気味なのは人間と理解し、やがて人を研究するようになり、医師としての資格を得てからは人を分解して修理し理解を深めた。学生時代から医療関係の特許を多く持っているため、資産は十分にある。
仙石家の本家筋の出身。CIRS上層部に知人も多く顔が利き、職務上多くのCIRS職員の弱みを握っているとの噂があり、CIRSの組織改正時には真っ先に天下りが決まった人物。
現CIRS室長であるキアラの学生時代、苛められっ子だったキアラを自身が苛めるのをやめるという形で助けた他、キアラがCIRSの室長になるのを邪魔する人物が現れた際も助けており、貸しがあるとのこと。
アオイ曰く、イチルは様々な人間に助けられて生きてきて、仙石家である程度の自由を手に入れた時、残りの人生は受けた恩を返していくターンと思い至り、様々な理由で表の仕事が出来ない人間に裏の仕事が出来るようにしてやりたいと美浜学園を買い取ったという。CIRS改正時、米国諜報機関と日本との間で諜報力と打撃力に格差があるというレポートから、民間委託型工作諜報員育成機関（Social Ops, Research & Development）通称・SORDを立案し、民間への天下りを機に自らが育成機関の代表を務めることになった。
弟・アヤメと共に仙石家を出て数年し、美浜学園やSORDといった社会貢献という名の免罪符を手に入れ、仙石本家も下手に口出しを出来ないほどに成長する。SORD立案の背景には実家の息が掛かりまくったCIRSとは別の組織が欲しかったという思いもあった。
元々煙草は嫌いでアオイに対して止めさせようとしていたが、アオイの死後は自身への罰、後悔の苦みを忘れぬためにアオイが亡くなった日から煙草を吸っている。
『vol.8』グランドエンドルートでは重傷のエニシと対峙した後に見殺しにし、煙草を吸う理由をなくし、吸わなくなった。
野上 姫子（のがみ ひめこ）
声 - 近江知永
美浜学園の教頭。元 “ファントムトリガー”のメンバー。
野上家は代々仙石家に仕えてきた家柄で、姫子は仙石家がイチルの為に用意した幼馴染で家令。CIRSの高度特別医療班時代からイチルの助手を務め、イチルの退官後も美浜学園へ共に赴任している。尋問、拷問のプロ。
名前の「姫子」と呼ばれることを嫌う。学生の頃にあまりに不愛想で騎士のようだと言われ、付いた渾名が「ノガミン・スカイウォーカー」であり、それが短縮されイチルから「ミンちゃん」と呼ばれている。
頭脳明晰だが、人間的な欠陥が多く一般的な日常生活に支障をきたすタイプで、具体的に言うと部屋が汚い。ハルトにとっては姉のような存在で、イチルに言えないような相談はまず野上に相談する。
足で何人もの腕を破壊し、何人もの脚をへし折ってきた蹴りのスペシャリスト。戦う際にキックしか使えない様を揶揄した“CIRSで一番足癖の悪い女”という称号でかつて呼ばれていたことがある。本気を出すときは裸足で戦う。
一見して厳しいだけに見えて、実は誰よりも優しい人とハルトは語っている。
山本 イヅミ（やまもと イヅミ）
声 - 北垣内春香
美浜学園2年機械工作科1組（2M1）に所属するガンスミス。22歳。関西弁で喋るが関西出身ではない。
横須賀の銃器工房の山本という男性の下で弟子だった過去を持つ。名字の「山本」というのは屋号。
ヘッドホンでガチャガチャした曲を大音量で聞きながらエアギターに夢中になり、文字通りトランス状態になっていることがある。
自分の手掛けた武器を持たせた人物が出動する際は礼儀として駐車場までわざわざ見送りに行く。
美浜のSORDが“ファントムトリガー”だった頃、山本が過去作成し、アオイが発注した“666”（オーメン）の整備担当として山本の元で9年弟子だったイヅミが美浜学園に送り込まれ、以降常駐の整備要員となる。ファントムトリガーがSORDとなった後は機械科の学生に鉄砲鍛冶の勉強を教えたり、初等部の子達の基礎射撃訓練をする技術教導員となっているが、ハルトと同じように学生でもある。美浜学園の地下射撃場及び美浜学園の全ての銃器の管理人で、武器はイヅミの許可が無いと持ち出せない。

### 京船桜が丘
宇川 千尋（うかわ ちひろ）
声 - 須藤翔
京船桜が丘の伝習員（ハンドラー）。階級は一尉。元 “ファントムトリガー”のメンバーで情報担当をしていた。いわゆるオカマ。
ハルトからは「うーちゃん」、バニラからは「姐さん」、チョコからは「姉御」と呼ばれる。
ハルトを“ジュニア”と呼ぶ。
ファントムトリガー時代は皆の食事を作っており、ハルトにとっての「おふくろの味」だった。後にそれまで料理をほとんどしてこなかったクリスに料理を教える。
CIRS局次長・石部が自身への移植用の心臓を違法な手段で手に入れようとした際、心臓の輸送を行う。その一方でFSBから国際指名手配されているロシアンマフィアのボス・アレクセイに裏から心臓を転売。その上でバニラとチョコ、美浜の面々に心臓をロシアンマフィアから取り返させる。結局心臓は使い物にならなくなりアレクセイは死亡、石部は心臓を違法に手に入れようとしていた事が各所に発覚するが、密輸を担当した宇川が密輸の事実はないと石部を擁護し各所の人物らを沈黙させて石部に貸しを作り、SORD内で最も小規模な京船桜が丘を潰そうとする石部のSORDの規模縮小案を阻止した。また、この一件でTFAとエニシが深く関わっているという情報をFSBから手に入れた。
性別のことで家族との折り合いが悪くなって家を飛び出した過去を持つ。親はその7年後に亡くなるが、当時の千尋は弔う余裕も関係もないと思っており、現在でもそのことを後悔していないが、一方で後悔していない自分のことをあまり好きと思っていなかった。
『vol.8』では政府勢力による総力戦の夜、TFAの狙いが政府勢力を要塞に引き込んだ上でTFAのダムを爆破し水没させて自滅しつつ政府勢力に大打撃を加えることと気付いた宇川が本部に緊急連絡し、政府勢力が撤退を開始。自身はダムの爆破を阻止するべく行動する。
『vol.8』グランドエンドルート以外のルートではTFAの本部施設内で爆弾を手作業で解除していくが間に合わず、足が瓦礫に潰され抜けなくなる。周囲が水没していく中でチョコが銃で宇川の足を撃って切断し、バニラとチョコが瓦礫から宇川を引っ張り出そうと試みたが、その後の3人は作中で描写されていない。
『vol.8』グランドエンドルートではTFAの本部施設内でダムの爆破をするよう暗示がかけられていたフィジカル・スイッチ担当の人間を倒していくダム自爆遅延作戦をバニラとチョコと共に開始。その後、タナトスが案内して帰路へ誘導し脱出。撤収中の美浜のSORDのストライカーICVが通りがかり、助け出された。
稲垣 バニラ（いながき バニラ / Inagaki Vanilla）
声 - ブリドカットセーラ恵美
京船桜が丘A組のSORD学生。チョコの双子の姉。アラスカ出身。京船桜が丘が金欠なため、チョコと共にワンルームのアパートで暮らしている。
かつてはFBIやATF等の公的機関に協力しドラッグや武器を密輸するディーラーやロシアンマフィアを取り締まる民間武装企業“アラスカ商会”に籍を置いていた。
レナとチョコの間の仲の悪さ程ではないが、トーカとは微妙に相性が悪い。
宇川曰く鼻が利き、変に物分かりがよく我慢強い。
ハルトに密かに好意を寄せている模様だがいつも冷たい態度で接してしまっており、それをチョコから指摘された際は落ち込んでいた。
主な使用武器は2丁のシングル・アクション・アーミー。その内、右手用に5.5インチ銃身モデルの「アーティラリー」を、左手用に4.25インチ銃身モデルの「シビリアン」を運用している。
使用する弾丸がロング・コルトなため45口径を愛用するレナから懐かれているが、バニラは変な仲間意識を持たれても困ると思っている。
『vol.8』では政府勢力による総力戦の夜、ダムの爆破を阻止するべく動いた宇川と共に行動する。
『vol.8』グランドエンドルート以外のルートではTFAの本部施設内で宇川の爆弾解除が間に合わず、宇川の足が瓦礫に潰され抜けなくなる。宇川はバニラとチョコに逃げるよう伝えるもバニラは動揺。周囲が水没していく中でチョコが銃で宇川の足を撃って切断し、バニラとチョコが瓦礫から宇川を引っ張り出そうと試みたが、その後の3人は作中で描写されていない。
『vol.8』グランドエンドルートではTFAの本部施設内でダムの爆破をするよう暗示がかけられていたフィジカル・スイッチ担当の人間を倒していくダム自爆遅延作戦を宇川とチョコと共に開始。その後、タナトスが案内して帰路へ誘導し脱出。撤収中の美浜のSORDのストライカーICVが通りがかり、助け出された。
稲垣 チョコ（いながき チョコ / Inagaki Choco）
声 - ブリドカットセーラ恵美
京船桜が丘A組のSORD学生。バニラの双子の妹。アラスカ出身。京船桜が丘が金欠なため、バニラと共にワンルームのアパートで暮らしている。
かつてはバニラと同じく“アラスカ商会”に籍を置いていた。
レナと仲が悪い。初対面の際は意気投合していたが、本人曰く「最初に意見が合ったからこそ、細かい食い違いが許せなくなる」とのこと。SORDとしてはレナより先輩。
主な使用武器は右手用に.500S&W弾を使用するM500のパフォーマンスセンター、左手用に.454カスール弾を使用するレイジングブル。
威力制圧に特化した装備となっている。45口径を愛用するレナからはチョコの武器の威力は大きすぎると指摘されている。
『vol.8』では政府勢力による総力戦の夜、ダムの爆破を阻止するべく動いた宇川と共に行動する。
『vol.8』グランドエンドルート以外のルートではTFAの本部施設内で宇川の爆弾解除が間に合わず、宇川の足が瓦礫に潰され抜けなくなる。宇川はバニラとチョコに逃げるよう伝えるも、チョコはまだなんとかなると話し、動揺するバニラに一喝。周囲が水没していく中でチョコが銃で宇川の足を撃って切断し、バニラとチョコが瓦礫から宇川を引っ張り出そうと試みたが、その後の3人は作中で描写されていない。
『vol.8』グランドエンドルートではTFAの本部施設内でダムの爆破をするよう暗示がかけられていたフィジカル・スイッチ担当の人間を倒していくダム自爆遅延作戦を宇川とバニラと共に開始。その後、タナトスが案内して帰路へ誘導し脱出。撤収中の美浜のSORDのストライカーICVが通りがかり、助け出された。

### 聖エール外国人学校
仙石 綾芽（せんごく あやめ）[アヤメ]
声 - 小林直人
聖エールの伝習員（ハンドラー）。仙石家長男でイチルの実弟。元 “ファントムトリガー”のメンバーで狙撃手、ドライバーを担当していた。名の「綾芽」は死人の名前からとられている。
重度の引きこもり。極端な怠け者で自分の仕事以外はせず、話が通じる相手とだけしか話さない。ファントムトリガー時代は痩せていたが現在は肥満体。運動嫌いで、狙撃手になったのは走るのが嫌だったという理由から。
仙石家の人間であったため、幼い頃は牛丼など「庶民の食べ物」を一切口にすることはなかったが本家を出て初めて口にした牛丼の味に心を奪われ、ファントムトリガー時代にはハルトを連れて夜中に牛丼をよく食べに行っていた。「牛丼を食べたいという若者に、それを禁じる術を私は持たない」とのことで、基本的に外食は禁止な聖エールにおいて唯一牛丼屋だけは外食を黙認されている。
シルヴィア・ハートネット（Sylvia Hartnett）[シルヴィ]
声 - 長妻樹里
聖エールのSORD学生。3年生。無音暗殺部隊の隊長。「天国の門番」との異名を持つ。アヤメから特に信頼を置かれている。
グミからは「シルビア教官」〔ママ〕、同学年のベルからは「シルヴィア姐さん」と呼ばれている。
トーカ曰く「狐みたいな顔した子」。
「器械に頼ると勘が鈍る」とのことで無音暗殺部隊に支給され装備が義務化されている暗視ゴーグルと集音器を使用していないが、問題なく知覚している。暗視ゴーグルの代わりに白い狐の面を被ることがある。聖エールの学生らの間では「あっという間に暗闇に溶け込むシルヴィアを現場経験の少ない1年生が見失わぬよう、あえて白い面を選んでいる」と噂されている。
閉じた目とおっとりとした口調が特徴的。年齢に関する話をすると口調が多少荒くなる。
主な使用武器はグルカナイフ、M1911A1。
ベルベット・カサイ（Velvet Kasai）[ベル]
声 - 小見川千明
聖エールのSORD学生。3年生。山岳猟兵隊を率いている。日系アメリカ人。元は海賊だったという。アヤメから特に信頼を置かれている。
トーカ曰く「何か色々とこじらせちゃっているっぽい面倒クサそうな子」。
スレた口調とそばかすが特徴的。用心深さと大胆さを兼ね備えた人物。荒っぽい性格に見えるが、作戦でミスをすると落ち込みやすい一面もある。
主な使用武器はM870、M1911A1。
有泉 志保（ありいずみ しほ）[シホ]
声 - 依田菜津
聖エールのSORD学生。主にスポッターをしていた。「アリアリ」というあだ名がある。
『ファントムトリガー』本編の約3年前、美浜に正式に在籍する前のトーカと1年間ペアを組んでいた。
トーカが聖エールに編入してきた当日の精密射撃試験の時に出会う。CIRFの選抜射手の肩書きを持つトーカは小細工が仕掛けられていたにもかかわらずそれまでずっとトップの成績だったシホをアッサリと追い越し、一番の成績を取る。負けても悔しいと思えず、この子になら負けても仕方ないと思えるほどだったためにシホはスナイパーを辞め、自分より上手いトーカのサポートに回り、トーカにとっての1番になることを決める。後にトーカから「シホが居ると仕事がしやすい」と言われるようになった。スポッターをやってみて、自身が狙撃より観測に向いていることに学生の内に気付けて良かったとシホは振り返っている。
トーカが聖エールから美浜に補される際にトーカからスポッターとして共に美浜に来ることを誘われたが、「聖エールに私が教えなきゃいけない、ちょっと危なっかしい目が離せない子（グミ）がいる」として断り、聖エールに残る。その後トーカと再会することはなかった。
グミを指導して2年間同じ寮室で暮らし、姉のように慕われた。古いタイプの軍人気質のグミをスポッターとして先導し、バランスを取っていた。その他、聖エールの伝統である牛丼の最高の食べ方をグミに伝授している。
フィリピンの武器密造組織の壊滅作戦である薔薇嵐作戦（バ号作戦）にグミと共にペアで参加。本隊の突入前の偵察と突入後の撤退支援の任務に当たるが、作戦は失敗し、当初の予定よりも難航した撤退支援中にシホとグミが敵の陣地に食い込み過ぎていた為回収不能になり、司令部から捨て兵を食らう。何日も逃げ回った末に敵に包囲されシホは被弾、グミに引きずられながら逃げるが、間もなく死亡する。遺体はグミにより埋葬され、後の聖エールによるグミの捜索中、グミがセットした腕時計のアラーム音が地中から鳴ったことにより遺体が発見・回収された。
主な使用武器はG36C、P226。
九真城 恵
聖エールのSORD学生。1年生。『vol.3』以後美浜学園A組所属。詳しくは主要人物の項を参照。
マーガレット（Margaret）[マギー]
声 - 高沢柚衣
聖エールのSORD学生。2年生。無音暗殺部隊所属。
フィリピンでのグミ捜索の一環でゲランの別荘への突入準備を進めている最中、警報を鳴らそうとしていた敵をトーカとグミが仕留め損ねた際、敵の背後から近づいて沈黙化させた。
TFA掃討作戦の1ヶ月前、トーカとグミが野外訓練を行いに来た聖エールの山岳猟兵科・山岳狙撃手の演習場の管理棟で法衣姿で煙草を吸いながら管理人を行っていた。
ニーナ・朝倉（ニーナ・あさくら / Nina Asakura）[ニーナ]
声 - 野田真理愛
聖エールのSORD学生。1年生。無音暗殺部隊所属。伊達眼鏡をかけている。
敬虔なクリスチャンの家庭の出身で、志願で聖エールに入った。
アヤメ曰く「被害妄想の塊のような性格」。相手に気遣い過ぎて上手く言葉は出ないが、心の中では誰よりもおしゃべり。暗視ゴーグルで顔を隠している時は性格がガラッと変わるという。
アンナ、ケイトと三人組で行動することが多く、このグループのリーダー的立ち位置。
シスター修道服は本来2年生から着用を許可されるが、1年生ながら修道服を与えられている。
ジョアンナ・多田（ジョアンナ・ただ / Joanna Tada）[アンナ]
声 - 日野ほのか（『vol.7』）→阿部寿世（『vol.8』）
聖エールのSORD学生。1年生。山岳猟兵隊所属。
親からネグレクトを受け、里子に出されたが里親と反りが合わず家出をしチンピラになり、その日の食費を稼ぐため身体を売っていたところ捕まった後、聖エールに入った。
面倒見のいい性格。ロックを趣味としており、有坂から尊敬する人物は誰かを尋ねられた際、コバーンかペイジかテイバーで迷っていた。
シスター修道服は本来2年生から着用を許可されるが、1年生ながら修道服を与えられている。
ケイトリン・村上（ケイトリン・むらかみ / Caitlin Murakami）[ケイト]
声 - 今野千聡
聖エールのSORD学生。1年生。山岳狙撃隊所属。グミとは同期。コードネームは“レイザーバック”。
マイペースな性格。パジャマを着て寝るとゴワゴワして落ち着かないという理由から寝る時は全裸派。
聖エールに入った経緯は「隣の家の犬がママンを食いやがったので頭に来たのでライフルで隣の家を犬をぶち殺したらパクられた」と本人は語っている。
シスター修道服は本来2年生から着用を許可されるが、1年生ながら修道服を与えられている。
主な使用武器はドラグノフ（SVD）。
SVDに対する習熟は十分で、山岳狙撃科で長年酷使されたSVDでも400m以下なら確実に当てられる。

### 千田航空技研
アタル
声 - 塩出美彩希
千田航空技研の機械工作学科所属。山本イヅミに弟子入りしている。
技術は高いが、職人としてはまだまだ未熟なところもあり、師匠であるイヅミによく怒られている。千田ではラムジェットエンジンを弄っていた経験がある。
『vol.8』グランドエンドルート以外のルートのエピローグでは美浜学園の預かりとなっている。
須谷（すや）
声 - ほたかける
千田航空技研に所属する女性。ハルトとは知り合い。ハルトをハルくんと呼ぶ。
TFA日本支部の北丘大武力占拠に際し出動した美浜学園のSORDの内、ハルトとムラサキは須谷がヘリでたまたま近くに居た為乗せてもらい現地に向かう。その後須谷はヘリで待機し、北丘大で重傷を負ったクリスを美浜に搬送した。

### ファントムトリガー
蒼井 碧（あおい あおい）[アオイ]
声 - 小清水亜美
“ファントムトリガー”のメンバーでシューター（拳銃使い）。ホロゥ・ハウスの出身で種別はアッパー系。マスターはイチル。『ファントムトリガー』本編時点で故人。名前の「アオイ」は元々死人の名前で、当時のCIRSが日本国籍のない人員に割り振ったもの。上下の組み合わせが冗談みたいな名前だが、本人は「覚えやすくてイイだろ？」と気に入っていた。
イチルが実家を出ると決めた際、イチルの父が餞別としてアオイを買い与えた。ホロゥ・ハウスが殺しの能力に特化させて育てたいわゆる「規制前」と呼ばれる最も過激な時代・年式の出身。“国防装置”とは正反対の“暴力装置”。オーナーが2度変わっている中古で、前オーナーは「全くいうことを聞かない」という理由で3ヶ月で手放した曰く付き。
後のイヅミ曰く、レナのアホさにマキの無鉄砲さを足したような性格。「アオイは嘘が吐けるほど頭が良くなく、何一つ恥じることなく自分を晒して生きていた」とハルトは振り返っている。
喫煙者で、イチルから煙草を止めるよう言われていたが死ぬまで止めることはなかった。喫煙理由についてアオイは「長生きしないよう、自身への罰」としている。
クロエとはホロゥ・ハウスの同期で、この世代のアッパー系とダウナー系は相性が悪いと呼ばれる中で、友達というわけではないがそれなりに仲良くやっていた。
赤ん坊のハルトに最も懐かれたため世話役となり、師匠としてハルトに武器の扱い方、戦い方、生き方を指導する。イチルが美浜学園を買った際の「残りの人生は恩返しのターン」という言葉の響きを気に入り、自身もそうすることに決めたという。
「どんなに無茶してもなかなか死なない」と自分で思い、「やることをやっていないから死なないのではないか」と考えており、「誰かを殺すために生まれてきて、その誰かを殺すまで勝手に死ぬことを許されていないのではないか」や「逆に誰かを生かすために生まれてきたのではないか」等と思案していた。
ある時、ファントムトリガーの担当官兼伝習員であったエニシが裏切り、ファントムトリガーの面々からの逃亡を図った際にイチルの命令で単独で追跡し追いつくが、エニシの護衛秘書官・クロエとの1対1の戦いで互いに銃が弾切れになり近接格闘になったが不知火をハルトに貸し出していた為武器が無く、クロエにナイフで刺されエニシとクロエに逃げられてしまう。その後、ハルトに対する「テメェのやりてぇことをちゃんとテメェで見つけろ」との遺言をイチルに託し、自身の役目は終わったと悟りながら死亡。ハルトは死に目に会うことはできず、現場に到着した頃にはCIRS本部からの指令で証拠隠滅の為に死体が処分されており残っていなかった。墓はイチル個人所有の山中に建てられている。
愛車はキャンディライトニングブルーのナインアールC型。
CIRS絡みの案件に駆り出されて一仕事終えた帰り道、湾岸をバイクで飛ばす最中に黒のGSX-R1100を追い抜いたところ、そのバイクから追いかけられチェイスに発展。引き離してアオイは勝利するが、この追い抜いたバイクに乗っていたのはCIRS工作員である9029こと日下部麻子であり、その後、その担当官から「ウチの馬鹿を煽るな」と釘を刺され、野上が謝罪に出向いている。この一件を経てイチルはCIRS上層部とのコネができた。『残光』ではこのチェイスに負けた後の麻子側の視点が描かれている。
主な使用武器はM686の6インチモデル、M629、M1911がベースの“666”（オーメン）、刀の“不知火”（アオイは“ブッコロ丸”と呼称する）。
元々リボルバーを使用していたが、リボルバーではリロードに時間がかかって殺しに手間取るとのイチルからの指示から、オートのオーメンを発注し共に使用するようになる。ハルトが現場に出るようになってからは不知火をハルトに貸し出すことが多かった。
アオイの死後、折れてしまった不知火は短くなりつつも打ち直され、ハルトが手にすることになる。オーメンはハルトがレナを買った後、レナに贈る。M629はTFA掃討作戦時にイチルが護身用に持っている。
漆原 縁（うるしはら えにし）[エニシ]
声 - 浜田賢二
元 “ファントムトリガー”のメンバーで担当官（ケースオフィサー）兼、伝習員（ハンドラー）をしていた男性。ファントムトリガー所属時点での階級は三佐。
元々は自衛官でCIRSに移籍した。穏やかで争いごとを嫌う性格。ファントムトリガー時代、実践参加にかかる前に専門校による基礎教育の期間にある学生構成員を「予備練習学生」として呼びならし、異常者ばかりのファントムトリガーの面々を導くまともな大人の人物。ハルトにとっては父親のような存在で、男としての生き方の見本としてハルトはエニシの背中を追っていた節もあった。当時の伝習員という仕事は情報担当官に準じていたこともあり、現場で活動したり直接指揮を執ることもなかったが、周囲の人間によると「普段は冷静で落ち着いた考えの持ち主だが、現場に出れば敵が可哀そうだと思える」程だという。
かつてアメリカの要請でCIRSが行ったグレイ・プールの殺害作戦を指揮。当時二尉。この作戦でエニシはグレイ・プールに対しての警告として「上手に負ける」ことを求められながらも、その事実を伏せられていたため勝ち過ぎてしまい、エニシは支援を断たれ、200人の仲間を窮地から救うのを引き換えに、身重をおして作戦に参加していた妻と身籠っていた子を失う。作戦に失敗したエニシは責を問われ、階級が上がりながらも左遷。退官を考えるがイチルに拾われ、ファントムトリガーの担当官となった。
ある時、同期の岡田三佐との会話でグレイ・プールの殺害作戦は失敗するよう仕向けられていたこと、自分と妻が「精いっぱい以上の物を支払った上で負けた」という世界中の同情を得るための捨て駒であったことを知り、エニシはCIRSへの復讐を決意。後日、CIRS内部調査課課長・ネイサンによって国家機密に対する情報漏洩罪の容疑でエニシは連行されるが、エニシはわざと自分の身柄を拘束させるよう仕向けており、その後群馬のCIRSの訓練施設に連行された際に宗教組織・国審会の武装した元信者らに施設を占拠させ、逆にネイサンを拘束し拷問。エニシはCIRSへの復讐の為、ここで自身が死亡したことにして行方をくらますつもりでいた。しかしその際、ファントムトリガーのメンバーらがネイサンの手からエニシを助けるべく施設に来てしまい、エニシの裏切りが発覚してしまったものの、ファントムトリガーの面々からの逃亡に成功し、行方をくらませた。
その後、目的が一致しているかつての仇敵グレイ・プールの下で、TFA幹部を取り仕切る最高指揮官となり、CIRSを含めた政府勢力との全面戦争を行う。また、多くの犯罪組織が違法物資の貸倉庫としてTFAの敷地を利用しているが、この管理をエニシ個人が行っている。自身がやろうとしていることは単なる子供の八つ当たりと自覚しつつ、復讐した後の心の安らぎを求めていた。
クロエの淹れたコーヒーを「私が私に与えた罰のような物」とし、マズイと公言しつつも「これでいい」としている。
主な使用武器はUSPコンパクト。
『vol.8』グランドエンドルート以外のルートでは政府勢力による総力戦の夜、TFA幹部の一部が逃亡する中、最高指揮官としてしばらく本部に残り、TFAのダムの爆破で多くの政府勢力を巻き込んで自滅する最終作戦の為に自らを餌に政府勢力を出来るだけ引き付けた後、TFA本部から退避するが、クロエとエニシを待ち構えていたハルトが“陽炎”でクロエの義手を破壊。次いでハルトはエニシに斬りかかるも義手など想定外の物を斬ったため鈍らな刀となっており、エニシに傷を負わせられず、クロエがハルトの心臓に向けて4発銃弾を撃ち込む。しかしベストの内ポケットに入れていたイグニスで弾が止まり生き延びたハルトが油断していたクロエとエニシの心臓を“陽炎”で同時に突き刺し、クロエとエニシは死亡した。
『vol.8』グランドエンドルートでは政府勢力による総力戦の夜、クロエ、ジャヤと共にTFA本部から退避している最中にCIRFとCIRS兵に見つかり肺を撃たれてしまい、クロエとジャヤによってエレベーターで1人地上へと逃がされる。しかしエレベーターはタナトスの手により途中のフロアで止まり、待ち構えていたイチルと邂逅。イチルは重傷を負ったエニシの治療も出来たが放置し、やがてエニシの呼吸が止まって死亡した。
鮫島 黒江（さめじま くろえ）[クロエ]
声 - 加隈亜衣
元 “ファントムトリガー”のメンバーで、エニシの護衛秘書官。ホロゥ・ハウスの出身で種別はダウナー系。マスターはエニシ。エニシを先生と呼ぶ。
無口でクレバー。マスターであるエニシに忠実に付き従う。エニシのこと以外には興味がない。
インドネシア人とオランダ人のハーフで、4歳までインドネシアで暮らしていた。
『vol.6』では赤色、『vol.7』以降は緑色のメッシュが髪に入っている。メッシュを赤色から緑色に変えたのはエニシがある時「そうめんにたまに混じっていて嬉しいピンク色のアタリそうめんのようで見ているとラッキーな気分になる」という感想を述べ、クロエを怒らせたことに起因する。なお、アタリそうめんには緑色のものもあることをエニシはクロエに言わないでいる。
アオイとはホロゥ・ハウスの同期で、いわゆる「規制前」と呼ばれる最も過激な時代・年式の出身。この世代のアッパー系とダウナー系は相性が悪いと呼ばれる中で、友達というわけではないがそれなりに仲良くやっていた。昔から口下手で、友達を作るのが下手だったと本人は振り返っている。コーヒーを淹れるのが下手。
グレイ・プール殺害作戦に失敗し左遷され優秀な副官を亡くしたエニシの下へ、本部長特別命令でCIRS本部から護衛秘書官として送られエニシと出会う。グレイ・プール殺害作戦の裏事情を理解していたクロエは実質的に上層部がエニシに付けたお目付け役だった。
ある時、エニシが国家機密に対する情報漏洩罪の容疑で連行された際にクロエも共謀者として同じく連行される。クロエは市ヶ谷の“本社”に拘束されながらもエニシを助けに行き、共に脱出しようとするがエニシはCIRSに刃向かう事を計画しており、身柄の拘束もエニシの計画の内だったためにこのタイミングでの逃亡を拒否。それを聞いたクロエはエニシの計画を手助けする意思を示すがエニシはクロエを不要とし、クロエが持ってきた銃でクロエを撃ち負傷させる。それでも数日後、クロエは群馬のCIRSの訓練施設に移送されたエニシに会いに行って再びエニシの計画を手助けする意思を示す。エニシはため息交じりに勝手にするよう告げ、その後CIRSに刃向かったエニシと道を共にした。
エニシと共にファントムトリガーの面々からの逃亡を図った際に、追手のアオイとの1対1の戦いとなりアオイを殺害するが、クロエはアオイに左目を潰された他、右手の指を噛み千切られており、後に左目に眼帯とタングステン製の義手を装着している。
主な使用武器はクロエなりにコンパクトさと安定性を追求し、グリップ部分を短く詰めてグロック26のマガジンを装填し運用しているグロック19、M9コンバットナイフ。
『vol.8』グランドエンドルート以外のルートでは政府勢力による総力戦の夜、TFA本部から退避しているクロエとエニシを待ち構えていたハルトが“陽炎”で先制攻撃を仕掛け、“陽炎”を受け止めたクロエの義手を破壊。ハルトは次いでエニシに斬りかかるも傷を負わせられず、クロエがハルトの心臓に向けて4発銃弾を撃ち込む。しかしベストの内ポケットに入れていたイグニスで弾が止まり生き延びたハルトが油断していたクロエとエニシの心臓を“陽炎”で同時に突き刺し、クロエとエニシは死亡した。
『vol.8』グランドエンドルートでは政府勢力による総力戦の夜にハルトと交戦して敗北。プレイヤーの選択によってハルトに首を落とされ死亡するか、ハルトに止めを刺されずに重傷を負ったままエニシの亡骸に辿り着くかのどちらかにクロエの末路が分岐する。エニシの亡骸に辿り着いた際には泣き出し、死後の命令がなされていないクロエはエニシの後を追って死ぬことを決め、銃で自殺した。
仙石 一縷
元 “ファントムトリガー”のメンバー。詳しくは市立美浜学園の項を参照。
仙石 綾芽
元 “ファントムトリガー”のメンバー。詳しくは聖エール外国人学校の項を参照。
宇川 千尋
元 “ファントムトリガー”のメンバー。詳しくは京船桜が丘の項を参照。
野上 姫子
元 “ファントムトリガー”のメンバー。詳しくは市立美浜学園の項を参照。
狗駒 悠季
元 “ファントムトリガー”のメンバー。詳しくは主要人物の項を参照。
蒼井 春人
元 “ファントムトリガー”のメンバー。詳しくは主要人物の項を参照。

### ザ・フェイタル・アンサー

#### TFA幹部関係者
グレイ・プール（Gray Poole）
かつてのヒース・オスロのように戦争を商品としている人物。
元々表向きには民間警備会社のCEO、その実態は政府公認の暗殺組織という存在だったが、ヒース・オスロの死亡を切っ掛けにオスロの抱えていた組織を乗っ取るようにして力を付け、兵器密造、麻薬、宗教に手を広げ、国土を持たない1つの独立国家と呼べるまでに成長。政治にも発言権を持つようになる。
国連から何度もグレイ暗殺計画が立てられていたが、作戦は悉く失敗している。しかしとある作戦でエニシ率いるCIRSがグレイをかなり追い詰めたことがあり、グレイは弟と右腕とも言える側近1人を失っている。一方でエニシは身重の妻を失うこととなった。その後、グレイは表舞台から姿を消して影武者を立てて引きこもり、戦争を商品とするようになった。
TFAと政府との争いにおいて、グレイ・プレシジョン・インターナショナルとして双方に武器を売りつけ、目的が一致しているかつての仇敵・エニシを始めとした犯罪者たちをTFA側に付かせたことで戦況が泥沼化した。勝ちはどうでもいいらしく、上手に負けることが出来る戦争屋を欲している。どちらが勝ってもグレイの利益は変わらず、この戦争で政府側が勝ったとしても、戦場に火種をまき散らす元凶であるグレイは何も変わらないという。
アーサー・ウィリー（Arthur Wiley）
声 - 中西としはる
犯罪組織TFAの総帥。
イラク戦争下のバグダッドで2億2800万ドルを強奪した挙句、CIAの情報提供者をイランで誘拐し情報を中国に売り飛ばし、インターポールからも指名手配されている。エニシの手により懲役300年の禁固刑を逃れている。
「バカはバカ同士で殺し合うのが一番の世直し」と断じてテロを繰り返している。
政府勢力による総力戦の夜、TFA本部からヘリで逃亡する。
ハビエル・シャベス（Javier Chavez）
声 - 藤沼建人
アーサーの護衛。元海軍の特殊作戦群所属。
イラク戦争時、現地で大量殺戮の嫌疑で軍法会議にかけられるも逃亡。本人によると、伝染病の拡散を防ぐ非常措置として村人を全員殺害したとのことで、「非常時に常時の常識を持ち出して私を責められても困る」と本人は嘆いていた。一方で、自分がしたことは本当に正しかったのかと今でも悩んでいる。
TFA本部の酒場に潜入していたユーキに酒と薬で酔わされ、TFA幹部の情報を喋ってしまっている。
政府勢力による総力戦の夜、アーサーと共にTFA本部からヘリで逃亡する。
レナード・コール（Renard Kohl）
声 - 早川毅
教団としてのTFAの代表者で神父。宗教を用いた洗脳の専門家。教育に熱心で、12歳未満の少女たちを至高の存在として取り扱っている重度のロリコン。
教団内の幼い女児を自身の児童施設で育て、知性と教養を与えて自らの身辺に侍らせている。一方で男児は自活力と防衛力を鍛えるためとして「教団への忠誠心」を植え付けつつ施設外の山に捨てている。
「不幸な環境に喘ぎ苦しむ子供達はやがて性格がゆがみ始める。そうなってしまえばもう治せない」として、少女を大切に育てなければいけないと考えている。紳士的で自制心があり、幼女に嫌われることを何よりも恐れているため、幼女に暴力を振るうことはせず、嫌がることはしない。女の子には優しいが女には厳しく恨んでいる節もある。幼い頃、母親に何かされたのではないかとムラサキは推測している。
政府勢力による総力戦の夜、少女たちへの教育は終わったとして、子供たちを置いてアーサーと共にTFA本部からヘリで逃亡する。
カリード・サンカ（Khalid Sanca）
声 - 笹沼晃
TFAテロ実行部隊の隊長。元イエメンの革命戦士。
教団が有する武力組織を規則正しく機能させており、部下からの信頼は信頼は厚いが、勝利のためなら捨て駒も厭わない性格。
『vol.8』グランドエンドルート以外のルートでは政府勢力による総力戦の夜、自身の率いる部隊がTFA本部施設内に乗り込んだハルトに接敵。部下たちがハルトにより全滅させられ、自身も腕一本を斬られるが、その場から逃げ出す。その後の消息は不明。
『vol.8』グランドエンドルートでは政府勢力による総力戦の夜、戦闘により負傷。死に直面したカリードはTFAの最終作戦であるダムの爆破を自分が逃げ切るまで遅らせるためにダムの爆破をするよう暗示がかけられていたフィジカル・スイッチ担当の人間を殺害して回った。その後の消息は作中で描写されていない。
アニメ版では政府勢力による総力戦の夜、自身の率いる部隊がハルトにより殲滅させられ、カリードもハルトに刀で首を刺され死亡した。
ジョナサン・ロドリゲス（Jonathan Rodrigues）[ジョナ]
声 - 佐東充
TFAテロ実行部隊でカリードの右腕を担っていた男性。味方殺しの元海兵隊員。
死を恐れず、命令に忠実に従う。生きることの意味、殺すことの意味に悩みすぎて頭のおかしくなった男。思考が他人とズレ過ぎていて会話が成立しないことも多く、思い通りにならないと子供のように癇癪を起こすが、かわいい猫の動画を見せると落ち着く。「働く死体」「死神」とも呼ばれる。
幼少期から何をやっても人に勝てず、何を勘違いしたか軍に所属したもの、思い通りにならない苛立ちに周囲に八つ当たりし軍でも浮き始め（本人は「仲間を見捨てて逃げた」と語っている）、宗教組織にたどり着く。戦争で心を失くしたまま、神を探し続けている。
政府勢力とTFAとの戦いの最中、味方であるTFAの列車砲の砲撃により負傷していたところ、敵味方関係なく助ける衛生兵のタイガに頭部の止血治療を受け、TFA側に逃がされた。
『vol.8』グランドエンドルートでは政府勢力による総力戦の夜、TFAから離反し、戦場で戦っていたタイガを助ける。タイガを天使と崇め、守るため味方に付き、タイガと共にマキとレナを救護すべく行動した。戦いが終わった後のエピローグではジョナはイチルの許諾を得たタイガから石田与那夫という日本国籍を与えられた上で美浜に持ち帰られ、タイガの部下となった。
アニメ版では政府勢力による総力戦の夜にジョナがタイガの味方に付いた後、タイガがグミと重傷を負ったトーカと共に撤退を決断する中、1人でタイガの元を離れ、クロエとの戦いで負傷したレナを田所と共に救助した。TFA掃討作戦の半年後にはマキと共にタイガの部下となっている。
カイラ・ショイ（Kyla Choi）
声 - 平山龍
元台湾ギャングの殺し屋。
英語が話せないが英語の聞き取りは出来る。約1年前にロシアの殺し屋（マキ）に家族を殺されてから一言も喋っていない。アーサーは「家族の仇を討つまでは何を口にしても言い訳になるから喋る気はないのではないか」と考えている。
アーサーから家族の敵討ちをさせてやると誘いを受けてTFAに身を寄せている。
ユーキの潜入調査によるとジョナの負傷後にテロ実行部隊の指揮を執っており、信者達の代わりに復讐をしてくれる“復讐の神の使い”として知られているらしい。
主な使用武器は複数丁のグロック17。
9mm弾をありったけ敵に撃ち込むというマキと同じ戦闘のスタイルを取っており、政府勢力とTFAとの戦いの最中には政府勢力側に9mm弾がありったけ撃ち込まれ死亡した戦闘員が出たことからマキが味方を誤射したという疑惑を一時的に持たれることとなった。この一件後、イヅミは「かつて“オーバーキル”と呼ばれていた殺し屋（マキ）による殺害人数が年間200人以上という多すぎる数字だったのは同じ手口の殺し屋がマキ以外にいたからではないか、そして現在TFA側にその人物がいるのではないか」と予測し、有坂は「わざと（復讐対象である）マキの模倣をして偽物の存在をマキに気付かせ、マキの方からも近づいてくるようにしているのではないか」と予測している。
その翌日にマキと直接交戦。マキを追い詰めるが、レナがマキの援護に入り逃げられる。
政府勢力による総力戦の夜、再びマキと交戦。銃撃戦の後に近接格闘戦となり、その最中に咄嗟にマキが落としていたグロック26を拾い上げ弾倉を装填しマキを撃つがマキのグロック26のバレルはマキの癖に合わせ左曲がりに調整されていた為、弾丸が僅かに逸れマキに当たらず、その隙にマキの近接攻撃を食らった後、マキに撃たれ死亡した。
矢場谷 炎邑（やばたに ほむら）[ホムラ]
声 - 朝比奈幸
TFAに雇われているニンジャ（直接の雇用主はカリード）。ムラサキ、ユーキとは同郷で幼馴染。秘伝の技を使用する際の銘は焔刀・炎邑（えんとう・ほむら）。ニンジャとしてはムラサキの先輩。
残忍で凶悪な性格。かつてムラサキが貸したゲームソフトを売却するなど、ムラサキを苛めていた。
子供の頃からブースタードラッグでオーバーブーストを強制発動していたせいで結膜下出血が慢性化し眼球が充血しており、強い酸性で歯に悪いブースタードラッグを常用していた為、歯が溶けて尖っている他、常用が原因で皮膚の下に虫が這いまわっているような感覚があり、身体を引っ掻き回したり身体を刃物で刺すなどの自傷行為に及び、不快感を誤魔化そうとすることがある。幼い頃から汚い大人に利用されまくって育ったらしい。
主な使用武器はMAC-11の他、刀は勿論、状況によっては亜酸化窒素のようなガスや爆発物も駆使して戦う。
政府勢力とTFAとの戦いの最中、政府勢力の駐屯地に単身潜入して政府戦闘員らに自殺などを行うよう暗示をかけていた。
『vol.8』グランドエンドルート以外のルートでは政府勢力による総力戦の夜、ムラサキ、ユーキと戦った末にムラサキのファントムブレードによりホムラの上半身と下半身が離れ死亡した。
『vol.8』グランドエンドルートでは政府勢力による総力戦の夜、ムラサキ、ユーキと戦った後、やってきたハルトに圧倒され敗北。さらに興味を示したハルトがホムラを美浜に持ち帰ることを希望し、戦いが終わった後のエピローグでは美浜の所属となる。ハルトの預かりとなっておりホムラはハルトを主とし“ハルト様”と呼ぶようになった。ホムラについて有坂は「悪い子ではないんですけど…どうにも素直じゃないというか、へそ曲がりというか、天邪鬼というか…正直、少し持て余しています…」と語り、クリスは「生まれながらの野良猫気質というか…餌は貰うけど決して懐かないというか…」と語る。
アニメ版では政府勢力による総力戦の夜、ムラサキ、ユーキとの交戦後、やってきたハルトと戦った際に、現実ではありえない能力を引き出す分寿命を縮めるオーバーブーストの多用により苦しみ出し、死亡した。
ジャヤ（Ja-Ja） / クァン・ヴァン・カール（Kwang Van Kael） / 佐々木 こずえ（ささき こずえ）
声 - あさみほとり
TFAに所属する作戦参謀。かつてカンボジアを中心に「クァン・ヴァン・カール」の名前で活動していたコンピュータ犯罪のエキスパート。金髪に青メッシュをしている。小太り。タナトスによる推定体重は60kg。喫煙者。本名は佐々木こずえ。本名で呼ばれることを嫌う。
アメリカのミサイル防衛局をハッキングして禁固10年の刑になった他、2年前にオランダで起きた新型ウイルスの拡散情報で都市機能や建設を大幅に遅延させ大衆に物資不足を危惧させて、国を1つ混乱させたことがある。情報処理能力はタナトス・システムの方が圧倒的に上なものの、タナトスに出来てジャヤに出来ないことはないという。現在はタナトスとジャヤの力は均衡しているが、数年後にはタナトスと同等かそれ以上の処理能力を持つ情報処理システムを完成させるであろうとタナトスは推測している。
親からネグレクトされて育ち、女子高生ハッカーの「佐々木こずえ」だった時代にエニシと知り合い、拾われた。
列車砲を始め、TFAの防衛システムを構築。タワーディフェンスゲームのノリでコスト計算をしている。
レナードとは仲が悪い。政府勢力による総力戦の夜にレナードが子供たちを置いて逃げようとしていることに激昂した。
『vol.8』グランドエンドルート以外のルートでは政府勢力による総力戦の夜、TFA幹部の一部が逃亡する中、列車砲のデータをギリギリまで取得する為にエニシと共に本部に残ったが、クロエの進言でエニシ、クロエと共にTFA本部から退避。その最中にタナトスに見つかり、やって来たCIRFとCIRS兵に撃たれた。その後は作中で描写されていない。
『vol.8』グランドエンドルートでは政府勢力による総力戦の夜、タナトスに見つかった際にやって来たCIRFとCIRS兵に小口径の高速弾を足と背中に3発撃たれながらも地下の排水ポンプを停止し水没を加速させた。その後やって来たイチルからの治療を受け、タナトスに頼まれたハルトに持ち帰られ、戦いが終わった後のエピローグではタナトス・システムの管理者兼保険医として美浜学園に拾われ在籍した。
アニメ版では政府勢力による総力戦の夜、タナトスに見つかった際にやって来た政府勢力の兵士に撃たれながらも地下の排水ポンプを停止し水没を加速させた。その後は描写されていない。
漆原 縁
元 “ファントムトリガー”のメンバー。グレイの下でTFA幹部を取り仕切る最高指揮官。詳しくはファントムトリガーの項を参照。
鮫島 黒江
元 “ファントムトリガー”のメンバー。エニシの護衛。詳しくはファントムトリガーの項を参照。

#### TFA民間人
パトリック・エマーソン（Patrick Emerson）
声 - 広瀬裕也
家族でTFAに入信した一般市民。兄と妹がいる。
賭けで借金まみれとなり、首が回らなくなった両親がTFAの門を叩き、家族は水力発電所のダム補修作業員の仕事を得る。しかしTFAに入って8ヶ月で父がまた賭けにハマり、母は借金返済のために水商売に戻り、薬物中毒を再発。さらに身体の弱かった妹は肺を患う。兄は働かなくなった父に代わり、警備隊に志願したが初の実戦に出たその日に死亡。
誰かを殺してまでお金が欲しいとはどうしても思えなかったパトリックは戦場だった場所に訪れ、死体から金目の物を拾い集めて金と交換するという生活を送っていた。
政府勢力による侵攻がTFAの要塞内にまで到達し始めたある日、ブルーノと共に咄嗟に避難したシェルターで聖レナード教会の少女たち9人とそれを保護していたオリバー伍長と出会う。一同は行動を共にし、より安全な場所を求め戦場からの脱出を図る。銃を手にすることに消極的で、銃を持たずに一同の最後尾で警戒をしていた。脱出の道中、森に配置されていた懲罰教化部隊と合流。オリバーは懲罰教化部隊長のドニーに安全なルートを尋ねるが「そのようなルートはない、あればとっくに撤退している。敵に投降しても生き残れる可能性は低い」と返され、ブルーノ、オリバーと相談し、間もなく始まると予測されている政府勢力の総力攻勢の際に懲罰教化部隊と共に戦いながら逃げるという「前向きな撤退」を決断する。
政府勢力による総力戦の夜、懲罰教化部隊と共に少女たちを連れて逃げるが、やがて懲罰教化部隊、少女たちは命を次々と落としていく。そしてパトリックと一緒に居るのは聖レナード教会の少女・ナタリーだけとなってしまい、そのナタリーさえも目の前で失ってしまう。パトリックは慟哭し、戦争そのものを憎み、誰かに殺してもらいたいと思いながら自動小銃を乱射。パトリックの乱射をトーカとグミが発見し、トーカによりパトリックは狙撃されるが、弾丸はパトリックのヘルメットに当たって貫通せず、気を失いつつも生き延びる。約1時間後、パトリックが気が付くと第三勢力・森の子供たち（少年兵）に助けられて山の住処にいた。少年兵の“A”はパトリックを“センセイ”として迎え入れ、教えを請う。
『vol.8』グランドエンドルート以外のルートでは政府勢力による総力戦の夜、CIRSとCIRFの混成部隊により少年兵の指導者として少年兵共々殲滅され、処分された。
『vol.8』グランドエンドルートでは少年兵らの“聖域”である山に足を踏み入れた侵入者・トーカ、グミを排除しようとしていた“A”に対し、戦ってはいけないと諭す。戦いが終わった後のエピローグではパトリックは山に残り“センセイ”として子供たちと生活。かつて自身がTFAの壁画修復の仕事をしていた際に覚えた絵の具の色の名前を子供たちに名付ける。そしてこれまで「狩猟社会」であった子供たちに「農耕社会」を教え、いつか山の外の社会に出られるように教え導いていった。
アニメ版ではTFA掃討作戦の半年後に、TFAとの元戦場に行方不明のハルトを探しに来たレナと出会い、廃品パーツを持っていたパトリックはレナのバイクのメンテナンスを行った。その後、レナがバイクで去った際に落としたハルトからの手紙をパトリックが回収し、それが大切な物だと理解しつつ「（レナは）きっといつかまたここに来る」と語った。
ブルーノ（Bruno）
声 - 福島潤
パトリックの相棒。パトリックより3歳年下。
パトリックと行動を共にし、戦場だった場所に訪れ、死体から金目の物を拾い集めて金と交換していた。
パトリックより年下だが行動派で、パトリックを先導することが多い。パトリックをヘタレ野郎と思っている節もある一方、パトリックの勘を信頼しておりパトリックが「ヤバい」と感じた現場には絶対に足を踏み入れないと決め、そのおかげで生き延びられていると考えている。
政府勢力による侵攻がTFAの要塞内にまで到達し始めたある日、パトリックと共に咄嗟に避難したシェルターで聖レナード教会の少女たち9人とそれを保護していたオリバー伍長と出会う。一同は行動を共にし、より安全な場所を求め戦場からの脱出を図る。なぶり殺しにされるぐらいなら戦って死んだ方がマシという考え方を持ち、銃を手にしてオリバーに続き、一同を先導した。
政府勢力による総力戦の夜、オリバーやドニーらが死亡後、懲罰教化部隊の動きによりおびき寄せられた政府勢力が列車砲の支援砲撃により減った隙を見計らい、パトリックとナタリーを塹壕に残して他のTFA戦闘員と共に突撃し政府戦闘員を射殺していくが、反撃で銃弾を撃ち込まれ、次いで投げ込まれた手榴弾の爆発により死亡した。

#### TFAシスター
ナタリー（Natalie）
声 - 加隈亜衣
聖レナード教会のシスター。パトリックが出会った聖レナード教会の少女達9人の中では最年少。幼いが自分の置かれた境遇にめげない、芯の強い少女。
教会から避難する際に大切な物を1つ持ち出すことを許可されており、ナタリーの肩掛けカバンにはウサギのぬいぐるみが入っている。
政府勢力による侵攻からの避難中は聖レナード教会の少女達9人を元々率いていたシスター・エマに手を引かれながら避難していたらしく、シスター・エマが死亡しパトリックらと出会った後はパトリックに手を引かれ行動を共にすることが多い。
慎ましさと芯の強さ、気高さと誇りを併せ持つ、常に尊敬される女性でありなさいと教わり育てられており、どんな恐い状況でも泣かずにいる。
政府勢力による総力戦の夜、ブルーノが死亡した後にパトリックに抱えられ共に塹壕に隠れていたが目の前に手榴弾が投げ込まれる。その瞬間、パトリックを突き飛ばして自ら手榴弾に覆いかぶさってパトリックに微笑みながら、爆発によって死亡した。
サリー（Sally）
声 - ブリドカットセーラ恵美
聖レナード教会のシスター。正確な役職は準シスター。パトリックが出会った聖レナード教会の少女達9人の中では最も立場が上らしい。パトリックから見た年齢の印象は14～15歳。
年長のシスターとして、他のシスターを引っ張り、代表として意見を述べるしっかり者。
パトリックが銃を持つことを躊躇った際、代わりに銃を持とうと申し出るなど行動派な部分がある。
政府勢力による総力戦の夜、メリッサが死亡した後にパトリックらとはぐれ、その後邂逅したCIRF隊員に馬乗りになり激しい憎悪を込めシャベルで幾度も殴打。現場にやってきた聖エール無音暗殺部隊のシルヴィアとニーナから銃口を向けられ武器を捨てるよう警告を受けるも、睨み返し構わず殴打を続けるが、CIRF隊員が最後の力を振り絞って携帯していた手榴弾を起爆し隊員諸共死亡した。
ルイーズ（Louise）
声 - 依田菜津
聖レナード教会のシスター。正確な役職はシスター補佐。パトリックが出会った聖レナード教会の少女達9人の中では立場が2番目らしい。
シスターたちの中で一番活発的。地下生活者に多く見られる真っ白な肌にヘイゼルカラーの瞳、少し生意気そうな口元、ピンと背筋を伸ばして胸を張った立ち姿が印象的。
ロレインの死亡後、地上に出て避難している最中にTFAの列車砲の砲撃により吹き飛んできた政府戦闘員の死体が激突し押しつぶされ死亡した。
持っていたカバンには両親の写真が入っており、遺品としてサリーが預かり自身のカバンに入れる。さらにルイーズの髪の一束を切り、形見として回収しパトリックらが懲罰教化部隊と合流後に森の中に埋葬された。
メリッサ（Melissa）
声 - あさみほとり
聖レナード教会のシスター。正確な役職はシスター見習い。パトリックが出会った聖レナード教会の少女達9人の中では立場が3番目らしい。
眼鏡を掛けている。気弱で内向的だが、真面目な性格。
政府勢力による総力戦の夜、懲罰教化部隊とパトリックらと共に行動し後退していたが途中の水源で水筒に水を補給する最中、待ち伏せていた政府勢力の狙撃兵からの警告射撃を受ける。パトリックらが咄嗟に伏せて地面を這って逃げようとする一方で、耐え難い現実とストレスから茫然自失となったメリッサは周辺の死体が装備していた自動小銃を拾い上げ、憎悪を込めて乱射するが敵の反撃として返ってきた銃弾が眼鏡と頭部を貫通し死亡した。
ロレイン（Loraine）
声 - 長妻樹里
聖レナード教会のシスター。周りからはローラと呼ばれている。勉強が得意。
避難の最中、年上のサリーに手を引かれ行動しており、教会に居た頃からこの組み合わせで行動することが多かった模様。
パトリックらと共に地下から避難している最中、銃撃戦の流れ弾の跳弾に当たり死亡した。
持っていたカバンには全教科の教科書が詰められており、遺品としてロレインが得意としていた数学の教科書をサリーが自身のカバンに入れた。
アシュリー（Ashley）
声 - 北垣内春香
聖レナード教会のシスター。どこかボーっとしていてフワフワしている。
避難の最中、年上のルイーズに手を引かれ行動しており、教会に居た頃からこの組み合わせで行動することが多かった模様。
政府勢力による総力戦の夜、懲罰教化部隊とパトリックらと共に行動し後退していたがシャーリーンの死亡後に必死に走って逃げている最中に死体を踏んで転倒。すぐ後ろに続いていたメリッサに左膝を踏まれ重傷を負い、頭を抱え呻き声を上げ続ける。先行していたパトリックらの元にメリッサとサリーに抱えられ合流した時にはアシュリーは既に死亡していた。死体を見分した懲罰教化部隊のダニエルは、メリッサが踏み殺したわけではなく転倒時の頭の打ちどころが悪かったことが死因であるとした。
アニメ版ではシャーリーンの死亡後に走って逃げている最中に橋の上で狙撃を受け、橋から転落した。
シャーリーン（Sharlene）
声 - 朝比奈幸
聖レナード教会のシスター。活発そうに見えるが、精神的にやや幼い部分がある。
避難の最中、年上のメリッサに手を引かれ行動しており、教会に居た頃からこの組み合わせで行動することが多かった模様。
政府勢力による総力戦の夜、懲罰教化部隊とパトリックらと共に行動し後退していたが手榴弾の爆発により死亡したTFA戦闘員のマシューの破片が顔に飛び散ったことに動揺。叫んでその場から逃げ出すが、TFA戦闘員のカイルからの誤射により死亡した。
アルマ（Alma）
声 - 塩出美彩希
聖レナード教会のシスター。イルマの双子の姉。短髪。前髪の分け目が右目側にあり、銀色の髪留めをしている。肩掛けカバンを左肩に掛けている。
政府勢力による総力戦の夜、懲罰教化部隊とパトリックらと共に行動し後退していたがパトリックらとはぐれ、懲罰教化部隊のヘンリーとイルマと共に行動。しかし逃げる最中にイルマが死亡し、さらにヘンリーから屍姦を受けるイルマを目の当たりにし、意識を失くしたかのように呆然とする。その後、現場にやってきた聖エール山岳猟兵隊のベルベットとアンナによりヘンリーが投降・釈明している最中にヘンリーが投げ捨てていた自動小銃をアルマは不意に拾い上げて銃口を口に咥え、一瞬の躊躇いもなく自殺した。
イルマ（Irma）
声 - 塩出美彩希
聖レナード教会のシスター。アルマの双子の妹。長髪。前髪の分け目が左目側にあり、金色の髪留めをしている。肩掛けカバンを右肩に掛けている。
避難の最中、姉のアルマに手を引かれ行動しており、教会に居た頃からこの組み合わせで行動することが多かった模様。
政府勢力による総力戦の夜、懲罰教化部隊とパトリックらと共に行動し後退していたがパトリックらとはぐれ、懲罰教化部隊のヘンリーとアルマと共に行動。しかしヘンリーによると逃げる最中に急に倒れ死亡。その後、欲情したヘンリーに屍姦される。
シスター・エマ（Sister Emma）
聖レナード教会のシスター。聖レナード教会の少女達の世話役らしい。
ブルーノはシスター・エマについて、彼女が口にする“正しい行い”に少しでも間違ったら陰湿なイジメの対象にされ、それが正義だと思っているようなイカレババア、狂信者だと評している。
政府勢力による侵攻から、聖レナード教会の少女達9人を率いて避難させようとしていたが死亡する。

#### TFA戦闘員
オリバー・カーター（Oliver Carter）
声 - 武田幸史
教団警備隊歩兵第1連隊第2大隊第3中隊第1小隊所属。階級は伍長。
「やられたらやり返せ」「聖戦に全てをささげろ」といった狂った環境に嫌気が差し、警備隊から脱走。その最中、聖レナード教会の少女たちが政府勢力による侵攻から避難中に引率役のシスター・エマが死亡し泣きじゃくっているのを発見。レナードの所まで連れて行けば報酬が貰えると考え、少女たちを連れ近くのシェルターに避難。その後シェルターにやって来たパトリック、ブルーノも連れ、より安全な場所を求め戦場からの脱出を図る。
政府勢力による総力戦の夜、ドニーやブルーノと行動を共にしていたが途中で諦め、政府勢力に投降。警戒されないよう半笑いで政府戦闘員の指示に従うが、苛立った複数人の政府戦闘員から集団暴行を受け、最終的に射殺された。
ドニー・ブラウン（Donnie Brown）
声 - 高仲祐之
聖域警備大隊第1中隊第3小隊・通称“懲罰教化部隊”所属。階級は伍長。パトリックから見た年齢の印象は「まだ若く自分とそう年齢も変わらなそう」。
カリードからの命令により懲罰教化部隊は政府勢力に対する伏兵として3ヶ月前から同じ地点に配置されており、部隊は元々92名いたが2回目の戦闘を終えた時点で33名になり、元々の隊長も戦死し、以降はドニーが部隊を率いている。パトリックらがやって来た頃には部隊は22名（その内実働可能なのはドニー含め8名）となっており、政府勢力の進行に伴い敵地の真ん中に位置する形となっている。このため補給を受けられておらず、安全に撤退することができない状況となっている。
ドニーを含め懲罰教化部隊員らはこれが勝てない戦争で犬死になることを理解しながらも「戦わずに無条件で従えば、次はもっと理不尽な要求が来る」「我々の子供達が戦わなくて済むように、いま我々が立ち向かわなければいけない」と戦って死ぬことを誉れとしており、その様子にオリバーは「全員狂っている」とぼやいた。
部隊内の味方同士で喧嘩が発生した際、自身の口頭注意で喧嘩を止めなかった場合はその人物を容赦なく殺害し、部隊を厳しく統率している。
政府勢力による総力戦の夜、本部の元々の指示通り、背後に展開する政府勢力の中央を突破しつつTFA本拠地まで後退する作戦を実行。作戦の目的は部隊を“餌”として敵を1人でも多くおびき寄せた所に列車砲の集中砲火を受けて戦いの趨勢をひっくり返すというものであった。その後、負傷したロジャーを肩に担ぎ後退している最中に背中を撃たれ重傷を負う。砲撃が始まる直前に合流したパトリックに自身の銃と隊長の座を託し、笑いながら拳銃で自殺する。
アニメ版では列車砲の集中砲火を受け、笑いながら爆風に巻き込まれた。
ヘンリー・メンデス（Henry Mendes）
声 - 野口晃
懲罰教化部隊所属。階級は兵長。顔つきからメキシコ系アメリカ人とパトリックは推測している。
ロジャーがサリーから手渡された炭酸水を1人で口にしているのを目撃した際にはナイフでロジャーの口を裂こうとしており、気が短い。
政府勢力による総力戦の夜、懲罰教化部隊の本隊とはぐれ、アルマとイルマを連れて行動するもイルマが死亡。人工呼吸や心臓マッサージを試みたが蘇生はできず、イルマに欲情し屍姦する。その最中に聖エール山岳猟兵隊のベルベットとアンナに発見され投降。しかし釈明中にヘンリーが投げ捨てていた自動小銃をアルマが不意に拾い上げ自殺してしまう。少女を保護したという免罪符を抱え政府勢力に投降するつもりでいた模様だが、アルマの自殺直後にベルベットにより射殺された。
ロジャー・ヘイウッド（Roger Haywood）
声 - 島津耕介
懲罰教化部隊所属。階級は上等兵。
ルイーズの死後、パトリックらが避難の最中に森の中で初めて出会ったTFA戦闘員の味方。当初は疲れ切った様子でパトリックらに銃を向け語気を荒らげていたがオリバーが上官であることを知ると銃を下す。水分を求めており、サリーが所持していた34オンスサイズのペットボトルに入った炭酸水を手渡された際にはペットボトルにしゃぶりつくようにして喉を鳴らし水を飲む。直後に他の懲罰教化部隊の仲間に見つかった後も1人で水を飲み尽くそうとしていた為に仲間から暴行を加えられる。その後、部隊長のドニーの命令でペットボトルから口を離す。
政府勢力による総力戦の夜、負傷しドニーに担がれ後退したが、その後死亡した。
マシュー・マッケンジー（Matthew MacKenzie）
声 - 三苫紘平
懲罰教化部隊所属。階級は二等兵。
軍医でも衛生兵でもないが、部隊の軍医が死亡したことに伴い、薬剤師であるマシューは医療テントにて傷病兵の世話を押し付けられている。
同じ部隊にはウィリアム・マッケンジーという弟がいたが死亡している。部隊にパトリックがやってきた際、弟の遺体から小指を切り取って薄汚れた包帯で包み、自身には出来そうにないとして戦争が終わったら埋めてほしいとパトリックに弟の小指を託した。
政府勢力による総力戦の夜、医療テントで重度負傷者と戦闘不能者を全員“処理”し戦闘に備える。戦闘に不慣れなパトリックを指導し、パトリックと少女たちを連れ後退に徹していたが政府勢力に追いつかれそうになった為、殿として政府勢力側に向け自動小銃を撃つ。しかし周辺に潜んでいた聖エール無音暗殺部隊のシルヴィアから手榴弾を口に詰められ、爆発により死亡する。
カイル・シモンズ（Kyle Simmons）
声 - 平山龍
懲罰教化部隊所属。階級は二等兵。
サリーらがルイーズの弔いを行いたいと具申した際、ここが敵地の真ん中故に目立つようなことをするわけにはいかない事を理由に却下した。なお、弔いについてはその後、話を聞いたオリバーがドニーに直訴し最終的に「土葬、火を焚かない、歌わない」の条件付きで許可が下りた。
政府勢力による総力戦の夜、マシューの爆死に動揺し奇声を上げて逃げ出したシャーリーンを敵と誤認し射殺してしまう。その後、政府戦闘員に背後から首を斬られ死亡する。
アニメ版ではシャーリーンを誤射した直後に、ドニーにより「敵と味方の区別も付かん愚か者は私の隊には必要ない」と射殺された。
ダニエル（Daniel）
声 - 青樹鮎希
懲罰教化部隊所属。
政府勢力による総力戦の夜、マシューの死後にパトリックらに対し水源に向かい水を汲み、さらに先へと進むよう進言。自身は自動小銃を持ちパトリックらとは行動を分かつ。その後の消息は作中で描写されていない。

#### TFA少年兵
レナードによって山に捨てられた子供たち（少年兵）。捨てられた子供は先に捨てられた子供たちに拾われ育てられる。
山に捨てられる際、男児達は教団から「教団の聖域を守らなければならない」「仲間を守らなければならない」「死んではならない」という命令を与えられており、このルールを順守出来た者だけが楽園に導かれると信じている。その他、“オンナノコ”は神の使いとして認識されており、「オンナノコは処すな」というルールもある。16歳まで生き延びた場合、カリードの率いる「テロ実行部隊」に迎え入れられる模様。
自分たちで作ったシェルターに住み、野草や虫、自ら狩った獣の肉、釣り上げた魚を食べて暮らす。言葉や文字の読み書きが不自由な子も多い。
TFA側は「野生動物にエサを与えるな」と言わんばかりに少年兵らに接触することを禁じ、“聖域”である山に足を踏み入れないようにしており、少年兵らは政府勢力とTFAとの戦いにおいて第三勢力となっている。
主な使用武器はAK-47。整備がまともに行われておらず、時には手近なものを正規の部品の代わりに用いながら無謀な戦闘へと参加している。戦い方はおよそ戦略や戦術とは無縁で稚拙ながら、地の利と強固な絆が生む密な連携により大人でも手を焼いている。
偶然により生き延びた人間を最高有識者の“センセイ”として外部から迎え入れており、少年兵らは“センセイ”の指導を仰いでいる。パトリックの前任の“センセイ”は元軍人だったらしく、その影響か少年兵らの口調は軍人じみている。なお、前任の“センセイ”は外部の勢力に殺されたという。
前任の“センセイ”が生存年順にA～Zの個人識別名を与えた際は11名おり、当時の末弟は乳飲み子のKだった。また、前任の“センセイ”は名前をフォネティックコードの発音で（Aは「アルファ」というように）命名していた模様だが、パトリックがAと邂逅した時点で子供たちは名前を普通のアルファベットの発音で（Aは「エー」というように）呼称している。パトリックが“センセイ”となった際にはRという少年兵がいる。
A
声 - 依田奈津
日焼けした銀髪の少年。レナードによって山に捨てられた子供たち（少年兵）の中で、最も年上で立場が高い。
他の少年兵の発言によるとAは狙撃技術が高いという。
「死を乗り越えた者は、死を乗り越えた者にしか見えぬ物が見えるようになる」との前任の“センセイ”の教えに従い、政府勢力による総力戦の夜、戦場で九死に一生を得たパトリックを新たな“センセイ”として迎え入れ、教えを請う。
『vol.8』グランドエンドルート以外のルートでは政府勢力による総力戦の夜、CIRSとCIRFの混成部隊により他の少年兵共々殲滅され、拠点を含めて徹底的に処分された。
『vol.8』グランドエンドルートでは少年兵らの“聖域”である山に足を踏み入れた侵入者・トーカ、グミを排除しようとしていたが、パトリックから戦ってはいけないと諭された為、様子見の指示を他の少年兵らに出す。戦いが終わった後のエピローグではAはパトリックからアンバーと名付けられた。
その他の少年兵
声 - 塩出美彩希（B）、あさみほとり（F）、長妻樹里（G）、北垣内春香（K）、野田真理愛（R）
政府勢力による総力戦の夜、少年兵らの“聖域”である山に足を踏み入れた侵入者・トーカ、グミをB率いる少年兵らは射撃で追い立てるが、トーカからのカウンタースナイプでMが撃たれて死亡し、BはAに対し侵入者への対応指示を仰ぐ。
『vol.8』グランドエンドルート以外のルートでは政府勢力による総力戦の夜、CIRSとCIRFの混成部隊により殲滅され、拠点を含めて徹底的に処分された。
『vol.8』グランドエンドルートではパトリックの「戦ってはいけない」と諭されたAの命令によりトーカ、グミに攻撃を加えずに山の外へと送り届ける。戦いが終わった後のエピローグではパトリックからオーカー、ハンザ、ナフトール、キプロスといった絵の具の色の名前をそれぞれ名付けられた。

### 主要人物の親族・関係者
ハリー（Harry）
声 - 藤沼建人 / 村上裕哉（アニメ版）
トーカの父親。アメリカ人。スナイパー。
名前はキャラハン刑事に影響を受けた父親から名付けられた。『THE ANIMATION スターゲイザー』ではHaroldとトーカへの荷物の送り状に記載があり、これが正式名の模様。
6歳の頃には湖のキャンプでM29を撃って遊んでいたという。
娘であるトーカが6歳時にデザート・イーグルを撃ちたいと言い出したため、スライドが引けたら撃ってもいいと許可を出したことがある。
妻・ベルカとは戦場でペアで行動している。パナマ、リビア、サラエボといった戦場で司令部から見捨てられ前線に置き去りにされる“捨て兵”を何度もくらっているがその度に2人共生還しており、ハリーとベルカは伝説の狙撃兵・9029の別名と同じく“ブーメラン”と司令部から呼ばれているという。
しかしある時、戦場で敵勢力のボスの息子をベルカと共に射殺した後に司令部からの捨て兵をくらい、敵勢力のMi-24Pから追われる危機的状況に陥る。ハリーは自身を囮にベルカを逃がそうとするが、その後自身が生き延び、ベルカが死亡してしまう。ベルカの死後、自身が経営するPMCにトーカと共に2年間所属するが、ベルカの仇である基地司令をベルカのライフルで射殺し、山に逃げ込む。
その後トーカがハリーを追って山に入る。追いかけてきたトーカをハリーは逆に監視し続け、肉体的にも精神的にも疲れ果てたトーカの限界を悟り、わざとトーカに殺されるために姿を現す。しかしトーカは父親を殺せず、父親の足を射抜く。ハリーは自身の頭を撃ち抜かなかったトーカを叱責し、その後投獄された。
CIRFの保護観察下となった獄中ではトーカに撃たれた足を引きずっている。トーカは捕まっている父が死刑にされないように父親の代わりにCIRFの仕事をたまに受けている。
アニメ版ではTFA掃討作戦から半年後時点で釈放されており、足も歩くだけなら問題ない状態となっている。トーカと共にベルカの墓参りをした後、「家に帰ろうか」とトーカに話した。
ベルカ（Belka）
声 - 阿部彬名
トーカの母親。ドイツ人。スナイパー。『ファントムトリガー』本編時点で故人。
トーカの8歳の誕生日にシグマ40Fを贈っている。
トーカにあまり母親らしいことをしていないことを申し訳なく思っている。また、トーカには普通の子に育ってほしいと願っていた。
とある戦場でハリーと共に司令部から捨て兵をくらい、ベルカは死亡する。
『THE ANIMATION スターゲイザー』では墓碑にBelka Loweiと刻まれている。
クリスの母
声 - 桐村まり
クリスの母親。『ファントムトリガー』本編時点で故人。
会社の上司と不倫関係になり、クリスを身籠ると同時に会社を辞める。
料理が上手で、クリスは母が作ったタルトが大好きだった。
クリスの父と会う日は普段あまりしない化粧をして派手な服を着て出かけ、都合のいい家族ごっこに付き合わされているのはわかっていてもとても幸せそうにしていた。
ある日、幼いクリス、クリスの父と共に遊園地に行き、昼食時に爆破テロが発生。クリスを強く抱きしめて爆発から庇いながら死亡した。
爆発による被害者は28名、死亡者は14名。爆発2時間後にテロリストによる犯行声明が上がり、収監されている仲間の解放が目的だったとみられているが、他にも政府要人の暗殺説、学生が目的もなく自作の爆弾の威力を試したかっただけ等の情報が錯綜し、真相は判明していない。
クリスの父
声 - 大友俊
クリスの父親。『ファントムトリガー』本編時点で故人。
月に一度だけクリスと会う機会がある。
クリスは父が嫌いだったがそれを態度に出すと母が悲しむため、上手に甘えたり欲しくもないプレゼントで喜ぶフリをすることを覚え、父親にとっての可愛らしい娘を振る舞っており、そうすれば父の機嫌は良くなり母は嬉しそうにしていた。楽しい家族ごっこには理想的な父親だったとクリスは回顧している。
クリスの母と同じく、遊園地での爆破テロによって死亡した。
仙谷 那月（せんごく なつき）
声 - 黒川涼 / 相馬康一（アニメ版）
タイガの父親。イチル、アヤメの叔父。
過去、イチルに対し仙石家の本家での地位欲しさにプロポーズしたことがある。妻（タイガの母）とは結婚するつもりは毛頭なかったものの、子供（タイガ）が出来た為に責任を取って結婚している。妻は仙石家の重責に耐え兼ねて逃げ出しており、那月は「惨めな女」と語っている。
かつてタイガに対し、簡単に「絶対」という言葉を使う大人、口癖のように「悪いようにしない」と口にする大人、「大人になりましょう」と口にする負け犬とは縁を切るよう教えていたことがある。
TFA日本支部による北丘大武力占拠でタイガが人質に取られた際、美浜のSORDに対して仙石本家からの釘刺し役として、仙石本家の対策本部の判断がなされるまで余計な手出しをしないよう伝えに来る。タイガが人質に取られながらも北丘大には新種のウイルスが保管されていたことから、仙石本家はCIRSの名の下に国連と対策を検討し熱核攻撃による確実なウイルス処理を立案。ウイルスを確実に処理できなければ日本は世界の信用を失う一方で、核攻撃を容認すれば都市1つと引き換えに災害復興時に世界中からの同情と融資を得られると那月は語り、イチルから嫌悪感を示されるが、これが自身の仕事で仙石家の担うべき「悪役」であるとし、イチルに対して「そろそろ大人になってください、決して悪いようにはしませんから」と口にした。
その後、熱核攻撃が承認されたが、それは仮に現場の突入に失敗しても熱核処理での現場処分がなされることを意味し、美浜はタイガの救出作戦を仙石本家の対策本部の承認無しに独断で行おうとする。那月はその考えに当初懸念を示していたが、結局タイガの父親として止めはしなかった。その後、タイガの救出に成功し核攻撃も中断された。
イチルは那月が武力占拠事件の背後に関わってはいると見ていたが、事件の際にクリスが独断専行で現場に潜入していたこともあり、暗黙の了解でお互いに痛い腹を探り合わないようにしている。イチル曰く「気は弱いがああ見えて根っからの悪人ではない」という。
タイガが成人するまでの代理人としての高い地位は自身には不相応と語っており、事件後、タイガの代理人を辞任し代理人としての発言権や財産管理権を全て放棄。新たなタイガの後見人としてイチルを選任してイチルを悩ませ、タイガは成人するまで美浜の預かりとなった。
狗駒 貞時（いこま さだとき）
声 - 中西としはる
ユーキ、サキ（ムラサキ）の父親。狗駒家18代目当主。里にやってきた時点でのハルトの印象では年齢はおそらく40代だが、威厳を感じる見た目から50代半ばにも見えている。『ファントムトリガー』本編時点で故人。
家長ではあるが狗駒家では貞時以外が女性のため、肩身が狭いことを嘆いている。ハルトの事を自身の息子で一族の者であったらと思いつつも、過去の経験から一族の秘伝の技は一族にしか伝えないとハルトを認めようとしなかった。
ハルトが里にやってきてしばらくしたある日、サキを狙いにやってきた桃太郎の仲間に家で襲撃される。ハルトとユーキにサキを守るよう伝え、裕子と共に死亡。
狗駒 裕子（いこま ゆうこ）
声 - 朝比奈幸
ユーキ、サキ（ムラサキ）の母親。ニンジャ。盲目。『ファントムトリガー』本編時点で故人。
狗駒の家系は基本的に母親に似るらしく、ユーキ、ムラサキは裕子似。
以前は「邑」を継いで邑子（ゆうこ）と名乗っていたが、返上して裕子に戻っている。若い時に秘伝の技を使用した際に暴走して裕子の兄を斬り殺してしまい、その自責の重さで神経組織が自壊し、暴走は止まったが目が見えなくなった。家の中では目が見えなくとも生まれた時から住んでいる家である為、あまり不自由がない。狗駒家にハルトが居候していた際、ハルトとユーキを結婚させる気でいたらしい。
ハルトが里にやってきてしばらくしたある日、サキを狙いにやってきた桃太郎の仲間に家で襲撃され、ハルトに自身の刀を託した後、貞時と共に死亡。
有坂の父親
声 - 鴨田陽介 / 佐々木義人（アニメ版）
有坂秋桜里の父親。『ファントムトリガー』本編時点で故人。
旅行代理店に勤務するごく平凡なサラリーマンだったが勤めていた会社が倒産。やがて長期住宅ローンの返済に困り始め家を手放し、秋桜里の父方の祖母が生前に住んでいた家に引っ越すことになり、生活は一変。これまでの会社で貰っていた給金よりも安い給料で働く仕事をどうしても受け入れることが出来ず、自分が悪い訳でもないのに失業し、色々な所で頭を下げて回る日々にストレスを溜め込み、毎日のように妻に八つ当たりと暴力を繰り返し、教育費に最もお金のかかる秋桜里には学校なんかに行ってる暇があったら1円でも稼いで来いと言い放つ。
そんな生活に限界を感じ、一家心中を実行。涙を流しながら半狂乱状態で秋桜里の首を絞める。包丁を手に持ち止めに入った妻にも殴る蹴るを繰り返し、抵抗しなくなった妻の首に手を掛けるが、意識を失って倒れていた秋桜里が起き上がり背中に包丁を突き立てられる。必死に身をよじり、背中に刺さった包丁を抜こうと背中に手を伸ばすが上手く抜くことが出来ずその後、妻に十数ヶ所を刺され死亡した。
有坂の母親
声 - ほたかける
有坂秋桜里の母親。専業主婦だったが、夫の会社が倒産してからはスーパーマーケットのパートをしていた。
ある日、パートから帰った際に夫が一家心中をしようと秋桜里の首を絞めている姿を目撃。必死に泣き叫んで縋りついて止めようとするが、夫に振り払われる。さらに包丁を手にして止めに入るが「自殺する手間が省ける」と言い放った夫を結局刺せず、逆に夫から何度も殴る蹴るをされ首を絞められるが、意識を失って倒れていた秋桜里が起き上がり、夫の背中に包丁を突き立てた後に秋桜里は再び意識を失う。
その後、夫を滅多刺しにし「自分がやった」と自供。殺人犯として投獄された。

### その他
タナトス・システム（Thanatos System）
声 - 友永朱音
日本に配備されているシギントシステム。作中では主に美浜のSORD学生が使用している。先代の第1世代タナトス・システムについては当該項目を参照。
第1世代のタナトス・システムが破壊された後に役割を引き継いだ第2世代タナトス・システム。
人格や声は第1世代のものと同じようで、端末の画面に表示されるシルエットも第1世代のコアであった風見一姫のもの。『THE ANIMATION』では滝園学園の制服を着た一姫の姿で表示されている。
既存のスーパーコンピュータでも数分かかる計算を数秒でやってのけるが、機嫌が悪いとその答えを聞き出すのに2日かかる。ハルトはゲームで対戦することでタナトスの機嫌を取っており、ムラサキやトーカともゲームで対戦することがある。
本体は非人間型コアを搭載した人工衛星として地球の衛星軌道上に配置され、正・副・予備・パラレル、全部合わせて12の衛星が地球の周りを常に回っている。
第1世代と比較し、第2世代はコアを非人間型とすることでメンテナンス頻発問題の解消と小型化に加え、非人間型コアを低コストかつ短期間で育成できる上、精神的な不安定さやゆらぎも最低限で安定した性能を発揮し、さらに最大の問題であった「人権的配慮」の点も解消している。一方で寿命が短いという欠点があり、長くても40年しか稼働できないと予想され、一応は自己増殖機能を与え自己保存を繰り返すシステムを搭載しているが確実とは言い難いという。
第2世代を日本に売却した後、イチルはタナトス・システムの長寿命化を目指した第3世代の開発に着手し、誕生した人型コア試験体8610号がハルトである。この為か、タナトスはハルトに対して“お姉ちゃん”を自称することがある。
第2世代ではコアが“菌”に近いものになった上、本体である人工衛星もエリンギのような形になっておりタナトス自身もそれを認めているが、他人からキノコ呼ばわりされると不機嫌になる。
人吉 武雄（ひとよし たけお）
声 - 鈴森勘司 / 柳田淳一（アニメ版）
人吉会の中心人物。
元々暴走族のリーダーだったが、『vol.1』の6年前からフィリピン系犯罪組織と手を組み、日本国内での違法薬物の売買、小型銃器の密売に手を広げ、元暴走族のチンピラ集団だった人吉会を拡大させた。
人吉会の武器取引現場に偶然居合わせていた有坂を人吉会の構成員が口封じの為に拉致した際。人吉会のアジトに拘束されたにもかかわらず、泣きだしも震えもしない有坂に対し、人吉は嫌な予感を覚えて殺害するかを決めかねており、美浜のSORD学生らによるアジト突入を事前に直感で察知している。レナの突入後に人吉は単身逃げ出すが、ハルトにより追い詰められ、刀で刺されて死亡した。
石部 充徳（いしべ みつのり）
『ファントムトリガー』時点でCIRS局次長。大塚とは同期。『果実』時点では内閣府で何らかの副長官を務めていた。
1年前に心臓機能不全で体調を崩し入院。心臓移植の待機者となっている。イチルは個人的に石部を嫌っており、石部が入院した際に酒や煙草を大量に持って見舞いに行っている。
『vol.2』時点での移植待機リスト上では順番は2000番台で待っていられず、違法ギリギリの強引な手段で身内から賄うことにしたが、ロシアンマフィアに心臓を横取りされ、京船桜が丘に捜索を命じる。
『vol.2』の翌月の中央会議でSORDの規模縮小案を提出する予定で、SORD内で最も小規模な京船桜が丘を潰す気でいた模様。
美浜と京船桜が丘のSORD学生らの手によりロシアンマフィアから取り返した移植用の心臓は石部の元に届くが、心臓のドナーであったトーマスが死亡してしまった際に素人が雑に摘出していた為、その時点で心臓は使い物にならなくなっており、移植は叶わなかった。また今回の一件に際し、野上が裏から色々と調べていたため、石部が違法に心臓を手に入れていた事が各所に発覚。取り返した心臓を早く欲しがりヘリで運ばせていたため言い逃れも出来なくなっていたが、心臓の密輸を担当した京船桜が丘が密輸の事実はないと石部を擁護。京船桜が丘に危険な荷物を運ばせている各所の人物らも明日は我が身として石部を突かなくなり、石部は京船桜が丘に借りを作る形となった。
トーマス・ベネディクト（Thomas Benedict）
元CIRF職員。半年前の任務中に頭部に銃弾を受けて意識不明の重体となっており、書類上は8年前に死亡していることになっている。
CIRS局次長の石部充徳がトーマスの心臓を仲介業者から購入し自身に移植する目的で日本に船で移送させ、京船桜が丘が港でトーマスを受け取る予定だったが、仲介業者から石部の2倍の金額で心臓を購入していたロシアンマフィアの手により横取りされる。
トーマスの随伴看護師・ウェンディが殺されたことにより、ロシアンマフィアがトーマスをアレクセイの元へ運搬している最中にトーマスは死亡。誰もいない貸別荘で急遽心臓が摘出され、その後放置されたトーマスの遺体は美浜と京船桜が丘のSORD学生らにより発見された。
ウェンディ・ロバーツ（Wendy Roberts）
アジア系アメリカ人の女性看護師。ロサンゼルスでコンシェルジュドクターの下で働いていたが、『vol.2』の2ヶ月前に横領でクビになっている。
『vol.2』で船で輸送されたトーマス・ベネディクトの介護を行う随伴看護師をしていたが、ロシアンマフィアに受け渡すため、呼吸器や生命維持装置を付けてシートに包み、船が港に入る前に海に投げ捨てた。その後、荷物の消えた船内を調査していたバニラとチョコの姿を見て逃げ出すが、バニラとチョコの静止命令を無視したことにより射殺される。
アレクセイ・ニコラビッチ（Alexei Nikolaevich）
声 - 浅科准平
ロシア最大のマフィアのボス。FSBやFBIから国際指名手配を受けている。
心臓に疾患を持っており、国連の心臓移植待機リストに登録されている。本国で強い力を持っているが敵も多く、体調不良を機に組織から排除しようと考えている人間も多い。
心臓移植の為、手術の成功率の高い日本に入国。政治家や警察関係にも強いコネがあり、熱海に潜伏していた際も地元警察に話を付けている。
CIRS局次長・石部に移植用心臓を売ろうとしていた仲介業者に対し、ロシアンマフィアは2倍の金額を提示し、心臓を買い取って密かに横取り、アレクセイの元へ届けさせようとする。しかし石部の移植用心臓の捜索・追跡を行う京船桜が丘と美浜により移植用心臓の運搬は阻止され、危篤状態にあったアレクセイは心停止によって死亡する。
マキのマスターであり、マキがアレクセイの下に来た時に自身の長男の形見であるスイス製の高級な機械式ダイバーズウォッチをマキに贈っている。自身の死後のマキへの命令として、その時計を見てこれからどう生きていくのかを考え、自分のしたいことを見つけるようマキに伝える。そして自身は時計と一緒にマキを見ており、マキが死んで時計のネジを巻く者が居なくなった時、時計と一緒に自身の魂も役目を終えて逝くだろうと語った。
『vol.8』でのTFA掃討作戦時、マキはカイラとの戦闘によって腕時計が外れ、失くしてしまう。『vol.8』グランドエンドルートでは戦闘後、マキは時計を探そうとしたが、危機的状況にあったレナを探すことを優先した。
ニコライ（Nikolai）
声 - 西田翔一
アレクセイの息子。愛称はコーリャ。
心臓移植のために日本に入国したアレクセイに同行し、アレクセイが死ぬ前に跡目を譲らせようとしている。
アレクセイの心臓を確保する為に手を尽くすが、結局心臓をアレクセイの元に届けることはできず、アレクセイの死亡により立場が危うくなり、本国に帰国した。
セルゲイ（Sergei）
声 - 藤沼建人
ニコライの部下。
ムラサキがマフィアへの潜入の為に扮していた心臓の仲介業者・タチアナの強すぎる訛りに対し、ニコライは話を聞き取れなかったがセルゲイは何故か聞き取れていた。
アレクセイの死亡後、ニコライと共に本国に帰国する。
ウィリアム・バークストーン（William Barkstone）
声 - 三苫紘平
CIRF作戦科に所属する男性。フィリピンの武器密造組織の壊滅作戦である薔薇嵐作戦（バ号作戦）の基地司令。
バ号作戦には聖エールの山岳猟兵ペアであるシホとグミが参加していたが、重要な作戦の支援に学生が送られたことに作戦開始前から腹を立てており、バ号作戦の失敗時に敵の陣地に食い込み過ぎていたシホとグミに対し、バークストーンはCIRSに対しての嫌がらせとばかりにわざと捨て兵を食らわせる。その後、聖エールのSORD学生による捜索でシホの遺体が発見され、聖エールのSORD学生はバークストーンに対して正式な抗議をしたが、バークストーンは捨て兵の罪に問われず、逆に生き残ったグミに対し「命令無視し、敵の陣地に食い込み過ぎた」として略式裁判に出頭するよう命じた。
美浜と聖エールによるグミ捜索の一環で聖エールがゲランの別荘への突入準備を進めている最中、UH-1Nでゲランの別荘屋上にやってきたことで実はゲランと裏で繋がっていたことが発覚。バークストーンが武器を横流ししていた他、ゲランに対しロシアの生化学研究所からのフィロウイルスの強奪を依頼していた。また、手に入れた武器の保管庫としてTFAを利用していた。このため、バ号作戦は最初から失敗するよう仕向けられた作戦だった。その後、聖エールによるゲランの別荘突入が開始され、屋上のヘリで逃亡を図るがグミによる狙撃で射殺された。
ゲラン（Gueran）
声 - 越後屋コースケ
武器密造組織「ラムダインダストリー」を仕切る国籍不明の男性。
『vol.3』から3ヶ月前、ゲランの雇った傭兵がロシアの生化学研究所を襲撃しフィロウイルス科の変異病原体を強奪し、病原体を元に生化学兵器に手を出したことでCIRFに目を付けられ、バ号作戦によって工場を襲撃される。これを警告と受け取り、個人所有している別荘に逃げ込んで傭兵に護衛されながら身を隠していた。
美浜と聖エールによるグミ捜索の一環で聖エールがゲランの別荘に突入。ゲランは別荘の地下の隠し通路を通り山中に逃げ込むが、聖エール無音暗殺部隊のシルヴィアによって追いつかれ殺害された。
星野 海鷲（ほしの かいしゅう）
TFAの日本支部創始者と目されている人物。本名は星野修一。
『vol.4』の5年前、銃で武装したグループが都内の大学に押し入り、700人以上の学生を人質に取り、11人を殺害、40人以上を負傷させた事件があり、このグループの首謀者として逮捕されている。『vol.4』のTFAの日本支部による北丘大武力占拠事件発生時点で特別管理拘置所に収監されており、拘置所内からTFAの日本支部に対して指令を出しているのではないかとの疑いから聴取をされていた。
なお、「星野海鷲の右腕」と呼ばれている畑田正和という人物が宗教団体・国審会の幹部であると作中で言及されているが、星野が国審会でどのような立場であったかは作中では描写されていない。
桃太郎（ももたろう）
声 - 森高さとし
ハルトがユーキ、サキ（ムラサキ）の故郷であるニンジャの隠れ里に来る何年も前に里に秘伝の技を習いに来ていた男性。自身を「桃太郎」と名乗っていた。『ファントムトリガー』本編時点で故人。
里に伝わる技が途絶えてしまうとの危惧からニンジャの隠れ里が受け入れた外部の人間だったが、基礎の修行をしただけで秘伝を教えるよう迫り、自分が強くなる上昇感に酔って技に溺れ、享楽で人を殺すような男になったために秘伝の技を伝授される前に破門になった。それ以降、一族は慎重になり一族の技は一族にのみ伝授されるものとなった。
ハルトが里にやってきてしばらくしたある日、秘伝の技の保持者であるサキを狙い仲間を引き連れ里を襲撃し、里は壊滅。サキが逃げ込むであろう山で待ち伏せていた所、ハルトとユーキがやって来たため刀で襲い掛かるが、裕子に託された刀を使用したハルトに首を落とされ立ち往生。しばらくその事実に気付かぬまま意識を保っていたがユーキのマカロフに心臓を撃たれて倒れ、死亡した。
岡田（おかだ）
声 - 宮下弘充 / 山本祥太（アニメ版）
エニシと同期の軍人。階級は三佐。出世はエニシの方が早かった。
ある時、グレイ・プール殺害作戦の裏事情を知らなかったエニシに対し、裏事情について言及。エニシから話を聞き出され、自身が知っているグレイ・プール殺害作戦の裏事情をエニシに話す。その後、ネイサンによると岡田はエニシの国家機密に対する情報漏洩罪の共謀者として取り調べを受け、自供したことによりエニシが連行される。しかし、これはエニシによるCIRSへ刃向かうための計画の一部で、エニシはわざとネイサンに身柄を拘束されるように行動していた。
ネイサン・ブラック（Nathan Black）
声 - 早川毅
CIRS内部調査課の課長。『ファントムトリガー』本編時点で故人。
組織内部の不正を取り締まる立場ではあるが、CIRSと結託してボリビアの麻薬カルテルとの繋がりを持っていたことがある等、怪しい過去を持つ。
ある時、ファントムトリガー所属当時のエニシを国家機密に対する情報漏洩罪の容疑で連行。市ヶ谷の“本社”での聴取ではエニシを必要以上に責め立てエニシの始末を目的としていたが、群馬県にあるCIRSの訓練施設へエニシを移送させてからの聴取では全ての記録が残る市ヶ谷の“本社”の時とは態度を変え、エニシの背後組織と背後組織が持つ「金」を目的とした話ばかりをするようになる。
しかし、エニシはCIRSに刃向かう計画の為にわざと自分の身柄が拘束されるよう仕向けており、エニシの計画によって群馬のCIRSの訓練施設は宗教組織・国審会の武装した元信者らに占拠されてしまい、ネイサンはエニシに拘束・拷問され死亡する。
畑田 正和（はただ まさかず）
星野海鷲の右腕と呼ばれている男。国審会の幹部。
国審会が解散に追い込まれた際、CIRSへの迎合を拒んでいた。しかしファントムトリガーの担当官兼伝習員・エニシと手を組んだらしく、元々国審会の施設だったCIRSの訓練施設にエニシが拘束された際、武装した元信者らと共にCIRS訓練施設を占拠する。
エニシが裏切ったことを知らないファントムトリガーのメンバーらがエニシを助けにCIRSの訓練施設に来た際、施設に潜入したユーキは畑田と出くわしてしまう。ユーキは前年に国審会に潜入した際に畑田と顔見知りになっていたため、畑田はユーキの正体に気付き、潜入が発覚。ファントムトリガーのメンバーらと武装した元信者らは銃撃戦となる。その後の畑田の生死は描写されていない。
田所（たどころ）
声 - 藤井剛
桑原が率いる桑原隊所属の軍人。
TFA掃討作戦でレナとマキが桑原隊と共に街の巡回に出動した際、レナとマキを卑下。やがて2人と口論になり苛立った田所がレナを殴る。隊長の桑原が田所への処罰としてマキに1発だけ田所を殴って良いとの許可を出したところ、田所はマキに顔面を殴られ鼻骨を折った。その後、野戦病院で田所はタイガやイチルにより鼻骨を診察・整形された。
アニメ版では政府勢力による総力戦の夜、カイラとの戦いで負傷したマキを回収、クロエとの戦いで負傷したレナをジョナと共に救助し、本部へ送る指示を出した。
アイリス（Irys）
第四世代タナトス・システム試験体の赤ん坊。試験体番号は0164。
『vol.8』グランドエンドルートのエピローグでイチルがこの赤ん坊を抱え名前を決めかねていたところ、通りがかった有坂が0164の強引な語呂合わせでアイリスと読めない事もないと呟き、それがイチルに採用された。その後有坂はイチルの口車に乗せられてしまい、赤ん坊を押し付けられる。
鬼塚 羅獲瑠（おにつか らえる）[ラエル]
声 - 春野杏
『vol.8』グランドエンドルート以外のルートのエピローグにて美浜学園の新しいA組に編入した学生。兵科はシューター（拳銃使い）。
名前は帰化する前の名前から当て字で、自身の名前を漢字でまだ書けない。
ホロゥ・ハウスの26期生だが途中で指導員が死亡し脱落。育成途中で指導員が変わった為日本語があまり上手くなく、英語も訛っている。ハナ曰く「中途半端」だが、ラエル本人は自身を一人前だと語る。
親しい人物からは“ダヴ”と呼ばれているが、本人がそう呼んでいいと許可しているのは「パパ」と「マスター」のみ。
A組編入時点で日本に来て9ヶ月目で、美浜に来てからは半年も経っていない。
夢はお金を稼いで自身の生きる権利とスーパーで日用品を買う時に値段を見ないで買い物できるぐらいの余裕を手に入れること。
使用武器はM327とバックアップの380オート。
霧生 華（きりゅう はな）[ハナ]
声 - Lynn
『vol.8』グランドエンドルート以外のルートのエピローグにて美浜学園の新しいA組に編入した学生。兵科はロングレンジライフルマン（長距離スナイパー）。
名前は帰化名。日本には5年住んでおり、日常会話には不自由しない。漫画とネットミームで日本語を覚えたらしい。
元々聖エールの学生。A組の再編成で名誉移籍となったが「協調性に欠け、性格に軽微な難あり」と評価されていた。
好きでこの仕事をやっているわけではなく、弟の仇を討ったら辞めるつもりでいる。その後に就く仕事は人殺しでなければどんなものでも構わないという。
使用武器はM5100A7とマーク・トゥエルブSPR。
大神 円（おおかみ まどか）[マルカ]
声 - 益子優衣
『vol.8』グランドエンドルート以外のルートのエピローグにて美浜学園の新しいA組に編入した学生。何でも屋で、掃除、洗濯、料理などを行っている。
名前は「まどか」だが、自身を「マルカ」と呼ぶこともある。
体格は有坂が過去受け持った学生の中でも飛びぬけて大きい。前髪で目元が隠れており、これについて言及されると取り乱す。本人からは視界が確保できているらしい。
千田航空技研からの移籍。自動車と各航空機の操縦資格を持つが、体格を事由に地上勤務が多かったという（有坂曰く「操縦席に入れるか怪しい」）。
使用武器は屋内戦闘用にバレルを切り詰め、ストックファイト用に赤樫の先台と銃床が取り付けられたM37フェザーライト。
イヅミ曰く「弾が無くなったら銃で殴るタイプのアホ」。
蛇森 冬摩（へびもり とうま）[トーマ]
声 - 葉名ひより
『vol.8』グランドエンドルート以外のルートのエピローグにて美浜学園の新しいA組に編入した学生。ニンジャ。飯能出身。ニンジャ・ランクは“エキスパート・ニンジャ”の2年目。
A組に入った時点で既に現場に出ているプロのニンジャ。ニンジャ・マスターの資格取得の為に美浜に在籍。
使用武器は22口径のターゲットガンをベースに、銃身の6割がサプレッサーになっている“ニンジャガン・タイプC”。
アニメガイ（The Anime Guy）
声 - 神城維来
『vol.4』に収録された次回予告に登場する人物。日本のオタク文化を世界に発信しているYouTuber。
実はニンジャで、動画を通じて世界中のニンジャに隠しメッセージを送っている情報屋。『vol.4』に収録された次回予告ではムラサキが動画の暗号の解析をしていた。
SUSURU（ススル）
声 - SUSURU
『vol.5』に収録された次回予告に登場する人物。ラーメン屋を紹介するYouTuber。
『vol.5』に収録された次回予告では町田駅から徒歩6分の場所にあるラーメン屋「竜巻旋風軒」を動画で紹介している。動画撮影中、同店にレナとマキが居合わせており、SUSURUがインタビューをした。
クイズ王・古川（クイズおう・ふるかわ）
声 - 古川洋平
『vol.5.5』と『vol.6』に収録された次回予告に登場する人物。数々のテレビ番組で活躍するクイズ王。
あまり知られていないがこう見えて殺し屋で、クイズ番組にクイズ作家としてかかわったりカラオケや人狼に明け暮れる傍ら、フリーランスの殺し屋としても活躍している。手に毒を塗って相手の急所を突くことや、ぬいぐるみに爆弾を仕掛けるなどのブービートラップを得意の暗殺方法とする。
『vol.5.5』に収録された次回予告では一流工作員たるもの、腕力だけでは駄目ということで知識向上の一環として学園長の発案で開催された殺し屋対抗クイズ合戦の第一回に参加。しかし途中からニンジャに有利な問題ばかりになり、参加していたムラサキが次々に正解を重ね勝利。古川が最後に出された兵糧丸の味に関する問題に異議を申し立て、ムラサキから差し出された兵糧丸の味を確かめようとしたところ、毒を塗った手で受け取って食べてしまったため古川は死亡する。
『vol.6』に収録された次回予告では殺し屋対抗クイズ合戦の第二回に参加。前回は死亡してしまうアクシデントもあったが持ち前の笑顔で乗り切った。第二回では一般的でないニンジャ問題は公平性を欠くという古川の意見が認められたが、出された問題が司会者のクリスと参加者のムラサキのやり取りに関する問題であったため古川は異議を申し立て、ムラサキの身体を揺すろうとするが、ムラサキが変わり身の術で爆弾が仕掛けられたぬいぐるみと入れ替わっていたため、古川が揺すったぬいぐるみの爆弾が爆発し、失格した。

## 『クロノスリベリオン』に登場するキャラクター

### 主要人物
真崎 新（まさき あらた）[アラタ]
声 - なし / 鈴木達央（Android版およびiOS版）
誕生日：不明 / 血液型：O型
『クロノスリベリオン』の主人公。美浜学園高等部D組・通称“デッドストック”所属の伝習員（ハンドラー）。
真面目で冷静で臆病者。正義を重んじ、死は生産性がないと主張する。部下を死なせないために新技術や新しい鍛錬は積極的に取り入れようとする。座右の銘は『命あっての物種』。
伝習員になる以前はSORDの戦闘員で、かなり優秀な成績だった。しかしながら何度か部隊が全滅しながらもその度に生還することから、ある作戦を機に“死神の印（デスサイン）”とあだ名され、ジンクスとしてアラタを忌み嫌う仲間もいる。また、作戦での負傷によりPeTSの補助なしでは日常生活が困難なほどの後遺症を抱える。美浜学園内ではA組の伝習員・ハルトと並んで女性人気が高い。
現役だった頃、レイチェルから手作りのミートパイが差し入れられておりアラタは「食べやすいから」という理由でいつも食べていた。同僚からは見え見えのレイチェルの片想いと、鈍感なアラタをからかう意味も込めてアラタは“ミートパイ”というあだ名でも呼ばれていた。
自身の出自に関する記憶をほとんど忘れているが、その正体はエルやアールと同じくデルピュネ計画により生み出されたデザインヒューマン。認識番号はDP-01。ヘザー・オズボーンとヒース・オスロの遺伝子を掛け合わせて生み出されており、デルピュネ計画内で最初に生まれた。DPシリーズの中でオスロの遺伝子を組み込まれたのはDP-01のみ。ピーキーすぎて調整が上手くいかず、他の子供に比べてDP-01の知能が思うように発達しないことにヘザーは苛立って嫌悪しており、DP-01はクロノスコアとしては“失敗作”となった。最初の数ヶ月で実験は終了し、その後は存在しないものとして扱われ研究所の部屋の隅の暗がりで過ごしていた。
ある時、生まれながらに天才と呼ばれる双子の姉妹・エル（DP-08）とアール（DP-09）に嫉妬したとある研究員が他の大人たちの目の届かぬところで双子を虐めているのを目撃。双子の代わりに研究員の気が済むまで自身を殴らせてやるという形で守っていくうち、双子と仲良くなっていた。
しかし『クロノスリベリオン』本編から10年前、カーネル率いるテロリストらがヘザーの研究所を襲撃。研究員らはテロリストに研究成果を奪われぬようにDPシリーズの子供達を殺害していく。エルとアールを虐めていた研究員は双子を殺害しようとするが、テロリストから銃を奪い取っていたDP-01が研究員を射殺しエルとアールを助ける。その後カーネルがDP-01の前に姿を現すが、DP-01はカーネルを戦っても勝てない圧倒的な存在と直感して立ち向かわなかった。カーネルはDP-01に対し「君は将来、いいテロリストになる」と言葉を残し置き去りにし、エルとアールを連れ去る。
研究所に1人取り残されたDP-01は研究所を逃げ出し人里を見つけ、これまで研究所の外に出たことがなかったため常識や道徳もなく窃盗や強奪を行って暮らしていたが、旅行者らしき女性・真崎シズリを襲った際に返り討ちに遭う。シズリはDP-01を住処に連れて引き取り、銃やナイフの使い方、いくつかの言語、社会に溶け込むために必要な常識や道徳といった教育を施し、暗示で記憶を忘れさせ、DP-01の“悪魔の血”を封印する。また、シズリは孤児であるモズ・カーペンターも同時に育てており、DP-01にとってモズは兄のように慕う親友となった。しかしそんな生活も長くは続かず、ある戦闘でCIRSによって撃たれたシズリはDP-01とモズを見捨てて逃げ、取り残された2人はCIRSに保護され、SORD訓練校へ送られる。現在のアラタの名字である真崎はシズリからもらったもの。
SORDではモズとチームを組んでいたが、とある作戦で敵の兵器工場を攻撃した際にタナトスからの情報に誤りがあったために部隊が孤立し、アラタ、モズを残し戦闘員が全滅。さらにモズも負傷したアラタを庇って囮となり、アラタは傷付いた身体で脱出を試み、待ち伏せしていた敵と交戦。死の間際へ追いつめられるも増援の部隊に救出されて生き延びるが、親友・モズを失った上、“死神の印（デスサイン）”とあだ名されるようになった。後遺症が残るほどの大きな負傷をしたため現役を引退。PeTSの被験者第1号となることで後遺症を軽減し、伝習員となって美浜学園D組に赴任する。
とある特殊任務によりD組がやってきた施設で謎の双子の姉妹・エルとアールを発見し、アールと戦闘になるが、咄嗟にエルとPeTSで接続できたことでアールを退ける。そんな中、謎のテロ組織・ヘイディオが七回帰と呼ぶ大規模テロを発生させ、SORDは対応に追われる。A組とは異なりD組は上層部から期待されていないため、ある程度好き勝手やっても上層部から目を付けられずに柔軟に動けることを理由に、アラタはヘイディオ特別対策チームのリーダーに任命される。
ヘイディオとの戦いの中で、アラタは自身がエルたちと同じデザインヒューマンであったことを思い出し、そして自身が史上最悪のテロリストであるヒース・オスロの遺伝子から生み出されていることを知り、やがてアラタに施されたシズリの暗示が解けていき、悪魔になり得る自身の本質に思い悩んでいくが、仲間を守りたいという思いから迷いを断ち切り、ヘイディオの海上基地でクロノスシステムを停止させ、七回帰を食い止めた。
エル（L）
声 - 尾崎由香
誕生日：不明 / 血液型：B型 / スリーサイズ：83（C）/56/85
デルピュネ計画により生み出されたデザインヒューマン。認識番号はDP-08。アールの双子の姉。正確な年齢は不明だが、『クロノスリベリオン』第一章時点でエル自身は推定で17歳と語っている。
ヘイディオに所属していた際、弱点となるため、感情を殺すよう教えられていた。性格はとにかく生真面目で素直。物静かで思慮深く、常に合理的であろうと務めている。ただし世間知らずなため騙されやすい。
ヘザー・オズボーンと風見雄二の遺伝子を掛け合わせて生み出されており、天才的頭脳と類い稀な戦闘能力を持つ。デルピュネ計画内ではアールと共に最後に生まれた。妹のアールよりもお尻が少し大きめ。
生まれながらに天才と呼ばれるエル、アールは研究所でとある研究員に嫉妬され、他の大人たちの目の届かぬところで双子は虐められる。エルは姉としてアールを守ろうとしていた。そんな中、DP-01（後のアラタ）が双子を守っているうちに仲良くなっていき、エルはDP-01を“兄様”として慕う。
『クロノスリベリオン』本編の10年前、推定6歳の頃にアールと共に、カーネルが率いるテロリストによって誘拐され、南米の訓練キャンプでカーネルの厳しい戦闘訓練と精神を強化するための洗脳を受けるが、洗脳されるギリギリで耐え抜く。その後、ヘザーの下へ送られる。
洗脳を拒み、ヘザーに反抗したため、クロノスコアの適正無しと判断され“失敗作”として扱われる。ヘイディオによる七回帰発動の事前準備中には命令を拒否し、それが原因で負傷。治療のためヘイディオの施設の培養槽でアールと共に眠っていたところ、特殊任務によりやってきたCIRSの急襲部隊とアラタ率いる美浜学園D組に発見される。アールはCIRSの急襲部隊を全滅させD組も追い詰めるが、テロリスト側に手を貸すべきでないと考えたエルはアールを止めに入る。さらにアラタのPeTSとエルの旧式のプロトタイプのPeTSが反応。エルとアラタは協力し互いのPeTSを接続してアールを退けた。
その後、SORDに尋問されたエルはヘイディオの手からアールを救うため、裏切り防止のためのPeTS爆弾を埋め込まれた上でD組の戦力となり“ママ”（ヘザー）の確保ないし殺害を成功させることを条件に殺処分を免れ、エルはD組に学生として編入。アラタとエルはPeTSで常時接続となっている。洗脳の影響で子供時代の記憶が断片的で、アラタがDP-01であることに当初気付いていなかったが、アラタと交流を深めていく内にDP-01であると確信する。
工作員としては非常に優秀で、対人格闘、射撃技術に優れ、身体能力も高い。射撃、格闘訓練においてA組のレナと互角の実力を持つ。
七回帰を再開すべくクロノスシステムを再起動させるためのクロノスコアを必要としたヘイディオは、ダークシャドウと洗脳されたアールらを美浜学園に侵入させ、エルを誘拐。PeTS開発者・ネッサもヘイディオ側に寝返ったことで、一度は適正無しと判断されていたエルがクロノスコアとなり、ヘイディオの海上基地上でクロノスシステムが再起動し七回帰が再開されるが、アラタらの活躍によりエルは救い出され、クロノスシステムは停止した。その後、D組に学生として編入したアールをエルは迎え入れる。
アール（R）
声 - 大西沙織
誕生日：不明 / 血液型：B型 / スリーサイズ：85（D）/56/83
デルピュネ計画により生み出されたデザインヒューマン。認識番号はDP-09。エルの双子の妹。
工作員としての能力はエルに劣らず優秀だが座学の成績はあまり良くない。挑発的で気分屋、短気で飽き性。面倒くさくなると銃をぶっ放して解決したくなる。常に楽しい事に飢えていて、面白そうだと思ったら乗っかっていく。大食漢で、特に甘い物や駄菓子が好き。
ヘザー・オズボーンと風見雄二の遺伝子を掛け合わせて生み出されており、天才的頭脳と類い稀な戦闘能力を持つ。デルピュネ計画内ではエルと共に最後に生まれた。姉のエルよりも胸が少し大きめ。
生まれながらに天才と呼ばれるエル、アールは研究所でとある研究員に嫉妬され、他の大人たちの目の届かぬところで双子は虐められる。とりわけアールは気が弱かったためいつも標的にされていた。そんな中、DP-01（後のアラタ）が双子を守っているうちに仲良くなっていき、アールはDP-01を“お兄ちゃん”として慕う。
『クロノスリベリオン』本編の10年前、カーネルが率いるテロリストによってエルと共に誘拐され、南米の訓練キャンプでカーネルの厳しい戦闘訓練と精神を強化するための洗脳を受け、元来の気弱さが災いし心を壊して洗脳を受け入れた結果、冷酷な殺戮者へと変貌。さらにいつまで経っても良い子ぶるエルを憎むようになる。その後、ヘザーの下へ送られ腹心として優遇を受け、アールにとってヘザーが全てにおいて最優先の存在となっている。
ヘイディオによる七回帰発動の事前準備中にエルが命令を拒否し、それが原因でエルが負傷。治療のためヘイディオの施設の培養槽でエルと共に眠っていたところ、特殊任務によりやってきたCIRSの急襲部隊とアラタ率いる美浜学園D組に発見される。アールはCIRSの急襲部隊を全滅させD組も追い詰めるが、テロリスト側に手を貸すべきでないと考えたエルはアールを止めに入り、エルとアラタが協力したことでアールは退けられた。
その後もエルが編入した美浜学園D組らと度々交戦。しかし、かつてカーネルに施された洗脳が強すぎたためクロノスコアとしての適性が無くなり、不良品としてヘザーから捨てられてしまう。放浪する中、ヘイディオの施設から脱走した名もなき少女を拾い、ラピスと名付ける。
その後、アールとラピスはアラタと偶然邂逅。アール、ラピスはアラタへの敵対心を持ち合わせていなかったため、アラタは両名への対処を独断で保留にし、アラタ、アールはラピスが行きたがっていた遊園地へと連れて行くが、カナリ率いるCIRSの部隊に発見されて追われ、さらにはカーネル率いるヘイディオの部隊にも急襲される。そんな中、洗脳の影響で子供時代の記憶が断片的でDP-01の事を忘れていたアールは、ヘイディオを離れて洗脳の効果が弱まったことで自らの大切な存在がヘザーではなくDP-01であったことを思い出す。そして、アラタがDP-01であることをエルから伝えられる。そしてアールはカーネルと戦うが敗北し、カーネルがラピスの胸を銃で撃ち抜いたことでアールは絶望。そのままカーネルに連れ去られる。その後、再び洗脳を受けヘイディオの戦闘員としてアラタらの前に立ちはだかるが、手術を受け生き延びていたラピスがアールの前に現れたことでアールの洗脳が解け、D組に協力するようになる。
ヘイディオの海上基地での戦いではカーネルと相対し、ラピスがアールを援護しに戦闘に介入したことでカーネルに隙が生まれ、アールがカーネルの頭を撃ち抜いて倒す。その後、アールはPeTS爆弾の装着を条件にアラタが引き取り、D組に学生として編入した。
汐巳 芹霞（しおみ せりか）[セリカ]
声 - 鬼頭明里
誕生日：3月14日 / 血液型：O型 / スリーサイズ：88（E）/64/90
美浜学園D組・通称“デッドストック”所属。兵種はシールダー。
一人称は「ボク」だがボーイッシュというわけではなく、可愛いもの好きの乙女チックな少女。理想主義者でありヒーロー願望がある熱血漢。仲間を大事にすることをモットーとしている。ウェイトはパワー、体重こそ正義だと思っているが、全然体重が増えなくて困っている。ノリで発言する事が多くバカな子に見られがちだが、感覚を優先して生きているだけでちゃんと自分で考える能力も持っている。他人を羨む事はあっても妬んだり恨んだりする事がない前向きな性格。正義な感じを表す「ジャスティス」が口癖。
本人曰く好きでSORDに入ったとのことで、アラタがD組に赴任する少し前にD組に編入している。アラタに助けられたことがキッカケで懐いており、アラタを師匠と呼ぶ。真っ直ぐな性格すぎてアラタへの恋心を隠そうともしないが、アプローチが幼すぎるせいで子供扱いされてしまっている。
D組の寮ではフランとルームメイト。D組の寮には寮母がいないため、ちゃんとした料理ができるセリカが料理番となっている。金曜日の献立は海軍に倣ってカレーと決まっている。
戦闘では特殊素材でできたシールドを使用し、大口径のライフル弾も弾く。その分、分厚くて重い為、ウエイトトレーニングを相当行っている。
射撃の腕は第一章時点で13発中2発当てるのがやっと。アラタがD組の伝習員に赴任した当時は「身体能力は高いが正確性に欠ける、最初から撃たない方がマシ」との評価が下されていた。
不良乃 ひたき（ふらの ひたき）[フラン]
声 - 田中貴子
誕生日：10月18日 / 血液型：AB型 / スリーサイズ：78（A）/58/82
美浜学園D組・通称“デッドストック”所属。狙撃手。あだ名はフラン。
口下手ですぐにあたふたしてしまうなど少し不器用な少女。ただそれは生真面目であるが故に人一倍気を遣い、周りの期待に応えようとする頑張り屋という一面が強い。
両親を爆弾テロで亡くして間もなく、テロリストと戦うためにSORDに志願し美浜学園に入るが運動神経が悪く、格闘技等の経験もないため落第しかかる。アラタが赴任する前のD組が“デッドストック”と呼ばれるようになってから、まさにそう呼ばれた最初の学生。アラタの前任のD組の伝習員からは虐めを受けていた。アラタの赴任後は徹底的にしごかれたものの「できることを俺が見つけてやる」とアラタからフランという存在を認められ、フランの毎日は一変。以来アラタを先生と呼び、慕っている。アラタに恋心に似た憧れを持っていて、本人は完璧に隠しているつもり。しかし周囲から見ればバレバレ。
性格も何もかも正反対のセリカとはいいコンビ。D組寮ではルームメイト。照れくさいため本人には絶対言わず隠しているが、セリカとの友情を宝物のように思っている。
ポジションはスナイパーだが狙撃が得意だった訳ではなく、1番マシな成績だったため。あだ名の“フラン”も、狙撃で狙う際にほぼ側面（脇腹）に当ててしまうため皮肉が込められたFlanker（脇を突くもの）からきている。
主な使用武器は比較的小型なアンチ・マテリアル・ライフル。狙撃の下手さを補うために、掠っただけで致命傷になるこの武器をアラタの提案で使うようになった。
運動神経は鈍いが、アラタの前任のD組の伝習員の指導時点からやたらと走らされていたため持久力に長けており、重たいアンチ・マテリアル・ライフルをしょっちゅう持ち歩いているおかげでさらに鍛えられた。
射撃の腕は第一章時点でロングレンジで7発中3発を命中させる程度。アラタがD組の伝習員に赴任した当時は「持久力がある。射撃はセリカよりマシという程度」との評価が下されていた。
D組の中では最もアラタとのPeTSにおけるシンクロ値が低く、上昇値も横ばい。
聖エールとの密林での戦闘訓練で、聖エールのシルヴィア、ベルベットがフランの戦績が良くなかったことへの懸念をアラタに伝えた際、それがフランの耳にも入り落ち込んでしまい、フランとアラタのPeTS接続が自動的に切断されてしまう。後日、無人島のヘイディオの施設の制圧作戦に際し、九頭竜女学園D組・通称“ダストボックス”が美浜での合同訓練のためやってくる。ダストボックスはフランの旧友・ナオが率いており、アラタとのPeTSのシンクロ値の低下により作戦を外されてしまったフランはナオの誘いで一時的にダストボックスとして訓練し、作戦に参加することになった。制圧作戦時、デッドストックと聖エールの学生が突入前の配置につき待機する中、戦功をあげるためダストボックスの伝習員・クチキが独断専行でダストボックスを単独で突入させる。しかし洗脳されたアールとヘイディオのドローン軍団の攻撃により本隊が一時撤退。フラン、ナオ、聖エールのディアナが施設に置き去りになってしまい、ナオは負傷、ディアナは重傷を負う。フランはナオに肩を貸し、ディアナを寝袋にくるんで引きずりながら歩いて逃げる中、フランはアラタとの日々を思い返す。するとアラタへの信頼の想いによりアラタとのPeTSの接続が復活し、アラタがフランの居場所に気付くことができ、フランらは間一髪でアラタたちに救われる。そしてPeTSでアラタと接続したフランは、飛んでいるヘリに乗りながらドローン軍団を操る大元のドローンをアンチ・マテリアル・ライフルで2km離れた位置から狙撃し、破壊に成功。ドローン軍団は停止し仲間たちを救った。

### 市立美浜学園
クロガネ・ネッサ（Kurogane Nessa）
声 - 阿澄佳奈
誕生日：11月5日 / 血液型：AB型 / スリーサイズ：78（B）/53/76
美浜学園に研究室をかまえるPeTSの研究者。美浜学園の校医でもある。アラタは「ガネッサ」と呼んでいる。
およそ他人の感情を理解できない変人。科学者らしく好奇心は旺盛なため、知らない物事や人間には興味を示す（そして本人が「理解した」と思ったら、急に興味をなくす）。天才肌の科学者だが、美浜学園の学園長・仙石一縷というホンモノの天才がすぐ傍にいるため、劣等感を感じている。仙石一縷の前だと萎縮してしまい、面と向かって逆らったりできない。
善悪の基準はなく、欲求に従って行動している。PeTSの研究にしか興味がなく、実験段階の極秘技術であるPeTSをSORDで正式採用させるため日夜根回しに勤しみ、実戦データを欲して美浜学園D組にPeTSの臨床試験をさせている。アラタらと話す際はどこまでもふてぶてしく,「PeTSのために死んでください」等と平然と言う為、アラタからはマッドサイエンティストと認識されている。一方でアラタはネッサについて「PeTS研究の第一人者であり、おそらく世界で唯一の研究者。あいつが死ねば、PeTSそのものが失われる」と認識し、PeTSがなければ半身不随に陥るアラタにとっては不本意ながら生命線となっている。
「少しでも愛嬌を出そう」との思いから、PeTSによって神経接続されたキツネ耳と尻尾を身に付けている。これらはネッサの脳波で動き、触覚もある。
PeTSの元となった研究はヘザー・オズボーンの研究所で行われていたもので、『クロノスリベリオン』本編の10年前の研究所襲撃事件によりヘザーが「死亡」した後、ヘザーを敬愛していたネッサが「神経信号の電子化と無線によるやりとり」の研究データをサルベージして引き継ぎ、「その信号を使った、人間同士の感覚の共有と戦闘技術への昇華」という形で研究を発展させPeTSを開発した。PeTSの研究を始めた当初はロシアの科学者だった。元々サイバー犯罪の常習犯で、裁判を受ければ終身刑が確定するところをイチルに拾われる。
実はヘイディオからの勧誘を受けており、洗脳されたアールらがエルの連れ去りを目的に美浜学園を襲撃した際、ネッサはヘザーに会ってPeTSの研究を見てもらって褒めてもらいたい一心で悪意なくヘイディオに寝返り、アールらの侵入をネッサが内部から手引きしネッサは美浜を去る。そしてヘイディオの海上基地でクロノスシステムの再起動に立ち会うが、目的であるヘザーは既に亡くなっており、ヘイディオにいる意味を失くしたネッサはヘイディオの海上基地に突入したアラタらに美浜に戻りたい意思を示す。善悪のない平然としたネッサの態度に辟易するアラタだったが、エルを無事に取り戻すことへの協力を条件に生きたまま美浜に連れて帰ることをアラタは約束。ネッサはアラタがクロノスシステムにフルダイブするのをサポートした。
ヘイディオの海上基地から連れ戻された後は、スパイとしてヘイディオに潜り込んでいただけと主張。その他、風見一姫の何らかの口添えにより処分保留となり、PeTS爆弾をネッサが装着するという条件をイチルが課した上で、ネッサは美浜に復帰した。
逢沢 永夏（あいざわ えな）[エナ]
声 - 東山奈央
誕生日：10月31日 / 血液型：A型 / スリーサイズ：88（E）/56/84
美浜学園の清掃班所属。コールサインは“チビ”。
清掃班は戦術チームが交戦した際、現場の遺体や敵組織の銃火器の後処理をし、デッキブラシや高圧洗浄機を使い荒れ果てた現場を清掃する特殊チームであり、公的機関からの委託を受けている「サンセット清掃」という体で仕事をしている。
高圧洗浄機を武器としても使用するが、ハンドガンも携帯している。非戦闘員という位置付けだが、仕事柄銃撃戦に巻き込まれることもある。
人の話をあまり聞かず、会話のすれ違いが起きやすい。何を考えているのか掴みにくいところがある。口が悪く、つい本音が漏れてしまう。
エナは清掃班を「どこにも行く場所が無かった自分が唯一いてもいい場所」だと考えており、D組については「デッドストックなどと呼ばれているが清掃班に比べたらエリート」と考えている。
幼少期、父、母、妹（マナ）と共に暮らしていた。アルコール依存症の父が原因で家庭が崩壊しかけるが、父が一念発起して特殊清掃を始め、少しずつ家が明るくなり、それまで水しか飲めなかったが果汁100%のオレンジジュースが食卓に出るようにもなり、父は「借金を返したらみんなで遊園地に遊びに行こう」と約束する。しかしある時、父が現場でヤクザが殺害した死体の処理を脅されて実行してしまった事をきっかけに父の仕事内容は狂っていき、さらに父1人では処理しきれない量の死体処理を任された際には父が仕事に家族全員を巻き込み、山奥の小屋で一家総出で処理を行うようになり一家は狂っていく。エナは父から何も考えずにただ掃除をするよう言われていた。エナは何が行われているのか薄々勘付いてはいたものの、いつか遊園地に行くことを夢見てそれからも定期的に掃除を行い、オレンジジュースを飲みながら家に帰るようになった。後のエナは甘いオレンジの香りがなければ普通でいられなかったと回顧しており、現在でも好きな飲み物は果汁100%のオレンジジュースである。
しばらくしたある日（『クロノスリベリオン』本編から約5年前）、父が狂気の発端である人物への対処を試みるも成功はせず、その後「あいつの仲間が私たちのことを追っている、もう終わりだ」と言い出す。母やマナが終わりを覚悟する中、父の言葉を「悪いことは終わった」という意味にエナは解釈し、かつて約束した遊園地に行くことを提案。父と母はこれに賛成する。翌日、遊園地の駐車場のワゴン車内で父は一家心中を図り、家族に睡眠薬入りのお茶を飲ませる。その後エナが目覚めた時、母とマナが父によって殺害されていた。睡眠薬の影響でエナは身体を動かせず、声も発せなかったが、次に殺害しようとしていたエナの視線に気づいた父親は発狂し「お前は好きに生きろ。俺はもう無理だ」との言葉を残し、車の天井から吊り下げた針金の輪で首を吊って自殺した。1人残されたエナはやがて身体を動かせるようになり、みんなで遊園地に行きたい思いから家族を処理してワゴンにあったキャリーケースに全部詰め込み園内に入る。美しい光景に胸がいっぱいになったエナは何もせずベンチに座り、家族と共に人生で最高の時間を楽しむ。やがて閉園時に係員から家族がどこか尋ねられた際、エナがキャリーケースを指し示し事態が発覚。警察に保護され様々な施設をたらい回しにされた後、美浜学園に連れてこられた。後のエナはこの一連の出来事の悪夢として何度も見ており、遊園地を苦手な場所としている。
美浜学園で適正テストを受けた後、銃の扱いは下手ながら手先が器用ということが理由で爆発物のプログラムを優先的に受けることになったものの、教官として指導していたクリスはエナについて「とにかく早く解体することだけに集中しすぎて仕組みのことまで頭が回っておらず、危険を回避する方法ではなく今この時間が早く終わればいい、というふうに考えて動いているように見える」として向いていないと指摘。さらに爆発物を前に思考停止に陥ることが珍しくなく、実技訓練で失敗したエナは最初から無かった自信のようなものすら失い、教官たちに実戦に参加するのは難しいだろうとの結論を出され、美浜に居場所が無くなってしまう。そんな中（『クロノスリベリオン』本編から約1年前）、美浜学園清掃班の班長から声をかけられ、エナは清掃班入りとなった。
ある時、とある銃撃戦の現場の事後処理を行った際、死亡したと思われていた現場の敵対勢力の1人が一時的な心肺停止状態から目を覚まし、現着した清掃班を見てパニックになり、手榴弾のピンを抜く。居合わせたエナは排除や手榴弾のピンを戻すなどの何かしらの処理を施せず動けなくなってしまい、手榴弾が爆発。その直前に班長のヒロセがエナを守るようにして抱きかかえ、爆風を受けたヒロセは意識不明の状態となり、エナ以外の清掃班4名全員も天井や壁の下敷きとなり重傷、清掃班は活動不能となり、人員補充の目途が立つまでの間、エナとD組が清掃業務を行うことになった。
エナとD組が清掃業務を日々こなす中、都内の高級ホテルで正体不明の武装グループが来日中のVIP・シュガーを襲撃するテロ事件が発生。他の実働部隊が出払っていたため、エナとD組は清掃業務を中断し制圧を行うことになる。ホテルのVIPルームでシュガーを発見し、脱出しようとするが、突然現れた敵からの銃弾をエナがシュガーを庇い被弾。失血で一時的に意識が混濁した際、エナは自身の妹・マナになんとなく似ていたシュガーを抱きしめ、マナを守れなかったことを謝罪する。その後、武装グループがホテルの2ヶ所に時限爆弾を仕掛けていたことが判明。負傷したエナとアラタはタナトスの指示の下、時限爆弾の解除を行ったことでホテルの倒壊を防ぎ一般市民とシュガーを救った。帰路に就いたエナはアラタに対し自身の過去を打ち明け、自分という人間が生きていていいのかと質問する。アラタは「自分で決めろ」と即答。そして「ただし今は美浜がお前の命を預かっている。勝手に死ぬことなど許されない」「美浜から自由になる日がくるとして、その時になったら生きるか死ぬか決めればいい」「“生きる”という選択肢が与えられているという現実を考えるんだ。何度も考えて、後悔しない答えを出せ」とアラタは話す。エナは無責任で説教くさいとしつつ、その答えがすごく嬉しかったと返し、静かに涙を流した。
事件後、清掃班らの復帰の目途が立ち、学園長から短い休暇を貰えることになったエナはD組の面々と遊園地に行きたいと照れくさそうに笑いながら語った。
ヒロセ
美浜学園の清掃班の班長。男性。
訓練中に深い傷を負って身体が自由に動かなくなった子や、過度の精神的ストレスに耐えることができずに心がうまく動かなくなった子などのドロップアウトしそうな学生にヒロセは声をかけ、清掃班に迎え入れている。本来の職務からは逸脱しているが、アラタはヒロセの行動について「美浜の中で自らのすべきことを見つけたのだろう」と考えている。
エナと知り合って最初の半年はエナが心を開いてくれず、口を聞いてくれなかったという。
ある時、とある銃撃戦の現場の事後処理を行った際、死亡したと思われていた現場の敵対勢力の1人が一時的な心肺停止状態から目を覚まし、現着した清掃班を見てパニックになり、手榴弾のピンを抜き爆発。ヒロセは近くにいたエナを守るようにして抱きかかえ、爆風を受けたヒロセは意識不明の状態となる。
意識を取り戻した後、ネッサからPeTSの被験者のオファーを受けるが、脊髄の損傷が激しすぎてPeTSを運用することは不可能とネッサが判断し、PeTS被験者にならなかった。意識を失っている間も含め、エナから近況のメールを送られており、病院で身動きが取れないヒロセにとって一番の楽しみだった。その後奇跡的な回復を見せ、元通りとまではいかないものの「なんとか掃除ぐらいならやれそうだ」と語った。
戸狩 夏希（とがり なつき）
声 - 野田真理愛
美浜学園のSORD学生。ガンナー。髪の毛に黒と赤が混在する。
過去に受けたとある実験が原因で、内気で無気力な面と、喧嘩っ早く怒りっぽい面を持つ。自分でもその性格を気にしており「集中力を高めること」を人に聞いたり検索しているが、邪魔されるとすぐにキレてしまう。眠ってしまえばイライラしないと、彼女なりの防衛策として昼寝をよくする。任務中は銃を撃ってストレス発散ができるので平静を保てるが、作戦が失敗しそうになるとやはりキレてしまう。バカにされるのが嫌いだが、敵のことは全員バカだと思っている。
主な使用武器はイングラムM10。
PC版『クロノスリベリオン』には直接登場しない。
七五三田 かごめ（しめた かごめ）
声 - 川井田夏海
美浜学園のSORD学生。
おしとやかで落ち着いた口調と性格の持ち主。鍵や暗号などを「解く」ことが得意。解けない場合は爆弾を使って破壊するが、それもちょっと楽しくて好き。日常的に新聞や雑誌についているパズルゲームを解いている。
鍵師だった父親の仕事に同行し開錠している様子を見るのが好きだったが、とある事件に巻き込まれて父親は死亡する。事件の主犯格である組織によりかごめは何十もの鍵をつけた密室に閉じ込められるが、見よう見まねで全て開錠し脱出に成功した。SORDに加入後も、父親の仇を討つために姿をくらませた組織を探している。
主な使用武器は分銅鎖と手榴弾。
PC版『クロノスリベリオン』には直接登場しない。
星原 佳恋（ほしはら かれん）
声 - 春野杏
美浜学園のSORD学生。マークスマン。
非常に明るく人懐っこい性格のため、誰からも好かれている。物事の変化を敏感に察するため、クラスメイトの些細な変化にも必ず気づく。実は世界的に有名なゲーマーでカルト的な人気を誇り、世界中に彼女のファンがいる。
主な使用武器は使用武器は銃剣つきFA-MAS。
PC版『クロノスリベリオン』には直接登場しない。
志藤 風子（しどう ふーこ）
声 - 井澤詩織
美浜学園のSORD学生。初等科。風紀委員長。
初等科にもかかわらず風紀委員長になった、権力志向のある天才児。
ヘンテコ武器発明家で、独自開発のスッポン銃&タコ殴り型ランドセルで戦う。
PC版『クロノスリベリオン』には直接登場しない。
シャロン
美浜学園のSORD学生。
性格はマイペース、登山やキャンプに行くほど自然が好き。
主な使用武器はボウガン。
幼少の頃からボウガンを使っており、大型の動物から小動物まで的確に射止めることができる。
PC版『クロノスリベリオン』には直接登場しないが、S組が久慈ヶ嶺に留学した際に天音が「美浜学園でボウガンを使用している人物がいる」と言及している。
伊咲 ララ
美浜学園のSORD学生。ガンナー。
SORDの仕事で手を汚す度、心のどこかにしこりが増えているが、大好きな花と触れあうことで不安定なメンタルを落ち着かせ、またいつものように笑えるようにしている。
PC版『クロノスリベリオン』には直接登場しない。

### 京船桜が丘
小泉 イスカ（こいずみ イスカ）
声 - 小倉唯
誕生日：2月16日 / 血液型：A型 / スリーサイズ：65（AA）/52/72
京船桜が丘のSORD学生。ニンジャ。年齢不詳だが高等部。
主にテロリストや素性のよくない国家機関に提供するためにニンジャを育てている悪いニンジャの里で育てられた。来日中のヘイディオ幹部・ヘザーの護衛の1人として雇われていたが途中で嫌気が差し、食べ物と金目の物を盗んで逃亡するも、追手である里の先輩ニンジャに捕まってしまう。しかし京船桜が丘のバニラ、チョコに救出されて京船桜が丘所属となり、バニラとチョコの後輩となる。
物忘れが激しいが本人は気にせず脳天気。記憶力が悪いこともあって素直で大らか。細かいことは全く気にしない潔癖とは正反対の性格で物事を短絡的、直感的に考える。
チビ＆貧乳であることを気にしており、ことある毎に牛乳を飲んでいる。巨乳の人物の母乳を飲めば自身の急成長が期待できるとも考えている。お菓子が好きでヒップバッグにいつも入れているが、ジッパーを閉め忘れてよくこぼれている。故郷であるニンジャの里では食べ物をほとんどめぐんでもらえず、残り物やちゃんとした食事があっても生意気だとして誰かに取られていたことが原因で、食べ物が目に入るとついつい手が伸びてしまいがち。
射撃はセリカ以上に下手で1m先の的にも当たらない。里では出来損ないといびられ、逃げ足だけは一人前の落ちこぼれと自覚しているものの。逃げる、避ける、隠れるといった技術は高いため、アラタからは生きて情報を持ち帰る事がニンジャに求められる資質だとして、その点においてマスタークラスであると評価されている。その他、ニンジャとしての修行を積んでいるだけあって、常人離れしている回復力を持つ。
主な使用武器はニンジャソード・シリウス、クナイガン。クナイガンはリベットガンをイスカが自ら改造したクナイを射出する、小型のアサルトライフルのような形状の武器。通常の銃は上手く使えないイスカだが、クナイガンなら上手く使える。
京船桜が丘所属となってからもなおイスカは抜け忍としてヘザー配下の里のニンジャとアールから狙われ、襲撃を受ける。実はヘザーの護衛任務から離反した際、イスカは当初詳細をよく知らずに金目の物をヘザーの元から盗み出したが、イスカが盗み出したのはヘザーと他の幹部がやり取りしていたマイクロフィルムで、中身は七回帰の計画書の一部であった。イスカは負傷しマイクロフィルムを奪い取られてしまうが偶然通りがかったアラタとエルに助け出され、美浜学園で治療を受ける。普段からお腹を空かせている一方で、里での過去から盗んだものを隠れて食べる習性が身についており、京船桜が丘に所属してからもご飯の時間になると遠慮して居なくなり1人で食事をしていたイスカだったが、D組の寮で食事を振る舞われ、温かい食事を初めて食べた事で落涙する。そんな中、ヘザーの出国が目前に迫り、D組に課されたヘザー殺害作戦の機会が失われそうになる。さらに殺害前にヘザーがヘイディオの幹部であるという確たる証拠であるマイクロフィルムの確保する必要があった。作戦の成否でエルの殺処分がかかっている状況ながらD組の戦力でこなせる作戦でないことに思い悩むアラタだったが、イスカが一宿一飯の恩としてD組に加勢し、ヘザー配下の里のニンジャ達を打ち負かし、証拠となるマイクロフィルムを確保。ヘザーの殺害には至らなかったが、ヘイディオに関する情報を得ることができた。イスカはこの一件後、美浜学園D組への転入を考えるが、京船桜が丘の面々にも自身の存在が受け入れられている事に気付き、最終的に京船桜が丘所属のままとなることを選んだ。しかしその後もアラタを「主様」として慕い、用あらばいつでもはせ参じるとの意思を示した。
シェリー（Sherry）
声 - 阿澄佳奈
京船桜が丘のSORD学生。ガンナー。
ヘイディオによる事件の影響で京船桜が丘が増員した学生で、バニラとチョコの後輩となった。
勝ち気でお転婆だが、周りからは愛されキャラとして親しまれている。アメリカ人のため、言葉の端々に英語がよく混じる。男尊女卑な考え方が嫌いで、そういう相手を負かしたいと思っている。健康的に焼けた小麦色の肌を持つ。実家が馬の畜産を営んでいる影響で馬術が得意。馬のようなクリッとした目や綺麗な瞳を見ると、無意識に相手の頭を撫でることもある。
船舶に関する授業のテストではチョコ共々毎回赤点ギリギリだが、二級小型船舶の免許は持っている。
趣味はポーカーで、いつでも遊べるようトランプを持ち歩いている。その性格上、負けると「もう一回でーす！」としつこく食い下がってくる。複数人でやると余裕がなくなるなど、難しく考えるのが苦手なため、ポーカーは1対1で行うことにこだわっている。ポーカー好きだが強いわけではなく、美浜学園S組の面々が京船桜が丘に留学した時点での戦績は8勝184敗。学食での昼食の前には昼食のおかずを賭けたポーカー勝負を行っている。
主な使用武器はウィンチェスターM1873カービン。
行方不明になったレイ・ウスイ捜索の際にはバニラ、一姫と共にレイを三嶋崎の海岸で発見。レイの母親の遺灰を海に撒いて弔う際、沖まで船を運転した。
ベティ（Betty）
声 - 黒木ほの香
京船桜が丘のSORD学生。アタッカー。
ヘイディオによる事件の影響で京船桜が丘が増員した学生で、バニラとチョコの後輩となった。
大雑把な子が多い京船桜が丘には珍しい上品なタイプ。周りがバカなことをしても「あらあらウフフ」といつも笑っている。バニラからは「ウチで一番の優等生」と評されている。怒る時も笑顔で怒り、怒らせると怖いとのイメージが定着しているが「怒られるようなことをする方が悪いのに、怒る方にマイナスイメージを持つのはおかしい」と内心では不満に思っている。髪の編み込みなど、さり気ないお洒落をしており、美意識は同年代の子よりも高い。
主な使用武器はトミーガン。
以前、数学を担当していた教員がSORDの仕事について理解が無く、チョコに対し「こんな公式もわからないから、人殺しになるんだ」と言い放ったことにベティは怒り、トミーガンを乱射したことがある。また、教師に二度と酷いことを言われないように他の子をテスト勉強に誘い、学力を向上しようとしている。
行方不明になったレイ・ウスイ捜索の際にはレイを誘拐した可能性のあるシーグルズのアジトに幸、蒔菜と共に潜入し襲撃。尋問のため、捕らえたシーグルズのリーダーをライアに受け渡した。
ライア（Lyla）
声 - 平山笑美
京船桜が丘のSORD学生。アタッカー。
ヘイディオによる事件の影響で京船桜が丘が増員した学生で、バニラとチョコの後輩となった。
無口で大人しく、白髪で片目が隠れていて感情が見えにくい。そのミステリアスさから、男女問わず彼女のファンは多い。鞭を手にすると性格が一変し、サディスティックな一面が表に出てくる。
実家は移動式サーカス団で、幼い頃から動物の調教を担当していた。その影響か人に対しての調教・拷問も得意としており、その腕前はSORDで高く評価されている。彼女が笑うだけで動物が従順になるという噂がある。
主な使用武器はコルトNo.3デリンジャー、鞭。
実家の性質上、同じ場所に定住したことがなく、同年代の子と仲良くなる前に引っ越してばかりであったため友達はおらず、京船桜が丘に入っても周囲とどう接すればいいのか分からなかったが、動物と接している際に笑顔になっているライアを見たS組の面々はそんな風に笑って仲間と話せばいいとアドバイス。蒔菜がライアの笑顔の写真を撮り「ライアは無表情で京船桜が丘が好きではない」という京船桜が丘の面々の誤解を解いた。
行方不明になったレイ・ウスイ捜索の際にはレイを誘拐した可能性のあるシーグルズのリーダーをベティらから引き渡され尋問するが、その結果シーグルズはレイの行方不明とは関係がないことが判明した。
ジェーン（Jane）
声 - 鈴代紗弓
京船桜が丘のSORD学生。ガンナー。
PC版『クロノスリベリオン』には直接登場せず、S組が京船桜が丘に留学した際は静岡で仕事中であることをバニラが言及している。
シャーロット（Charlotte）
声 - 長縄まりあ
京船桜が丘のSORD学生。
可愛いものが大好きで、特に人形やぬいぐるみに目がない。一人一人に名前をつけ、とても大切にしている。
主な使用武器はデリンジャー。
PC版『クロノスリベリオン』には直接登場せず、S組が京船桜が丘に留学した際はカナダに里帰り中であることをバニラが言及している。

### 久慈ヶ嶺学園
漆葉 小宵（うるは こよい）[コヨイ]
声 - 諏訪ななか
誕生日：6月20日 / 血液型：A型 / スリーサイズ：81（B）/57/82
久慈ヶ嶺学園のSORD学生。拳銃使い（シューター）。
SORDの中でトップクラスの射撃の腕を持つが、肩や手足を撃ち敵を殺さずに無力化することを信念としており上からの命令でも絶対に曲げることはない。殺さず無力化する技術を持つ一方で「人を殺せない」という工作員としては致命的な欠点であり、上層部や久慈ヶ嶺のハンドラーからは無能と考えられている。
我が身可愛さで自分の手は汚さない様から“ジアイ（自愛）のコヨイ”と仲間から皮肉をこめて呼ばれており、久慈ヶ嶺内でもコヨイに対して否定的な層も少なからずいる。
ただし自分の信念に反さない命令には従順であり、日々の鍛練を怠らない真面目な性格。人間関係に対してはズボラで思ったことをそのまま口にしてしまう。女子校に所属し他の学生との交流も図ろうとしないため、性的な話やからかいには免疫がない。何か頼まれても無理な場合はNOと言えるが押しに弱く、食い下がると折れてしまうところもある。
かつて合同訓練で出会って以来、アラタとは知り合い。知り合いと呼べる人間はSORDの中ではアラタだけであった。
決して裕福とは言えない母子家庭で育つが、自分を不幸だと思ったことは一度もなかった。自身が作った拙いシュシュを母親にあげた際、お礼に母親から貰ったリボンはコヨイの宝物で毎日つけている。しかしある日、学校が終わり家に帰ると母親が覆面を被った男に襲われ流血しており、直後に母親が殺害されてしまう。そして自身も殺害されそうになるが、隙を突いて逃走。そのまま身寄りもなく孤児になり、廃工場で男の影に怯えながら過ごしていたが、その廃工場はどこかの組織が裏取引の場所として使っていたらしく、その組織を追っていたSORD関係者に保護され「漆葉小宵」の名を得て銃を持つことになった。しかし、人に銃を向けると死んだ母親の顔が浮かんでどうしても撃てず、訓練を1年続けてもその欠陥を直すことが出来なかった。そんな中、与えられた初の任務でSORDが殺害した男が身内に情報を漏らしていないかを男の家族に近付いて潜入調査するが、家族の前では優しい父親だったらしく、泣いていた娘を見たコヨイは自身の死んだ母親の姿がフラッシュバックし心に刻まれ、ますます銃が撃てなくなってしまい、それが切っ掛けで相手を無力化するスタイルとなった。自身のやっていることが自身のエゴなのではないかと迷う時もあったが、合同訓練の際にアラタから「敵を殺さないことによって得られる情報もある。だから、意味がないことなんてない。ちゃんと価値がある」と言われたことで迷いは消え、前に進むことが出来た。
そしてマフィア組織・ノストラへの潜入任務に就き、後に美浜学園D組の面々もヘイディオとの関連が疑われるノストラへの潜入任務に加わる。アラタ曰く、潜入でノストラのボスの娘・サリアと多くの時間を過ごしたことでコヨイは合同訓練の時と比べて雰囲気が柔らかくなったという。
対テロ法案をまとめている大臣の暗殺計画がノストラによってポートアイランドで実行されようとしていた時、ノストラと協力関係にあったヘイディオがノストラを捨て駒として裏切り、七回帰のテロを発生させる。さらに、コヨイやアラタらが潜入員であることがノストラに既に発覚していたことが判明。混乱の中、コヨイは大臣の無事を確認すべく大臣の元へ向かうが、ノストラのボス・カニアとその部下と戦闘となり負傷してしまう。追い詰められたコヨイは、以前カニアの部屋に潜入した際にかつて母親にあげた古びたシュシュが何故かあったことを思い返し、自身の母親・白根蕉子についてカニアに尋ねる。するとカニアはコヨイの母親を自身の手先によって殺させたこと、そして自らがコヨイの父親であることを告げる。コヨイは激昂するもカニアに止めを刺されそうになる中、アラタの救援により形勢逆転しコヨイはカニアを銃で追い詰める。銃を持ちながらも震える手にアラタの手を重ねられて支えられ、コヨイはカニアを射殺した。
事件後、サリアは久慈ヶ嶺学園が引き取ることになり、事情を知らないサリアが顔見知りのコヨイを頼ってくることが予測されたため、美浜学園の学園長・イチルから、サリアと一緒にいることが辛いようであれば美浜学園で引き受けることができるとコヨイは提案されるが、コヨイは「サリアに恨まれて殺されたとしても何かを言う資格はない」としつつ「サリアのそばにいて、家族を失った悲しみを少しでも紛らわせてあげたい」と伝え、久慈ヶ嶺に残る意思を示す。そして親を奪われたサリアと今まで甘えてきた「仲間」に対する罪滅ぼしとして、今回の一件で初めて実感した、人を殺すことの重さを今まで他の子に押しつけていた分、少しでも分散できるようにと努める決意をした。
夏目 亜衣（なつめ あい）[アイ]
声 - 美波わかな
久慈ヶ嶺学園のSORD学生。アタッカー。ナギとはクラスメイト同士。
何事にも礼節を重んじ、正義感が強い。筋の曲がったことが嫌いでややお堅い一面を持つ。その筋の通った内面から信頼が厚い。ザ・大和撫子といったその姿から異性のファンも多いが本人は恋愛に疎い。実家が歴史ある剣術道場で稽古漬けの日々を送っていたため、異性を意識する機会が少なかった。
久慈ヶ嶺のアイドルのような扱いを受けており、アイと仲良くなりたいと思う学生もいるが、高嶺の花として周囲はなかなか気軽に話しかけられずにいる。アイの方も周囲の様子を窺いつつも「あまり話したことないのに声を掛けるのは悪いかもしれない」と考えているためアイは1人でいることが多い。アイのファンクラブもあるという。
主な使用武器は日本刀。銃は不得手というSORDでは珍しいタイプ。
美浜学園S組の面々が久慈ヶ嶺学園に留学しに来た際は、案内役を務めた。
実は甘いものが好きで、クラスメイトと学校帰りに寄り道するのが夢だが「私が一緒だと話が盛り上がらないんじゃ……」と気後れし、一度も実現できていなかった。しかし、美浜学園S組の面々からポートアイランドのカフェに誘われたことで夢が叶った。
美浜学園S組の面々とポートアイランドで交流時、ヘイディオによる七回帰の1つである爆破テロが発生。幸が所持していたサバイバルナイフ2本の内の1本を使用し、ナギ、ワカと共に街中で爆破スイッチを持っていると思われるテロリストの少人数グループを近距離戦で各個撃破し、鎮圧に貢献した。
百合園 霞（ゆりぞの かすみ）[カスミ]
声 - 優木かな
久慈ヶ嶺学園のSORD学生。ニンジャ。自称、戸隠山出身の正統派。
極端な面倒くさがり屋でマイペース。普段の授業は無駄に身代わりの術を使ってサボっている。口数も少なく、何でも短縮してしゃべる癖がある。名字のせいで勝手に同性が好きだと誤解されることが多く辟易している。梅昆布茶が好物で、淹れ方に並々ならぬこだわりをもっている。
主な使用武器は小太刀の二刀流。手裏剣やクナイを使った遠距離戦より、接近戦による暗殺を得意とする。
筒美 凪（つつみ なぎ）[ナギ]
声 - 山本亜衣
久慈ヶ嶺学園のSORD学生。アタッカー。アイとはクラスメイト同士。実家は京都にある。
はんなりとした京美人。物腰が柔らかく、滅多に怒らない。放課後等に毎日食べ歩きをしており、様々な飲食店の情報を持つ。
主な使用武器は鉄扇。カロリーをたくさん消費すればその分たくさん食べられるという理由で普段から持ち歩いている。日本舞踊を教えている由緒あるお家柄であり、幼い頃から日本舞踊の動きを叩き込まれていたため、その技術をそのまま鉄扇の戦闘へシフトできる。一方で伝統芸能の家柄ながら、ナギの両親からは「ナギのやりたいようにやってみればいい」と教えられていたため、ナギの近接戦における型はなく我流で、久慈ヶ嶺で様々な武術を使う学生らと一緒に訓練する際に自身が良いと思った動きを教えてもらい自分でやりやすいようにアレンジして取り入れている。久慈ヶ嶺に入った頃のナギは下から数えた方が早いほどに弱かったが、この方法で我流の強さを身につけた。現在は鉄扇で銃弾を弾ける程の戦闘技術を持つ。
美浜学園S組の面々とポートアイランドで交流時、ヘイディオによる七回帰の1つである爆破テロが発生。所持していた鉄扇を使用し、アイ、ワカと共に街中で爆破スイッチを持っていると思われるテロリストの少人数グループを近距離戦で各個撃破し、鎮圧に貢献した。
渡辺 和花（わたなべ わか）[ワカ]
声 - 阿部寿世
久慈ヶ嶺学園のSORD学生。アタッカー。
主な使用武器は槍。
甘いものが好き。実家が厳しく、子供の頃は甘いものを全く食べたことがなかったため甘いものに対する憧れが強かった。現在は洋菓子を1日1個、週末は4個食べている。
美浜学園S組の面々とポートアイランドで交流時、ヘイディオによる七回帰の1つである爆破テロが発生。幸が所持していたサバイバルナイフ2本の内の1本を使用し、アイ、ナギと共に街中で爆破スイッチを持っていると思われるテロリストの少人数グループを近距離戦で各個撃破し、鎮圧に貢献した。
大島 真弓（おおしま まゆみ）[マユミ]
声 - 西尾夕香
久慈ヶ嶺学園のSORD学生。
主な使用武器は弓。細かいことを気に掛けられず銃のマガジン内の残弾数を上手く把握できない等、銃を苦手としているものの、銃も上手に撃てるようになりたいと思っている。
久慈ヶ嶺には弓を使って戦う人員が数人しかいないため、弓道場はなく練習は地下の銃の射撃場で行っている。
銃を上手く使えないマユミについて、久慈ヶ嶺の伝習員は「弓で戦う相手は少なくて敵の意表を突けるからそのままでも問題ない」としている。
楠 千景（くすのき ちかげ）
声 - 立花理香
久慈ヶ嶺学園のSORD学生。アタッカー。
礼節を重んじ、信義に厚く、凛とした性格をしている。負けず嫌いな一面もあり、訓練で納得のいく結果を得られないとしばらくムスッとすることも。
主な使用武器は薙刀。
平安時代から続く薙刀術・楠真心流の使い手。その薙刀術は弾丸も切り落とすと言い伝えられている。
PC版『クロノスリベリオン』には直接登場しない。
一乃子 あげは（いちのこ あげは）
声 - 高野麻里佳
久慈ヶ嶺学園のSORD学生。
主な使用武器は和弓。
久慈ヶ嶺の中でもトップクラスの弓の腕前を持つがやや気分屋な一面があり、落ち込んでいるときは盛大に的を外すことも。
PC版『クロノスリベリオン』には直接登場しない。

### 千田航空技研
レイチェル・カーペンター（Rachel Carpenter）
声 - 小野早稀
誕生日：4月2日 / 血液型：A型 / スリーサイズ：90（E）/62/94
千田航空技研のSORD学生。ヘリパイロット。モズ・カーペンターの妹。
真面目で勤勉な性格。コツコツ頑張るタイプで、座学の成績は優秀。派手ではないがさりげなくオシャレに気を遣っていて、流行にも敏感な今時の女子。ドローンのプロペラで自作した髪飾りを付けている。しかしキレやすい一面もあり、作戦任務中にスイッチが入ると凶暴さを見せることもある。ヘリに備え付けられたガトリングガンで目標を徹底的に破壊した後でも何事もなかったようにケロッとしている。兄と同じくレモネードが好物。
女好きで遊び人だった兄と違い身持ちは堅いが、一度気になった異性には「あれ、私に気があるのかな？」と、すぐ勘違いしてしまう恋愛に不慣れな面が出てしまう。
料理が得意でアラタが現役だった頃はミートパイを手作りして差し入れており、アラタが“ミートパイ”と同僚からあだ名で呼ばれるようになった由来となっている。
兄・モズとは幼い頃にはぐれてしまうが、2人ともSORD訓練校に送られ、再会。兄やアラタと一緒に戦う事を目標にしていたが、それが叶う前に兄が死に、アラタは姿を消してしまう。正式にSORDに入った後、兄の仇を取ることを決意している。
レイチェルはモズの死にアラタの責任はないと考えており、モズの死の責任を背負い込んでいるアラタに対しては怒りの感情をぶつけている。
美浜学園D組を始め、SORDの部隊をヘリパイロットとして度々支援している。
ローズ
声 - 新田ひより
千田航空技研のSORD学生。整備科所属。
お嬢様のような見た目かつ身長、体つきともに控えめで小学生のような見た目をしているが、幼い頃から身の回りにあるものを何でも分解してきた壊し屋（クラッシャー）で、熟練の本職も驚くほどの天才メカニック。彼女が整備したヘリは一度も整備不良を起こしたことがないために「散らないバラ」と呼ばれている。
普段は誰かが止めなければずっと喋っているような明るい性格をしているが、整備の仕事を始めると別人かと思うほどに無口になる。夢中になると寝食を忘れて無理することもしばしば。
本当はパイロットになりたかったが自分が高所恐怖症だということに気付き、整備士としてサポート側になることにした。
戦闘時には修理用のスパナや釘打ち機を使用する。
PC版『クロノスリベリオン』には直接登場しない。
三澤 冴和（みさわ さわ）
声 - 和氣あず未
千田航空技研のSORD学生。パイロット。
常に冷静で飛行技術も優秀。陰で並々ならぬ努力をしている。
PC版『クロノスリベリオン』には直接登場しない。
古渡 紬（こわたり つむぎ）
声 - 愛美
千田航空技研のSORD学生。パイロット。
世界中の即売会に参加するため、あらゆる免許の取得を目標としているオタク。自家用飛行機などでずば抜けたセンスを見せたことでSORDにスカウトされた異例の経歴を持つ。
PC版『クロノスリベリオン』には直接登場しない。
日向 ハル（ひむかい ハル）
千田航空技研のSORD学生。パイロット。
短機関銃などを使いこなしてアタッカーばりに前線で活躍する。物怖じせず前に出すぎるという悪い癖もあるが、気さくな性格で友達はかなり多い。
PC版『クロノスリベリオン』には直接登場しない。

### 九頭竜女学園
藤丸 ナオ（ふじまる ナオ）
声 - 沼倉愛美
誕生日：3月12日 / 血液型：AB型 / スリーサイズ：92（F）/60/89
九頭竜女学園D組・通称“ダストボックス”のSORD学生。アタッカー。
学園の中でもとりわけ素行のよくない者が集められているダストボックスでナオは特攻隊長を務めている。勉強は苦手だが面倒見が良く、クラスメイトからは姐御と呼ばれて尊敬されている。
一人称は「オレ」。ヤンキーヘアに青メッシュを入れている。制服の改造を行い特攻服のように着用している。この特攻服は大口径弾でも弾く分厚い特殊防弾仕様となっている。辛い物が好きで、なんにでも自前のデスソースをかけており、デスソースを普段から持ち歩いている。
愛車はショッキングピンクの改造バイク。“ソウル・スピード”の異名を持つマキに密かに憧れを抱いており、美浜での合同訓練の際にはマキと出会い意気投合している。
元々は美浜学園のD組・“デッドストック”の所属であり、同じくD組の初期からの学生だったフランとは旧知の仲で唯一のクラスメイトだった。ナオはフランより身体は大きかったが運動神経は良くなくフランの背中に隠れようとするほど気も弱かった。当時のD組の伝習員に毎日苛められており、ある時ナオは伝習員を刺す。刺傷事件は表沙汰になる事なく処理され、ナオは処分を受ける代わりにクズ女のダストボックス行きとなった。そして弱肉強食の世界だったクズ女で伝習員・クチキと出会い、食われる側にならないように死に物狂いで強くなった。
しかし強くなった後もナオの本質は変わらず、胸中では助けを求めておりフランと“偶然”再会することを期待し、かつてフランとよく行ったスフレパンケーキの店先でフランをいつも待っていた。そしてある日、フランと再会を果たす。
後日、無人島のヘイディオの施設の制圧作戦に際し、ダストボックスは美浜での合同訓練を行うことになる。そんな中、アラタとPeTSで接続できなくなってしまったことから作戦に参加できなくなったフランを見かね、ナオは合同訓練の間ダストボックスにフランを迎え入れることをクチキに申し出、承認される。訓練で充分な成績を収めたフランはダストボックスとして作戦に参加することになった。制圧作戦時、デッドストックと聖エールの学生が突入前の配置につき待機する中、戦功をあげるためクチキが独断専行でダストボックスを単独で突入させる。しかし洗脳されたアールとヘイディオのドローン軍団の攻撃により本隊が一時撤退。フラン、ナオ、聖エールのディアナが施設に置き去りになってしまう。フランとナオは重傷を負ったディアナを担いで施設を脱出し、森に逃げ込むがドローンの攻撃によりナオが負傷。流血により意識が朦朧となって弱気になるが、フランの励ましで救助が来るまで耐えきり生還する。
作戦後、救助を指揮したアラタはナオに「生きて帰ってこそ、こうしてまた大切な人と会える。命は投げ出すものじゃない」と伝える。ナオはアラタに謝罪と感謝を述べ、フランの事をよろしく頼むと伝えた。
久地木 誠（くちき まこと）[クチキ]
声 - 手塚ヒロミチ
九頭竜女学園のD組、通称・ダストボックスの伝習員（ハンドラー）。オールディーズなリーゼントヘアとサングラスが特徴的。
かつてアラタが所属していたクラスの伝習員であり、アラタやモズについてクチキは教官の自身でさえも及ばないほど別格の有能な戦闘員と評価していた。アラタが自身の身体の自由と親友・モズを失うこととなった作戦の指揮もしており、モズが亡くなった際にクチキはモズの妹・レイチェルの所へ行き何度も謝罪している。そして一度引退したが復帰し、ダストボックスの伝習員となった。その後もその作戦の失敗をクチキは悔い、それが生き方を変えてしまい、極端な指導方針となったとアラタや野上は考えている。
クチキがクズ女に伝習員としてやってきてからダストボックスは戦績を上げており、命を軽く扱うのもクチキの指導方針となっている。戦績は上がっている為、上層部は指導方針について黙認。教え子であるダストボックスのナオは「どんなにデキが悪い奴でも、見捨てないで戦える兵士に育ててくれる」と評価している。その他、クチキはダストボックスの学生には食すことで痛みや恐怖心を忘れられる興奮剤の類である違法薬物の入ったキャンディを秘密裏に渡している。
ダストボックスの学生を叱責する際、防弾制服で弾が防がれているとはいえ拳銃で撃つという暴力的指導を行っている。アラタはクチキの指導法について訓練ではなく洗脳であると面と向かって非難するが、クチキは自身のやり方に口を出すなと激昂している。
無人島のヘイディオの施設の制圧作戦に際し美浜での合同訓練を行っていた時、SORDの伝習員としては珍しくPeTS導入に前向きな興味を示しネッサの研究所を訪れていたが、アラタ程の能力を持つ伝習員と接続しなければPeTSによる効果はあまり期待できず、クチキの現役時代の資料を見たネッサがクチキを凡庸な伝習員と言葉に出した為、クチキは怒って研究所を去っている。
制圧作戦時、デッドストックと聖エールの学生が突入前の配置につき待機する中、戦功をあげるためクチキが独断専行でダストボックスを単独で突入させる。しかし洗脳されたアールとヘイディオのドローン軍団の攻撃により本隊が一時撤退。フラン、ナオ、聖エールのディアナが施設に置き去りになってしまう。アラタは3名の救助を提言するが、クチキは無謀な救助に反対しアラタを罵る。しかし最終的にクチキはダストボックスの学生が救助に参加することを許可しなかったもののアラタらが救助に向かうことは止めなかった。アラタらが救助中の戦闘でサイバー攻撃を受けていた際には、クチキはイチルにタナトス・システムでの支援を要請している。
救助に成功し帰還後、ダストボックスで使用されていたキャンディ内の違法薬物成分が発覚。これまで上げてきた戦績により黙認してきた上層部が黙認できないほどの中毒性等の副作用があったことからクチキは取り調べを受けることとなった。アラタはおそらく今後クチキが処分されるだろうと予測している。
クチキはクズ女より下はなく、学生が放り出されれば支援がなくなり生きていけなくなると考えており「ゴミ箱に捨てられたガキどもを守るには、こうするしかネェんだよ」とキャンディ使用の正当性を主張していた。

### 聖エール外国人学校
ディアナ（Diana）
声 - 諏訪ななか
聖エールのSORD学生。2年生。山岳猟兵隊所属。カナダ人。
明朗快活、ノリがよくて面倒見が良く、同性の下級生から慕われやすいキャラクター。
実家は山に入ってシカやウサギを撃つ、ハンティングガイド業を営んでいる。幼い頃から自然に慣れ親しんでおり、山でのサバイバル技術に長けている。そのため、山岳猟兵としては珍しく軽装での任務参加が許可されている。
主な使用武器はS12Kショットガン、ククリナイフ。それらを使用した狩猟を得意とし、地元ではグリズリーキラーとあだ名されている。
D組との野外での戦闘訓練の際にはソフィアとペアを組み、D組の面々に勝利している。
無人島のヘイディオの施設の制圧作戦では単独突入したダストボックスがアールと交戦した際にソフィアと共に援護に入り、ソフィアの撤退後もナオ、フランと共にアールと戦うがディアナはナオを庇って重傷を負う。ナオ、フランはディアナを担いで施設から脱出し、無人島の森に逃げ込んでドローンの攻撃を受けながらも救助が来るまで耐えきり、3人は生還した。
ソフィア（Sophia）
声 - 堀籠沙耶
聖エールのSORD学生。隠密接近暗殺部隊所属。
主な使用武器はトンファー型警棒。2本の警棒を両手に持ち、接近戦を得意とする。大人しく内気だが、戦闘では別人のように勇敢に戦う。
かつてニュースにもなった一家惨殺事件の唯一の生き残りで、幼い彼女は被害者としてメディアに追い回され、心に深い傷を負った。事件は未解決で真相は今もなお闇に包まれている。家族を失った彼女はそのような理不尽な事件を根絶したいという願いを持ってSORDに加入した。
D組との野外での戦闘訓練の際にはディアナとペアを組み、D組の面々に勝利している。
無人島のヘイディオの施設の制圧作戦では単独突入したダストボックスがアールと交戦した際にディアナと共に援護に入り、負傷したダストボックスの1人を救助し撤退した。
エレナ
声 - 石飛恵里花
聖エールのSORD学生。プリースト、ハープ奏者。
爆弾をハープの音色で爆発させるという特殊な戦い方をする。非常に上品な物腰で、聖エールの癒し系。音楽一家で育っており、趣味は音楽鑑賞。
PC版『クロノスリベリオン』には直接登場しない。
メリッサ
声 - 上坂すみれ
聖エールのSORD学生。
ナイフを使った襲撃を得意とする。中二病味の牛丼を研究しており、牛丼作りの腕前は中々だが中二病味の評判はイマイチ。
『スターゲイザー Ep._#00』では聖エールに在学していた当時のトーカ、シホの卒業試験で戦っていたことが語られており、無音暗殺班としてトーカとシホと相対しトーカを追い詰めるが、シホがメリッサの気を逸らし、その隙にトーカが攻撃したことでメリッサは敗北している。
PC版『クロノスリベリオン』には直接登場しない。
ネル
聖エールのSORD学生。スナイパー。
掃除が大好きで、汚れを発見すると内心ワクワクしてしまう変わった性格。掃除道具には人一倍こだわりを持ち、中でもモップがお気に入り。
PC版『クロノスリベリオン』には直接登場しない。

### CIRS
阿久津 カナリ（あくつ カナリ）
声 - 相羽あいな
誕生日：12月22日 / 血液型：O型 / スリーサイズ：89（D）/53/90
CIRSで実行部隊を率いている指揮官。
かつてSORDの隊員としてアラタと一緒に戦っており、SORD時代は優秀な戦闘員だった。
現在は有能な指揮官であり、任務遂行のためならどんな残酷な命令も下せる。仕事に私情は挟まない主義だがオフの時はさばさばとした気のいいお姉さん。組織内でも評判の美人なため、異性関係はハデなようだが実際のところは不明。皮肉屋な一面があり、組織の流儀に抗い自らの正義を通そうとするアラタをたびたび皮肉る。

### SORD
モズ・カーペンター（Moz Carpenter）
声 - 森嶋秀太
レイチェル・カーペンターの兄。SORDの戦闘員。アメリカでニンジャ修行をしたメリケンニンジャ。ニンジャ・ランクは“ニンジャ・マスター”。
女好きで遊び人。妹と同じくレモネードが好物。アラタとは親友同士であり、SORDで同じチームに所属していた。アラタからは兄のように慕われていた。
かつては孤児であり、妹・レイチェルとはぐれて1人でいたところを真崎シズリに拾われ、同じくシズリに拾われたDP-01（後のアラタ）と共に育てられる。ある戦闘でCIRSによって撃たれたシズリはDP-01とモズを見捨てて逃げ、取り残された2人はCIRSに保護され、SORD訓練校へ送られ、同じく訓練校にいたレイチェルと再会する。
とある作戦で敵の兵器工場を攻撃するが、タナトスからの情報に誤りがあったために部隊が孤立し、アラタ、モズを残し戦闘員が全滅。負傷したアラタに対し、自らが囮となっている間に脱出するよう伝える。また、レイチェルがアラタに惚れているとし、アラタにレイチェルを託す。モズは囮となって飛び出し、その後帰ってくることはなかった。
しかし、死亡したかに思われていたモズはヘイディオ幹部“セブンリングス”の1人・ダークシャドウとして生存していた。
七回帰を再開すべく、ダークシャドウはCIRSの隊員に変装し洗脳されたアールらと共に美浜学園に侵入し、クロノスシステムのコアとなるエルの誘拐に成功。ヘイディオの海上基地上でエルをコアとしたクロノスシステムの再起動により七回帰が再開されたものの、アラタらの活躍によりクロノスシステムは停止する。その後ダークシャドウはU.S.SORD（の部隊を装ったヘイディオの部隊）の隊長として、自爆が迫る海上基地から脱出しようとしていたアラタらを捕まえるべく追い詰めるが、部隊にスパイとして潜んでいたローラとクイーンが急襲したことで部隊が壊滅。ダークシャドウは撤退を図る。その際、アラタからヘイディオに寝返った理由を尋ねられたダークシャドウは「おまえこそ、何も分かっちゃいない。この世界の事も、シズリの事も」「真実を知りたければ自分で探せ、相棒」と返答し、ボートで夜の海へと紛れて行方をくらませた。

### U.S.SORD
クイーン（Queen）
声 - 春野杏
誕生日：不明/ 血液型：AB型 / スリーサイズ：76（A）/57/78
米国のSORD（U.S.SORD）所属のアタッカー。
世界の終末に備え、ノアの箱舟に乗せる肉体改造や薬物投与を施した強い動物の集積を目的としたカルト教団の施設で、能力の遺伝実験として実験を施された人間の男女の間に生まれる。
ある時、教団が作った強力な肉体変異を促す薬物を投与された1匹のオオカミが鋼鉄の檻を食い破り、教団施設にいた人間と実験動物たちを皆殺しにし教祖と信者のほとんどが死亡。カルト教団は壊滅する。しかしそのオオカミは唯一人間の赤ん坊だけは殺さず、赤ん坊を連れてカナダの山奥で育てた。後のクイーンはオオカミが自身を殺さなかった理由について「哀れんだのか、それとも赤ん坊に投与されていたのが自分と同じ薬物だったため、同族の匂いを嗅ぎ取ったのか」と推測している。
それからオオカミは赤ん坊が約10歳の少女になるまでひっそりと暮らしていたが、山に狩りに来たハンターたちに発見され、ハンターは人間の少女がオオカミに襲われていると勘違いしオオカミを撃つ。オオカミは少女を守ろうとして盾になり銃弾を浴び続け死亡。少女は育ての親を殺されたと思い、ハンターらを爪と牙でハンターを襲うが銃で反撃され、気を失う。
その後、少女はアメリカの研究施設に送られ調査と同時に教育が施され、発見されたのがクイーンエリザベス諸島の島の1つであったため、クイーンと名付けられた。しかしクイーンのために使える予算は限られており、さらにクイーン自身が協力的ではなかったため、人知れず処分される寸前だったが、U.S.SORDとローラにより引き取られた。ローラからはSORDでテロリストと戦うことが、ハンターを噛み殺してしまった償いになると伝えられている。ハンドラーのローラと二人三脚による血の滲むような努力により、人間の言葉や教養を3年で身につけた。野生児のような片言で喋っていた時期もあったが、現代の文明にあっさり馴染んだため、現在は流暢に言葉を扱えている。特殊な経歴の持ち主であるという自覚から、丁寧な言葉使いと平常心を心掛けているが、ふとした際に“育ての親”の流儀が表に出てしまいがちで、本人はそのことを気にしている。体は小さいが大食漢。好物はロブスター。
両手に装着した鉤爪での近接戦闘を得意とし、動きが不規則で、自分に照準が向けられそうになると飛び退いて射線を避けることができる。
ローラは高濃度のオオカミの血液をチューニングしたアンプルを所持しており、この液体の匂いをクイーンに嗅がせることでクイーンの凶暴性を引き出し戦闘を優位に進められるが、クイーン自身は嗅ぐことで「思い出したくないことを思い出してしまいそうで怖い」と苦手としている。クイーンの首には遠隔操作でクイーンの身体に電撃を流せる首輪が装着されており、クイーンの制御が効かなくなった場合は電撃で気を失わせる。
ヘイディオの核搭載ドローンが世界の様々な空港の上空を旋回し占拠する事件（空港占拠事件）の対応のために美浜を手伝いにローラと共に美浜にやってくる。しかしU.S.SORDから与えられた本当の任務はオスロの血が流れているアラタの拉致と危険性の分析であり、アラタを拘束して尋問したローラはアラタにオスロの血が流れていると確信。命令にないアラタの殺害を独断で実行しようとする。ローラが席を外している間にクイーンはアラタに騙していたことを謝罪。会話の中で互いの過去を語り、互いが似たような境遇であったことに気付く。クイーンは初めて会った時から特別な匂いのするアラタに惹かれており、ローラに対しアラタの殺害を止めるよう頼み込むが、ローラはアンプルを使用し凶暴化させたクイーンにアラタの運命を委ねる。しかしその時、美浜学園S組によって急襲されアラタが奪還される。アラタを取り逃したクイーンに対しローラは首輪の電撃で気を失わせ放置。U.S.SORDの隊員らを引き連れS組とアラタを追う。意識を取り戻したクイーンは匂いを辿りアラタを見つけ出し、S組、ローラらの戦闘の中に飛び込んで単身でアラタを攫い、アラタを守りたい思いからアンプル無しで自ら凶暴化。アラタを助けに来たエルを迎撃するが、エルは美浜に来た初日に凶暴化したクイーンの戦法を模擬戦闘で見ていたため、動きを見切られてしまい敗北する。その間にローラがアラタを手中に収め、殺害しようとしたが、再三の命令違反によりローラは作戦責任者から解任。その場にいたU.S.SORDの隊員らからローラは攻撃を受けるも、クイーンがローラを守ったことで射殺を免れる。
その後治療を受けたローラは、同じく治療を受けて眠っていたアラタを再度殺害しようとするが、付き添っていたクイーンが制止。かつて自身を助けようとした罪のないハンターを噛み殺してしまった後悔と同じ思いを恩人で唯一の友達であるローラに背負わせたくないとクイーンは訴え、ローラはアラタの殺害をやめる。ローラは今回の一件の責任を自身で取るため一足先に帰国。クイーンも同じく帰国する事になり、見送りに来たアラタの頬にキスをして帰国した。
その後はU.S.SORD内にいるスパイを探る極秘任務でU.S.SORD（の部隊を装ったヘイディオの部隊）にスパイとして潜んだローラと共に、同部隊がヘイディオの海上基地でクロノスシステムを停止させたD組らを追い詰めた際に自身の正体を明かしてローラと共に同部隊を急襲し、D組らを助けた。
ローラ（Laura）
声 - 伊藤彩沙
誕生日：10月6日 / 血液型：B型 / スリーサイズ：74（A）/58/78
米国のSORD（U.S.SORD）所属の伝習員。
保護されたばかりで誰にも心を開かなかったクイーンを手なずけた唯一のCIRF職員。実際は野生化していたクイーンの恐ろしさを知らずに気安く接触、お気に入りのネイルを噛まれてマジ切れし、逆にクイーンの背中を噛んだことがきっかけである。
趣味はホットヨガと恋愛リアリティショーを見ること。毎日髪の手入れに1時間かける。極度の方向音痴。恋に恋する年頃だが、理想の高さ故にどの相手とも長続きしない。付き合った男性たちに対し、無意識に父性を求めている模様。
幼少期、家はビバリーヒルズにあり、いくつもの会社を経営する父、優しい母の元、何不自由ない暮らしを送る世間知らずのお嬢様だったが、世界から戦争をなくそうと慈善事業に努めていた父の会社がテロの標的になり、家族旅行中に一家は誘拐され、ローラの目の前で父と母が拷問され死亡。殺害した男は自身をオスロと名乗っていたものの、この男はヒース・オスロとは別人で、“オスロ”は受け継がれるものであるとローラは知る。ローラは世界中からオスロの予備軍を見つけて殺害する為にSORDに入隊した。
功績により、若くして日本においての作戦責任者に大抜擢され、ヘイディオの核搭載ドローンが世界の様々な空港の上空を旋回し占拠する事件（空港占拠事件）の対応のために美浜を手伝いにやってきたが、実はU.S.SORDから与えられた本当の任務はオスロの血が流れているアラタの拉致と危険性の分析で、ドローンの解除キーを持つ対象者・ピクシーを確保するための作戦を指揮する中、指揮に同行していたアラタを騙し討ちし誘拐。アラタを拘束して尋問したローラはアラタにオスロの血が流れていると確信。命令にない殺害を独断で実行しようとする。しかし美浜学園S組によって急襲、アラタが奪還されローラはU.S.SORDの隊員らと共にS組とアラタを追う。その後S組らを出し抜いてアラタを手中に収め、殺害しようとしたが再三の命令違反によりローラは作戦責任者から解任。その場にいたU.S.SORDの隊員らから攻撃を受けるも、クイーンがローラを守ったことで射殺を免れる。
そして治療を受けたローラは、同じく治療を受け眠っていたアラタを部屋にあったペンで刺殺しようとするが、クイーンが止めに入り、罪のないアラタを殺せば後悔するとローラを説得したことで、ローラはペンを捨てアラタの殺害を止めて今回の一件の責任を自身で取るため帰国した。
その後はU.S.SORD内にいるスパイを探る極秘任務に就かされることになり、U.S.SORD（の部隊を装ったヘイディオの部隊）にスパイとして潜み、同部隊がヘイディオの海上基地でクロノスシステムを停止させたD組らを追い詰めた際に自身の正体を明かしてクイーンと共に同部隊を急襲し、D組らを助けた。

### ヘイディオ

#### ヘイディオ幹部関係者
シンダリオン（Cindereon）
声 - 中村繪里子
ヘイディオの指導者。
オスロの思想に感染したクロノスシステムがヘザーを操り、オスロの思想に基づき生み出させたデザインヒューマン。アラタと同じくヒース・オスロの遺伝子から生み出されている。シンダリオンは自らをオスロの体現者と称している。
“人類の真の繁栄への願い”を掲げ、DPシリーズを始めとした遺伝子操作によって生み出された天才である進化した「新人類」の研究を応用して管理し、不要となった旧人類ごと地上を焼き払い浄化して新人類の繁栄を図る事を目的にヘイディオを組織、七回帰（セブンリカーション）を実行した。
アラタがエルを救出する為クロノスシステム内部の仮想世界に入った際、シンダリオンもクロノス内部に介入。管理権限をエルから奪い、アラタとエルに精神攻撃して洗脳を仕掛けて支配しようとするがアラタらはこれに打ち勝つ。アラタらの支配を諦めたシンダリオンはクロノスシステムが内部から攻撃された事で計画に取り返しの付かない狂いが生じたとして、計画のやり直しを決断。クロノス内部の仮想世界を崩壊させる。アラタはシンダリオンに対し「また会う事になるだろう」と告げ、シンダリオンのアバターの額を撃ち抜く。シンダリオンはアラタに対し今回の敗北を認め、再会の約束を必ず果たすと口にして消え去った。
ヘザー・オズボーン（Heather Osborne）
声 - 朝比奈幸
ヘイディオ幹部“セブンリングス”の内の1人。クロノスシステムの設計者。通称“ママ”。
かつて仙石一縷と並び称される天才科学者として知られ、国家プロジェクトである遺伝子操作で天才を人為的に生み出す研究・通称「デルピュネ計画」を行っていたが『クロノスリベリオン』本編の10年前にヘザーの研究所がテロリストによって襲撃される事件が発生。研究所の職員は皆殺しにされ、研究所で生まれたデザインヒューマンである子供も誘拐または殺害され、ヘザーもこの事件で死亡したとされていた。しかし実際には生きており、研究所襲撃事件は国から研究費を出させ、研究が完成した後ヘザーの手引きでテロリストに奪わせ自身も事件で殺された事にして裏社会の闇に消える為の狂言事件で、ヘザーもテロリストであった。また、ヘザーに自覚はなかったがヘザーはオスロの思想に感染したクロノスシステムに操られてシンダリオンを造らされていた。
ヘザーの研究所襲撃事件より以前、ヘザーは仙石一縷（イチル）に対抗心を燃やしており、何かに取り憑かれたようにクロノスシステムの開発をしていた。ヘザーのクロノスシステムとイチルのタナトス・システムはコンペティションで張り合ったことがあるらしい。イチルによると「私にやたら張り合ってくる、根暗でイケ好かない女だった」という。ヘザーはクロノスシステムがオスロの思想を発見した事を「砂粒の中から拾い集めた欠片がたまたま美しい宝石だった」とし、それがヘイディオへの協力理由としている。元来のヘザーについてイチルは「殺戮を楽しんだり、世界の歪みを是正する事を望むような女ではなかった」と回顧している。
デルピュネ計画で生まれたDPシリーズの子供たちに対しては自身を“ママ”と呼ばせていた。
裏社会の闇に消えて以降の表の顔としてはロシア人の資産家・エカテリーナを名乗っていた。資産家として日本企業にも多額の出資をし、日本の要人にも顔が利いており、テロリストと知られずに協力されている。しかしヘザーが日本で脳外科手術を受けるため来日した際、ムラサキ、イスカ、D組らが入手した情報によりヘザーが実は生きておりヘイディオ幹部となっていたことが公に発覚した。
その後、アールをクロノスコアとしてクロノスシステムの起動を試みるが、カーネルによるかつての洗脳が強すぎたためアールはコアに適合できなかった。代替案としてヘザーはクロノスコアに天才である自分自身の脳を使用することを思い至り、実行。クロノスシステムと一体化した。
そしてヘイディオはクロノスを用い、七回帰の1つとして世界各地の主要な都市にドローン軍団によるミサイル攻撃を仕掛け、さらに各国メディアが敵対国家による攻撃と報道させるよう情報操作。世界戦争を引き起こそうとするが、この時クロノスはリソースのほとんどを計画に割いていたため、反撃の機会を窺っていたイチルや一姫らから、かつてヘザーが脳外科手術を受けた箇所に過負荷がかかるようサイバー攻撃を仕掛けられ、脳を焼き切られたことでヘザーは死亡、ドローン軍団による攻撃が停止し、世界戦争はギリギリで回避された。
しかしヘザーのデータはクロノスシステムの一部として残っており、アラタがエルを救出するためクロノスシステム内部の仮想世界にフルダイブした際、クロノスがヘザーをアバターとして利用し、アラタの前に姿を現し、アラタらと交戦する。しかしアラタらを打ち負かすには至らず、アラタらの支配を諦めたシンダリオンが計画のやり直しを決断。クロノスシステムの仮想世界は崩壊させたことでヘザーのデータは消え去った。
稲家 琉衣（いないえ るい）
ヘイディオ幹部“セブンリングス”の内の1人。全ての指に指輪をしている。
ノストラのパートナーとして取引を行い、ノストラが敵対勢力から回収した爆弾を使用して七回帰の一つとしてポートアイランドと本島と繋がる大橋と海底トンネルを爆破しポートアイランドを孤立させ、空港を占拠。旅客機を利用したテロと、ポートアイランドの基盤に仕掛けた爆弾でポートアイランドを沈めようと画策していた。
稲家は空港でテロを指揮していたが、D組らの手により空港は奪還、旅客機を利用したテロは防がれ、S組らの手によりポートアイランドの沈下も防がれ稲家は逮捕された。
カーネル（Colonel）
声 - 阿部彬名
ヘイディオ幹部“セブンリングス”の内の1人。ヘイディオの実働部隊を束ねている他、兵士の訓練教官でもある。カーネルは通称であり、軍階級の大佐の事を指す。
元々裏社会で有名な傭兵部隊の隊長で、金さえ払えばどんな危険な任務も遂行していた。誘拐や人身売買で仕入れた子供を訓練し、殺し屋や傭兵に仕立てる事を生業とし、兵士の自我を殺し、新しい人格を上書きする洗脳を施すために薬物等を使用している。本人曰く、「天才でない者を、訓練によって天才を殺せる兵士に育てている」という。殺伐とした空虚な世界に生きるカーネルは、人の成長を見守る事を唯一の楽しみとしている。
七回帰が遂行されれば人類の大半が死に絶え、戦争がなくなり自身が失業することを理解しつつも、自身がやらずともシンダリオンは計画を実行するとし、自身が手を下し血の通った戦争をした最後の1人となろうとしている。
戦闘技術が高く、訓練で行う模擬戦闘でエルとアールが2人がかりで相手をしてもカーネルに勝てたことはなかった。防弾素材でできたスーツやグローブを着用しており、手で銃弾を弾くことができる。
10年前、ヘザーが属していた組織がカーネルを雇い、カーネル率いるテロリストらがヘザーの研究所を襲撃。研究員らはテロリストに研究成果を奪われぬようにDPシリーズの子供達を殺害していくが、DP-01（後のアラタ）が研究員を殺害しDP-08（エル）、DP-09（アール）を助ける。その後DP-01の前に現れたカーネルは、研究員の死体を無言で見下ろすDP-01がどのように育ち、どのような末路に辿り着くのか興味を持つ。DP-01はカーネルを戦っても勝てない圧倒的な存在と直感して立ち向かわなかった。カーネルはDP-01に対し「君は将来、いいテロリストになる」と言葉を残し置き去りにし、エルとアールを連れ去った。
その後、南米にある訓練キャンプでエルとアールに厳しい訓練を受けさせた。訓練キャンプで、組織がどこからか集めてきた子はエルとアール以外全員死亡したという。
クロノスシステムをテスト運用していた戦闘で当時SORDの戦闘員だったアラタと戦っており、タナトス・システムの情報を妨害しSORDの部隊を殲滅。戦闘によってアラタが後遺症が残るほどの大きな負傷をした上にモズを失い、アラタが“デスサイン”と呼ばれるキッカケとなった。
カーネルの組織が仕切る赤ん坊工場から逃げ出した少女（ラピス）をシンダリオンからの指令により回収するためクロノスシステムを使用。アールやアラタと共に居たラピスを発見し、同じくラピスを捜索していたCIRSの部隊を急襲。カーネルは目標をラピスの回収から殺害へと変更し、ラピスの胸を銃で撃ち抜く。しかしその後ラピスは美浜学園での治療により、一命を取り留める。
七回帰により世界各地でテロ攻撃が行われる中、カーネルはヘイディオの海上基地に乗り込んできたD組、アールと相対。カーネルはアールと1対1で戦い圧倒するが、ラピスがアールを援護しに戦闘に介入したことでカーネルに隙が生まれ、アールに頭を撃ち抜かれて海に落ち死亡した。
ダークシャドウ（Dark Shadow）
ヘイディオ幹部“セブンリングス”の内の1人。ダークシャドウは通称。
その正体はSORDの戦闘員でアラタの親友、戦死したと思われていたモズ・カーペンター。詳しくはSORDの項を参照。

#### ヘイディオ構成員
エル
デルピュネ計画により生み出されたデザインヒューマン。詳しくは主要人物の項を参照。
アール
デルピュネ計画により生み出されたデザインヒューマン。詳しくは主要人物の項を参照。
ラピス（Lapis）
声 - 遠野ひかる
誕生日：不明/ 血液型：B型 / スリーサイズ：58（A）/47/55
カーネルの組織が仕切る赤ん坊工場でヘイディオのための兵士として育てられた少女。
幼いながら、格闘から銃器の扱いまで一通りの戦闘技術を持つ。戦闘技術のみを教え込まれてきたため、善悪の観念がなく誰かを撃つ事に躊躇しない。ある意味では純真無垢な存在。
CIRSのエージェント・カナリの情報でD組らが赤ん坊工場を襲撃した際、D組らの包囲を潜り抜けて工場から逃亡。街で食料を得るために窃盗や強盗を繰り返していたところ、ヘザーに捨てられ放浪していたアールに助けられたことをきっかけにアールを慕って付いていく。名前が無かった為、ラピスという名をアールから名付けられる。瞳が宝石のラピスラズリのように美しく深い青色をしていたことからアールはその名前を発想したものの、真正直に相手を褒めるような素直な感性をアールが持ち合わせていなかかったため、ラピスには「石ころみたいに落ちていたのを拾ってきたからラテン語で“石”を意味するラピスと名付けた」と説明している。
その後、アールとラピスはアラタと偶然邂逅。アラタはカナリからラピスを見つけ次第殺害するよう命令されていたがアール、ラピスは敵対心を持ち合わせていなかったため、アラタは両名への対処を独断で保留にする。そんな中、アラタ、アールはラピスが行きたがっていた遊園地へと連れて行くが、カナリ率いるCIRSの部隊に発見されて追われ、さらにはラピスを回収しにやって来たカーネル率いるヘイディオの部隊も襲来しアラタたちとCIRSの部隊を急襲。混乱の中でラピスはカーネルと交戦していたアールの元に辿り着き、アールを助けるためカーネルの殺害を試みるも失敗。カーネルは目標をラピスの回収から殺害へと変更し、ラピスはカーネルに胸を銃で撃ち抜かれる。
死亡したかに思われたラピスだったが、美浜に搬送されネッサの手により人工心臓とPeTSを埋め込まれ、ラピス本人の生命力の高さもあり蘇生に成功したものの意識は戻らず、ネッサの研究室で昏睡状態となっていた。しかし洗脳されたアールがエルの連れ去りを目的に美浜学園を襲撃した際、アールの心の奥底でラピスを呼ぶ声がPeTSを通じて伝わりラピスは昏睡から目覚め、アールの目の前にラピスが現れたことでアールの洗脳が解ける。
ヘイディオの海上基地での戦いではカーネルと戦っていたアールを追って加勢。ラピスの攻撃でカーネルに隙が生まれ、カーネルはアールに倒された。
クロノスシステムの破壊後は美浜の初等部所属となり、D組寮で暮らすようになった。
ピクシー（Pixie）
ヘイディオの構成員。サイバーテロリスト。性別、年齢、容姿不明。
ヘイディオの核搭載ドローンが世界の様々な空港の上空を旋回し占拠する事件（空港占拠事件）における、ドローンの解除キーを持つ人物。
U.S.SORDのローラはピクシーが港の倉庫に潜伏しているとしローラの作戦指揮の下、D組とクイーン、ローラの部下のU.S.SORD部隊が倉庫を制圧。しかし、ピクシーの居場所の情報はローラがアラタを拉致する為に仕組んだ偽の情報であり、現場にピクシーはおらず、ローラは隙を突いてアラタを連れ去った。
空港占拠事件は最終的にタナトスがサイバーテロリストの本当の居場所を特定し、A組が解決している。
ガーネット・フューリー（Garnet Feury）
声 - 櫻庭有紗
ヘイディオの構成員。かつてCIRFに所属していた諜報員のアダム・ブラック（ケヴィン・フューリー）の娘。
D組の手によりクロノスシステムが破壊されてしばらく経ったある日、ガーネットは一姫の誘拐を実行しS組の面々に対し一姫を人質に雄二の身柄を要求。S組は雄二を渡さずに一姫を奪還するため一姫が監禁されたアジトを強襲するが、この展開を想定していたガーネットはS組の面々をも捕らえ、S組の面々に対し雄二を差し出すか、ここで死ぬかの選択を迫る。しかしその時、昏睡状態から目覚めた雄二が現場に到着しガーネットの部下を全滅させてガーネットと対峙。ガーネットは雄二に対し、自身がアダムの娘であることと自身が雄二を欲する理由を明かす。
『楽園』でタナトス・システムのコア（一姫）の密輸計画に失敗したアダムはその後、濡れ衣を着せられ国際手配される身になり、フューリー一家は周囲から迫害を受け、ガーネットと弟は学校でも虐められ続け、延々と続く悪意と暴力に耐えられず、ガーネットの母と弟は自殺、アダムは復讐のためテロリストとなってしまう。そしてガーネットはヘイディオに入るが、クロノスシステムが集めた情報の中で風見姉弟の仲間たちの顔を見つけ、そこに風見姉弟もいることを確信。家族の人生を狂わせた風見姉弟への復讐として風見姉弟の目の前でS組の面々を殺害した後、風見姉弟を殺害することを企てたのだった。
フューリー一家の話を聞いた雄二はガーネットに対し自身の命ならいくらでも差し出すと伝えるが、一方で雄二はガーネットが本当に行いたいことは復讐などではなく、アダムの汚名を雪ぐことにあるのではないかとし、自身の知るCIRF諜報員の名を挙げ、彼らがアダムの無実を証明できる情報を持っている可能性に賭けるべきとガーネットに訴えかける。これを受けてガーネットは雄二を許したわけではないとしつつも、父の無実を証明を優先し雄二らの前から立ち去った。

### その他
アルバート・カニア（Albert Kania）
声 - 笹沼晃
関西のH県K市に拠点を置くマフィア組織・ノストラのボス。
ヘイディオと協力し、対テロ法案をまとめている谷河大臣の爆破暗殺テロをポートアイランドで引き起こそうとする。さらにコヨイやアラタらがSORDの潜入員であることを実は知っていながらもあえて知らないフリをしており、SORDに暗殺の罪を着せて世論を政府の敵に回そうとしていた。しかし決行当日、ポートアイランドでヘイディオがノストラを捨て駒として裏切り、七回帰のテロを発生させ、ノストラの計画に狂いが生じる。カニアはノストラに潜入していたアラタらを障害として排除すべく敵対。ノストラが大臣を殺害する意味は無くなったが自身の溜飲を下げるため、大臣の元へ無事を確認すべく向かっていたコヨイをカニアは尾行し大臣の居場所を突き止め、用意していた部下と共に大臣の護衛のSORD数名と交戦。数的優位で大臣とコヨイらを追い詰める。するとコヨイから、コヨイの母親・白根蕉子について尋ねられ、カニアはかつて自身が組織のトップに立つための清算として過去に捨てた女であるコヨイの母親を自身の手先によって殺させたこと、そして自らがコヨイの父親であることを告げた後、コヨイに止めを刺そうとするがアラタらの救援が到着し形勢逆転してしまい、アラタに支えられたコヨイの手により銃で撃たれ、カニアは死亡した。
古賀 恵祐（こが けいすけ）
ノストラの幹部。既婚者。対抗組織などから奪った火器のメンテナンス・改造を担当。
ポートアイランドでヘイディオに裏切られた際、ノストラに潜入していたアラタらと敵対。他の幹部2人と共にセリカ、フランを追い詰めるがコヨイの援護により倒されてしまい、拘束された。
有間 梢滋（ありま しょうじ）
ノストラの幹部。情報分析官。組織内で唯一の爆破のスペシャリスト。
ポートアイランドでヘイディオに裏切られた際、ノストラに潜入していたアラタらと敵対。他の幹部2人と共にセリカ、フランを追い詰めるがコヨイの援護により倒されてしまい、拘束された。
千原 柊太（ちはら しゅうた）
ノストラの幹部。メンテナンス・改造を施された火器の販売を任されているノストラの金庫番。とても暑がりで、常に薄着でいる。
ポートアイランドでヘイディオに裏切られた際、ノストラに潜入していたアラタらと敵対。他の幹部2人と共にセリカ、フランを追い詰めるがコヨイの援護により倒されてしまい、拘束された。
アルバート・サリア（Albert Saria）
声 - 朝比奈幸
ノストラのボス・カニアの娘。年齢はアラタの印象では約7～8歳。
朝から学校に行くサリアがいるおかげでノストラの日常は意外と規則正しい。母親を早くに亡くしており、ノストラに潜入していたコヨイにすぐに懐いた。
コヨイやカニアは当初知らなかったが、サリアはコヨイの異母姉妹にあたる。
父・カニアの死後、孤児としてノストラの一番近くにある久慈ヶ嶺学園が引き取ることになった。
白根 蕉子（しらね しょうこ）
コヨイの母親。『クロノスリベリオン』本編時点で故人。
アルバート・カニアと関係を持っており、カニアの子を妊娠。カニアから堕胎するよう強く言われるが、カニアに逆らい隠れて娘を産む。
その後母子家庭として娘と生活するが、ある時、ノストラの跡目争いに際し過去の清算を図ったカニアの手先により殺害されてしまう。殺害現場に居合わせた娘はカニアの手先から逃げ出し、後にSORDに保護され「漆葉小宵」の名を得る。
生前、娘から手作りの拙いシュシュを貰っており殺害後、カニアのデスクの引き出しに保管されていた。
シュガー（Sugar）
声 - 山崎はるか
誕生日：6月3日 / 血液型：B型 / スリーサイズ：86（E）/52/84
アメリカ発の世界的SNS“シュガーズ”の開発者でありCEO。インフルエンサーの女子高生。
十代にしてスタートアップさせた“シュガーズ”はクリーンなシステムが評判で、利用者は全世界で25億人と公称されている。本人自ら広告塔となったことで特にティーンから圧倒的な支持を得た。
IT企業以外にも様々な会社を経営している。見た目の幼さで見下されることもあるが、気の強さと屁理屈で相手を根負けさせる。基本的にはワガママな性格。
かつてありとあらゆるセキュリティを突破することを趣味にしていたことがあり、タナトス・システムにハッキングを仕掛けたことがある。最終的にハッキング成功には至らず、タナトスによって国際指名手配のデータベースにシュガーを追加されてしまったため、シュガーはデータベースから情報を消すのに苦労したという。
一人っ子で、物心ついた時から両親は多忙で家におらず一年に数度しか会えなかった。ほとんど面倒を見てくれなかったベビーシッターに渡されたタブレットPCに入っていた子供向けのプログラムアプリを使用するようになり、ジュニアスクールに入る年齢の頃には簡単なアプリを作れるようになった。自分の経営する会社のことで頭がいっぱいの両親の気を引くため、クラッキングプログラムを作って両親の会社のセキュリティを突破することで、自身のことを認めてもらいたいと考える。しかし、クラッキングにより会社の信用が落ち両親は余計に忙しくなり、誰がやったかを気にも留めず、両親は不仲となってしまう。一方でお世辞にも優良企業ではなかった両親の会社がクラッキングされたことで、ネットの世界ではクラッキングが評価される。リアクションが起き、自分自身に直接向けられたことではないにしても、この世界に生きていることを認められた気がして嬉しかったシュガーはクラックやダークウェブで違法サイトを作って大金を稼ぐなどする。それでも一向に振り向いてくれない両親に対し、シュガーはクリーンなソーシャルサービス“シュガーズ”を開始。匿名ではなく自身の名前を前面に押し出して自身が広告塔となってサービスが大きくなれば両親の目に入ると考えた。“シュガーズ”が世界的なサービスとなり、その結果両親はそれまで興味がなかったシュガーと話すようになるが、両親はシュガーではなくサービスの価値やそれに付随するお金にしか興味がなかった。「辿り着いたその先には、何もなかった」と振り返るシュガーは、親に認めて欲しかった自分と同じように、きっと世界中の人々も誰かに認めて欲しいと考えているのだろうと思い至り「親や他の誰も認めてくれないなら、アタシが認めてあげる。だからあなたはこの世界で生きてていいんだよ」という気持ちで活動をしている。
日本の学生の前でサプライズで行うスピーチの依頼があったため来日。しかしホテルで武装グループに襲撃され、SPが全員殺害される。VIPルームで隠れていた所、救助にやって来たD組とエナに発見され、共にホテルからの脱出を図る。脱出の最中、武装グループがホテルの2ヶ所に時限爆弾を仕掛けていたことが判明。D組（SORD）は爆弾を無視し、VIPであるシュガーの避難を優先しようとするが、爆弾が2つ共爆発すればホテルが倒壊し周辺の一般市民や未来ある若者が犠牲になることから、シュガーが爆弾の無視に反対し、アラタ、エナは爆弾の処理を行うことを決定する。爆弾解除のための解析をタナトスが行うがタナトスだけでは解析の時間が足りず、シュガーが“シュガーズ”等のユーザーのスマホの演算能力を利用してタナトスの爆弾解析に協力。解析結果を得たエナとアラタは爆弾を解除し、ホテルの倒壊と一般市民の犠牲を防いだ。
事件後、世界各地でシュガーによる若者に向けた講演会が行われることが決まった。
マナ
エナの妹。『クロノスリベリオン』本編時点で故人。生意気で口が悪く、よくケンカになっていたと後のエナは振り返っている。
エナ、マナの父親の特殊清掃の仕事内容が狂い始め、一家総出で処理を行うようになって以来、一言も喋らなくなってしまい表情も変わらなくなってしまった。
狂った状況をエナよりも正しく理解しており、父親から一家心中の為に睡眠薬入りのお茶を渡された時、恐怖から飲むのを拒否するも、最終的に父親から強引に飲まされ、その後父親によって殺害された。
後にエナがホテルのテロ事件でシュガーと初めて邂逅した際、髪色も顔も似ていないが、瞳の奥に揺れる光がなんとなく自身の妹・マナに似ているとエナは思ったという。
レイ・ウスイ（Ray Usui）
声 - 千春
16歳。アメリカ出身。アングラな組織に特化したジャーナリストのアンナ・ウスイの娘。両親はレイが4歳の時に離婚、父親はその3年後に事故で亡くなっている。
ある時、アンナはヘイディオに関する情報を手に入れ、CIRSに協力する予定だったが何者かに殺害されてしまう。レイは友人と旅行に出ており無事で、CIRSはレイをヘイディオに関する情報が残されている母親の遺品と共に呼び寄せ、レイは船で日本に入国する。レイは京船桜が丘のバニラらにCIRSの所まで護送されていたが、護送途中にバニラらの監視をすり抜けて姿を消し、CIRSに行く前に母親に幸せな気持ちになって欲しいとの思いから母親の遺灰と共にかつて母親がよく話してくれた母親の故郷である三嶋崎の海へ行く。丁度そこでレイを捜索していたバニラらによって発見され、目的を果たしたレイはバニラらに謝罪しCIRSの所に向かおうとするが、事情を聴いたバニラからCIRSの所に向かう前に遺灰を海に撒いて丁重に弔うことを提案され、船で沖合に出て母親に感謝を述べ遺灰を撒いた。そしてCIRSにレイの母親の遺品である、かつてエルとアールが研究所から誘拐された事件のレポートが入ったUSBメモリを受け渡す。その後、レイは京船桜が丘の伝習員・宇川にSORDとしての素養を見出され、京船桜が丘に欠けていたガンスミス要員のスカウトを受ける。レイはかつての母親のように世界をよくするために頑張りたいとの思いからこれを承諾し、京船桜が丘の所属となった。
真崎 シズリ（まさき シズリ）
襲撃されたヘザーの研究所から単身逃げ出したDP-01（後のアラタ）が邂逅した女性。
後のアラタはシズリが裏社会と繋がりがあった人物であるということは間違いないと考えているが、正確な正体は把握できていない。
ある時、研究所から逃げ出して街で窃盗や強奪を行って暮らしていたDP-01からシズリは襲撃を受けるが返り討ちにし、自身の住処に連れて引き取り、同じく拾ったモズ・カーペンターと共に育てる。また、DP-01の“悪魔の血”を封印するため、暗示をかけている。しかしそんな中、ある戦闘でCIRSによって撃たれたシズリはDP-01とモズを見捨てて逃げ、取り残された2人はCIRSに保護され、SORD訓練校へ送られる。
後のアラタはシズリの指導について「道徳を教えてくれはしなかった。ただ生きるのに必要な力を与えてくれたに過ぎない。後は自分で考えろ、と」とし、アラタがSORDで伝習員にと打診された時にシズリの事を思い出し、同じ事をすればいいのか、と思い至っている。また、アラタは「（遺伝子上はさておき）俺に母親はいない。もしいるとすればシズリだけだ」と語っている。その他、シズリについてアラタは「殺しても簡単に死ぬような女じゃなかった」とし、「まだ生きているかどうかは分からないが、たぶん生きているだろう」と考えている。

## 『戦場のバルカローレ』に登場するキャラクター

### PANDORAのプレイヤー
リーリヤ（Lilya） / リーリヤ・カレリナ
声 - 風花ましろ
PANDORAのプレイヤー。
ゲームクリアを目指しているが、人の下につきたくないとの思いから、ゲームクリアに最も近いギルドである“トリアイナ”に入っておらず、自身がリーダーになって新しいギルドを作りたいと考え腕の立つ仲間を求めていた。ゲームをクリアした際に運営から与えられるという願いを叶える権利を欲し、政治家であった亡き父・ヴァシリーに着せられた「大国のスパイ」という汚名をそそぎ、真実を世に知らしめることを求めている。ヴァシリーの死後、父を売国奴と詰るナショナリストとも、リーリヤを新たな運動の象徴にしようとする独立派とも関わりたくなかった為、社会との関わりを断つようになり、孤独な生活の中で父を殺した米国の工作員への憎悪を募らせ続け、現実逃避先のインターネットの闇の中でPANDORAに出会った。
ある時、PK行為を行ってきたプレイヤーを返り討ちにしていた美浜学園の面々を勧誘するが、初心者故マイペースにプレイを行いたかった雄二に断られた。しかしその後も雄二らと度々邂逅し協力していく中で、リーリヤはゲームをクリアした際に運営から与えられるという願いを叶える権利を欲する理由を雄二らに明かす。そして、父・ヴァシリーがアメリカの工作員によって殺害された事を聞いた雄二はリーリヤのゲームクリアへの協力を申し出る。リーリヤは同時期にグレイスティールとトリアイナから悪くない待遇で勧誘を受けていたが、迷った末に雄二らと共にギルド「美浜学園ゲーム部」を新たに立ち上げ、ギルドマスターに就任する。そんな中、リーリヤは雄二がアメリカの国防関係の人間だったことを偶然知る。雄二を信頼に足る人物と思いつつも、かつて父を殺害したアメリカの工作員の面影と重なり、その疑念を払拭できずにいたが、雄二に直接聞けずにいた。
後日、複数のギルドが人型で知性のあるオーガの大規模討伐作戦に乗り出した際、司令部がオーガの拠点での化学兵器の使用を作戦内に織り込み、先進国で正規の教育訓練を受けた軍人である雄二やベアトリクスは化学兵器を使った作戦に忌避感を示す。雄二らは化学兵器を使わずに拠点に潜入しゲームクリアの為のパスコードを入手する算段を立てるが、雄二らの作戦に懐疑的だったリーリヤは1人思い悩む。そんな折、作戦に参加していたドミニクと出会う。作戦にグレイスティール、トリアイナ、美浜学園ゲーム部が参加の意思を示していないことで、作戦内にリーダーとなるカリスマの不在を憂いていたドミニクを見たリーリヤは雄二らと袂を分かち、化学兵器を用いた作戦の指揮を執ってオーガを殲滅させる。
その後、リーリヤは自身の持つ全てのパスコードを持ちトリアイナと合流。ゲームクリアの最後の砦・タワー攻略に必要なパスコードを揃えたトリアイナの面々とリーリヤはタワーに入るが、タワー内で洗脳を仕掛けられる。洗脳に抵抗し正気を保ちながらも、PANDORAの運営者にしてテロリストであるドミニクに扇動者としての才能を見出されたリーリヤは、ドミニクから自身の持つコネクションと財力を使って父・ヴァシリーの死の真相と名誉の回復を請け合うことを引き換えに現実世界でのクーデターへの協力を要請され、これに同意。タワー内でのクーデター演習ステージで政府（大統領府）側に配属された雄二らに対し、リーリヤは反政府側として暴徒を率いて戦う。やがて大統領府が陥落しながらも雄二らはリーリヤの居場所に辿り着き、リーリヤと共にいたドミニクを倒す。願いを叶える手段を失ったリーリヤだったが、決着をつけるため雄二と1対1で戦う。しかし雄二はリーリヤの攻撃を避けずに相打ちの形にし、お互いにギルドルームにリスポーンする。そしてリーリヤは雄二からかつてヴァシリーの暗殺現場に自身が居合わせていたことを明かされ、ヴァシリーはロシア側から資金援助を受けていた事、実際にヴァシリーを殺害したのはロシア側の諜報員であるという真実を伝えられる。リーリヤは戸惑いながらも、普通に政治家をやっていれば残せないほどの財産を父が残していたことを思い返しながら、信じたくなかったその真実を受け入れる。雄二は「裏で糸を引いたやつの思惑がどうであれ、ヴァシリーは平和的で自主自立を目指し、政治で戦った英雄だった」と付け加え、テロリストに加わろうとしていたリーリヤは猛省。涙で頬を濡らしながら美浜学園の面々から差し伸べられた手を取り、皆に謝った。
ベアトリクス（Beatrix） / ブライアン
PANDORAのプレイヤー。トリアイナのギルドマスター。アバターは女性だが中身は男性の所謂ネカマ。ゲームのクリアを目指し、PK行為も平気で行う。
ギルド名のトリアイナはギリシャ神話に登場する槍・トリアイナ（トライデント）に由来する。
蒔菜を“ジャーヘッド”と呼称したり、ゲーム上での高度な戦術運用やギルドメンバーに施された訓練の質からベアトリクスが特殊訓練を受けたことがある米国軍人であると雄二に予測され、さらにトライデントをエンブレムに含む特殊部隊・Navy SEALsの所属とも予測される。そして現在に至るまでシールズに女性隊員はいないことから、ベアトリクスが本当は男性であるという秘密を雄二に看破されてしまい、取り乱し、以降雄二にこの弱みを握られる。
かつて米国軍人であったベアトリクス（ブライアン）は、ラングレーから渡された情報を基にヒンドゥークシュ山脈でテロリストの掃討作戦の指揮を執っていた。当時の階級は中尉。情報部が敵戦力を過小評価していたため仲間にもかなりの被害が出てしまうが、敵のアジトを発見し敵が寝ている隙に全滅させる。帰国後、死んだ戦友たちの遺族を訪ねて回り遺族の悲しみを黙って受け止め、指揮官としての責務を果たす。しかしその後、議会が宣戦布告した正式な戦争ではなかった故、戦闘報告書を見た司法省の役人が「警告無しの射殺は国際法にも国内法にも反する殺人行為」と大統領に話を持ち込む。ブライアンの上官らはブライアンを擁護し、結局ブライアンへの訴追は無くなったが、対価として軍縮スケジュールが数%前倒しにされる。正義も信念もなく予算の引っ張り合いのために自分たちの命がけの戦いが冒涜されたことにブライアンは絶望し軍を去るが、他の仕事をする気にもなれず貯金を切り崩しながらPANDORAに引きこもった。
PANDORAを攻略したいという思いはありつつも、クリアして願いを叶えて貰った人はPANDORAからいなくなることからゲームクリアの報酬である願いを叶える権利を欲してはおらず、このゲームを末永く楽しみ続けたいと語っている。
タワー攻略の際に洗脳に遭い、雄二らを排除すべくグリザイア島の所在する国のクーデター演習の際に戦うが、戦いの末に正気を取り戻しゲームから離脱した。
メアリ（Mary）
PANDORAのプレイヤー。トリアイナのサブマスター、参謀。
ベアトリクスが本当は男性であることを理解しており、人生で初めて得た、信頼できる仲間として大切に思っている。ベアトリクスが男性であるという弱みに付け込んでいる雄二を快く思っていない。
親はおらず、児童養護施設で育つ。生まれつき障害（遺伝性疾患）を抱えており、手足がまともに機能せず、肌は真っ赤に爛れ日光に当たることができず、施設ではいつも孤独だった。他の子が外で遊ぶ間ひたすら勉強の時間に充て、そうして二十数年生きているうちにベッドの上に居ながら一財産を稼ぎ出せるようになっていた。そしてその後、PANDORAの中で仮想空間で自由に動く身体、憐憫の眼差しで見ない仲間たち、尊敬できる人物、自分のいるべき場所を手に入れ、ずっとPANDORAの中にいたいと願っている。
PANDORAの実態は現実世界におけるテロリストの育成を目的としていた為、身体が不自由な不適格者は事前に弾くよう手配されていたが、自身の持つ技術で身元を偽装していた為PANDORAにいることができている。
タワー攻略の際に洗脳に遭い、雄二らを排除すべくタワー前で戦うが、戦いの末に正気を取り戻しゲームから離脱した。
ドミニク / ヨハン・ル・ルー
PANDORAのプレイヤー。
リーリヤのギルドメンバーではないが、人のサポートをするのが好きとのことで、雄二らとリーリヤが初めて出会った際にはギルドメンバーを募集していたリーリヤの手伝いをしていた。
普通のプレイヤーとして振舞っているが、その正体はPANDORAの運営者であり、ヒース・オスロの組織の残党および組織の後継者の1人のヨハン・ル・ルーという男性。オスロを師と仰ぎ、「彼の思想を受け継ぎ、そして発展させる者」と自認している。複数の国の国籍を持ち、米国では脱法麻薬の密売で巨額の利益を得て、ミクロネシアや東南アジアでは政治コンサルタントとして各国の政権に関与。グリザイア島の所在しているミクロネシア地域の国の大統領府で政治コンサルタントも務めている。
ヨハンは2つの超大国の勢力圏がせめぎ合う最前線として太平洋が危機に瀕し、放置すれば近いうちに必ず戦争が起きると考えており、世界平和の為に太平洋周辺各国を侵略して新たな緩衝地帯を設けることを画策。グリザイア島の周辺海域で見つかった大量のコバルト・リッチ・クラストの採掘権に関わる現地政権の汚職問題で反政府デモが連日発生する中で、一般国民の支持を集めている軍部の指導者に金銭的な支援を行い、クーデターの機を窺っていた。
稼いだ金で東南アジアに武器を持ち込み、テロ組織に必要な人材収集・訓練の場をVR空間内に隠し、PANDORAをクリアし訓練・洗脳が完了したプレイヤーをグリザイア島の所在している国でのクーデターおよびそれに呼応した東南アジアでの武装蜂起に投入することを目論み。クーデターで政権を奪い取った後は海底資源の採掘権を材料に超大国を味方につけ、国際的な承認を受けるつもりでいた。
ヨハンの計画が実行まで秒読み段階となり、各国の諜報機関が連携して現実世界でのヨハンの行方を追う中、キアラが雄二らにPANDORAの中から新たなゲームクリア者（訓練が完了したテロリスト）が出ないように他のプレイヤーの攻略を妨害し、時間の猶予を作る事を依頼。ゲームクリアの最後の砦・タワーを攻略中のトリアイナの面々とリーリヤを阻止すべく雄二らはタワーに向かう。一方でヨハン（ドミニク）は洗脳装置でもあるタワーでトリアイナの面々とリーリヤを自身の下に引き入れ、洗脳を跳ね除けた雄二らを排除すべく戦わせる。その最中にヨハンはゲームマスター権限の一部を他の運営者に奪われながらも、雄二らの前に自身の正体を明かしつつ立ちはだかり、残ったゲームマスター権限で雄二らの心を折るべく何度も復活しながら戦い続ける。しかし雄二らの時間稼ぎが功を奏し、現実世界のキアラ、ミリーらの尽力によって不法捜査の末に現実世界のヨハン（ドミニク）が発見され、拘束。グアンタナモの拘留キャンプのストロベリーフィールズに送られ、テロ計画は阻止された。
グレイス
PANDORAの古株プレイヤー。グレイスティールのギルドマスター。
ギルド名のグレイスティールは北欧の神話スールの子ギースリの物語に登場する武器・グレイスティール（グラーシーザ）に由来する。
以前からトリアイナのベアトリクスに任務の成果を横取りされており、ベアトリクスを敵対視している。
トリアイナと互角に戦った雄二らを見込み、グレイスティールに誘うが、グレイスティールとトリアイナ間の抗争に巻き込まれずに自由に楽しみたいとの理由から雄二に断られた。
タワーで雄二らと洗脳されたトリアイナの面々が戦う中、タワーを後から登って来たグレイスは雄二らの援護に入る。この際、何故か雄二らの目的と状況を把握しており、その後ヨハンが拘束され、PANDORAの運営権が別組織に移管された件について何か事情を知っているのか雄二に問われた際は買い被りであるとはぐらかした。

### その他
ヴァシリー・アレクセエヴィチ・カレリン
リーリヤの父親。故人。リービジアの政治家、地域統一党代表。議会の反政府派（親ロシア派）のリーダーであり、現リービジア政権が倒れれば次の大統領になる人物と目されていた。
民族自決を求める民主運動の旗手で、元々リービジア内では武力蜂起を肯定する過激派が主流だったが、ヴァシリーが平和的な運動に変革させた。ヴァシリーの尽力によりリービジア東部の産業は栄え、ロシアとの交易も盛んになり豊かになったという。地域統一党およびヴァシリーはクレムリンから莫大な資金援助を受けている。
しかしある時、議会前での支持者に向けての演説の直前にロシア側の策略によりFSBの工作員に狙撃され死亡。ヴァシリーは「親ロシア派の殉教者」に仕立て上げられ、リービジアは大混乱に陥り、クレムリンは米国の諜報員がヴァシリーを殺したと発表し、リービジア東部へと進出する口実の1つとした。
死後、ヴァシリーはリービジアのナショナリストからはロシアの手先の売国奴と詰られ、反政府派からは優しいリーダーだったとの評価をされている。